# Liste der Baudenkmäler in Viersen (M–S)
Die Liste der Baudenkmäler in Viersen (M–S) enthält die denkmalgeschützten Bauwerke auf dem Gebiet der Stadt Viersen im Kreis Viersen in Nordrhein-Westfalen (Stand: September 2011). Diese Baudenkmäler sind in der Denkmalliste der Stadt Viersen eingetragen; Grundlage für die Aufnahme ist das Denkmalschutzgesetz Nordrhein-Westfalen (DSchG NRW).

| Bild                                           | Bezeichnung                                    | Lage                                                  | Beschreibung | Bauzeit                     | Eingetragen seit   | Denkmal- nummer |
| ---------------------------------------------- | ---------------------------------------------- | ----------------------------------------------------- | --- | --------------------------- | ------------------ | --------------- |
| Wegekreuz                                      | Wegekreuz                                      | Dülken Mackenstein 2a Karte                           | Auf einem 4-stufigen Unterbau erhebt sich ein einfacher Sockel mit eingravierter Jahreszahl: 1903. Es folgt der Mittelblock mit einem Rundbogenfeld und Inschrift auf der Vorderseite: So sehr – hat Gott die – Welt geliebt. Den Abschluss des Kreuzpostaments bildet eine sich nach oben verjüngende basisähnliche Gliederung aus Wulst und Kehle. Die Balkenenden des Kreuzes, auf dem sich ein farbig gestalteter Christuskörper befindet, sind abgerundet. Sowohl das Kreuz als auch sein Unterbau sind aus Muschelkalk gefertigt. Vor dem Wegekreuz wird nachträglich ein Gedenkstein für die Gefallenen des Ersten und Zweiten Weltkrieges aufgestellt. Über den Grund der Errichtung des Kreuzes ist nichts bekannt. Der heutige Standort ist nicht der ursprüngliche, denn vor der Straßenerweiterung im Jahre 1976 steht das Kreuz auf der gegenüberliegenden Straßenseite. Aus wissenschaftlichen, insbesondere religionsgeschichtlichen und volkskundlichen Gründen stehen Erhaltung und Nutzung des Wegekreuzes gemäß § 2 (1) des Denkmalschutzgesetzes im öffentlichen Interesse. | 1903                        | 7. September 1994  | 348             |
| Wohnhaus                                       | Wohnhaus                                       | Dülken Marktstraße 2 Karte                            | Bei dem zweigeschossigen Eckhaus zum Kap Horn handelt es sich um ein zweigeschossiges Wohngebäude in fünf Achsen, das vermutlich in der zweiten Hälfte des 19. Jahrhunderts entstanden ist. Die axialsymmetrische, spätklassizistische Putzfassade mit mittiger originaler Eingangstüre zur Marktstraße ist in fünf Achsen gegliedert. Die Fenster sind im Obergeschoss als Rundbogenfenster und erdgeschossig hoch rechteckig ausgebildet. Die Fassade erfährt durch Sockel-, Stockwerk- und Sohlbankgesims sowie durch die waagerechten vorgeblendeten Fensterstürze eine horizontale Gliederung. Die Giebelseite zum Kap Horn wurde verblendet. Im Inneren des Gebäudes ist der originale Dachstuhl, jedoch teilweise erneuert, mit Holzkeilverbindungen sichtbar. Eine steile Holztreppe führt zu den Obergeschossen. Der Eingangsbereich zur heutigen Gastwirtschaft ist mit einer Stuckdecke überdeckt. Das Gebäude ist von einem Gewölbekeller unterfangen. Als Blickpunkt im Ortskern von Dülken, platzgestalterisch wirksam, ist das Gebäude mit weitestgehender originaler Fassadengestaltung trotz des umgestalteten Giebels in städtebaulichen Zusammenhang zu betrachten, weiterhin spiegelt es an dieser Stelle das historische Stadtbild wider. Aus wissenschaftlichen, insbesondere städtebaulichen, raumgestaltenden und historischen Gründen ist die Erhaltung und Nutzung des Gebäudes gemäß § 2 (1) des Denkmalschutzgesetzes im öffentlichen Interesse. | 2. Hälfte 19. Jh.           | 5. Mai 1986        | 98              |
| Wohnhaus                                       | Wohnhaus                                       | Dülken Marktstraße 5 Karte                            | Das dreigeschossige Gebäude ist Bestandteil einer Häuserreihe an der Marktstraße und wurde vermutlich in der zweiten Hälfte des 19. Jahrhunderts errichtet. Die spätklassizistische Putzfassade ist zu fünf Achsen gegliedert. Erdgeschossig ist das Gebäude durch einen Quaderputz strukturiert, darüber, die Horizontale des Gebäudes unterstützend, Stockwerk- und Sohlbankgesims. Der Zwischenraum ist mit rosettenförmigem, floralem Stuck geschmückt. Die originalen Stichbogenfenster des Obergeschosses sind mit einem vorgeblendeten horizontalen Sturz überdeckt. Ein schlichtes Sohlbankgesims trennt das erste Obergeschoss vom zweiten Obergeschoss, das hier in seiner Fassade eine Änderung erfuhr. Im Inneren des Gebäudes ist die tragende Konstruktion in Holzgewänden teilweise sichtbar. Eine steile Holztreppe führt in die darüber liegenden Geschosse. Der Dachstuhl mit Holzkeilverbindungen ist in originalem Zustand. Ebenso die schlicht ausgeführten Zimmertüren des Obergeschosses, die im Wesentlichen aus einer Lattung mit einem konstruktiv bedingten Rahmen versehen sind. Das Gebäude wird von einem Gewölbekel1er unterfangen. Die Fassade in seiner strengen Geometrie und seiner eher zurückhaltenden Gestaltung ist als typisches Beispiel für die derzeitige Bürgerhausarchitektur zu sehen. Weiterhin spiegelt das Gebäude das historische Stadtbild wider. Aus wissenschaftlichen, insbesondere städtebaulichen und historischen Gründen liegt die Erhaltung und Nutzung des Gebäudes gemäß § 2 (1) des Denkmalschutzgesetzes im öffentlichen Interesse. | 2. Hälfte 19. Jh.           | 5. Mai 1986        | 99              |
| Wohnhaus                                       | Wohnhaus                                       | Dülken Marktstraße 16 Karte                           | Das um 1860 errichtete Wohnhaus ist ein stattliches Gebäude in einer zweigeschossigen Häuserreihe. Die axialsymmetrische Fassade des Gebäudes gliedert sich in fünf Achsen, von denen die drei mittleren zu einem Frontispiz vorgezogen sind. Ein flacher Dreiecksgiebel mit halbrundem Fenster überdacht den Mittelrisalit. Die originale Eingangstüre befindet sich auf der mittleren Achse. Die Straßenansicht erfährt eine horizontale Gliederung durch Sockel-, Stockwerk- und Sohlbankgesims. Ein stark strukturiertes Kranzgesims leitet zum Dach über. Die Rundbogenfenster, erdgeschossig von flachen Pilastern getrennt und im Obergeschoss die drei mittleren mit umlaufenden Wülsten ausgebildet, waren ursprünglich im Oberlicht mit einer rosettenartigen Gusseisenfüllung versehen. Die Fassade ist ein gutes Beispiel der Vermischung klassizistischer mit romanisierenden Stilformen. Im Inneren des Gebäudes sind im Flurbereich die buntgemusterten Fliesen sowie einzelne Zimmertüren mit Rahmen und Füllung erhalten. Das Gebäude ist mit einem Gewölbekeller untermauert. Die architektonische Qualität der Fassade sowie die Nachbarschaft weiterer repräsentativer Wohngebäude an der Straße zum Marktplatz der Stadt Dülken lassen es zu einem Zeugnis derzeitiger Baugesinnung der wohl reicheren Bürger der Stadt werden. Aus wissenschaftlichen, insbesondere städtebaulichen, architekturgeschichtlichen und historischen Gründen liegt die Erhaltung des Gebäudes mit historisierenden Schmuckformen Marktstraße 16 gemäß § 2 (1) des Denkmalschutzgesetzes im öffentlichen Interesse. | um 1860                     | 21. Oktober 1986   | 102             |
| Wohnhaus                                       | Wohnhaus                                       | Dülken Marktstraße 20 Karte                           | Bei dem zweigeschossigen Eckhaus zur Reiterstraße handelt es sich um ein 1850/60 entstandenes Wohnhaus mit verschiefertem Fachwerkanbau. Die axialsymmetrische Straßenfassade mit mittiger originaler Eingangstür gliedert sich zu fünf Achsen; insgesamt ist die Fassade mit einem stark plastischen Quaderputz versehen, der durch Sockel-, Stockwerk- und Fensterbankgesims eine horizontale Gliederung erhält. Die Stichbogenfenster im Obergeschoss sind von einem von zwei Köpfen getragenen vorgeblendeten Stutzbalken überdeckt, darüber schließt die Wand mit einem Stichbogenfries ab. Die Untersicht der Traufe ist mit floralem Stuckwerk versehen. Die Giebelseite des Hauses zur Reiterstraße gliedert sich in drei Achsen, wobei auf der linken Seite zwei Fenster vermauert sind. Im Inneren des Hauses befindet sich die originale Eichenholztreppe sowie im Obergeschoss zwei originale Türen mit Rahmen und Füllung. Weiterhin ist der ursprüngliche Dachstuhl mit Holzsplintverbindungen vorhanden. Die Decke des Kellers ist in Kappendecken ausgebildet, die von Korbbögen unterfangen sind. Die schmuckvolle Fassadengestaltung sowie die qualitätsvolle Ausstattung sind überwiegend in originalem Zustand belassen und machen das Gebäude zu einem historischen Dokument. Weiterhin spiegelt es das historische Stadtbild außerhalb des alten Stadtkerns auf der ehemals repräsentativen Straße zum Markt wider. Aus wissenschaftlichen, insbesondere städtebaulichen, kunsthistorischen, architekturgeschichtlichen und historischen Gründen liegen Erhaltung und Nutzung des Gebäudes gemäß § 2 (1) des Denkmalschutzgesetzes im öffentlichen Interesse. | um 1850/1860                | 5. Mai 1986        | 100             |
| Villa Vogelsang                                | Villa Vogelsang                                | Dülken Marktstraße 22 Karte                           | Außerhalb des alten Stadtkerns von Dülken auf dem Wege zum Markt ließ Herr Tonnar in der Nähe seiner Fabrik die zweigeschossige Villa zu drei Achsen errichten. Die axialsymmetrische Putzfassade mit kolossaler _korinthischer Säulenordnung und historisierender Fensterumrahmung erfährt durch den im Obergeschoss gelegenen Balkon eine mittige Betonung. Das anschließende Tor mit weitergehender glatter Mauer entlang der Straßenseite erfährt ebenfalls eine Säulenordnung. Die originale Haustür, geschmückt mit Rosetten umgebenden Löwenköpfen, befindet sich auf der stuckgeschmückten Giebelseite des Hauses. Die Rückseite ist backsteinsichtig und im Originalzustand erhalten. Bemerkenswert ist hier die Ausbildung des Treppenhauses mit aufstehenden Ecktürmchen; die Zwillingsfenster zum Treppenraum sind mit einer farbigen Verglasung versehen. Im Inneren des Hauses sind die Bodenbeläge, im Eingangsbereich Marmor, mit einem schwarzen Naturstein gerastert verlegt und in den übrigen Räumen Parkettboden mit Intarsien, in einem sehr guten Zustand erhalten. Weiterhin sind in den verschiedenen Räumen einzelne Flächen der ursprünglichen Wandmalereien noch erhalten. Die Wandbilder beinhalten Motive wie Engel sowie eine florale Gliederung der Wände. Das Gebäude ist mit einem Gewölbekeller unterfangen. Die architektonische Qualität der Fassade sowie die repräsentative Ausstattung der Innenräume machen das um 1860/70 entstandene Gebäude zu einem außergewöhnlichen Dokument derzeitiger demonstrativer Bauweise in der Stadt Dülken. Aus wissenschaftlichen, insbesondere städtebaulichen, kunsthistorischen, architekturgeschichtlichen und historischen Gründen liegen Erhaltung und Nutzung des Gebäudes Marktstraße 22 gemäß §2 (1) des Denkmalschutzgesetzes in öffentlichem Interesse. | um 1850–1860                | 5. Mai 1986        | 101             |
| ev. Christuskirche                             | ev. Christuskirche                             | Dülken Martin-Luther-Straße 2 Karte                   | 1609 Ersterwähnung eines evangelischen Pastors in Dülken. Seit der 2. Hälfte des 19. Jahrhunderts nimmt die evangelische Bevölkerung infolge der Industrialisierung zu. 1852 wird der evangelische Gottesdienst in einem Fabrikraum am Domhof abgehalten. 1855 erfolgt die Einweihung der Christuskirche an der Bahnhofstraße (=Martin-Luther-Straße) Zu den Erweiterungen, Sakristeianbau und Außentreppe zur Empore (Baugesuch vom 27. Juni 1906) liegt ein Schriftwechsel zwischen der Bürgermeisterei Dülken und der preußischen Regierung vor, der einen interessanten Einblick in die Denkmalpflege zur Jahrhundertwende vermittelt. 1966 wird ein neuer Kirchenbau mit Verbindung zum alten an der Nordseite eingeweiht. (Baugesuch 30. Mai 1963) Dabei wird auch der Eingang der Sakristei zur Apsis hin verlegt. Beschreibung Der in einheitlichen Formen der Neuromanik errichtete Kirchenbau wird in 3 Bauabschnitten gebaut. Dem einfachen rechteckigen Kirchenraum mit 5/8 Chorabschluss liegt ein Bautyp zugrunde, der im Rheinland schon vor den preußischen Einflüssen existiert. Die Oberbaudirektion in Berlin beeinflusst diese Tradition des 18. Jahrhunderts lediglich im Detail. Das Äußere des in Backstein gehaltenen Baukörpers ist einfach und klar gegliedert. Die von kleinen Türmchen überhöhten Eckpilaster werden auf der Ost- und Westseite durch Treppengiebel miteinander verbunden. Auf den Längsseiten, deren Mittelteile risalitartig vortreten, stellen Rundbogenfriese die Verbindung her. Der Turm, in gleicher Weise mit Pilastern und Rundbögen in 3 Geschosse gegliedert, besitzt im Erdgeschoss nach Westen den noch ursprünglich erhaltenen Eingang. Rechteckige Pilaster tragen einen Bogen, der mit einem profilierten Dach in Werkstein abgeschlossen wird. Die dazwischenliegende Putzfläche trägt die Jahreszahl 1876. Das Oberlicht, über einem mit Weinlaub geschmücktem Kämpfer, setzt die Rundbogenform des Rahmens in der inneren Teilung fort. Über dem Eingang erscheint im 2. Turmgeschoss nach Westen ein Fenster, nach Norden und Süden eine sich öffnende Knospe (in Werkstein) von einem profilierten Kreis (in Backstein) gerahmt. Im 3. Obergeschoss, dem Glockenturm, sitzt über den Klangarkaden, die ursprünglich nach allen Seiten gerichtete Uhr. (Ostseite zugemauert) Der Gemeinderaum (Breite zu Länge etwa 2:3) besitzt auf den Längsseiten je 3 große Fenster, deren ursprüngliche Verglasung verloren ist. Nur der Chor besitzt noch die ursprünglichen Fenster (von 1855) sowie die Sakristei (nach 1906). Aufwendig wird der Raum nach oben durch eine teils mit Blattgold gefasste Stuckdecke betont. Die farbige Ausgestaltung der Stuckausfachungen ist teilweise erhalten. 1963 wird der Innenraum in seinen Ursprungszustand zurückgebaut. Die Empore wird auf 1,00 m verkürzt, die sich dort befindende Orgel abgebaut. Der Holzfußboden wird durch einen Steinfußboden ersetzt. Das Gestühl wird gegen eine bewegliche, jedoch moderne Bestuhlung ausgetauscht. Ein neugotischer Taufstein wird aufgestellt. Die Kirche repräsentiert in ihrer Schlichtheit die Geisteshaltung der reformierten evangelischen Gemeinden. Aus wissenschaftlichen, insbesondere architekturgeschichtlichen und volkskundlichen Gründen, liegen Erhaltung und Nutzung des Gebäudes gemäß § 2 (1) des Denkmalschutzgesetzes im öffentlichen Interesse. | 1855                        | 20. Juni 1989      | 204             |
| weitere Bilder                                 | alter ev. Friedhof Süchteln                    | Süchteln Merianstraße Karte                           | Nach Anfängen im 16. Jahrhundert sind für die Jahre 1608 und 1609 die ersten festen Einrichtungen einer evangelischen (reformierten) Gemeinde in Süchteln belegt. Die zuvor noch im verborgenen agierende Gemeinde konnte ab 1609 Gottesdienste mit einem eigenen Pfarrer abhalten, anfangs meist heimlich in Privathäusern, ab 1669 dann in der Kirche an der heutigen Hindenburgstraße. Bereits ein Jahr zuvor, 1608, wurde an einem Weg außerhalb der Stadtmauern, der heutigen Merianstraße, ein Friedhof angelegt. Der schmale Landstreifen wurde vermutlich gegen Ende des 19. Jahrhunderts um ein hinteres, etwas breiteres Grundstück vergrößert. Die Anlage ist von einer Backsteinmauer eingefasst. Auf dem Friedhof befinden sich noch zahlreiche historische Grabplatten und Stelen aus dem 17., frühen 20. Jahrhundert, meist aus Sand- oder Blaustein gearbeitet. Einige ältere Monumente sind relativ stark verwittert, so dass sie nicht mehr eindeutig einzelnen Personen oder Entstehungszeiten zuzuordnen sind. Auf jeden Fall aber finden sich einige der bedeutenden Namen frühen evangelischen Gemeindelebens und auch der Süchtelner (und Oedter) Wirtschaftsgeschichte. Die ältesten Stücke sind heute im vorderen Bereich, der im Wesentlichen bereits zu einer schlichten Grünanlage umgestaltet ist, konzentriert, doch sind auch im hinteren, jüngeren Abschnitt einige erhaltenswerte historische Grabstätten aus dem späten 19. / frühen 20. Jahrhundert vorhanden. Den Übergang zwischen beiden Teilen markiert das wohl um 1900 entstandene Mausoleum der Familie Freudenberg. Die historisch bedeutenden Grabsteine sind im Folgenden summarisch beschrieben. Im Übrigen wird auf die Fotodokumentation verwiesen. Die Reihenfolge orientiert sich an der heutigen Aufstellung. Vom Eingang aus rechter Grünstreifen Deussen / Duyn 456(1) Drei liegende Grabplatten auf kissenartigen Sockelsteinen, dahinter zwei antikisierende Stelen, die mittlere mit Doppelporträt-Medaillon, vermutlich aus der 1. Hälfte bzw. Mitte des 19. Jahrhunderts. Ursprünglich wohl zugehörig die gleich gestalteten Grabplatten von Ludwig u. Amalie Forsbeck (s. u.). Eine 1989 dokumentierte Inschrift auf der hohen Stele heute nicht mehr zu lesen: "Ruhestätte von Friedr. Wilh. Deussen geb. den … Aug. 1765 gest. … 18 … und Anna … Deussen geb. Vietzges … 1778, gest. … 1861". Auf der kleineren Stele ist im unteren Bereich ein Relief des Auges Gottes in halbrunder Blende ausgearbeitet. Friedrich Wilhelm Deussen, Großvater des gleichnamigen Fabrikanten aus der Mitte des 19. Jahrhunderts, war einer der ersten Samtweberei-Unternehmer in Süchteln. Neuss 456(2) In die Umfassungsmauer eingefügter gequaderter Hintergrund mit flachem Dreiecksgiebel, davor eine Marmortafel in ädikulaartigem Rahmen mit eingezogenem Rundbogen und Akroterien, 1890er Jahre. Leuken 456(3) Vier schlichte kleine Grabsteine auf Grottenstein-Sockeln. 2. Hälfte 19. / Anfang 20. Jahrhundert. Duhr 456(4) Wandtafel in ädikulaartigem Rahmen mit seitlichen Pilastern, darüber über Zahnschnitt und Eierstab ein flacher Dreiecksgiebel mit üppigem pflanzlichen Ornament und Akroterienbekrönung; Ende 19. Jahrhundert. Der auf der Inschrifttafel erwähnte Friedrich Wilhelm Duhr (1815–1886) war u. a. Mitinhaber der bedeutenden Weberei Ling & Duhr. Metzges / Zumbruch – Horn 456(5) In die Backsteinmauer integrierte breite, zweiteilige Wandplatte in Jugendstilformen, Anfang d. 20. Jahrhunderts. Rechts unter geschwungenem Giebel in Ädikula-Rahmung Inschriftplatte f. Friedrich Metzges, links zwischen zwei überhöhten Wandpfeilern in freier geschwungener Rahmung Inschriftplatte Zumbruch – Horn. Kauwertz 456(6) Kleiner schlichter Grabstein, Tafel in Grottenstein-Rahmung, 1933. Grabstein ist nicht mehr vorhanden Sieben-Dornbusch 456(7) Obelisken-Stele auf flachem Postament mit Inschriften, 2. Hälfte 19. Jahrhundert. Klinker 456(8) Kleiner schlichter Grabstein auf rustiziertem Sockel, 2. Hälfte 19. Jahrhundert. Grabstein ist nicht mehr vorhanden Benzenberg 456(9) Klassizistische Stele, nach oben leicht verjüngt, mit flachem Giebel und großen Eckakroterien, Mitte 19. Jahrhundert. Inschrift verblasst: "HIER RUHT JOHANN BENZENBERG SOHN VON EBERHARD BENZENBERG BEI KETTWIG GEB. DEN 17. JUNI 1716 GEST. DEN 4. MAI 1795 UND SEINE GATTIN CATRINE SIEBEN GEB. DEN 17. OCTOBER 1717 GEST. DEN 4. JANUAR 1784." Johannes Benzenberg, Vater des Theologen Heinrich Benzenberg und Großvater von Johann Friedrich Benzenberg, Professor für Astronomie, war um 1740 evangelischer Lehrer in Süchteln. Küppers 456(10) Obelisken-Stele auf Grottenstein-Postament, 2. Hälfte 19. Jahrhundert. Forsbeck / Deussen 456(11) Drei liegende Grabplatten auf kissensteinartigen Sockeln, Ende 19. / Anfang 20. Jahrhundert, zugehörig der Gruppe Deussen-Duyn. Vom Eingang aus linker Grünstreifen Girmes 456(12) Gruppe aus einer mittleren Stele in einfachen antikisierenden Formen mit stark fragmentierter Inschrift, flankiert von zwei kleinen Kissensteinen für Mathias Girmes (1815–1889) und Sybille Girmes geb. Sieben (1820–1895); 2. Hälfte 19. Jahrhundert. Tillen 456(13) Schlichter liegender Grabstein, 1896. 5 stehende Grabplatten (Huls, Zehres, Tillen u. a.) 456(14) Ensemble der ältesten erhaltenen Grabplatten aus Blaustein oder Basaltlava, 18. Jahrhundert und evtl. älter, mit stark verwitterten Inschriften. Überwiegend antikisierend gerahmte Doppelfelder mit geschweiften oder gerundeten Giebelbekrönungen. Bemerkenswert v. a.: Ruhestätte Huls, Grabplatte aus Blaustein (Höhe 1,45 m, Breite 0,94 m) mit undeutlich lesbarer Inschrift für Jakob Huls, gest. 1733 und Catarina Broex, gest. 1737, außerdem die Verse Hiob 19, 25 und Philipper 1, 21. In einer Wappenkartusche über den beiden Rundbögen sind Ranken und das flammende Herz dargestellt. Andere Platten u. a. für Adam Tillen (gest. 1748?) sowie Theis Zehres (gest. 1669) und Gritgen Zehres (gest. 1676). – Durchreibungen von Inschriften befinden sich im Archiv der UDB Viersen. Vitz 456(15) Einfaches dreiteiliges Grabmal aus Sandstein mit mittlerer überhöhter Stele, in deren Segmentgiebel ein Palmwedelrelief erhaben aufgebracht ist; im linken Teil Mäanderfries, rechter Teil verwittert, Anf. 20. Jahrhundert. Zwischen den beiden Friedhofsteilen Freudenberg (Mausoleum) 456(16M) Das Grabhaus der Familie Freudenberg steht ungefähr in der Mitte der Anlage. Die Fassade und die Seitenwände des Gebäudes sind mit polierten Steinplatten belegt, die Rückseite ist backsteinsichtig gehalten. An den Längsseiten befindet sich je ein Medaillon mit der Darstellung eines Engels, im Giebelfeld der Name in vergoldeten Buchstaben: "Familie Freudenberg". Doppelpilaster rahmen den Eingang, darüber Triglyphen und ein Dreiecksgiebel mit Eck- und Firstakroterien. Über der Eingangstür steht der Sinnspruch: "Per aspera ad astra." (Über raue Pfade gelangt man zu den Sternen / Aus der Dunkelheit zum Licht). Eine der ursprünglich zwei vor dem Eingang stehenden Opferschalen ist heute im Inneren des Grabhauses aufgestellt: Auf einer blattwerkverzierten Basis mit klassischem Wulst-Kehle-Wulst-Profil erhebt sich ein kannelierter Säulenschaft mit Halsring, der über einem vermittelnden Oktogon eine runde, ausladende Schale trägt. Zwei Löwenköpfe schmücken Vorder- und Rückseite, während die Griffe aus zwei ineinandergeschlungenen Schlangen bestehen (von einer ehemals vor-handenen zweiten existieren lediglich der Säulenfuß und ein Teil des Säulenschaftes). Freudenberg (Grabsteine) 456(16G) Vor dem Grabhaus befindet sich eine mit niedrigem Ziergitter eingefasste Grabstätte, in deren Mitte sich eine schlichte Grabstele mit der Inschrift "Ruhestätte der Familie Freudenberg" erhebt; davor vier kleine, schlichte liegende Grabsteine. Die Familie Freudenberg ist eine der Süchteln im 19. und 20. Jahrhundert prägenden Familien, als Industrielle v. a. im Textil- und später auch im Sandgewerbe. Prominente Vertreter sind Richard Freudenberg, zeitweise Bürgermeister, und u. a. auch Initiator des Anschlusses Süchtelns an das Eisenbahnnetz, und Carl Freudenberg, u. a. Bauherr der Villa Bong. Im Erweiterungsteil an der linken Seite sind große, z. T. in die Wand integrierte, mehrteilige eingefasste Grabstätten des frühen 20. Jahrhunderts erwähnenswert: für Strommenger, Kauwertz, Girmes, Holthover-Hagenbroich. Aus historischen Gründen ist die Grabstätte Johannes u. Nissa Girmes hervorzuheben, bestehend aus einer hinteren Grabwand mit niedriger Einfassung aus poliertem schwarzen Marmor mit eingelegten kleinen kupfernen Medaillons, wahrscheinlich ein Entwurf des (verwandtschaftlich verbundenen) bekannten Krefelder Architekturbüros Girmes & Oediger. Die Inschrift im Giebel lautet: "LIEBE, TREUE, FLEISS UND STREBEN / WAR DEIN LEBEN", darunter: "JOHANNES GIRMES / KÖNIGL. KOMMERZIENRAT / 2. MÄRZ 1854 – 18. SEPTEMBER 1912 / NISSA GIRMES / GEB. BÜSCHER / 18. AUGUST 1875 – 2. FEBRUAR 1925". Johannes Girmes gründete 1879 in Oedt die später bedeutende gleichnamige Textilfirma, in die auch seine beiden Brüder August und Dietrich eintraten. Sie waren Söhne von Mathias Girmes, der einer alteingesessenen reformierten Krefelder Familie entstammte und 1850 die Oedterin Sybille Sieben, (adoptierte) Tochter des dortigen Holthoverhofes geheiratet hatte (vgl. die Grabstätten Mathias Girmes und Holthover). – Die kleine evangelische Gemeinde Oedt (mit Hagen) war bis 1961 eine Tochtergemeinde von Süchteln. Strommenger 456(17) Kauwertz 456(18) Girmes 456(19) Holthover-Hagenbroich 456(20) Der evangelische Friedhof an der Merianstraße stammt aus der Frühzeit evangelisch-reformierter Religionsausübung in Süchteln. Seine Lage außerhalb der Stadt ist charakteristisch für die Situation früher evangelischer Gemeinden innerhalb ihres katholisch geprägten Umfeldes und markiert hier in Süchteln eine mit annähernd 400 Jahren selten lange kontinuierliche Nutzung. Der historische Zeugnis- und Denkmalwert manifestiert sich daher nicht allein in den einzelnen Grabstätten, sondern im gesamten Friedhof als Einheit von Grabmonumenten, Fläche und Umfassungsmauer. Der Friedhof ist daher insgesamt ein Baudenkmal im Sinne des Denkmalschutzgesetzes. Auf dem Friedhof befindet sich noch eine hohe Zahl historischer Grabsteine des 17./18.- frühen 20. Jahrhunderts, die über ihr Alter hinaus teilweise auch künstlerische Züge aufweisen, worin sicher auch die große Bedeutung einiger evangelischer Familien im Industrialisierungsprozess Süchtelns zum Ausdruck kommt (z. B. Deussen, Duhr, Freudenberg). Eine Besonderheit stellen außerdem die Grabstätten der Familie Girmes aus Oedt dar, zum einen wegen des überörtlichen Bekanntheitsgrades dieser bedeutenden Unternehmerfamilie und weil ihr Grabmal von einem bekannten Architekturbüro entworfen wurde, zum anderen als Zeugnis der langjährigen Zusammengehörigkeit der evangelischen Gemeinden der beiden Orte. Der evangelische Friedhof an der Merianstraße ist aus den dargelegten Gründen bedeutend für Viersen. An seiner Erhaltung besteht aus künstlerischen und wissenschaftlichen, insbesondere orts- und religionsgeschichtlichen Gründen ein öffentliches Interesse. Es handelt sich daher gemäß § 2 (1) Denkmalschutzgesetz um ein Baudenkmal. | 1608                        | 6. Juli 2004       | 456             |
| Wohnhaus                                       | Wohnhaus                                       | Süchteln Merianstraße 10 Karte                        | Das Wohnhaus Merianstraße 10 wird 1912 als Zweifamilienhaus errichtet. Es ist formal im Prinzip spiegelbildlich identisch mit dem Nachbarhaus Merianstraße 12, mit dem zusammen es nach Plan des Architekten J. Felder aus Kempen erbaut wird. Details wie Erker bzw. Balkon oder Zwerchhaus sind jedoch variiert. Das über Sockel zweigeschossige Haus, traufenständig in eine geschlossene Zeile eingebaut, erhebt sich über leicht tiefrechteckiger Grundfläche (laut Entwurfsplan 8,5 × 11,6 m). Die verputzte Fassade besitzt vier nicht durchgezogene Fensterachsen, d. h. die Tür- und Fensteröffnungen der Geschosse sind nicht exakt übereinander angeordnet. Während der Hauseingang in der linken Achse angeordnet ist, betonen ein zwei Achsen breiter Kastenerker im Obergeschoss und darüber ein Zwerchhaus die Mitte. Die Öffnungen des mit feinem Quaderputz versehenen Erdgeschosses sind rundbogig geschlossen, die der oberen Geschosse haben gerade Stürze. Die Brüstungsfelder sind mit einfachen geometrischen Blendgliederungen versehen. Lambrequins (Schabracken) mit radial gesprossten Oberlichtern zieren die Erdgeschossfenster. Auf der schmalen Linie des Geschossgesimses sitzt auch der Kastenerker auf, der seitlich je ein und nach vorne zwei schmale Fensteröffnungen aufweist. Sein Dach dient dem Zwerchhaus als Austritt. Dessen geschwungener Giebel ist oberhalb von Fenster und Fenstertür mit einer Kartusche geschmückt. Seitlich wird das Zwerchhaus von je einer Dachgaube begleitet; im Entwurfsplan sind diese nicht verzeichnet, möglicherweise aber dennoch ursprünglich. Die Gebäuderückseite ist unverputzt belassen. Ein Hinterhaus hat es nicht gegeben. Die wohl originale hölzerne Haustür mit Oberlicht, über Stufen tief eingenischt, führt in das Innere, dessen Grundrissprinzip durch die erhaltene Erschließung noch ablesbar ist. Der seitliche schmale Flur führt zum rückwärtigen Treppenhaus mit Ausgang in den Garten. Erd- und Obergeschoss besitzen laut Entwurfsplan ursprünglich je eine Wohneinheit aus zwei Zimmern, Schlafzimmer und Küche; das WC befindet sich auf dem Treppenabsatz. Der Flur ist mit kleinformatigen Schmuckfliesen mit für 1912 zeittypischem, abstraktem Dekor ausgelegt. Die Holztreppe ist gerade gegenläufig mit Wendepodest, weist gedrechselte Geländerstäbe und einen zylinderartigen Anfangspfosten auf, der formal ebenfalls eine spätere Zeitstufe repräsentiert als die meist kandelaberförmigen Anfänger des späten 19. Jahrhunderts. Im Obergeschoss ist der Raumteiler zwischen abgeschlossenem Treppenhaus und Wohnung erhalten. Auch andere Rahmen-Füllungstüren sind noch vorhanden. Die bei konventionellem Baukörpertypus sachliche Gestaltung des Hauses, die z. B. auf Stuckdekorationen oder bestimmte Stilformen verzichtet, verweist auf die Entstehungszeit Anfang des 20. Jahrhunderts, in der man sich vom Historismus der Gründerjahre mit seiner applizierten Ornamentik absetzte. Auch an einzelnen Details im Inneren (Fliesendekor, Treppenanfänger) kommt diese Haltung zum Tragen. Eine Ausnahme bilden hierbei die vergleichsweise üppig dekorierten Lambrequins, die offenbar einem Bereich zeitgenössischer Massenproduktion entstammen, bei der "sachliche" Architekturreform noch keine Rolle spielte. "Als Lambrequins (…) bezeichnen wir horizontal laufende, hängende stoffliche Abschlüsse, die nach unten in bestimmten Umrissen ausgeschnitten und mit Schnüren und Quasten besetzt, mit Stickereien verziert werden usw. Nach oben hin erhalten die Lambrequins gewöhnlich eine Fassung durch profilierte Leisten, sog. Galerien. Lambrequins finden sich als innere Abschlüsse der Fensterleibungen, an Himmelbetten, Baldachinen, Traghimmeln, Zeltdecken, Marquisen und ähnl. m. und neuerdings als Blende vor Rollladen und Jalousien (wobei das ausgeschnittene, gedrückte Blech zu der Form allerdings nicht im richtigen stilistischen Verhältnis steht)." (Meyer 1888, S. 201f.) Die Merianstraße, früher Nordstraße, ist eine nach Nordosten aus dem historischen Stadtkern von Süchteln hinausführende Straße. Als Weg ist sie bereits in den Kartenaufnahmen des frühen 19. Jahrhunderts (Tranchot 1805, Urkarte 1812) verzeichnet, mit annähernd dem gleichen, nicht durchgehend geradlinigen, sondern mehrfach gebrochenen Verlauf wie heute. An ihr angelegt ist der evangelische Friedhof; die Urkarte 1812 verzeichnet im Bereich der heutigen Wohnhauszeile große Gartenflächen vor der Umwallung des Ortes. 1911–13 wird die Straße mit zweigeschossigen Wohnhäusern ausgebaut. Die in den Bauakten der Häuser erhaltene Korrespondenz mit Kreisbaumeister Ledschbor und seinem Mitarbeiter Luthardt als zuständiger Bauberatungsstelle belegt, dass die Stadt Süchteln den Ausbau der Nordstraße als wichtige städtebauliche Maßnahme erachtet, die nicht nur die genannten Wohnhäuser, sondern auch zwei neue Querstraßen und einen Platz zwischen den Häusern 1 und 3 einerseits, 14 und 16 andererseits umfassen sollte. Obwohl vermutlich der Erste Weltkrieg die vollständige Durchbildung in diesem Sinne verhindert, ist auch heute noch der ursprüngliche Gestaltungswille im Straßenraum erfahrbar. Bauherr der gesamten Ausbaumaßnahme an der Nordstraße ist der Bauunternehmer Franz Jürgens. Trotz der einheitlichen Bauherrenschaft erfolgt die Planung der einzelnen Gebäude jedoch durch vier verschiedene Architekten bzw. Baugeschäfte. Als erster Bauabschnitt entstehen 1911 die Wohnhäuser Merianstraße 4, 6 und 8 (Planverfasser: Solbach & Remmel, Viersen). Es folgen 1912 Merianstraße 10 und 12 (J. Felder, Kempen) sowie 1913 die Eckbebauung Merianstraße 14 und 16 (Franz Schrüllkamp, Krefeld). Ebenfalls 1913 wird auf der gegenüberliegenden Straßenseite das Doppelhaus Merianstraße 1 und 3 als Wohnhaus und Gaststätte für Franz Jürgens selbst errichtet (W. Rompelberg, Süchteln). Die Wohnhäuser sind zum Teil als Ein-, zum Teil als Zweifamilienhäuser konzipiert; im Eckgebäude Merianstraße 16 ist im Erdgeschoss ursprünglich ein Ladengeschäft untergebracht. Bevor Franz Jürgens als Bauunternehmer in Süchteln auftritt, ist er zunächst Bäcker in Düsseldorf. Nach örtlicher Überlieferung investiert er die Entschädigungszahlungen, die er nach einem Betriebsunfall erhält, in die Häuser an der Merianstraße. Jürgens selbst unterhält im Haus Merianstraße 3 eine Gaststätte. Kurz vor der Inflation in den zwanziger Jahren verkauft er seine Häuser. 1936 stirbt er im Alter von 79 Jahren. Die Merianstraße bildet im Bereich der Hausnummer 1/3 bzw. 4 bis 16 ein Ensemble von im Gesamterscheinungsbild gut erhaltenen Wohnhäusern des frühen 20. Jahrhunderts, die 1911–13 in mehreren Bauabschnitten vom gleichen Bauherren errichtet werden. Der Straßenzug, dessen Gestaltung bei offenkundig einheitlicher Gesamtanlage im Detail abwechslungsreich variiert ist, wird bereits in den 1970er Jahren als im genannten Umfang schützenswert angesehen, da es sich um eine vergleichsweise umfängliche geschlossene Zeile von Wohnbauten (Merianstraße 4 bis 16) sowie einen platzbildenden Solitärbau (Merianstraße 1/3) handelt, in denen planvolle Stadterweiterung der Jahre vor dem Ersten Weltkrieg wie kaum sonst in Süchteln zum Ausdruck kommt (vgl. z. B. Rahmenplanung Altstadt Süchteln, 1978, S. 29). Als in wesentlichen Zügen substanziell anschaulich erhaltenes Wohnhaus des frühen 20. Jahrhunderts und Teil des Ensembles Merianstraße ist das Haus Merianstraße 10 in Süchteln bedeutend für Viersen. Aus den dargelegten Gründen besteht an seiner Erhaltung und Nutzung aus wissenschaftlichen, insbesondere architekturgeschichtlichen sowie aus städtebaulichen Gründen ein öffentliches Interesse. Es handelt sich daher gemäß § 2 (1) Denkmalschutzgesetz um ein Baudenkmal. | 1912                        | 18. Juli 2001      | 412             |
| Wohnhaus                                       | Wohnhaus                                       | Süchteln Merianstraße 14 Karte                        | Das Wohnhaus Merianstraße 14 in Viersen-Süchteln ist ein Baudenkmal im Sinne von § 2 Denkmalschutzgesetz NRW. Als in wesentlichen Zügen substanziell anschaulich erhaltenes Wohnhaus des frühen 20. Jahrhunderts und Teil des Ensembles Merianstraße ist es bedeutend für Viersen. An seiner Erhaltung und Nutzung besteht aus wissenschaftlichen, insbesondere architekturgeschichtlichen sowie aus städtebaulichen Gründen ein öffentliches Interesse. Das Wohnhaus Merianstraße 14 in Süchteln ist 1913 zusammen mit dem benachbarten Eckhaus Merianstraße 16 als Doppelhaus errichtet worden. Das zweigeschossige Haus, traufenständig in eine geschlossene Zeile eingebaut, erhebt sich über tiefrechteckiger, leicht unregelmäßiger Grundfläche (laut Entwurfsplan ca. 7,5 × 10,4 m). Die verputzte Fassade ist über hohem Sockel einfach verputzt und ohne ornamentale Zierformen allein durch die Verteilung der Öffnungen und Gesimse gegliedert. Ein Dachhaus mit hohem Dreiecksgiebel dominiert die Dachfläche. Das Erdgeschoss teilt sich in der Ansicht in einen von einem schmalen Fensterchen begleiteten Eingang links und ein erkerartig leicht vor die Flucht gezogenes dreiteiliges Fenster. Erd- und Obergeschoss werden durch ein Sohlbankgesims getrennt, wodurch das Erdgeschoss optisch wesentlich höher wirkt als tatsächlich gegeben. Das Obergeschoss ist in drei eng nebeneinander liegenden Fenstern geöffnet, die durch Klappläden zu einem Band zusammengeschlossen werden. Die Fassade besitzt mithin keine durchgezogenen Fensterachsen. Von großer Bedeutung für ihr flächiges Erscheinungsbild ist die Tatsache, dass die alten Kreuzstockfenster mit ihrer ursprünglichen kleinteiligen Sprossengliederung sowie die schlichte Haustür mit kleinem Rautenfensterchen und Oberlicht erhalten sind. Die Gebäuderückseite ist ebenfalls glatt verputzt. Ein Hinterhaus hat es nicht gegeben. Das Innere gibt in großer Dichte das Raumbild der Entstehungszeit wider. Die Aufteilung der Zimmer ist im Wesentlichen unverändert erhalten. Der seitliche schmale Flur – mit teilweise erhaltenem Terrazzoboden – erschließt Wohn- und Esszimmer des Erdgeschosses und führt an der Treppe vorbei zur rückwärtigen Küche. Der nachträglich geschlossene Zugang vom Flur ins rückwärtige Zimmer ist angedeutet geblieben. Die originale Treppe aus Holz ist einläufig mit eingedrehtem Anlauf, schlichtem viereckigen Anfänger und gedrechselten Geländerstäben. Die ursprünglichen Zimmertüren mit verschieden unterteilten Fenstereinsätzen sind ebenso erhalten wie Dielenböden und die rückwärtigen Fenster mit wiederum kleinteiliger Sprossengliederung. Eine ebenfalls großzügig durchfensterte Tür mit Oberlicht führt vom heutigen Esszimmer aus in den Garten. Sie sitzt anders als im Bauplan vorgesehen nicht mittig, sondern asymmetrisch seitlich neben dem Zimmerfenster. Dieses erhaltene Raumbild setzt sich im Schlafzimmerbereich des Obergeschosses fort. Das dreiteilige Fenster des gartenseitigen Schlafzimmers weicht hier von der "Norm" der hochrechteckigen Kreuzstockfenster ab. Die sehr sachliche Gestaltung des Hauses, die nicht nur auf Stuckdekorationen oder bestimmte Stilformen verzichtet, sondern auch stärker liegende statt vertikale Proportionen bevorzugt, verweist auf die Entstehungszeit Anfang des 20. Jahrhunderts. Gegenüber den nur ein Jahr älteren Nachbarhäusern Merianstraße 12 und 10 repräsentieren die Häuser Merianstraße 14 und 16 deutlich erkennbar eine weitergehende Ausprägung einer sich vom Historismus absetzenden Reformarchitektur. Weitere typische Kennzeichen hierfür sind der flache Erker des Erdgeschosses und die Variation der nicht in ein starres Achsensystem eingefügten Fenster, welche dennoch durch bandartige Anordnung und Klappläden in eine ruhige Ordnung gebracht sind. Die Merianstraße, früher Nordstraße, ist eine nach Nordosten aus dem historischen Stadtkern von Süchteln hinausführende Straße. Als Weg ist sie bereits in den Kartenaufnahmen des frühen 19. Jahrhunderts (Tranchot 1805, Urkarte 1812) verzeichnet, mit annähernd dem gleichen, nicht durchgehend geradlinigen, sondern mehrfach gebrochenen Verlauf wie heute. An ihr angelegt ist der evangelische Friedhof; die Urkarte 1812 verzeichnet im Bereich der heutigen Wohnhauszeile große Gartenflächen vor der Umwallung des Ortes. 1911–13 wurde die Straße mit zweigeschossigen Wohnhäusern ausgebaut. Die in den Bauakten der Häuser erhaltene Korrespondenz mit Kreisbaumeister Ledschbor und seinem Mitarbeiter Luthardt als zuständiger Bauberatungsstelle belegt, dass die Stadt Süchteln den Ausbau der Nordstraße als wichtige städtebauliche Maßnahme erachtete, die nicht nur die genannten Wohnhäuser, sondern auch zwei neue Querstraßen und einen Platz zwischen den Häusern Merianstraße 1 und 3 einerseits, Merianstraße 14 und 16 andererseits umfassen sollte. Obwohl vermutlich der Erste Weltkrieg die vollständige Durchbildung in diesem Sinne verhinderte, ist auch heute noch der ursprüngliche Gestaltungswille im Straßenraum erfahrbar. Bauherr der gesamten Ausbaumaßnahme an der Nordstraße war der Bauunternehmer Franz Jürgens. Trotz der einheitlichen Bauherrenschaft erfolgte die Planung der einzelnen Gebäude jedoch durch vier verschiedene Architekten bzw. Baugeschäfte. Als erster Bauabschnitt entstanden. 1911 die Wohnhäuser Merianstraße 4, 6 und 8 (Planverfasser: Solbach & Remmel, Viersen). Es folgten 1912 die Häuser Merianstraße 10 und 12 (J. Felder, Kempen) sowie 1913 die Eckbebauung Merianstraße 14 und 16 (Franz Schrüllkamp, Krefeld). Ebenfalls 1913 wurde auf der gegenüberliegenden Straßenseite das Doppelhaus Merianstraße 1 und 3 als Wohnhaus und Gaststätte für Franz Jürgens selbst errichtet (W. Rompelberg, Süchteln). Die Wohnhäuser waren zum Teil als Ein-, zum Teil als Zweifamilienhäuser konzipiert; im Eckgebäude Merianstraße 16 war im Erdgeschoss ursprünglich ein Ladengeschäft untergebracht. Bevor er als Bauunternehmer in Süchteln auftrat, war Franz Jürgens zunächst Bäcker in Düsseldorf gewesen. Nach örtlicher Überlieferung investierte er die Entschädigungszahlungen, die er nach einem Betriebsunfall erhalten hatte, in die Häuser an der Merianstraße. Jürgens selbst unterhielt im Haus Merianstraße. 3 eine Gaststätte. Kurz vor der Inflation in den zwanziger Jahren hat er seine Häuser verkauft. 1936 ist er im Alter von 79 Jahren gestorben. Die Merianstraße bildet im Bereich der Hausnummern 1–3/4 bis 16 ein Ensemble von im Gesamterscheinungsbild gut erhaltenen Wohnhäusern des frühen 20. Jahrhunderts, die 1911–13 in mehreren Bauabschnitten vom gleichen Bauherren errichtet wurden. Der Straßenzug, dessen Gestaltung bei offenkundig einheitlicher Gesamtanlage im Detail abwechslungsreich variiert ist, wurde bereits in den 1970er Jahren als im genannten Umfang schützenswert angesehen, da es sich um eine vergleichsweise umfängliche geschlossene Zeile von Wohnbauten (Merianstraße 4 bis 16) sowie einen platzbildenden Solitärbau (Merianstraße 1–3) handelt, in denen planvolle Stadterweiterung der Jahre vor dem Ersten Weltkrieg wie kaum sonst in Süchteln zum Ausdruck kommt (vgl. z. B. Rahmenplanung Altstadt Süchteln, 1978, S. 29). Als in wesentlichen Zügen substanziell anschaulich erhaltenes Wohnhaus des frühen 20. Jahrhunderts und Teil des Ensembles Merianstraße ist das Haus Merianstraße 14 in Süchteln bedeutend für Viersen. Aus den dargelegten Gründen besteht an seiner Erhaltung und Nutzung aus wissenschaftlichen, insbesondere architekturgeschichtlichen sowie aus städtebaulichen Gründen ein öffentliches Interesse. Es handelt sich daher gemäß § 2 (1) Denkmalschutzgesetz um ein Baudenkmal. | 1913                        | 18. April 2002     | 427             |
| Kath. Pfarrhaus St. Cornelius                  | Kath. Pfarrhaus St. Cornelius                  | Dülken Moselstraße 6 Karte                            | "Der alte Widdenhof lag mit der Front nach der Kirche zu, mehrere Stufen führten zu der Erhöhung empor, auf der die Kirche errichtet war; 1668 wurde der zweite, 1863 der dritte Neubau aufgeführt." (Norrenberg: Chronik der Stadt Dülken) Das heutige Pfarrhaus zeigt sich den Betrachtern in axialsymmetrischer Gestalt mit leichtverzogenem Frontispiz. Die neugotische Straßenfassade ist durch den Wechsel von roten und gelben Ziegeln, die bewusst als Gestaltungselement eingesetzt und angeordnet sind, strukturiert. So sind die mit Rundbogen überdeckten Fenster und Türlaibungen sowie die Ecken des Gebäudes in einer Verzahnung der beiden Ziegelfarben vorgenommen. Der Eingang ist zusätzlich mit einem roten Sandsteingewände, das jedoch überstrichen wurde, betont. Das Gebäude ist von einem Walmdach überdeckt. Im Inneren des Gebäudes sind die Stuckdecken sowie die alte Holztreppe erhalten. Die Decke des Kellers ist in Kappendecken ausgeführt, die mit Korbbögen unterfangen sind. Das Haus unmittelbar im alten Ortskern, raumbildend an dem Platz, bis 1765 an der Mosel, ab 1825 auf der Mosel (heute Moselstraße) beteiligt, erfährt so seine städtebauliche Bedeutung. Aus wissenschaftlichen, insbesondere stadtgeschichtlichen, städtebaulichen und kunsthistorischen Gründen liegen Erhaltung und Nutzung des Pfarrhauses gemäß § 2 (1) des Denkmalschutzgesetzes im öffentlichen Interesse. | 1863                        | 27. August 1986    | 128             |
| Wohn- und Geschäftshaus                        | Wohn- und Geschäftshaus                        | Dülken Moselstraße 8 Karte                            | Das backsteinsichtige Gebäude mit Satteldach und anschließender Werkstatt mit Sägezahndach befindet sich in der unmittelbaren Nähe der Kirche, sowie in ursprünglichem vorstädtischen Siedlungsgebiet an der Quelle der Mosell (heute Nette). Das Eckhaus innerhalb einer geschlossenen Bebauung öffnet sich zu einer Gasse, die mit dem Aufgang zur Kirche abschließt. Das Haus, wohl in der ersten Hälfte des 19. Jahrhunderts entstanden, erfuhr bereits Ende des 19. Jahrhunderts eine Veränderung im Erdgeschoss. Hier wurde durch den Einbau gusseiserner Stützen die Öffnung für zwei Schaufenster mit einem auf der Ecke liegenden Eingang erreicht. Zwei schlichte durchgezogene Sohlbankgesimse gliedern horizontal die Geschosse. Über dem Ladenlokal gliedert sich die Fassade in drei Achsen, die jeweils mit einem Fenster versehen sind. Die achtteiligen Sprossenfenster mit Oberlicht, im originalen Zustand belassen, sind von einem Stichbogen überdeckt, der mittig durch einen Keil getrennt ist. Die Giebelseite des Hauses ist in drei Achsen gegliedert, die jedoch unregelmäßig mit Fenstern bestückt sind, daran schließt die ehemalige Werkstatt mit Sägedach an. Im Inneren des Gebäudes sind der originale Dielenboden sowie die gewendelte Holztreppe und verschiedene Zimmertüren mit Rahmen und Füllung im Originalzustand erhalten. Bemerkenswert sind einige Einrichtungsgegenstände aus dem ursprünglichen Ladenlokal, das heute als Buchladen genutzt wird. Im Dachraum ist die tragende Konstruktion der Innenwand in Holzgewänden zu erkennen. Ebenfalls befindet sich der Dachstuhl noch in originalem Zustand. Die Decke des Kellers ist als Kappendecke ausgebildet, die von Korbbögen unterstützt wird. Das Gebäude wird heute als Wohn- und Geschäftshaus in seiner ursprünglichen Form genutzt. Die Lage des Hauses in der unmittelbaren Nähe der Kirche im alten Ortskern erfährt somit eine historische Bedeutung. Weiterhin ist es als Eckhaus zu dem Platz, bis 1765 an der Mosel, ab 1825 auf der Mosel (heute Moselstraße) sowie in der Gasse zur Kirche raumbildend und erfährt so seine städtebauliche Bedeutung. Aus wissenschaftlichen, insbesondere historischen und städtebaulichen Gründen liegen Erhaltung und Nutzung des Gebäudes gemäß § 2 (1) des Denkmalschutzgesetzes im öffentlichen Interesse. | Ende 19. Jh.                | 5. Mai 1986        | 97              |
| Gasthaus "Zur Mosel"                           | Gasthaus "Zur Mosel"                           | Dülken Moselstraße 15 Karte                           | Die vorstädtische Siedlung Dülkens entwickelte sich dort, wo die von Süden nach Westen verlaufende Heerstraße (heute Lange Straße) die Mosel (heute Nette) überquerte und auf die von Westen kommende Bruchstraße (heute Venloer/Moselstraße) traf. Hier unmittelbar an der Quelle der Nette ist die ehemalige Hofanlage entstanden. Aus den Akten ist zu entnehmen (Zeichnung von 1889), dass in dem Hof auch eine Brauerei existierte. Im hinteren Teil der Anlage ist eine kleine Brauerei mit einer Braupfanne eingezeichnet, von deren Standort vermutlich nur noch der Kaminabzug zeugt. Das Brauereigewerbe in Dülken hat seit dem 15. Jahrhundert Bedeutung. Vor 1398 erhielten Dülkener Brauer das Privileg, in eigenen Kesseln in ihren Häusern brauen zu dürfen, während sie zuvor den Braukessel des Landesherrn benutzen mussten. Der Hof ist ebenso der älteste Gasthof Dülkens, der noch in seiner baulichen Substanz erhalten ist. Die Tradition als "Gasthof zur Mosel" lässt sich bis auf das Jahr 1877 zurückverfolgen. Hier übernahm die Familie Aengeneyndt den Gasthof von den Geschwistern Hansen. Die Rolle des Hauses als Gasthof in der langen Zeit seines Bestehens ist daher für die Stadt Dülken von Bedeutung. Die Moselstraße ist der tiefste Punkt der Stadt und war früher, als noch keine Kanalisation bestand, vielen Überschwemmungen ausgesetzt. Alle Häuser hatten an den Eingängen und Kellerfenstern Vorrichtungen zur Abwehr gegen das Eindringen des Wassers in die Räume. Das in der geschlossenen Bebauung zurückliegende Gebäude bildet an dem Platz, bis 1765 an der Mosel, ab 1825 auf der Mosel, heute Moselstraße, eine sehr schöne Erweiterung im Straßenraum. Beschreibung: Die ehemalige Hofanlage ist vermutlich im 18. Jahrhundert entstanden und erfuhr im 19. Jahrhundert eine Änderung der Fassade. Das Gebäude ist in sieben Achsen geteilt, die sich an den ursprünglich kleinteilig in 16 Teile gegliederten Fenstern im Obergeschoss ablesen lassen. Im Erdgeschoss waren die gleichen Fenster, jedoch mit einem in acht Teile gegliederten Oberlicht. Auf den rechten beiden Achsen befand sich (wie ablesbar in der Fassade durch Stichbogen) eine Toreinfahrt, die jedoch geschlossen und mittig mit einem Fenster versehen wurde. Die Türe mit großem Oberlicht ist in der dritten Achse, so dass ursprünglich je zwei Fenster zur linken und zur rechten Seite angeordnet waren. Fenster und Türe sind in einen hölzernen Blockrahmen eingesetzt. In der Seite zur heutigen Schöffengasse ist das Obergeschoss in Fachwerk mit Holzgewänden in drei Felder geteilt, wobei der untere Teil in Mauerwerk erstellt ist. Erdgeschossig werden die Achsen jeweils durch ein Fenster betont, im Obergeschoss befinden sich im linken und im mittleren Feld jeweils zwei kleine Fenster innerhalb des Fachwerks. Das Gebäude ist geschlämmt und hat ein in roten Ziegeln gedecktes Walmdach, Deckenanker sind in der Fassade sichtbar. Der frühere Hof der Anlage ist heute durch Anbauten wie Kegelbahn und Hintergärten aus dem jetzigen Jahrhundert zum größten Teil geschlossen. Das Innere des Gebäudes ist durch Umbauten für den Gasthofbetrieb total verändert. Aus wissenschaftlichen, insbesondere siedlungsgeschichtlichen, ortsgeschichtlichen, städtebaulichen und platzgestalterischen Gründen liegen Erhaltung und Nutzung gemäß § 2 (1) des Denkmalschutzgesetzes im öffentlichen Interesse. | 18. Jh.                     | 28. Februar 1985   | 26              |
| Ronneshof                                      | Ronneshof                                      | Süchteln Mosterzstraße 101–101c Karte                 | Der Ronneshof in Süchteln-Sittard ist ein Kurmutgut der Abtei St. Pantaleon. 1472–1477 "Des Ronenhuys" (Haus des Rono) erlitt durch das burgundische Kriegsvolk einen Schaden in Höhe von 16 Gulden. 1565 Nilles Roenis ist als Nutzungsberechtigter des Süchtelner Erbenwaldes verpflichtet am Baur- oder Holzgeding teilzunehmen. 1573 ist Arret Roeniß Inhaber des Hofes 1599 Erwähnung des "Roenys"-hofes 1670/71 Peter Ronnes besitzt an steuerpflichtigem Grundbesitz: 14 Morgen, 87 Ruten beim Hof, 78 und 27 Ruten an Peschen sowie 42 Ruten Bongard und Garten. Der Hof ist kurmut- und zehntpflichtig an die Abtei St. Pantaleon. 1773 J. Ronnes verfügt über ca. 22 Morgen Grundbesitz und hält ein Pferd und 3 Kühe. 1777 Mai 26 wird „Goetsch Ronnes“, ca. 30 Jahre alt, mit dem Ronneshof behandigt. Er ist der letzte Kurmutpflichtige des Hofes. 1812 Der Hof ist mit Namensnennung in die Übersichtskarte der Gemeinde Süchteln eingetragen. Beschreibung Der Ronneshof in Süchteln-Sittard ist um 1472 nachgewiesen. Das frühere Wohnstallhaus zeigt sich in Form des Niederrheinischen Hallenhauses. Es ist geprägt durch das innere Gerüst, welches seine Erscheinung, seine Raumgestalt und seine innere Raumordnung bestimmt. Es gliedert sich in eine Längs- und Querachse. Die Längsachse wird bestimmt durch das 4-Ständerwerk mit 3 Gefachen. Die Querachse zeigt sich im Mittelschiff mit zwei Seitenschiffen. Die Fassade des Wohnhauses ist in Backstein ausgeführt. Der Hauseingang wird durch die architektonische Rahmung, einem Werksteinrahmen betont. Über dem Werksteinrahmen ist ein gemauerter Sturz aus Backstein (vermutlich Türsturz) zu erkennen. Die Fenster weisen einen in Backstein gemauerten Fenstersturz auf. Zwischen Erd- und Obergeschoss der zum Innenhof gerichteten Fassade sind Ankersplinte zu finden. Diese zeigen das Baujahr 1828 auf. Im Hausinneren präsentiert sich der doppelseitige Kamin. Dieser ist ein prägender Bestandteil für das Niederrheinische Hallenhaus. Hinter dem ursprünglichen Wohnteil ist der frühere Stalltrakt ablesbar. Die Stallzone erfährt, wie auch der Wohnteil, die konstruktive Dreigliederung in ein breites Mittelschiff, die ehemalige Futterdiele, und zwei schmale Seitenschiffe. Diese Räumlichkeiten werden schon frühzeitig als Wohn- und Abstellräume genutzt. Die Raumdecken in der jetzigen Wohndiele (früher ein Raumteil der Futterdiele) und in dem früheren Küchenraum des ursprünglichen Wohnteiles sind als Kölner Decke ausgeführt. Im Obergeschoss sind Fachwerkwände mit Lehm- und Ziegelgefachen zu finden. Hinter dem Wohnstallhaus präsentiert sich der Innenhof. Dieser ist eingegrenzt von Wirtschaftsgebäuden. Ein Großteil der Wirtschaftsgebäude ist um die Jahrhundertwende errichtet, so die vom Wohnstallhaus gegenüberliegende Scheune mit Tordurchfahrt und Stalltrakt (gebaut um 1891). Die vom Wohnhaus gesehen rechtsbefindliche Scheune ist vermutlich das älteste bestehende Wirtschaftsgebäude auf dieser Hofanlage. Es zeigt zur Hofseite teilweise eine Fachwerkkonstruktion sowie einen Gewölbekellerraum auf. Neben dem Alterswert und dem typischen Beispiel eines niederrheinischen Hallenhauses ländlicher Prägung ist das Wohnstallhaus mit seinen landwirtschaftlichen Nebengebäuden siedlungsgeschichtlich bedeutsam. Das Wohnhaus zeigt die fortschreitende bautechnische Entwicklung der niederrheinischen Bauernhausarchitektur auf. Typisch für diese Entwicklung eines bäuerlichen Anwesens im Viersener Raum ist die eindeutige Ablesbarkeit der Erweiterung der Hofanlage vom solitär errichteten Wohnstallhaus zur geschlossenen Vierkanthofanlage. | 1828/1891                   | 1. Februar 1995    | 356             |
| Kath. Grundschule (Volksschule Dülken)         | Kath. Grundschule (Volksschule Dülken)         | Dülken Mühlenberg 1 Karte                             | Aus "90 Jahre Nordschule": "Bei der fortgesetzten Bevölkerungszunahme der Stadt Dülken und der fortdauernden Vermehrung der Schülerzahl war eine Überfüllung der katholischen Volksschulen eingetreten und die Errichtung weiterer Schulklassen erforderlich. Da eine Erweiterung der vorhandenen Schulgebäude nicht an und auch keine Ausdehnung des bestehenden 7-Klassen-Systems mit je 8 Knaben- und Mädchenklassen sowohl vom pädagogischen Standpunkt, als auch mit Rücksicht auf die zunehmende Erweiterung der Stadt nicht zweckmäßig erschien, wurde in der Sitzung des Stadtverordnetenkollegiums vom 15. Januar 1890 die Errichtung einer neuen achtklassigen katholischen Volksschule mit Lehrerwohnung im nördlichen Stadtteil beschlossen. Zu diesem Zweck wurde als Baugrundstück das an der Süchtelner Straße, am Mühlenweg und am Mühlenberg gelegene, der katholischen Kirchengemeinde gehörende Grundstück, 62,35 a groß, zum Preis von 282,-- Mark pro Ar erworben (17.582,70 Mark). Nach dem von Stadtbaumeister Rudolf Ulrich entworfenen, in der Stadtverordnetensitzung vom 4. Febr. 1891 genehmigten Bauplänen und Projekten wurde das Schulgebäude so eingerichtet, dass es, wenn in Zukunft sich ein Bedürfnis hierzu herausstellen sollte, ohne besondere Schwierigkeit zu einer 16-Klasse-Schule erweitert werden kann. Die Gesamtbaukosten, einschließlich der Schulgerätschaften und des Baugrundstückes, betragen 117,000,--Mark, wovon 12.000,-- Mark aus den der Stadt pro 1889–1890 nach der Iex Huene zugefallenen Überschüsse der landwirtschaftlichen Zölle gedeckt werden, während der Rest mit 105.000,-- Mark durch eine mit 4 % zu verzinsende und mit 1 % amortisierende Anleihe aufgebracht werden soll. Man hoffte, den Bau mit dem 1. Juli 1892 fertigzustellen, um ihn mit Beginn des Winterhalbjahres 1892 seiner Bestimmung überweisen zu können. Am 13. August 1891 fand die Grundsteinlegung der katholischen Volksschule an der Süchtelner Straße in Anwesenheit des Herrn Bürgermeisters Voss, des Stadtverordnetenkollegiums, des Schulvorstandes, sowie sämtlicher Lehrpersonen statt." Am 10. April 1893 erfolgte die Übergabe des Neubaus. "Am 25. Juli 1893 wurde seitens des Kreisschulinspektors Dr. Ruland die erste Revision in allen Klassen der Nordschule abgehalten. Bei dieser Gelegenheit wurde in Gegenwart des Kreisschulinspektors und des Lokalschulpfarrers Dyckmans das erste Schülerbad vorgenommen und zu gleicher Zeit bestimmt, dass fortan sämtliche Schüler der Nordschule wöchentlich zweimal baden sollten, und zwar die beiden Oberklassen während des Zeichen-, resp. Handarbeitsunterrichtes, die übrigen Klassen dagegen in schulfreien Stunden. Da aber die untere Mädchenklasse hinsichtlich des An- und Auskleidens zu große Schwierigkeiten machte, wurde diese Klasse mit Genehmigung des Herrn Lokalschulinspektors einstweilen vom Baden dispensiert." Architekt: Stadtbaumeister Ulrich Beschreibung: Das zweigeschossige Gebäude mit Souterrain und Walmdach ist in roten und gelben Sichtmauerwerk ausgeführt. Die Hauptfassade ist durch senkrecht laufende Lisenen mit roten Ziegeln in drei Felder gegliedert. Die Lisenen münden in dem Fries unter dem Brüstungsgesims und laufen weiter bis zum Fries unter dem Kranzgesims. Der Mittelrisalit, mit Dreiecksgiebel überdeckt, ist wie die beiden äußeren Felder im Erd- und Obergeschoss in drei Achsen unterteilt. Das Dachgeschoss gliedert sich im Mittelfeld in vier Fensterachsen. Die Giebelseiten des Gebäudes sind jeweils mit einer Fensterachse und abschließendem Giebel versehen. Auf dieser Achse ist im Inneren des Gebäudes der Flur angeordnet. Die ehemals über den First hochragenden vorgeblendeten Giebel mit Bekrönung sind auf allen vier Seiten bis auf die notwendige Konstruktionshöhe der Giebel reduziert. Ebenfalls wurden die Dachgauben über den jeweiligen Fensterachsen der äußeren Felder durch Dachflächenfenster ersetzt. Die ursprüngliche Fensteraufteilung wurde durch moderne Schwingfenster verändert. Die Schule mit ihrer bis auf die Ziergiebel gut erhaltenen Backsteinfassade ist ein typisches Beispiel für die Schularchitektur Ende des 19. Jahrhunderts. Ebenso ist die heutige Schule, benannt nach dem Mundartdichter Paul Weyers, der ihr 1973 seinen Namen gab, durch den bis heute aufrechterhaltenen Schulbetrieb Zeuge einer kulturgeschichtlichen Entwicklung. Aus wissenschaftlichen, insbesondere architekturgeschichtlichen und ortsgeschichtlichen Gründen stehen Erhaltung und Nutzung des Gebäudes gemäß § 2 (1) des Denkmalschutzgesetzes im öffentlichen Interesse. | 1891–1893                   | 14. September 1988 | 179             |
| Wiemeshof                                      | Wiemeshof                                      | Süchteln Mühlenheuweg 95 Karte                        | Geschichte: Im Kurmutsregister von Süchteln ist der Wiemeshof dreimal erwähnt: 1. Peter Wymes .......... Henrich 7 Morgen 2. 1767/1780 Erwähnung von Peter Wiemes " Cath. Wiemes " Math. Wiemes 3. Wiemeshof 1781 Hyeronymus Wiemes, ca. 40 Jahre alt 1796 Febr. 4 Anna Wienen bittet an Stelle ihres verstorbenen Mannes Hyeronymus Wiemes ihren ältesten Sohn Joann Adam Wiemes zu behandigen. So geschehen 20. April 1797. Im französischen Urkataster von 1812 sind 3 Gebäude zu erkennen. Beschreibung: Der Vierkanthof entsteht um 1900. Die Betriebsgebäude der gepflegten Gesamtanlage entstehen recht einheitlich um die Jahrhundertwende. Eckpilaster und aufwendige Traufgesimse gliedern die Backsteinflächen entsprechend der Funktion. Nach Westen wird der noch mit Keien (Kieseln) bedeckte Wirtschaftshof von dem Rest eines älteren Wohnstallhauses aus dem 18. Jahrhundert begrenzt. Der Wohnteil wird 1912 neu errichtet und der verbleibende Stallteil sowohl im Grundriss wie im Kubus stark verändert. Um Raum zu gewinnen und an die neu errichteten Nebengebäude anschließen zu können, wird das ursprüngliche Dach nach Norden um etwa einen, nach Süden um etwa 3 m angehoben. Der Wohnteil hebt sich in Form und Farbe von den traditionellen Hofgebäuden ab. Unübersehbar wird ein städtischer Wohnhaustyp, der in Nord- und Süddeutschland häufig anzutreffen ist, hier angefügt, wobei die überzogene Geschosshöhe vor allem fremdartig bleibt. Was aber zuerst nur als ein Bruch ins Auge fällt, ist aus mehreren Gründen hier bedeutend. Als Beispiel von Veränderungen und Entwicklungen, – gestiegener Reichtum, gewachsene Wohnansprüche, Aufgabe der ländlichen Tradition, Übertragung städtischer Bauformen, – und als Beispiel für den direkt ablesbaren Vergleich von Wohnansprüchen im 18. Jahrhundert und um die Jahrhundertwende zum 20. Jahrhundert. Aus wissenschaftlichen, insbesondere architekturgeschichtlichen und volkskundlichen Gründen, liegen Erhaltung und Nutzung des Gebäudes gemäß § 2 (1) des Denkmalschutzgesetzes im öffentlichen Interesse. | um 1900                     | 29. Mai 1991       | 270             |
| Volksschule Hagen                              | Volksschule Hagen                              | Süchteln Mühlhausener Straße 33 Karte                 | Geschichte: Jahrhundertelang war die östliche Grenze Süchtelns, die zugleich die Grenze zwischen dem Herzogtum Jülich und Kurköln war, ein Streitpunkt mit der Nachbargemeinde Oedt. Im Mittelpunkt stand dabei der Lauf der Niers, einerseits Grenze, andererseits aber bis zu ihrer Begradigung ein verzweigtes System aus verschiedenen Armen, Kanälen und Bächen. Im 20. Jahrhundert erfolgten zunächst nach der Niers-Melioration in den 1930er Jahren und dann im Zuge der Gebietsreform 1970 Umlegungen und Grenzkorrekturen zwischen Süchteln und Oedt. Das östlich der Niers gelegene Hagen, bis dahin eine zu Oedt bzw. kirchlich zur Pfarrei Anrath zählende Honschaft, wurde dadurch als "fünfte Sektion" Süchteln zugeschlagen. Hagen hat den Charakter einer bauernzeilenartigen Streusiedlung bis heute bewahrt, mit lediglich einer kleineren Verdichtung an der Kreuzung der beiden Landstraßen Tönisvorster Straße/Mülhausener bzw. Anrather Straße. Eine Schule ist in Oedt-Hagen angeblich bereits zu Beginn des 18. Jahrhunderts durch ein kinderloses Ehepaar gestiftet worden, da die Pfarrschule in Anrath zu weit entfernt war. Urkundlich überliefert ist die Anstellung eines Lehrers für das Jahr 1722, seither sind relativ kontinuierlich Lehrer in Hagen belegt. Am 8. Juli 1879 wurde das Schulgebäude an der Mülhausener Straße eingeweiht. Beschreibung: Es handelt sich um ein zweiteiliges Backsteingebäude mit Satteldächern, bestehend aus einem zweigeschossigen giebelständigen Wohnteil (ehemals Lehrerwohnung) und einem rechts anschließenden, eingeschossigen und traufständigen Klassensaal. Dazwischen (noch im traufständigen Teil) ist ein gemeinsamer Eingang gespannt, mit gerade nach hinten durchlaufendem Flur. Beide Bauteile zeigen nach vorne je drei Fensterachsen, die Fenster des Klassenraumes sind den Bestimmungen für großzügige Belichtung von Klassenräumen gemäß größer gehalten. Bemerkenswert ist die saubere, relativ aufwändige Detaillierung der Außenseiten mit den Mitteln der Backsteinbauweise: Trauffries, gestufte Gewände der stichbogigen Öffnungen, Ohrungen der Giebel-Fußpunkte. Zur harmonischen Proportion tragen ferner die kleinen Doppelfenster in den Giebelspitzen bei (im Wohnteil eine zusätzliche Nische). Weitere Elemente wie die Zieranker, die zusätzliche Differenzierung der Dachlandschaft durch Abschleppung des Daches über dem Eingang und die ehemals vorhandenen fialenartigen Aufsätze auf Giebelspitzen und -füßen, die wohl bei Erneuerung der Dachhaut im 20. Jahrhundert verloren gingen, heben das Gebäude über das durchschnittliche Niveau zeitgenössischer Kommunalbauten hinaus. Auf der Rückseite befinden sich derzeit einige jüngere Anbauten, die den Baukörper des Altbaus jedoch nicht durchbauen. Dieser kann daher insgesamt als intakt bewertet werden. An der rechten Giebelseite sind außerdem alte Sprossenfenster erhalten. Im Inneren sind die charakteristischen Grundrisselemente erhalten. Hervorzuheben ist vor allem, dass der Klassensaal nach wie vor ungeteilt und daher anschaulich vorhanden ist. Auch die Teilung des Flures in einen vorderen Windfang, von dem aus der Klassenraum erschlossen wird, und einen hinteren Teil, der in den Wohntrakt führt und zudem die Treppe enthält, dürfte noch ursprünglich sein. Die Treppe selbst, gerade zweiläufig mit Wendepodest ist an den Wangen erneuert, Stufen und Substruktion sind aber wahrscheinlich original. Der Innenausbau stammt ansonsten aus der 2. Hälfte des 20. Jahrhunderts. Volksschulen besaßen als öffentliche Gebäude in den oft sehr weitläufigen Honschaften durchweg große identitätsstiftende Bedeutung, zumal in Fällen wie hier, wo Kirchen bzw. Kapellen fehlen und die Bauerschaft zudem relativ weit abseits am Rande des Gemeindegebiets liegt (was für Hagen sowohl innerhalb Oedts als auch heute in Süchteln gilt). Hieraus erklärt sich sicher auch zum Teil die vergleichsweise aufwändige Gestaltung der Hagener Schule. Sie ist heute im gesamten Viersener Stadtgebiet das mit Abstand am besten erhaltene Beispiel für eine Honschaftsschule. In Süchteln erhielten die Honschaften um 1870 eigene Schulhäuser, nur das Gebäude der Schule in Hagenbroich (Heerbahn/Mühlenheuweg) ist mit Baujahr 1845 älter. Mit der Aufgabe des Zwergschulwesens in der 2. Hälfte des 20. Jahrhunderts wurde diese Nutzung zu einer abgeschlossenen Geschichtsepoche. In Hagen fand an der Fassade der Schule auch ein hölzernes Wegekreuz, möglicherweise aus dem Jahr 1776, seine Aufstellung. Das Gebäude Mühlhausener Straße 33 ist daher als ehemalige Volksschule der Honschaft Hagen bedeutend für Viersen. An seiner Erhaltung und Nutzung besteht aufgrund der anschau-lichen Überlieferung der Gestalt und der funktionalen Konzeption aus wissenschaftlichen, insbesondere orts- sowie architekturgeschichtlichen Gründen ein öffentliches Interesse. | 1879                        | 23. März 2004      | 448             |
| Kaplaneien                                     | Kaplaneien                                     | Viersen Nelkenweg 1 / Notburgastraße 1 Karte          | Geschichte: 1900 Gründung des Notburgavereins 1902 Bau des Notburgahauses (Entwurf: Josef Kleesattel) 1909 Gründung eines Kirchenbauvereins 1914 Entwurf für neoromanischen Kirchneubau von Josef Kleesattel Der Krieg zwingt zur Aufgabe des Bauvorhabens 1923 Vernichtung der gesammelten Gelder durch Inflation Wiederbelebung des Kirchenbauvereins Einrichtung einer Notkirche im Notburgahaus (Vereinshaus für erwerbstätige Mädchen) 1927 kurzfristige Ausschreibung für den Neubau und Entscheidung der Jury für die sachliche, moderne Baukonzeption von Sültenfuß und Seidel 29. Juni 1928 Grundsteinlegung 15. Sept. 1929 Konsekration 1929 Seelsorgebezirk St. Notburga (bisher St. Remigius) wird selbständige Gemeinde 1930 Bau des Pfarrhauses und der ersten Kaplanei (Planung: Freihoff) 1930/31 Fertigstellung der Zugangswege zur Kirche 1947 Planung der zweiten, der ersten angepassten Kaplanei (H. Meißen) 1948 Erhebung zur Pfarre 1952 Bau der zweiten Kaplanei (Entwurf von Meißen, Nachzeichnungen von P. Salm) 1955 Aufstellung der Notburgafigur 1960 Erneuerung des Kirchendaches (Architekt Limmers) und Erhöhung des Fassadengiebels 1964 Erneuerung und Umgestaltung des Kirchenraumes gemäß nachkonziliarer Entwicklung (H. Döhmen: Rabitz-Faltdecke, Chorrückwand) 1966 Gestaltung Kirchenvorplatz (H. Döhmen) Allgemeines: Die Heilige St. Notburga war laut Legende ein Vorbild an Arbeitsamkeit, treuer, opferbereiter Nächstenliebe und Frömmigkeit. Sie lebte im 9. oder 10. Jahrhundert als Küchenmagd auf Schloss Rottenburg in Tirol und wurde wegen Mildtätigkeit entlassen. In Tirol gilt sie als Patronin der Dienstmägde und Bauern, die bei Geburtsnöten und Viehkrankheiten angerufen wird. Sie wird dargestellt mit Sichel, Krug und Brot. 1923 sprach der Kölner Kardinal Schulte den Wunsch aus, die zukünftige Kirche im Rahser möge Notburga geweiht werden, da es bis dahin noch kein Patrozinium im Erzbistum Köln gab, zu dem Viersen bis 1931 gehörte. Der neue Kirchenbaustil des 20. Jahrhunderts basierte auf zwei Grundlagen, zum einen auf dem sich wandelnden Selbstverständnis der Kirche (das seine Festlegung im II. Vatikanum erfuhr), zum anderen auf der an Klarheit, Funktion und Zweckmäßigkeit orientierten Architektur des Neuen Bauens, dessen Ziel Materialechtheit, klarer konstruktiver Aufbau und die Reduktion auf übersichtliche Bauteile waren. Neue Materialien (Eisen, Glas, Beton und Stahlbeton) wurden nur zögernd im Kirchenbau eingesetzt, da sie von vielen Theologen als "unwürdig" abgelehnt oder nur für die herkömmlichen Bauformen verwendet wurden. Zwischen den Weltkriegen dominierte die Gestaltung des Kirchenaußenbaus, denn noch war der siedlungsbeherrschende Aspekt wichtiger als die sinnbezogene Gestaltung des Innenraums. Die Außengestalt der Kirchen zeigte sich als relativ einheitlich: meist blockhaft geschlossene Baukörper mit klaren Umrisslinien, deren gliedernde Einzelformen nur sparsam verwendet wurden, wodurch eine Steigerung der Geschlossenheit erreicht wurde. Seit dem Ende der zwanziger Jahre erhielten die Kirchen meist Flachdächer, die Eingangsseite wurde als monumentale Schauseite gestaltet, was nach 1945 nicht mehr der Fall war. Die Fenster waren häufig schmal und steil proportioniert und traten auch im profanen Bereich auf (typisches Merkmal des Expressionismus in der Architektur der zwanziger und dreißiger Jahre). Am Niederrhein wurden fast ausnahmslos alle Kirchen im Außenbau aus Ziegeln aufgebaut, Eisenbeton wurde höchstens im Innern oder als Gliederungselement sichtbar gemacht. Die Backsteinwände waren entweder glatt oder mit reliefartigen Vor- und Rücksprüngen einzelner Steine und Schichten aufgelockert. Die Wiederbelebung des Backsteins wurde zu Beginn des Jahrhunderts gefördert durch die rheinische Heimatschutzbewegung und den Rheinischen Verein für Denkmalpflege und Heimatschutz, da man die Widerstandsfähigkeit des Materials gegen Industrieabgase erkannte. Des Weiteren entsprach der Backstein der damaligen Tendenz zu Schlichtheit und strenger Monumentalität. Der Wunsch nach städtebaulicher Dominanz bewirkte nicht nur die Betonung des Außenbaus, sondern akzentuierte die Kirche zusätzlich durch hohe Türme (typisch war die Ein-Turm-Gestaltung), auch wenn die Notwendigkeit von Türmen bei den Theologen umstritten war. Beschreibung: Das jüngere Gebäude (1952/53) liegt genau auf der Ecke Notburgastraße/Nelkenweg, das ältere davor mit der Hauptansichtsseite zur Kirche. Das beide Häuser überspannende Walmdach scheint ähnlich wie beim Pfarrhaus weit hinter der Fassade zurückzuliegen (Gesimsaufmauerung oberhalb der Trauflinie mit innenliegender Rinne). Zur Straße hin mehrere Fensterachsen, zur Kirche hin ein vorspringendes Treppenhaus mit angespitztem Giebel und einem steilen Rundbogenfenster (Zitat), außerdem ein gemauerter Bogen über der Tür wie beim Pfarrhaus. Die Gebäudeseiten zum Pfarrhof sind durch Treppenaufgänge und Dachterrassen aufgelockert. Die Kirche St. Notburga bildet zusammen mit dem Pfarrhaus und den Kaplaneien eine nahezu unveränderte, in sich geschlossene, harmonische Einheit, die ein Zentrum innerhalb des in den zwanziger Jahren entstandenen Stadtteils Rahser darstellt. Aus wissenschaftlichen, insbesondere architekturgeschichtlichen und städtebaulichen Gründen liegen die Erhaltung und die sinnvolle Nutzung der Kirche gemäß § 2 Denkmalschutzgesetz im öffentlichen Interesse. | 1930                        | 1. Juli 1998       | 370             |
| Kath. Pfarrhaus St. Notburga                   | Kath. Pfarrhaus St. Notburga                   | Viersen Nelkenweg 3 Karte                             | Geschichte: 1900 Gründung des Notburgavereins 1902 Bau des Notburgahauses (Entwurf: Josef Kleesattel) 1909 Gründung eines Kirchenbauvereins 1914 Entwurf für neoromanischen Kirchneubau von Josef Kleesattel Der Krieg zwingt zur Aufgabe des Bauvorhabens 1923 Vernichtung der gesammelten Gelder durch Inflation Wiederbelebung des Kirchenbauvereins Einrichtung einer Notkirche im Notburgahaus (Vereinshaus für erwerbstätige Mädchen) 1927 kurzfristige Ausschreibung für den Neubau und Entscheidung der Jury für die sachliche, moderne Baukonzeption von Sültenfuß und Seidel 29. Juni 1928 Grundsteinlegung 15. Sept. 1929 Konsekration 1929 Seelsorgebezirk St. Notburga (bisher St. Remigius) wird selbständige Gemeinde 1930 Bau des Pfarrhauses und der ersten Kaplanei (Planung: Freihoff) 1930/31 Fertigstellung der Zugangswege zur Kirche 1947 Planung der zweiten, der ersten angepassten Kaplanei (H. Meißen) 1948 Erhebung zur Pfarre 1952 Bau der zweiten Kaplanei (Entwurf von Meißen, Nachzeichnungen von P. Salm) 1955 Aufstellung der Notburgafigur 1960 Erneuerung des Kirchendaches (Architekt Limmers) und Erhöhung des Fassadengiebels 1964 Erneuerung und Umgestaltung des Kirchenraumes gemäß nachkonziliarer Entwicklung (H. Döhmen: Rabitz-Faltdecke, Chorrückwand) 1966 Gestaltung Kirchenvorplatz (H. Döhmen) Allgemeines: Die Heilige St. Notburga war laut Legende ein Vorbild an Arbeitsamkeit, treuer, opferbereiter Nächstenliebe und Frömmigkeit. Sie lebte im 9. oder 10. Jahrhundert als Küchenmagd auf Schloss Rottenburg in Tirol und wurde wegen Mildtätigkeit entlassen. In Tirol gilt sie als Patronin der Dienstmägde und Bauern, die bei Geburtsnöten und Viehkrankheiten angerufen wird. Sie wird dargestellt mit Sichel, Krug und Brot. 1923 sprach der Kölner Kardinal Schulte den Wunsch aus, die zukünftige Kirche im Rahser möge Notburga geweiht werden, da es bis dahin noch kein Patrozinium im Erzbistum Köln gab, zu dem Viersen bis 1931 gehörte. Der neue Kirchenbaustil des 20. Jahrhunderts basierte auf zwei Grundlagen, zum einen auf dem sich wandelnden Selbstverständnis der Kirche (das seine Festlegung im II. Vatikanum erfuhr), zum anderen auf der an Klarheit, Funktion und Zweckmäßigkeit orientierten Architektur des Neuen Bauens, dessen Ziel Materialechtheit, klarer konstruktiver Aufbau und die Reduktion auf übersichtliche Bauteile waren. Neue Materialien (Eisen, Glas, Beton und Stahlbeton) wurden nur zögernd im Kirchenbau eingesetzt, da sie von vielen Theologen als "unwürdig" abgelehnt oder nur für die herkömmlichen Bauformen verwendet wurden. Zwischen den Weltkriegen dominierte die Gestaltung des Kirchenaußenbaus, denn noch war der siedlungsbeherrschende Aspekt wichtiger als die sinnbezogene Gestaltung des Innenraums. Die Außengestalt der Kirchen zeigte sich als relativ einheitlich: meist blockhaft geschlossene Baukörper mit klaren Umrisslinien, deren gliedernde Einzelformen nur sparsam verwendet wurden, wodurch eine Steigerung der Geschlossenheit erreicht wurde. Seit dem Ende der zwanziger Jahre erhielten die Kirchen meist Flachdächer, die Eingangsseite wurde als monumentale Schauseite gestaltet, was nach 1945 nicht mehr der Fall war. Die Fenster waren häufig schmal und steil proportioniert und traten auch im profanen Bereich auf (typisches Merkmal des Expressionismus in der Architektur der zwanziger und dreißiger Jahre). Am Niederrhein wurden fast ausnahmslos alle Kirchen im Außenbau aus Ziegeln aufgebaut, Eisenbeton wurde höchstens im Innern oder als Gliederungselement sichtbar gemacht. Die Backsteinwände waren entweder glatt oder mit reliefartigen Vor- und Rücksprüngen einzelner Steine und Schichten aufgelockert. Die Wiederbelebung des Backsteins wurde zu Beginn des Jahrhunderts gefördert durch die rheinische Heimatschutzbewegung und den Rheinischen Verein für Denkmalpflege und Heimatschutz, da man die Widerstandsfähigkeit des Materials gegen Industrieabgase erkannte. Des Weiteren entsprach der Backstein der damaligen Tendenz zu Schlichtheit und strenger Monumentalität. Der Wunsch nach städtebaulicher Dominanz bewirkte nicht nur die Betonung des Außenbaus, sondern akzentuierte die Kirche zusätzlich durch hohe Türme (typisch war die Ein-Turm-Gestaltung), auch wenn die Notwendigkeit von Türmen bei den Theologen umstritten war. Beschreibung: Das Pfarrhaus sollte ursprünglich durch einen Kreuzgang mit Spitzbögen mit der Kirche verbunden werden. Ausgeführt wurden nur zwei pergolaähnliche, überdachte Anbauten an Kirche und Pfarrhaus, die dem tiefer liegenden Pfarrhof den optischen Abschluss geben. Das Pfarrhaus zeichnet sich vor allem durch das seitlich vorgelagerte Treppenhaus aus, das mit den steilen Rundbogenfenstern die Formen der Kirche aufnimmt. Die übrigen Fenster sind rechteckig. Über der Eingangstür befindet sich ein Rundbogen mit einem Kreuz (Backsteinrelief), der einem Tympanon nachempfunden ist. Das Walmdach mit ausgeprägten Aufschieblingen scheint weit hinter der Fassade zurückzuliegen. Die Kirche St. Notburga bildet zusammen mit dem Pfarrhaus und den Kaplaneien eine nahezu unveränderte in sich geschlossene, harmonische Einheit, die ein Zentrum innerhalb des in den zwanziger Jahren entstandenen Stadtteils Rahser darstellt. Aus wissenschaftlichen, insbesondere architekturgeschichtlichen und städtebaulichen Gründen liegen die Erhaltung und die sinnvolle Nutzung des Pfarrhauses gemäß § 2 Denkmalschutzgesetz im öffentlichen Interesse. | 1928/29                     | 1. Juli 1998       | 369             |
| Wegekreuz                                      | Wegekreuz                                      | Dülken Nette gegenüber Haus Nr. 162 Karte             | Auf einem 3-stufigen Unterbau erhebt sich das ca. 3,00 m hohe Kreuz von 1887 aus verputztem Sandstein. Auf der 2. Stufe ist eine Umfriedung aus Eisenstäben eingelassen. Die obere Zone des abgestuften Kreuzsockels trägt die Inschrift: Errichtet PS 1887. PS sind die Initialen des Stifters Johann Peter Stapper. Auf dem Mittelblock des Kreuzes befindet sich in einem Rundbogenfeld der Spruch: O heiliges – Kreuz – unsere einzige Hoffnung – sei gegrüßet. Darüber erhält ein kleinerer abschließender Aufbau ein dunkelrot gefärbtes Medaillon, das das Brustbild eines im Profil wiedergegebenen Mannes zeigt. Dieser trägt einen Helm und ein Schwert in der linken Hand, dazu vermutlich ein Rüsteisen über der rechten Schulter. Die Identität der dargestellten Figur ist nicht genau zu klären. Wahrscheinlich handelt es sich aber um das Bildnis eines römischen Legionären; hier wird möglicherweise ein Detail aus der Golgatha-Szene abgebildet. Das bekrönende Kreuz trägt einen Christuskorpus aus Bronze; darüber das INRI-Zeichen. Über den Grund der Aufstellung des Kreuzes gibt es keine schriftlichen Vermerke. Nach mündlicher Überlieferung wird es anlässlich eines Unfalles errichtet, der sich auf dem Hof des Bauern Johann Peter Stapper ereignet. An den Folgen dieses Unfalles stirbt dessen erstgeborenes Enkelkind. Das Kreuz auf der Nette ist ein weiteres Beispiel für die vielen unterschiedlichen Setzungsgründe von Kreuzen und Heiligenhäuschen. Aus wissenschaftlichen, insbesondere religionsgeschichtlichen und volkskundlichen Gründen stehen Erhaltung und Nutzung des Wegekreuzes gemäß § 2 (1) des Denkmalschutzgesetzes im öffentlichen Interesse. | 1887                        | 6. November 1990   | 245             |
| Wohnhaus (Betriebsdirektor)                    | Wohnhaus (Betriebsdirektor)                    | Boisheim Nettetaler Straße 14 Karte                   | Bei dem zweigeschossigen Gebäude mit Mezzanin und flachem Satteldach handelt es sich um die ehemalige Villa eines Fabrikanten, die Mitte des 19. Jahrhunderts außerhalb des Ortskernes errichtet wurde. Die spätklassizistische Putzfassade gliedert sich in sechs Achsen und erfährt durch Sockel, Stockwerk und leicht strukturiertem Mezzaningesims eine horizontale Gliederung. Die Fenster im Erdgeschoss, z. T. versehen mit einer farbigen Bleiverglasung, befinden sich im originalen Zustand. Im rückwärtigen Bereich schließen ein- und zweigeschossige Wirtschaftsbauten an. Die Giebelseiten sowie die Anbauten aus Backstein sind geschlämmt. Zur linken Seite schließt ein Wintergarten an. Im Inneren des Gebäudes ist im Flurbereich ein farbig gemusterter Bodenbelag, mit schwarz-weiß karierter Umrandung vorhanden. Alle Türen sowie die Holztreppe im Erdgeschoss von qualitätsvoller Ausführung sind im originalen Zustand erhalten. Ebenso sind die Stuckdecken in den meisten Räumen noch vorhanden. Bemerkenswert sind verschiedene Einrichtungsgegenstände aus der Erbauungszeit sowie zwei besonders hervorzuhebende Schränke mit Aufsatz und Schnitzwerk. Weiterhin sind verschiedene Marmoröfen im guten Zustand erhalten. Die Villa, inmitten einer von altem Baumbestand umgebenen Anlage, ist mit zu den seinerzeit repräsentativsten Wohnhäuser der ehemaligen Stadt Boisheim zu zählen und somit Zeugnis für die demonstrative Bauweise der reicheren Bürger. Weiterhin ist das stattliche Anwesen in qualitätsvoller Ausstattung sowie seinem zum größten Teil unveränderten Bestand von historischer Bedeutung. Aus wissenschaftlichen, insbesondere architekturgeschichtlichen Gründen liegen Erhaltung und Nutzung des Gebäudes Nettetaler Straße 14 gemäß § 2 (1) des Denkmalschutzgesetzes im öffentlichen Interesse. | Mitte 19. Jh.               | 13. März 1986      | 78              |
| Joseph-Haus                                    | Joseph-Haus                                    | Boisheim Nettetaler Straße 103 Karte                  | Der in betonter Ecklage an der Nettetaler Straße gelegene, zweigeschossige Backsteinbau mit Walmdach weist in einer Ankersplinte in der Fassade auf das Baujahr 1760 hin. Sein heutiges Erscheinungsbild erhält es 1915, als es für die Missionsschwestern vom kostbaren Blute zum „Joseph-Haus“ umgebaut wird. Nach dem Ersten Weltkrieg ist der Wunsch nach Errichtung einer Niederlassung der Missionsschwestern für ambulante Krankenpflege verbunden mit einer Kinderbewahr- und Handarbeitsschule gegeben. Es gibt in Boisheim keinen eigenen Arzt, so dass die ambulante Krankenpflege sowie die Pflege und Unterweisung der noch nicht schulpflichtigen Kinder und eine Handarbeitsschule für nicht mehr schulpflichtigenkatholischen Mädchen Anliegen des Pfarrers Joseph Faßbender sind, die mit Hilfe von Stiftungsgeldern verwirklicht werden. Der in betonter Ecklage an der Nettetaler Straße gelegene, zweigeschossige Backsteinbau mit Walmdach wurde in den 1920er Jahren verändert. Die Ankersplinten in der Fassade verweisen jedoch auf das Baujahr 1760. Das Gebäude teilt sich in 3:2 Achsen, wobei die Hauptfassade eine mittige Betonung durch die zentrale Anordnung der Tür erhält. Eine typische weitere Betonung erfährt die Ecke des Hauses zur Wilhelmshöhe. Hier ist die Ecke abgeschrägt und auf einer gemauerten Konsole eine Josefsfigur aus Sandstein aufgestellt. Darunter befindet sich eine Tafel mit der Inschrift: "Patron der Kranken und Sterbenden bitte für uns". Im Innern des Hauses sind im Erdgeschoss Stuckdecken und im Obergeschoss Kölner Decken vorhanden. Die Eingangsseite des Hauses ist mit einem Gewölbekeller unterfangen. Das mit zu den ältesten Backsteingebäuden im Ortskern von Boisheim gehörende Haus ist für die sowohl für Siedlungs- als auch für die Ortsgeschichte von großer Bedeutung. Es zeigt in seiner späteren Nutzung als „Joseph-Haus“ die Bedeutung der katholischen Kirche in gesundheits- und schulpolitischen Fragen. Erhaltung und Nutzung des Hauses liegen daher gemäß § 2 (1) des Denkmalschutzgesetzes aus wissenschaftlichen, insbesondere siedlungsgeschichtlichen, ortsgeschichtlichen und architekturgeschichtlichen Gründen gemäß § 2 (1) des Denkmalschutzgesetzes im öffentlichen Interesse. | 1760/1915                   | 27. Mai 1986       | 103             |
| Nellessenhof                                   | Nellessenhof                                   | Boisheim Nettetaler Straße 106 Karte                  | In zentraler Ortslage steht als Restbau das Wohnhaus einer ehemals vierflügeligen Backsteinhofanlage, deren Scheunentrakte und Wirtschaftsgebäude 1971 abgerissen wurden. Umriss und Größe des bisher nicht neu bebauten Hofplatzes wie Straßenverlauf des Kirchweges in Beziehung zur Pfarrkirche St. Peter zeigen die siedlungstopographische Bedeutung des Hofes in städtebaulicher Hinsicht auf. Das etwa um 1800 errichtete, zweigeschossige Gebäude mit Satteldach in 5 Achsen steht traufseitig zur Straße. Die Haupteingangstür ist mittig angelegt und besitzt wie alle Fenster (kleinteilige Sprossen) dieser Seite Holzblockrahmen. Von der originalen Holztür mit Eisenbeschlägen fehlt das Oberlicht. Die Fassade in ruhiger Symmetriegehalten bezieht ihre Struktur durch die gerundeten, gemauerten Stichbögen über Tür und Fenstern und den gleichmäßig angebrachten Ankersplinten. Im Erdgeschoss befinden sich geschlossene Holzklappläden, im Obergeschoss Lamellenholzklappläden. Die Hofseite des Gebäudes weist bauliche Veränderungen der Fenster auf, deren Stichbögen unterschiedlich, nämlich flacher und runder, ausgestaltet sind. Am Nordgiebel sind die originalen Fenster im Obergeschoss und unter dem Giebel noch mit Holzblockrahmen und flachen Stichbögen versehen. Die beiden Fenster im Erdgeschoss mit gerundeten Stichbögen und Backsteinsohlbänken sind spätere Veränderungen. Am Südgiebel, an den später ein Wirtschaftsgebäude (heute abgerissen) angebaut gewesen war, sind an einigen der alten Tür- und Fensteröffnungen Veränderungen vorgenommen worden. Vor allem war ein Fenster als Bogentür umgebaut worden, um eine Verbindung zum Nachbarbau herzustellen. Das im Grundriss fast quadratische Gebäude ist von dem Haupteingang straßenseitig bis zum ehemals hofseitigen Eingang, beide über Blausteinstufen erreichbar, durch einen Flur mit Steinbodenfliesen unterteilt. Von diesem führt ein zweiter Flur zur Tür an der Südgiebelseite. Das Gebäude steht etwas erhöht auf einem, teils verputzten Sockel und besitzt drei, 1,90 m hohe, tonnengewölbte, ziegelsteingemauerte Keller mit gemauerten Nischen, die durch Kellerfenster gut belichtet sind. An der Südseite des Kellergewölbes sind Quadersteine eines Vorgängerbaues mit einbezogen. Dort liegen als Fußboden alte Tonplatten, während der überwiegende Teil Ziegelboden enthält. Im Erdgeschoss sind alle Räume, im Obergeschoss die Mehrzahl der Räume mit Kölner Decken ausgestattet. Die tragenden Deckenbalken sind sichtig. Die Holzdielenböden in den Wohnräumen und die Holzschwellen sind teilweise verrottet. Im Obergeschoss befinden sich überall Dielenböden. In der Küche sind dunkle, quadratische, im Nachbarraum eher ockerfarbige Tonplatten verlegt. Auch befindet sich in der Küche an der südlichen Wand ein Ausguss, der im Zusammenhang mit dem gemauerten Wasserbecken draußen (ehemaliger Brunnen?) steht. Die Holzrahmen der Türen sind zum großen Teil gut erhalten. Der alte Eichendachstuhl mit Rundhölzersparren ist weitgehend erhalten. Für die historische Entwicklung Boisheims ist das stattliche bäuerliche Wohnhaus durch Alter und Bauweise in qualitätsvoller Ausstattung sowie durch die Größe der ehemaligen Hofanlage in Ortskernlage bedeutend. Dieser letzte Rest eines Hofes in unmittelbarer Nähe der Kirche bildet einen wesentlichen Bestandteil der alten Ortsmitte Boisheims. Aus wissenschaftlichen, insbesondere siedlungs- und ortsgeschichtlichen Gründen und als Zeugnis der dörflichen Bauernhausarchitektur stehen Erhaltung und Nutzung des Nellessenhofes gemäß § 2 (1) Denkmalschutzgesetz im öffentlichen Interesse. | um 1800                     | 7. August 1986     | 126             |
| Wohnhaus                                       | Wohnhaus                                       | Boisheim Nettetaler Straße 109 Karte                  | In zentraler Ortslage steht das zweigeschossige Wohnhaus mit Walmdach in einer Gruppe von Häusern, die ebenfalls Anfang des 19. Jahrhunderts entstanden sind. Der ehemals backsteinsichtigen, dreiachsigen Fassade wurde wohl Ende des 19. Jahrhunderts eine Putzfassade mit Sockel und Stockwerkgesims vorgesetzt. Die Fenster sowie die Haustüre mit floralen Schmiedearbeiten sind im originalen Zustand erhalten. Das Innere des Hauses ist verändert. Der alte Eichendachstuhl wurde mit Rundhölzern ergänzt. Das Haus, in der Nähe der Kirche, ist zu dem Bestand der alten Ortsmitte zu zählen und somit für die historische Entwicklung der Stadt Boisheim von Bedeutung. Aus wissenschaftlichen, insbesondere siedlungs- und ortsgeschichtlichen Gründen stehen Erhaltung und Nutzung des Hauses Nettetaler Straße 109 gemäß § 2 (1) des Denkmalschutzgesetzes im öffentlichen Interesse. | Anfang 19. Jh.              | 21. März 1986      | 90              |
| Wohnhaus                                       | Wohnhaus                                       | Boisheim Nettetaler Straße 112 Karte                  | In zentraler Ortslage als Bestandteil einer ehemalig um die Kirche gruppierte Bauernhausansiedlung ist dieses Haus als eine der kleinsten Wirtschaftseinheiten zu sehen. Das Anfang des 19. Jahrhunderts zweigeschossig in nicht durchgezogenen Achsen errichtete Haus mit anschließendem Torbau ist in originalem Zustand erhalten. Im Inneren des Gebäudes ist die tragende Struktur in Holzgewänden mit Lehmausfachungen sichtbar. Der Torbau ist im rückwärtigen Bereich in Fachwerk, mit Backsteinen ausgefacht, errichtet. Aus wissenschaftlichen, insbesondere siedlungs- und ortsgeschichtlichen Gründen sowie als Zeugnis der dörflichen Bauernhausarchitektur liegt die Erhaltung und Nutzung des Gebäudes Nettetaler Straße 112 gemäß § 2 (1) des Denkmalschutzgesetzes im öffentlichen Interesse. | Anfang 19. Jh.              | 13. März 1986      | 80              |
| Wohnhaus                                       | Wohnhaus                                       | Boisheim Nettetaler Straße 113 Karte                  | In zentraler Ortslage als Bestandteil einer ehemalig um die Kirche gruppierte Bauernhausansiedlung ist dieses Haus als eine der kleinsten Wirtschaftseinheiten zu sehen. Das Anfang des 19. Jahrhunderts zweigeschossig in nicht durchgezogenen Achsen errichtete Haus mit anschließendem Torbau ist in originalem Zustand erhalten. Im Inneren des Gebäudes ist die tragende Struktur in Holzgewänden mit Lehmausfachungen sichtbar. Der Torbau ist im rückwärtigen Bereich in Fachwerk, mit Backsteinen ausgefacht, errichtet. Aus wissenschaftlichen, insbesondere siedlungs- und ortsgeschichtlichen Gründen sowie als Zeugnis der dörflichen Bauernhausarchitektur liegt die Erhaltung und Nutzung des Gebäudes Nettetaler Straße 112 gemäß § 2 (1) des Denkmalschutzgesetzes im öffentlichen Interesse. | Anfang 19. Jh.              | 21. April 1986     | 81              |
| Wohnhaus                                       | Wohnhaus                                       | Boisheim Nettetaler Straße 119 / Kapellenstraße Karte | Bei dem in zentraler Ortslage stehenden zweigeschossigen Wohnhaus mit Satteldach handelt es sich um den Bestandteil einer Häuserreihe, die Anfang des 19. Jahrhunderts in der Nähe der Kirche errichtet wurde. Die ruhige Symmetrie der achtachsigen Fassade wird durch eine Tordurchfahrt unterbrochen. Rechts daneben wurde eine Fensteröffnung zur Erschließung der Wohnung in eine Türe umgebaut. Deckenanker sind in der Fassade mit regelmäßigem Abstand sichtbar. Die neuen Sprossenfenster sind der originalen Teilung nachempfunden und werden mit einem Stichbogen überdeckt. Die Hofseite des Hauses wurde durch einen neueren Anbau verändert. Das Innere des Hauses wurde insgesamt modernisiert. Ein Teil des Gewölbekellers ist noch vorhanden. Das Gebäude erstreckt sich entlang der Kapellenstraße und ist in der Nähe der Kirche zum Bestand der alten Ortsmitte zu zählen und somit für die historische Entwicklung der Stadt Boisheim von Bedeutung. Aus wissenschaftlichen, insbesondere siedlungs- und ortsgeschichtlichen Gründen stehen Erhaltung und Nutzung des Hauses Nettetaler Straße 119 gemäß § 2 (1) des Denkmalschutzgesetzes im öffentlichen Interesse. | Anfang 16. Jh.              | 21. April 1986     | 82              |
| Wohnhaus                                       | Wohnhaus                                       | Boisheim Nettetaler Straße 120 Karte                  | Bei den beiden Gebäuden handelt es sich um die Restbebauung einer ehemals dreiflügeligen Backsteinhofanlage, die um das Jahr 1780 errichtet wurde. Das zweigeschossige Wohnhaus, mit fünf Fensterachsen mit Steingewänden gegliedert, besitzt ein Walmdach mit weit hervortretenden Dachgauben. Das Gebäude wurde im 20. Jahrhundert verändert bzw. erweitert. Erwähnenswert ist unter anderem die originale alte Tür im Zentrum der Straßenfront. Im Inneren des Hauses, in der jetzigen Wirtschaft ist der Sockelbereich in Holzkassetten ausgebildet. Im Flur sind der buntgemusterte Bodenbelag sowie die Treppe aus der Zeit des Umbaus vorhanden. Das Haus besitzt zwei Gewölbekeller. Die ebenfalls zweigeschossige Scheune mit drei Toreinfahrten, die von Korbbögen überdeckt sind, ist auf der gegenüberliegenden Seite des Hofes angeordnet und im originalen Zustand erhalten. Aus wissenschaftlichen, insbesondere ortsgeschichtlichen und volkskundlichen Gründen liegen Erhaltung und Nutzung des Restbestandes der ehemaligen Hofanlage gemäß § 2 (l) des Denkmalschutzgesetzes im öffentlichen Interesse. | um 1780                     | 10. April 1986     | 93              |
| Wohnhaus Doppelhaus                            | Wohnhaus Doppelhaus                            | Boisheim Nettetaler Straße 131 / 133 Karte            | Das zweigeschossige Haus mit Satteldach erstreckt sich traufseitig zur Nettetaler Straße. Es handelt sich hier um zwei Doppelhaushälften, die in der ersten Hälfte des 19. Jahrhunderts an das im rückwärtigen Bereich stehende Wohnhaus mit Krüppelwalmdach angebaut wurden. Das Hinterhaus, giebelständig, ist vermutlich Ende des 18. Jahrhunderts entstanden und wurde nachträglich verputzt. Die Fassade des Vorderhauses gliedert sich in sechs Achsen, wobei die Eingänge den beiden mittleren zugeordnet sind. Im Inneren des Hauses führt eine steile Treppe ins Obergeschoss. Dort ist ein Holzgewände mit Lehmausfachung im Speicherbereich sichtbar. Das Gebäude ist zum Teil an der Straßenseite mit einem Gewölbe unterkellert. Das Haus ist zu dem Bestand des alten Orts zu zählen und somit für die historische Entwicklung von Bedeutung. Aus wissenschaftlichen, insbesondere siedlungs- und ortsgeschichtlichen Gründen und als Zeugnis dörflicher Wohnhausarchitektur stehen Erhaltung und Nutzung der Häuser Nettetaler Straße 131/133 gemäß § 2 (1) des Denkmalschutzgesetzes im öffentlichen Interesse. | Ende 18. Jh.                | 19. Juni 1986      | 107             |
| Wohnhaus                                       | Wohnhaus                                       | Boisheim Nettetaler Straße 147 Karte                  | Das Wohnhaus Nettetaler Straße 147 ist eines jener typischen zweigeschossigen Backsteinhäuser aus dem 19. Jahrhundert, die das Ortsbild von Boisheim wegen ihrer großen Zahl vor allem an der Nettetaler Straße und der Raiffeisenstraße heute noch prägen. Ein genaues Baudatum und andere konkrete Angaben zur Entstehungsgeschichte sind derzeit unbekannt; es ist jedoch recht exakt in der städtebaulichen Geschichte des Dorfes zu verorten und als solches auch selbst ein Dokument für diese Entwicklung. Das Haus befindet sich an einer erst seit dem Chausseebau der 1840er Jahre baulich entwickelten Stelle nördlich des ursprünglichen Ortskerns. Demnach, und ausweislich der zeitgenössischen Kartenwerke, dürfte seine Entstehungszeit in der Mitte des 19. Jahrhunderts anzusiedeln sein. Es handelt sich um ein freistehendes zweigeschossiges Backsteinhaus, traufständig mit Satteldach direkt an der Straße gelegen. Die Front wird als Lochfassade lediglich von den vier regelmäßigen Fensterachsen gegliedert; der Hauseingang befindet sich an der linken Giebelseite. Die Fensteröffnungen sind stichbogig gemauert, mit jeweils einem flach vorstehenden Bogen als angedeuteten Verdachungen. Beide Giebelseiten sind nur geringfügig durchfenstert, wobei in erster Linie der firstparallele Mittelflur ablesbar ist. Die Rückseite des Hauses ist ganz ähnlich gehalten, backsteinsichtig mit einfach eingeschnittenen drei Fensterachsen; allerdings verläuft hier unterhalb der Traufe zusätzlich ein kleiner Klötzchenfries. Der Eingang an der linken Giebelseite, ebenfalls stichbogig mit profiliertem Gewände, mit einer schmalen flachen Verdachung wie die Fenster der Fassade, besitzt noch eine alte hölzerne Haustür, über der oberhalb eines Kämpfers ein ornamental gesprosstes Oberlicht sitzt. Im Inneren ist vor allem der seltene Blausteinboden des Hausflurs bemerkenswert. Am Ende des Flurs (rechte Giebelwand) befindet sich die hölzerne Haustreppe mit Kandelaber-Anfangspfosten, die relativ steil einmal in der Richtung gedreht in das Obergeschoss führt. Der Grundriss der Zimmeranordnung dürfte insgesamt weitgehend noch original sein. Teilweise ist Stuckzier an den Decken erhalten (Mittelrosette, Kehlprofil), ebenso eine Zimmertür und innen liegende Fensterläden. Das Haus ist nur im hinteren Bereich unterkellert. Die Grundstückseinfahrt zur Straße hin wird durch flache Wandpfeiler sowie ein metallenes Ziergittertor gebildet. Das Gebäude Nettetaler Straße 147 innerhalb der städtebaulichen Entwicklung von Boisheim Bis zum eingangs erwähnten Chausseebau der 1840er Jahre war die alte West-Ost-Wegeverbindung die Hauptstraße des Ortes gewesen, entlang derer sich die meiste Bebauung befand. In der Tranchot-Karte (Anfang 19. Jahrhundert) wird dieser überörtliche Weg als "Route de Ruremonde a Duesseldorf" bezeichnet; sein Verlauf ist heute noch in der Folge von Brüggener Straße - An St. Peter – Kapellenstraße und Pütterhöfer Weg enthalten. Bei den Pütterhöfen kreuzte diesen Weg die „Grand Chemin de Venlo a Dülken“. Weitere nennenswerte Wege, die aus dem Ortskern heraus führten, waren zwei entlang der Nette nach Dülken, der eine entlang der Bruchkante (Nettetaler Straße), der zweite etwas oberhalb (Wilhelmshöhe), ferner der Weg nach Lind und die nach Norden in Richtung Breyell / Lobberich führende „Buscher Strass“ (Tranchot), deren Trasse später in der zum Bahnhof führenden Raiffeisenstraße sowie im Alt-Breyeller Weg aufging. Mitte des 19. Jahrhunderts wurde dieses Wegenetz tief greifend verändert. In den 1840er Jahren erfolgte zunächst der Ausbau der Nord-Süd-Chaussee als Teil der Köln-Venloer Bezirksstraße, die als Nettetaler Straße Boisheim bis heute prägt. Nach Norden verläuft diese Straße auf neuer Trasse. Als vorläufigen Abschluss dieses Verkehrswege-Ausbaus erhielt Boisheim 1866 einen Haltepunkt an der neu eröffneten Bahnlinie Mönchengladbach-Venlo. Als Weg aus der Ortsmitte zum Bahnhof wurde die alte „Buscher Strass“ ausgebaut. Sowohl das ältere als auch das im 19. Jahrhundert entstandene Wegenetz sind in Boisheim ablesbar erhalten. Die Zeitstellung der Straßen und Wege wird für den Betrachter an der in großer Dichte noch vorhandenen historischen Bebauung ablesbar. Dabei ist das Wohnhaus Nettetaler Straße 147 ein integraler Teil von für Boisheim besonders charakteristischen Gebäuden bzw. städtebaulichen Situationen, die in einer Denkmalerfassung des Landeskonservators bereits 1977 wie folgt beschrieben wurde" "Der Ort hat in seinem Kern eine einheitliche Bebauung bewahrt; ein-, meist zweigeschossige Backsteinhäuser säumen die Hauptstraße, heute Nettetaler Straße genannt, und die wenigen von ihr abzweigenden Nebenstraßen. Dabei wechseln Bauernhäuser mit seitlicher Tordurchfahrt und zugehörigen Ökonomiegebäuden rückwärts mit Wohnhäusern und den für die hiesige Gegend typischen Weberhäusern miteinander ab. Auffällig sind viele gute Haustüren aus den letzten Jahrzehnten des 19. Jahrhunderts; es muss sich damals im Ort eine gute Schreinerwerkstatt befunden haben. (Heimatbuch des Kreises Viersen 1977, Seite 85). Heute noch ist innerhalb des Ortskerns von Boisheim eine große Zahl im 18. und 19. Jahrhundert entstandener Wohn- und Wirtschaftsgebäude erhalten, die trotz der im Einzelnen erfolgten Veränderungen insgesamt ein dichtes, historisch geprägtes Ensemble ergeben. Meist backsteinsichtig, stehen die Häuser ohne Vorgarten direkt an der Straße. Die jüngeren Häuser ab etwa Mitte des 19. Jahrhunderts sind meist frei stehend errichtet worden, während bei älteren Gebäuden keine oder nur schmale Brandgassen existieren. Häufig begegnet der traufständige zweigeschossige Haustyp mit Satteldach aus der Mitte des 19. Jahrhunderts (z. B. Nettetaler Straße 136, 138, 140, 142, 144; Nr. 147, 149, 151, 153, Raiffeisenstraße 2, 8, 18, 20 sowie 15). Als charakteristischer Bestandteil einer ortsbildprägenden historischen Häusergruppe ist das Wohnhaus Nettetaler Straße 147 bedeutend für Boisheim, Stadt Viersen. Wegen seiner außen und innen anschaulichen Erhaltung mit den genannten baulichen Details liegen Erhaltung und Nutzung des Gebäudes aus wissenschaftlichen, hier architekturgeschichtlichen sowie aus städtebaulichen Gründen im öffentlichen Interesse. Die Voraussetzungen des § 2 Denkmalschutzgesetz Nordrhein-Westfalen für die Einstufung als Baudenkmal sind daher erfüllt. Quellen Materialsammlung Boisheim im Archiv des Verfassers, LVR-Amt für Denkmalpflege im Rheinland. Denkmälerdatenbank im LVR-Amt für Denkmalpflege im Rheinland. | Mitte 19. Jh.               | 23. Dezember 2010  | 497             |
| ehem. Polizeigebäude                           | ehem. Polizeigebäude                           | Dülken Neumarkt 1–3 Karte                             | In Erweiterung des mittelalterlichen Stadtkerns nach Norden wurde "ab 1907" (Mellen, S. 6) bzw. "1909" (Perdelwitz, S. 60) der Neumarkt angelegt. 1939–41 erfolgte an der westlichen Platzseite der Bau eines HJ-Heimes, welches am Sonntag, dem 3. Dez. 1944 zum Schauplatz eines der schlimmsten Ereignisse in der Geschichte Dülkens im 20. Jahrhundert wurde. Während im HJ-Heim eine Panzerfaustvorführung abgehalten wurde, griffen um etwa 9:20 Uhr drei Kampfbomber die Dülkener Innenstadt an. Die Umgebung kam zwar relativ glimpflich davon, das HJ-Heim jedoch wurde schwer getroffen; in seinen Trümmern starben 46 Menschen, 42 Jugendliche (meist Jahrgang 1928) und vier Erwachsene; weitere Opfer starben später im Krankenhaus. An Stelle diese HJ-Heims wurde 1951/52 nach einem Entwurf des Stadtbauamtes eine "Polizeiunterkunft" mit Wohnungen errichtet. Proportion des Neubaus und der Kellergrundriss der Bauzeichnungen lassen darauf schließen, dass zumindest der erhaltene Keller des HJ-Heims dabei wiederverwendet wurde (im Plan sind "vorhandene" und "neue" Mauern eingetragen und der gesamte Plan wird als "Wiederaufbau" bezeichnet). Beschreibung: Es handelt sich um ein dreigeschossiges, über Sockel verputztes Gebäude auf u-förmigem Grundriss mit flachem Walmdach, mit einem vorderen breit gelagerten Flügel als Platzwand zum Neumarkt und zwei Seitenflügeln, die auf der Rückseite einen Hof umfassen (das HJ-Heim war in der Höhe in etwa gleich, aber anders proportioniert gewesen: zweigeschossig mit Dachgeschoss, d. h. hohem, gaubenbesetzten Walmdach). Es besitzt eine Lochfassade gleichartiger, hochrechteckiger Fenster in regelmäßiger Achsensymmetrie; zum Platz sind 12, zur Seite je drei Fensterachsen angeordnet. Zwei Eingänge in der jeweils zweiten Achse rechts und links, über sockelhohen Treppen in schmaler Steinrahmung mit flachem Segmentbogen, deuten bereits am Außenbau eine innere Zweiteilung des Gebäudes an. Ein Teil originaler zweiflügeliger Fenster mit einfach kreuzförmiger Sprossenteilung ist erhalten. Im Inneren gruppieren sich die Zimmer jeweils um einen zentralen Flurraum mit Treppenhaus. Wie der Außenbau ist auch hier der Raumeindruck zweckgerecht nüchtern. Bis auf einen größeren Bereitschaftsraum in der Hausmitte und allerdings nur durch Einbauten von Liegen als solche erkennbare Zellenräume im hinteren Flügel sind die Räume der Polizeiunterkunft in der rechten Haushälfte von neutraler Größe und Anordnung. Die in beiden Haushälften gleichartigen Treppen besitzen schlichte Holzgeländer auf geraden Stäben, sind dreiläufig mit kurzen An- und Abläufen und längerem geraden Lauf an der Gebäuderückseite. Im Polizeitrakt wurden in den sechziger Jahren die Zellen aus dem Keller (dort noch erkennbar) in das Erdgeschoss verlegt; sie sind durch Einbauten (Liegen) noch anschaulich erhalten. Architekturgeschichtliche Würdigung: Zwei Eigenschaften der ehemaligen Polizeiunterkunft am Neumarkt sind offensichtlich. Erstens: es handelt sich um eine auf den ersten Blick gestalterisch unauffällige Architektur; zweitens: das Gebäude fügt sich trotz seiner beträchtlichen Größe durchaus harmonisch in das historische Kernstadtensemble von Dülken ein. Die architekturgeschichtliche Forschung bezeichnet Bauten wie diesen meist als "Amtsbautenstil" oder auch "Anpassungsarchitektur". Kennzeichen sind in der Regel klar begrenzte, breit gelagerte Baukörper, eine ornamentlose Lochfassade (glatte Wandfläche mit einfach eingeschnittenen Öffnungen), regelmäßige Fensterachsenreihung, Steildach, herkömmliche Mauerwerksbauweise. In der deutschen Architekturentwicklung spielte diese Richtung als traditionalistische Moderne bis etwa Mitte der fünfziger Jahre eine gewichtige Rolle. Die Bezeichnung "Anpassungsarchitektur" verweist darauf, dass diese Art der Baugestaltung von ihren Vertretern als geeignet angesehen wurde, um in sensiblen Bereichen wie z. B. historischen Altstädten Neubauten einzufügen, die sich „ohne Täuschungsabsicht“ (so der Politikwissenschaftler Klaus von Beyme), d. h., ohne alte Formen zu kopieren, dem Vorhandenen anpassen oder unterordnen. Unter diesem Aspekt besteht eine Affinität zum Heimatschutzgedanken. Die gestalterische Bandbreite reicht dabei von der teilweisen Anlehnung an traditionelle Formen bis hin zu neutralen sachlichen Baukörpern. Für Letzteres ist die Dülkener Polizeiunterkunft ein beinah idealtypisches Beispiel. „Amtsbautenstil“ wird diese Architektur genannt, da in den zwanziger bis fünfziger Jahren viele öffentliche Bauten in diesem Stil errichtet wurden, meist von Baubehörden, in denen ein konservativer Traditionalismus stark verwurzelt war. In diesem Zusammenhang sei auf die als Baudenkmal geschützte Schule an der Dammstraße verwiesen, die gestalterisch den gleichen Prinzipien folgt. Vergleicht man die Polizeiunterkunft von 1951 mit dem HJ-Heim an gleicher Stelle von 1941, fallen Kontinuitäten und Unterschiede ins Auge. Der Baukörper folgt in seiner Grundanlage denselben Konventionen wie das HJ-Heim, ist im Detail aber noch einmal wesentlich einfacher gestaltet. Sicher geht man nicht fehl, als Gründe hierfür die immer noch wirtschaftlich karge Nachkriegszeit einerseits, andererseits die zeittypische bewusste Zurückhaltung eines öffentlichen Bauherren zu sehen. So beugte man auch eventueller böswilliger Kritik vor – die andernorts durchaus vorkam –, welche die Baugestaltung auf eine gewisse Nutzungsverwandtschaft hätte beziehen können. Eine bautypologische Untersuchung von Polizeigebäuden existiert bislang nicht; die vergleichbaren, besser erforschten Kasernenbauten jener Zeit folgen aber ähnlichen Entwicklungslinien stärkerer Funktionalisierung und formaler Zurückhaltung. Nach Kenntnis des Rheinischen Amtes für Denkmalpflege steht ein einfaches Polizeigebäude aus den fünfziger Jahren im Rheinland bislang noch nicht unter Schutz (das Polizeipräsidium in Köln ist wegen seiner übergeordneten Aufgaben und Größe nicht vergleichbar); aus den dreißiger Jahren finden sich denkmalwerte Beispiele u. a. in Mülheim a. d. Ruhr, Oberhausen und Mönchengladbach-Dahl, in den damals üblichen Formen der Heimatschutzarchitektur (vergleichbar dem Dülkener HJ-Heim) oder des Backsteinexpressionismus. Gerade das Fehlen von bautypspezifischen Hoheitszeichen ist Anfang der fünfziger Jahre programmatisch, man orientiert sich an anonymen Verwaltungsgebäuden. Das für die Außenbaugestaltung gesagte gilt sinngemäß auch für das Innere: beabsichtigt waren schlichte, übersichtliche Grundrisse und einfache, dauerhafte Materialien. Gehobenes „Anspruchsniveau“ kam meist allenfalls in einer demonstrativen Solidität der Ausführung (traditionelles Material, handwerkliche Verarbeitung) zum tragen. Das Polizeigebäude in Dülken verkörpert daher eine typische Erscheinungsweise öffentlichen Bauwesens der frühen fünfziger Jahre: konservativ, schlicht, uniform (ein Begriff, der angesichts der Nutzung nahe liegt); eine absichtlich vereinfachte Form der in ihren Spitzenleistungen zum Teil sehr qualitätsvollen traditionalistischen Moderne der zwanziger und dreißiger Jahre. Es handelt sich um tastende Anfänge einer „demokratischen“ Architektur, die sich von den vergangenen Würdeformen zu distanzieren versuchte. Aufmerksamer Betrachtung erschließen sich die harmonisch-unaufgeregte Proportionierung und nüchterne Gestaltung als unspektakuläre, aber dennoch wirksame Qualitäten. Gerade wegen ihrer oft missachteten Wertigkeit sind ähnliche Gebäude andernorts bereits häufig verändert oder zerstört worden. Erinnert sei an zwei Beispiele in Köln, wo in jüngster Zeit zwei zwar monumentalere, als Zeugnisse des schlichten Bauens öffentlicher Bauherren im Wiederaufbau aber vergleichbare Gebäude gegen öffentlichen Protest abgerissen wurden bzw. in Kürze werden (Hauptpost und Stadthaus). Aufgabe der Denkmalpflege ist es, nicht allein architektonische Spitzenleistungen zu bewahren, sondern typische Zeitdokumente, sofern eine dem Denkmalschutzgesetz genügende Bedeutung und eine wesentlich aus dem originalen Erhaltungszustand abgeleitete Erhaltungswürdigkeit festzustellen sind. Im Fall der Polizeiunterkunft in Dülken ist die Bedeutung für Viersen aus der Nutzung als öffentliches Gebäude in zentraler Lage des Ortes abzuleiten. Der Erhaltungszustand ist in seinen für den Zeugniswert relevanten Aspekten (Baukörper, Außenbaugestaltung, Grundrissprinzip, Treppenhaus) bis hin zu Details (Fenster teilweise, Zellen als Nutzungsrelikte) als weitgehend ursprünglich zu bezeichnen. Wegen des daher hier noch ungewöhnlich anschaulichen Zeugniswertes für das öffentliche Bauwesen im Wiederaufbau nach 1945, eines aus wirtschaftlichen, ästhetischen und moralischen Motiven gespeisten „Amtsbautenstils“, ist das Gebäude von architekturgeschichtlichem Interesse. Eine ortsgeschichtliche Dimension kommt ihm als direkter Nachfolgebau des HJ-Heims an Stelle des schwersten und folgenreichsten Fliegerbombentreffers des Zweiten Weltkriegs in Dülken zu, zumal in ihm wahrscheinlich auch noch Baukörperdisposition und Kellersubstanz des Vorgängerbaus tradiert sind. Hingewiesen werden muss auch auf seine städtebauliche Qualität, da es sich gut in das historische Stadtbild einfügt und eine proportional wirkungsvolle und harmonische Platzwand für den Neumarkt bildet. Das ehemalige Polizeigebäude am Neumarkt in Dülken ist aus den genannten Gründen bedeutend für Viersen. An seiner Erhaltung und Nutzung besteht aus wissenschaftlichen, hier architektur- und ortsgeschichtlichen sowie aus städtebaulichen Gründen ein öffentliches Interesse. Es handelt sich daher gemäß § 2 Denkmalschutzgesetz um ein Baudenkmal. | 1951/1952                   | 18. Juli 2001      | 422             |
| Tho-Rieth-Hof                                  | Tho-Rieth-Hof                                  | Viersen Neuwerker Straße 15 Karte                     | Im Tho-Riethhof an der Neuwerker Straße 15, der seit 1978 in beispielhafter Weise restauriert wird, begegnet uns der Typ des niederrheinischen Hallenhauses Viersener Prägung. Der auf zumindest 1661 zu datierende Fachwerkhof vermittelt äußerst anschaulich die hierzulande übliche Bauweise, in der hinsichtlich der Funktion das Bauernhaus Wohn- und Speicherräume vereinigt und außerdem die Stallungen für das Großvieh und die Pferde aufnimmt. Auf dem Hofgelände findet sich heute neben dem Fachwerkhof selbst und einem kleineren Stallgebäude für Kleintierhaltung eine riedgedeckte Fachwerkscheune. Sie wurde hierher 1965 vom ehemaligen Möllmann-Hof, Donker Weg, versetzt und restauriert. Außerdem wurde im Zuge der Restaurierung das teils neu unterkellerte Fachwerktorgebäude aus dem Jahre 1752 mit Resten und auf dem alten Grundriss nach allen Zeichnungen neu errichtet. Der wiederaufgefundene und neu eingepasste Torbalken trägt die Inschrift: ANNO 1752 DEN 21. IVNIVS IST DIESEN BAV AVFGERECHT IN GOTTES NAMEN M. T (I). R PETTER TOREITH GERDRVDIS TOHAM EL. Der eingeschossige Tho-Riethhof mit hohem Krüppelwalmdach, dessen ursprüngliches Strohdach durch Dachpfannen ersetzt ist, zeigt an den Seiten tief herabgezogene und überhängende Dachflächen. Der kleine Walm am Wohnende schwebt als Schopfwalm vor der Giebelwand. Dagegen liegt der Krüppelwalm des Stallgiebels als Deckwalm über dem Baukörper. Zum Schutz der unteren Giebelwand ist hier außerdem ein vorspringendes Simsdach angebracht, das von Kopfbändern abgestützt wird und sich oben an den Giebelbalken lehnt. Am Torbalken findet sich die Inschrift: DlS HAVS STEHET IM GOTTES HAND ANNO 1661 DER BEWARE... FEWR VND BRANDT DEN 20. April. Die Auszierungen des Fachwerks sind nur bescheiden. Einige Kopfbänder weisen grobe, karniesartige Profile auf. Türgewände, Bundbalken und Kopfbänder sind mit unterbrochenen Fasen versehen. Die Verblattungen von Kopfstreben und Riegeln sind nicht mehr wie bei den Häusern des 16. Jahrhunderts mit Holznägeln, sondern mit geschmiedeten Eisennägeln gesichert. Das Innere des Gebäudes lässt wieder seit der materialgetreuen Restaurierung, bei der es von neueren Umbauten befreit wurde, die ursprüngliche Raumaufteilung mit dem Doppelkamin erkennen. Die bedeutenderen Einbauten aus der Mitte des 18. Jahrhunderts, wie beispielsweise die Kölner Decken in einem der Wohnräume sowie die Treppe in der Kaminwand, bleiben hingegen bestehen. Der Stallteil mit der Futterdeele umfasst drei Fache, während der Wohnteil mit der Küche nur zwei Fache einnimmt. Auf der linken Seite des Stallgiebels befindet sich eine breite (ursprünglich bis zur Hausecke reichende) niedrige Tür, die für das Einbringen der Mistkarren angelegt war. Der dahinter gelegene Kuhstall wurde offenbar als Tiefstall nur in größeren Zeitabständen entmistet. Die Tiere wurden von der Futterdeele aus gefüttert. Auf den zwei Fache tiefen Kuhstall folgt eine Kammer (die mit Kölner Decken später ausgestattet wurde). Auf der anderen Seite der Futterdeele liegt der Pferdestall, der später eine große Öffnung zur Halle hin erhalten hat. An ihn schließt sich eine Knechtkammer an, von der aus die Pferde wohl ursprünglich gefüttert wurden. Vermutlich gab es auch eine schmale Stalltür, die von der Giebelseite aus in den Pferdestall führte. In einer der Abseiten der Wohnküche befindet sich die Opkamer über einem Gewölbekeller, der etwas vorspringt, so dass dadurch im Giebel ein Vorbau des Wohngiebels entsteht. Das Gefüge weist die für unser Gebiet typische Doppelankerkonstruktion auf, bei der jedes Gebinde mit zwei Balken verzimmert ist. Dabei sind sowohl die unteren als auch die oberen Balken mit Durchsteckzapfen in die Ständer eingelassen. Davon ausgenommen sind nur die oberen Balken in den Giebeln, die mit den Ständerköpfen verschlitzt sind, so dass das Gefüge oben durch einen Kranz abgeschlossen wird, der von den beiden Rähmen und den beiden Giebelbalken gebildet wird. Die firstparallel verlegten Deckenbalken, die sonst auf den Bundbalken ruhen, sind in den Giebeln einfach auf Riegel gelegt. Da die oberen Bundbalken einige Fuß unterhalb der Rähme eingesetzt sind, entsteht über dem Söller noch ein eingetiefter Dachboden. Bemerkenswert dabei ist der verschwenderische Gebrauch von starken und langen Hölzern, besonders bei den Ständern in den Mittelpfetten, die auf den damaligen Reichtum der Gegend an Laubwald sowie auf die Wohlhabenheit des Erbauers hinweisen. Als Hallenhaus mit zweigeteiltem Mittelschiff zeigt der Fachwerkhof mit einer ca. 6 × 9 m großen Futterdeele, über der sich ein Söller bis an die Kamintrennwand erstreckt und der sich etwas tiefer auch über der Wohnküche hinzieht, die typischen Charaktermerkmale. Die Fenster- und Türöffnungen (Schlagläden sind nicht mehr vorhanden) erfuhren wohl bei einem vermuteten Umbau von 1661 einige Veränderungen. Inwieweit der erstmals als Propstgut "To Ryth" 1408 urkundlich erwähnte Tho-Riethhof mit einem evtl. Vorgängerbau des heute existierenden Hofes zu verknüpfen ist, bleibt ungewiss. Allein Geschichtlichkeit des Platzes und Alter des Fachwerkhofes sowie sein nach subtiler Restaurierung befindlicher Bau- und Erhaltungszustand, an dem der Typ des niederrheinischen Hallenhauses Viersener Prägung klar ablesbar ist, begründet seine Bedeutung als wichtiges Zeugnis für die Geschichte des niederrheinischen Bauernhauses in beispielhafter ländlicher Gehöftarchitektur. Die weitreichenden Erkenntnisse über Baumaterial, Architektur des Baukörpers und seiner Funktion erlauben eine konstruktive Analyse dieses Hoftyps, die einen wesentlichen Beitrag leisten kann zur Aufhellung der Entwicklungsprozesse der Geschichte des Wohnens und seiner Bedeutung innerhalb der gebietstypischen Wohn- und Siedlungsformen. Damit liegt aus volkskundlichen, siedlungs- und architekturgeschichtlichen sowie wissenschaftlichen Gründen die Erhaltung und Nutzung des Tho-Riethhofes gemäß § 2 (1) Denkmalschutzgesetz im öffentlichen Interesse. | 1661                        | 8. Januar 1985     | 2               |
| Tho-Ilem-Hof                                   | Tho-Ilem-Hof                                   | Viersen Neuwerker Straße 59 a Karte                   | Bei dem eingeschossigen Gebäude mit Krüppelwalmdach in freier Lage an der Neuwerker Straße handelt es sich um ein ca. 1700 – auf einer Zeichnung vor Edmund Jansen 1957 AD 1710 datiert – entstandenes, im 19. Jahrhundert umgebautes Bauernhaus mit altem Eichenständerwerk und rückwärtigem Fachwerkanbau auf gemauertem Keller. Das Gelände, auf dem sich der Hof befindet, trägt die Flurbezeichnung „Stappenfeld“, sie wird bereits als „in stappe“ im September des Jahres 1250 urkundlich fassbar. Damals wird das Gut dem Propst Arnold des Kölner Stiftes St. Gereon rentpflichtig. Als Besitzer des dort gelegenen Gutes wird Goswin von ‚Ylam‘, Angehöriger des einzigen in Viersen ansässigen Adelsgeschlechtes, das dann nach 1400 nicht mehr nachzuweisen ist, bezeichnet. Inwieweit nun der heute überlieferte Hof auf Vorgängerbauten beruht, ist bisher nicht untersucht. Jedenfalls ist seit dem letzten Viertel des 14. Jahrhunderts die Familie to Ylem als Lehnsträger des Propstgutes To Ilem über die Jahrhunderte hinweg quellenmäßig zu fassen. Die letzten Erben veräußerten 1874 den Hof, der nach weiterem Eigentümerwechsel seit 1978 durch den letzten Eigentümer restauriert wurde. Dabei erhielt das Gebäude, das seit der Jahrhundertwende nur noch als Wohngebäude genutzt wurde, eine Riedeindeckung mit Dachgauben (Fledermausgaube). Die Außenwände wurden größtenteils erneuert, die Fassade des Frontgiebels wurde heruntergenommen und unter Hinzufügung neuer Fensteröffnungen und Wiederöffnung einer großen Korbbogentür (jetzt verglast) neu vorgemauert, wobei an den Längsseiten des Baues Schwierigkeiten beim Anstoß einer früheren Baunaht entstanden. Diese, wie auch der verkürzte Ständerabstand im Inneren und wohl auch die dort angesetzten Deckenbalken, weisen auf einen früheren Umbau. Der Fachwerkanbau besteht aus einem niedrigen Keller mit gerader Bohlendecke. Auf der nach außen sichtbar verstärkten Kellermauer sitzt ein niedriger Fachwerkraum auf (ehemals Opkamer?). Sein Lehmgeflecht wurde durch Backsteinmauerwerk ersetzt. Im Inneren des Gebäudes ist trotz der Teilung (1:3) in zwei Wohneinheiten, die ursprüngliche Aufteilung eines typischen niederrheinischen Hallenhauses Viersener Prägung abzulesen. Das teils erneuerte Eichenständerwerk (vier Ständer) bleibt dominierend, die Kaminwand mit dem erneuerten Kamin (an der Stelle des ursprünglichen Doppelkamins) weist auf die Trennung Futterdeele/Wohnküche hin. Wanderneuerungen und Einbauten ordnen sich dem Gesamtkonzept unter. Der Brunnen ist noch funktionsfähig. Die nächstgelegene Scheune wurde abgetragen und neu errichtet, während die aus der zweiten Hälfte des 17. Jahrhunderts stammende Fachwerkscheune bereits vor 1978 abbrannte. Der To-Ilem-Hof bietet ein prägnantes Bild von geschichtlicher Kontinuität in Viersen, die sich nicht nur orts- und siedlungsspezifisch, sondern auch genealogisch ausweist, in dem hier die Familiengeschichte an einem konkreten Hof verfolgbar wird. Trotz – im Einzelfall weitgehender – teils fragwürdiger – Erneuerung und Veränderung bleibt der Charakter der wesentlichen strukturellen Architektur eines niederrheinischen Hallenhauses Viersener Prägung erhalten. Es liegen daher gemäß § 2 (1) Denkmalschutzgesetz die Erhaltung und Nutzung des To-Ilem-Hofes aus orts- und siedlungsgeschichtlichen, genealogischen und volkskundlichen Gründen im öffentlichen Interesse. | um 1700                     | 8. Januar 1985     | 3               |
| Merbeckshof                                    | Merbeckshof                                    | Viersen Neuwerker Straße 349 a und b Karte            | Geschichte: Die Hemelrader Vroghe oder Heimerath (von „Heimo“) oder heute Heimer beginnt mit dem Thees-Hof, an St. Gereon lehnspflichtig (jetzt Merbecks). Er liegt am weitesten von der Kirche entfernt und es muss in der Christnacht so lange geläutet werden, bis die Bewohner dieses Hofes zur Kirche gekommen sind. (1706) Dabei liegen noch einige lehenspflichtige Höfe op der Netten (jetzt Baum) im Laeck oder Locht (jetzt P. Schürkes) und in den Eicken oder Neickes (jetzt Schmilz und Merbecks). Bewohner dieses Hofes sind u. a.: 1706 Meves Neickes 1812 Hendrick Schmitz 1967 Merbecks, Heinrich (Ackerer, Heimer 14) Beschreibung: Bei der landschaftstypisch gelegenen, backsteinsichtigen, vierflügligen Hofanlage handelt es sich um ein ehemaliges Wohnstallhaus sowie nicht denkmalwerte Scheunen- und Stallflügelbauten. Das frühere Wohnstallhaus zeigt sich in Form des Niederrheinischen Hallenhauses. Es ist geprägt durch das innere Gerüst, welches seine Erscheinung, seine Raumgestalt und seine innere Raumordnung bestimmt. Es gliedert sich in eine Längs- und Querachse. Die Längsachse wird bestimmt durch das Ständerwerk mit den Gefachen und die Querachse zeigt sich im Mittelschiff mit zwei Seitenschiffen. Der Grundriss des früheren Wohnstallhauses ist in seiner ursprünglichen Form erkennbar. Er zeigt den Wohnteil und den früheren Stalltrakt auf. Der Wohnteil des Wohnstallhauses ist geprägt durch die Opkamer, einzelne Wohn- und Schlafräume und die große frühere Wohnküche. Kennzeichnend für den Küchenraum ist die Feuerstätte, hier der doppelseitige Kamin. Dieser ist ein charakteristischer Bestandteil für das niederrheinische Hallenhaus. Hinter dem Wohnteil des Wohnstallhauses ist der frühere Stalltrakt zu finden. Die Stallzone erfährt, wie auch der Wohnteil die konstruktive Dreigliederung in ein breites Mittelschiff, die ehemalige Futterdiele und zwei schmale Seitenschiffe. Diese Räumlichkeiten werden schon frühzeitig als Wohn- und Abstellräume genutzt. Neben dem Alterswert und dem typischen Beispiel eines niederrheinischen Hallenhauses ländlicher Prägung ist das Wohnstallhaus siedlungsgeschichtlich bedeutsam. Aus wissenschaftlichen, insbesondere volks- und siedlungsgeschichtlichen, architekturgeschichtlichen Gründen liegen Erhaltung und Nutzung des ehemaligen Wohnstallhauses gemäß § 2 (1) des Denkmalschutzgesetzes im öffentlichen Interesse. | 18. Jh.                     | 3. Juli 1985       | 48              |
| Empfangsgebäude Bahnhof Helenabrunn            | Empfangsgebäude Bahnhof Helenabrunn            | Heimer Neuwerker Straße 400 Karte                     | Geschichte: Am 1. April 1835 fuhr die erste Eisenbahn auf dem europäischen Festland von Brüssel nach Mechelen. Dies war auf einem Streckenabschnitt der Eisenbahnlinie von Antwerpen nach Köln, die im Oktober 1843 vollendet wurde. Die Monopolstellung der Rheinischen Eisenbahn, die auf deutschem Gebiet diese Strecke befuhr, wurde durch die Aachen-Düsseldorfer Eisenbahn-Gesellschaft gebrochen. Am 21. August 1846 erhielt sie für die Strecke zwischen Aachen und Düsseldorf die Baukonzession durch den Preußischen Staat. Die Inbetriebnahme von Mönchengladbach nach Rheydt fand am 12. August 1852, von Rheydt über Baal und Lindern nach Herzogenrath am 12. November 1852 und von Mönchengladbach über Neuss nach Oberkassel und von Herzogenrath über Kohlscheid und Aachen-Templerbend nach Aachen Marschiertor Bahnhof am 17. Januar 1853 statt. Im Verbund mit der Aachen-Maastrichter Eisenbahn-Gesellschaft war die Aachen-Düsseldorfer ebenfalls grenzüberschreitend. Mönchengladbach hatte bereits am 15. Oktober 1851 einen Anschluss an Homberg über Viersen, Krefeld und Uerdingen durch die Ruhrort-Krefeld-Kreis Gladbacher Eisenbahn-Gesellschaft erhalten. In Homberg wurde ein Eisenbahntrajekt eingerichtet, mit dem es möglich wurde, die in Mönchengladbach hergestellten Waren auf die andere Rheinseite zu transportieren. Die Konkurrenz der Privatbahngesellschaften im Rheinland führte durch Konzentration zu drei großen Gesellschaften, der Rheinischen-, der Köln-Mindener und der Bergisch-Märkischen Eisenbahn. Die Bergisch-Märkische übernahm per Vertrag am 1. Januar 1866 die Aachen-Düsseldorfer- und die Ruhrort-Krefeld-Kreis Gladbacher Eisenbahn-Gesellschaft. Im Kampf um Transportvolumen versuchten alle Gesellschaften in die Domänen der Anderen einzudringen. So plante die Rheinische Eisenbahn die Verbindung Aachens mit Düsseldorf in Konkurrenz zur Bergisch-Märkischen Eisenbahn von Düren aus. Am 1. September 1869 nahm sie die Strecke von Düren über Elsdorf, Bedburg (Erft) und Grevenbroich nach Neuss in Betrieb. Im Gegenzug eröffnete die Bergisch-Märkische Eisenbahn am 1. Februar 1870 den Abschnitt Mönchengladbach über Mülfort nach Odenkirchen und am 1. Oktober 1873 den Rest der Strecke von Mönchengladbach über Odenkirchen, Hochneukirch, Ameln und Jülich nach Eschweiler Aue. Hier erreichte sie eines der damals bedeutendsten deutschen Eisenverarbeitungsgebiete, das bis dahin nur von der Rheinischen Eisenbahn bedient wurde. Nun versuchte die Rheinische Eisenbahn auch Mönchengladbach zu erreichen. Sie erhielt am 20. November 1871 die Konzession für die Strecken von Neuss über Neersen und von Krefeld über Neersen nach Mönchengladbach am Speik, die sie am 15. November 1877 in Betrieb nahm. Als am 1. Februar 1880 die Köln-Mindener, 1. Januar 1982 die Bergisch-Märkische und am 1. Januar 1886 die Rheinische Eisenbahn verstaatlicht waren, mussten die teilweise parallel errichteten Strecken konsolidiert werden. Dafür wurden am 1. Mai 1909 die Strecke Neersen-Neuwerk-Blockstelle Eicken-Rheydt, Neuwerk-Mönchengladbach Hbf und die Verbindung der Strecken Mönchengladbach-Krefeld und Neersen-Rheydt bei der Blockstelle Eicken hergestellt. Die Königlich Preußischen Staatseisenbahnen begannen dabei nach dem Vorbild des Bahnhofs von Hannover durch das Aufschütten von Böschungen die Niveaus der verschiedenen Verkehrsarten zu trennen. Mit dem Anheben der Gleise wurde es möglich, dass durch einen Tunnel der Bahnsteig gefahrlos erreicht werden konnte. Die neuen Bedingungen erforderten eine ganz eigene Art des Empfangsgebäudes. Beschreibung: Im Juli 1915 beantragte die Königliche Eisenbahn Direktion Köln den Neubau eines Empfangsgebäudes in Helenabrunn. Es entstand ein sehr expressiver Backsteinbau in äußerst schlichten Formen. Das Empfangsgebäude von Helenabrunn gehört damit zu einer Reihe von Eisenbahnbauten, die bereits sehr früh den Historismus überwunden hatten. Das eingeschossige Gebäude ist von einem sehr hohen Mansarddach mit Krüppelwalmen überdeckt, wie sie bis in die späten dreißiger Jahre noch modern blieben. Konsequent wurde die Fassade "von innen nach außen gebaut". Der giebelständige und risalitartig vorgezogene Hauptbaukörper enthält die Schalterhalle mit Sperre und Schaltern und der links anschließende traufständige Flügel die Wartesäle im Erdgeschoss. Im Obergeschoss befanden sich die Wohnungen des Bahnhofswirts bzw. des Bahnhofsvorstehers mit von außen getrennt zugänglichen Treppenhäusern. Obwohl wie damals üblich noch ein separates Aborthäuschen für die Fahrgäste errichtet wurde, besaßen die Wohnungen bereits eigene Abortanlagen. Während im Erdgeschoss die hochrechteckigen Fenster mit Oberlicht dreimal durch Sprossen weiter unterteilt worden waren, erhielten die Fenster in den Gauben und im Giebel nur eine weitere Teilung durch Sprossen. Die Erdgeschossfenster erhielten dadurch das in der Bauzeit typische Scheibenformat von 2:3 und die Obergeschossfenster annähernd quadratische Scheiben. Den polygonalen Vorbau prägte ein auskragendes flaches Walmdach. Die zweiflügelige verglaste Eingangstür und je ein Seitenfenster belichteten die Schalterhalle. An den Verbindungsbau mit dem Übergang von der Halle zum Bahnsteigtunnel lehnte sich der Eilgut- und Gepäckraum an. Der Zugang von der Straßenrampe zum Expressgutabfertigung erfolgte durch eine Tür, die die des Haupteinganges zitiert. Die strengen schlichten Formen der Bauten nach dem Historismus erzielen ihre Wirkung durch ihre Detaillierung, die die bewusst geplante Spannung zwischen Wandfläche und Öffnungen besonders stark beeinflussen. Durch seine typische Gestaltung aber auch durch den guten Erhaltungszustand, liefert das Objekt ein anschauliches Bild des Empfangsgebäudebaus der Zeit kurz vor dem Ersten Weltkrieg. Damit ist es bedeutend für die Geschichte Viersens und seiner Bewohner, sowie für deren Lebensverhältnisse. Der unverfälschte Bestand und die eindeutig zuzuordnende Ausführung von Fassade und Details bis ins Innere legt Zeugnis ab von der Baukultur des ausgehenden Kaiserreichs und liefert so die künstlerischen und wissenschaftlichen, besonders architekturgeschichtlichen Gründe für ein öffentliches Interesse an der Erhaltung und Nutzung nach § 2 DSchG NRW. Als Bahnhofsgebäude liegen darüber hinaus städtebauliche Gründe für ein öffentliches Interesse an diesem Objekt vor. | 1915                        | 20. Dezember 1993  | 334             |
| Missionskreuz Heimerstraße                     | Missionskreuz Heimerstraße                     | Heimer Neuwerker Straße / Ecke Heimerstraße Karte     | Das Kreuz wurde 1864 in Erinnerung an die durchgeführte Volksmission errichtet. Eine Volksmission hatte das Ziel, den Glauben in der Pfarrgemeinde zu vertiefen und eine religiöse Erneuerung zu bewirken. Sie dauerte in der Regel 10 bis 15 Tage und kann als „Exerzitien für eine Gemeinde“ bezeichnet werden. Seit dem 16. Jahrhundert wurde sie insbesondere durch Jesuiten durchgeführt, die predigten, die Gläubigen besuchten und die Sakramente spendeten. Das Missionskreuz soll diese Tage der Besinnung und Umkehr lebendig halten. Die Gemeindemission ist die Weiterentwicklung der Volksmission in die heutige Zeit. Der Standort des Kreuzes wird in 1950er Jahren aus verkehrstechnischen Gründen um einige Meter zurückgesetzt Beschreibung: Das weiß gestrichene, etwa 4,50 m hohe Sandsteinkreuz mit neugotischen Formen ruht auf einem Basaltlavasockel. Im zweigeteilten Unterbau, der mit einem abgeschrägten Gesims zum Mittelbau vermittelt, stehen die Worte: Mission 1864. Im mittleren Aufbau mit Spitzgiebelelementen und Dreipassbogen steht die auf Missionskreuzen oft gewählte Mahnung: Rette Deine Seele. Darunter befindet sich eine kleine Konsole. Das bekrönende Kruzifix, bestehend aus einem Steinkreuz und einer gusseisernen Christusfigur, steht auf einem mehrfach abgestuften, sich nach oben verjüngenden Sockel. Die Christusfigur zeigt den seit der Gotik gebräuchlichen Dreinageltypus, bei dem die Beine übereinandergeschlagen werden und beide Füße von nur einem Nagel durchbohrt sind. Die Figur ist lediglich mit einem Lendentuch bekleidet. Christus weist einen vom Leiden gezeichneten Körper auf. Sein Blick ist gen Himmel gerichtet. Aus wissenschaftlichen, insbesondere religionsgeschichtlichen und volkskundlichen Gründen stehen Erhaltung und Nutzung des Missionskreuzes gemäß § 2 (l) Denkmalschutzgesetz im öffentlichen Interesse. | 1864                        | 18. Dezember 2007  | 479             |
| Wegekreuz                                      | Wegekreuz                                      | Viersen Neuwerker Straße / Ecke Kempstraße Karte      | Das Wegekreuz aus Sandstein mit neugotischen Schmuckformen ruht auf einer 3-stufigen Treppenanlage. Das Postament ist mit einem für die Gotik typischen Vierspaßmotiv geschmückt. Auf dem Mittelblock des Kreuzes ist eine schwarze Tafel mit der Inschrift: "Sei getreu bis zum Tode" angeordnet, gerahmt von 2 Fialen. Über dem Wimperg erhebt sich nach oben verjüngend ein achteckiger Schaft zum Kreuz mit Korpus. Bei dem Metallkorpus handelt es sich um ein Dreinagelkruzifix mit dornenbekröntem Jesus Christus. Die Arme des Kreuzes finden Ihren Abschluss in 3-Paß-Motiven. Der heutige Standort des Kreuzes ist nicht der ursprüngliche. Es wird wegen der Verbreiterung der Straße 1987 versetzt und gleichzeitig restauriert. Aus wissenschaftlichen, insbesondere religionsgeschichtlichen und volkskundlichen Gründen stehen Erhaltung und Nutzung des Sektionskreuzes im öffentlichen Interesse. | 1908                        | 20. Juni 1989      | 202             |
| Missionskreuz Nelsenstraße                     | Missionskreuz Nelsenstraße                     | Ummer Neuwerker Straße / Ecke Nelsenstraße Karte      | Geschichte: Das Kreuz wurde 1864 in Erinnerung an die durchgeführte Volksmission errichtet. Eine Volksmission hatte das Ziel, den Glauben in der Pfarrgemeinde zu vertiefen und eine religiöse Erneuerung zu bewirken. Sie dauerte in der Regel 10 bis 15 Tage und kann als „Exerzitien für eine Gemeinde“ bezeichnet werden. Seit dem 16. Jahrhundert wurde sie insbesondere durch Jesuiten durchgeführt, die predigten, die Gläubigen besuchten und die Sakramente spendeten. Das Missionskreuz soll diese Tage der Besinnung und Umkehr lebendig halten. Die Gemeindemission ist die Weiterentwicklung der Volksmission in die heutige Zeit. Beschreibung: Auf dem einfachen Holzkreuz mit geschiefertem Schutzdach ist ein gusseiserner Korpus angebracht. Die Christusfigur, 60 cm hoch, zeigt den seit der Gotik gebräuchlichen Dreinageltypus, bei dem die Beine übereinandergeschlagen werden und beide Füße von nur einem Nagel durchbohrt sind. Die Figur ist lediglich mit einem Lendentuch bekleidet. Christus weist einen vom Leiden gezeichneten Körper auf. Sein Blick ist gen Himmel gerichtet. Zu Füßen des Kruzifixes liegt ein Findling mit der Inschrift MEMENTO MISSION 1884 Renov. 1934 1949 Aus wissenschaftlichen, insbesondere religionsgeschichtlichen und volkskundlichen Gründen stehen Erhaltung und Nutzung des Missionskreuzes gemäß § 2 (l) Denkmalschutzgesetz im öffentlichen Interesse. | 1864 (Korpus), 2004 (Kreuz) | 3. Dezember 2007   | 470             |
| Cafe Restaurant "Zum Hohen Busch"              | Cafe Restaurant "Zum Hohen Busch"              | Viersen Noppdorf 15 Karte                             | In unmittelbarer Nähe der Kaisermühle befindet sich das frühere Café-Restaurant "Zum hohen Busch" der Familie Brassel. Das um 1877 als Gastwirtschaft betriebene Unternehmen erfährt durch die bauliche Ausweitung in den Jahren 1894 und 1898 (Neubau eines Saal- und Verandagebäudes) eine neue Note, zum "Café-Restaurant" bzw. "Sommer-Restaurant". So schreibt Theo Zart in seinem Beitrag "Gast- und Schenkwirtschaften in Viersen zu Beginn unseres Jahrhunderts" (in: Viersen, Beiträge zu einer Stadt; Bd. l; Viersen 1982, S. 26) zum Lokal: "Gegenüber der Kaisermühle lag das Restaurant "Zum hohen Busch" (… ) Der Besitz eines großen Gartens war für diese Lokale sehr wichtig, denn diese "Gartenrestaurants" erlebten in den schönen Tagen des Sommers – wenn es so war – einen glänzenden Besuch, besonders wenn auch die Kinder einen Spielplatz fanden. So war es denn auch bei Brassel, von wo man auf der Rückseite schnell den Wald erreichte." Die recht großen Anzeigen in den Adressbüchern von 1925 und 1930 lassen ebenfalls darauf schließen, dass das Lokal in den zwanziger Jahren sehr bekannt gewesen sein muss. Die letzte Erwähnung des Lokales der Familie Brassel findet sich im Adressbuch von 1961. Von der früheren Lokalität sind in ihrer Ursprünglichkeit erhalten das Saalgebäude und ein Teil der Veranda. Der Saaltrakt, ein eingeschossiges Gebäude mit angedeutetem Satteldach, weist eine profilierte Klinkerfassade auf. Diese präsentiert sich in einem farblich durchgängigen gelben Klinkerstein. Die Profilierung der Fassade besteht im Wechselspiel zwischen durchgehendem Klinkermauerwerk und vor- bzw. zurückspringenden Klinkerornamenten. Die straßenseitige Fassade erfährt eine Unterteilung in 3 Achsen, wobei mittig der Eingang angeordnet ist. Der Eingang sowie die nebenliegenden Fenster sind mit einem Flachbogen versehen, der durch seine vorspringende Profilierung mit einem mittig gelegenen Schlussstein hervorgehoben wird. Das darüber befindliche Klinkerfries ist als zweireihiges Deutsches Band ausgeführt. Begrenzt wird die straßenseitige Fassade durch ein beidseitig angeordnetes lisenenförmiges Quadermauerwerk in Klinkerstein sowie im Giebelbereich durch symmetrisch vorspringende Klinkerornamente. Das Giebelgesims ist auf verzierte Holzkonsolen gelagert. Ferner weist der Giebel ein kreisförmiges sprossenunterteiltes Fenster auf, das durch vorspringende kreisförmig angelegte Klinkersteine betont wird. Die angrenzende gartenseitige Fassade weist ebenfalls eine Dreigliederung auf mit einer mittig gelegenen Saaltür. Der Eingang sowie die nebenliegenden Fenster sind mit einem Flachbogen versehen, der durch seine vorspringende Profilierung mit einem mittig gelegenen Schlussstein hervorgehoben wird. Das darüber befindliche Klinkerfries ist wie straßenseitig als zweireihiges Deutsches Band ausgeführt. Ferner wird die Fassade durch beidseitig lisenenförmiges Quadermauerwerk in Klinkerstein gerahmt. Die Fenster zeigen straßen- und gartensichtig die gleiche originale Gestalt, ein dreiflügliges sprossenunterteiltes Fenster mit Oberlicht. Die ursprünglichen Saaleingangstüren, eine einflüglige Holztür mit zu öffnenden Seitenteilen und einem sprossenunterteilten Oberlicht sowie einem Türfenster, sind mit Holzkassetten und anderen geometrischen Holzornamenten verziert. Im Anschluss an das Saalgebäude entsteht 1898 eine Veranda. Von dieser ist nur noch ein Gebäudeteil im weitestgehend ursprünglichen Zustand erhalten. Dieser Gebäudetrakt ist in eingeschossiger Bauweise mit einem Satteldach errichtet. Die Fassade ist in einer Holz-Ständerkonstruktion gehalten mit einer mittig gelegenen Verandatür und einem beidseitig nebenliegendem Fenster, die eine Sprossenunterteilung aufweisen. Ferner wird die Fassade durch lisenenförmiges Quadermauerwerk in Klinkerstein gerahmt. Der Giebel der Veranda nimmt in seiner Ornamentform Anklänge an den Giebel des Saalgebäudes. So sind ebenfalls die symmetrisch angeordneten Ornamente unterhalb des Giebelgesims zu finden, hier in Holz, sowie die profilierten Holzkonsolen. Das Saalgebäude und die Veranda sind stilistisch durch das bewusste Streben nach einer Symmetrie eine Einheit. Die Fassade, in einer ländlich städtischen Architektur zu Beginn des 19. Jahrhunderts, ist in ihrem Ausdruck repräsentativ. Im Material gleichbleibend und handwerklich gut gearbeitet zeigt sich die Liebe zum Detail, wie figuriertes Klinker- und Holzwerk. Aus wissenschaftlichen, insbesondere architektur- und stadtgeschichtlichen Gründen liegen Erhaltung und Nutzung des Umrisses des Saalgebäudes, Noppdorf 15, (Fassaden) und der bestehende Kubus der ehemaligen Veranda (Fassade, Decke, Dachstuhl, Dacheindeckung) gemäß § 2 (1) des Denkmalschutzgesetzes im öffentlichen Interesse. | 1894/1898                   | 5. Juni 1992       | 303             |
| Peschhof                                       | Peschhof                                       | Viersen Oberrahserstraße 3–7 Karte                    | Geschichte: Schon 1408 wird auf dem Abspliss des Rathusenhofs ein "Hein to Pesch" erwähnt und der Hof "Pesch Hoff" genannt. (Mackes, S. 95) (Im Leibgewinnregister zahlt derselbe Heyn ten Pesche 3 Hühner und als Gewinngeld 1 alten Heller an den Stiftshof St. Gereon.) Beschreibung: Der Hof liegt mit der Traufe zur Oberrahserstraße, die 1586 Radthuser Straße genannt wird. Nach dem Abbruch der alten Scheune, die an der Südostecke des Wohnstallhauses stand, (Urkataster) wurden die neu entstehenden Nebengebäude (1859/1912) um den Wirtschaftshof geordnet. Durch den Bau der Süchtelner Straße verlor das Haus mit dem Wirtschaftsgarten seinen Freiraum nach Westen, so dass es heute isoliert da steht, was durch den beziehungslosen Höhenunterschied der Straße noch verstärkt wird. Trotz dieser Lage ist der 6-achsige Baukörper bis auf 2 kleine Anbauten im Kern unversehrt erhalten. Der Grundriss folgt dem Wohnstallhaus-Schema mit der Unterteilung durch die Kaminwand in Wohn- (im Westen) und Wirtschaftsteil (im Osten). Im Laufe der Zeit wurden den Fachwerkwänden Backsteinmauerwerk vorgesetzt, so dass nur auf der Ostseite das ursprüngliche Bild des Fachwerkgiebels in etwa – auch hier sind Hölzer ersetzt worden – erhalten ist. Die Nord- und Südseiten sind unregelmäßig durch je 3 Fenster und eine Tür gegliedert. Die Westseite zeigt in der Anordnung der Fenster das übliche Schema: 1 kleines Fenster mit darüber liegender Luke in den Abseiten, 2 große Fenster im Mittelschiff mit 2 etwas kleineren darüber und schließlich einer Luke im Spitzboden. Die Geschosse sind durch Friese unterteilt, über dem Erdgeschoss ein "Deutsches Band", über dem Obergeschoss ein durchlaufendes Sims. Trotz vieler Veränderungen zeigt die Ostseite noch deutlich ihre ursprüngliche Substanz. Während die Öffnungen der nördlichen Abseite und des Spitzbodens vergrößert sind, ist in der südlichen Abseite noch eine alte Luke mit Schlagladen vorhanden. Im Obergeschoss sind alle Auskreuzungen (aussteifende Hölzer) durch Backstein ersetzt, nur im Spitzboden sind sie noch zu sehen. Aller Schmuck konzentriert sich auf die Einfahrt zur Futterdeele. Durch 3 kurze Balken wird ein 4-teiliges Oberlicht gebildet. Der mittlere Balken, der in der Baukörperachse steht, ist durch Beschriftung hervorgehoben: Die Ständer der Toreinfahrt sind zur Laibung hin abgefast, die Kopfbalken zusätzlich barock profiliert, der Binder (Sturzbalken) gefast, profiliert und reich beschriftet – eine logische Steigerung im Eingangsbereich. Der Text lautet: Gott bewar diß Haus vor Feuwr undt Brandt die ..... und weltliche Schandt nieckelaß(?) Pesch nei ..... abrahams (?) AO 1702 den 19. April (Clasen) Im Inneren fallen die starken Holzprofile, die geschmückten Kopfbänder und die übernormale Geschosshöhe auf, – ein Zeichen vom Reichtum der Erbauer. Der Grundriss ist – trotz der ungewöhnlichen Lage der Eingänge – im Wohnbereich geringfügig, im Stallbereich stärker geändert. Aus wissenschaftlichen, insbesondere architekturgeschichtlichen und volkskundlichen Gründen, liegen Erhaltung und Nutzung des Gebäudes gemäß § 2 (1) des Denkmalschutzgesetzes im öffentlichen Interesse. | 1702, 1859                  | 3. Juni 1987       | 149             |
| Gedenkkreuz Johan Götzkes                      | Gedenkkreuz Johan Götzkes                      | Bötzlöh Omperter Weg Karte                            | In einem breiten Graben, dem ehemaligen Waterweg, nordöstlich des kleinen Viersener Ortsteils Bötzlöh steht ein kleines, schlichtes Gedächtniskreuz aus Basaltlava. Die Höhe beträgt etwa 55 cm, die Breite 46 cm. Es wird nur durch Eisenbänder am Kopfbalken und Schaft gehalten. Mit diesem unscheinbaren Kreuz wird an das Schicksal eines Mannes erinnert, der auf diesem ehemaligen Waterweg von Ompert nach Bötzlöh von seinem eigenen Fahrzeug erschlagen wird. Die Kreuzinschrift in getiefter Kapitale lautet: "1785/DEN/22/SEPTEMBER/STARB/DER/EHRSAME/JOHAN/GÖTZKES" 1989 wird das Kreuz restauriert. Aus wissenschaftlichen, insbesondere volkskundlichen und lokalhistorischen Gründen stehen Erhaltung und Nutzung des Kreuzes gemäß § 2 (1) des Denkmalschutzgesetzes im öffentlichen Interesse. | 1785                        | 1. Februar 1991    | 250             |
| Sektionskreuz Ompert                           | Sektionskreuz Ompert                           | Ompert Omperter Weg 100 Karte                         | Stifter: Wegekreuz: Joan Peter Terwyen (* 15. Juli 1864 – † 1. Nov. 1932) Grundstück: Maria und Gertrud Nelsen Ausführung: (Martin) Aan’t Heck, Pliesterer- und Stuckgeschäft Geschichte: Die Aufstellung eines Wegekreuzes wurde laut Stiftungsurkunde am 30. November 1922 in einer Zusammenkunft der Einwohner von Ompert unter dem Vorsitz von Heinrich Lochten im Haus des Landwirtes Peter Terwyen beschlossen. Peter Tewyen stiftete das Kreuz aus Dankbarkeit für die Verschonung im Kriegsdienst im Ersten Weltkriege sowie für eine überstandene Krankheit. Die Geschwister Maria und Gertrud Nelsen stellten dafür ein Grundstück zur Verfügung. Die übrigen Kosten übernahmen die anderen Anwohner. Als Kassierer wurde Wilhelm Neikes bestimmt. Der Auftrag zum Entwurf und zur Ausführung ging an (Martin) Aan’t Heck, der ein Pliesterer- und Stuckgeschäft im Ummer führte. Am 30. Juni 1923 wurde es durch den Helenabrunner Pfarrer Vogtland geweiht. Beschreibung: Die Stele mit Kruzifix erhebt sich auf einem zweistufigen Sockel. Sie verjüngt sich nach oben. Sie ist aus Feinbeton gearbeitet. Sämtliche Randflächen vom Sockel bis zum Kreuz sind gleichmäßig fein schariert. Im Unterbau findet sich im zurückliegenden Schriftfeld unten links die Inschrift Errichtet 1922. Der Oberteil der Stele, durch ein Gesims vom Unterbau getrennt, wird durch ein Blendwerk geprägt. Beide werden durch giebelförmige Elemente bekrönt. Im Blendwerk ist die Inschrift eingelassen Durch seine / Wunden / werden wir / geheilt. Das bekrönende Kruzifix besteht aus einem im Sockelaufbau mehrstufigen Kreuz und einer bronzenen Christusfigur. Die Christusfigur zeigt den seit der Gotik gebräuchlichen Dreinageltypus, bei dem die Beine übereinandergeschlagen werden und beide Füße von nur einem Nagel durchbohrt sind. Die Figur ist lediglich mit einem Lendentuch bekleidet. Christus weist einem vom Leiden gezeichneten Körper und Gesichtsausdruck auf und ist bereits tot. Über dem Kopf befindet sich ein INRI-Schildchen. Wegekreuze, auch als Flurkreuze bekannt, findet man besonders häufig in katholischen Landstrichen als Zeichen des Glaubens der Bevölkerung. Das Wegekreuz an der Omperter Straße steht auch in der Tradition der Hofkreuze, die in Nähe des stiftenden Bauernhofes errichtet wurden. Der Errichtung des Kreuzes liegt der Gedanke zu Grunde, für den erfahrenen Schutz zu danken. Aus wissenschaftlichen, insbesondere religionsgeschichtlichen und volkskundlichen Gründen stehen Erhaltung und Nutzung des Missionskreuzes gemäß § 2 (l) Denkmalschutzgesetz im öffentlichen Interesse. | 1923                        | 18. Dezember 2007  | 478             |
| Wohnstallhaus Bötzlöh                          | Wohnstallhaus Bötzlöh                          | Bötzlöh Omperter Weg 193 Karte                        | 1575 wird von 4 Höfen „an gen Batzloyen“ berichtet. (Mackes Nr. 128, S. 280) Beschreibung: Das ehemalige Wohnstallhaus, traufseitig zur Omperter Weg gelegen (1634 Unckepoeter Straße) lässt die traditionelle Aufteilung durch Umbauten heute kaum noch erkennen. Während der Grundriss normalerweise aus 5 Jochen (6 Achsen) besteht, – 3 für die Wirtschaftsseite, 2 für das Wohnen – sind hier nur 4 Joche errichtet. Die Wohnseite, deren Joche etwas kleiner sind, folgt mit den vorgezogenen Abseiten der örtlichen Tradition. Die Südostseite zeigt 5 Fenster, die Südwestseite 4 und die Nordwestseite 3 in unregelmäßiger Anordnung. Um den kleinen Wirtschaftshof im Südwesten sind Nebengebäude aus dem 19. Jahrhundert gruppiert. Es handelt sich um einen selten gewordenen Typ eines niederrheinischen Wohnstallhauses Viersener Prägung. Aus wissenschaftlichen, insbesondere architektur- und ortsgeschichtlichen sowie volkskundlichen Gründen, liegen Erhaltung und Nutzung des Gebäudes gemäß § 2 (1) des Denkmalschutzgesetzes im öffentlichen Interesse. | 18. Jahrhundert             | 29. Mai 1991       | 271             |
| Wohnhaus                                       | Wohnhaus                                       | Viersen Omperter Weg 92 und 92 a Karte                | Das Hofgebäude liegt traufseitig an der Omperter Straße, die als Unckepoeter Straße 1634 erstmals erwähnt ist. Die im französischen Kataster von 1812 (unverändert übernommen vom preußischen Kataster von 1862) eingetragenen Gebäude und Wasserflächen sind bis auf das Wohnhaus verschwunden. Ende 19. Jahrhundert, mit Erweiterungen Mitte dieses Jahrhunderts, entstand eine rechtwinklige Baugruppe aus Scheunen und Stallungen, die den Wirtschaftshof, wie zuvor im 18. Jahrhundert, nach außen abschloss. Das Wohngebäude – ein niederrheinisches Hallenhaus mit Viersener Sonderformen – hat seinen charakteristischen Grundriss im Wesentlichen erhalten. Die Querwand mit dem Kamin im Mittelschiff trennt den Wohnteil nach Norden und den Wirtschaftsteil nach Süden zum Innenhof hin. Die Felderzahl ist in 4 Fensterachsen, deren Lage auf der Südost- und Nordwestseite gleich ist, ablesbar. Auf der nordöstlichen Giebelseite wird das traditionelle symmetrische Schema 3-mal durchbrochen, – an der Nordostecke sieht man die Luke eines Kellers, durch den das Fenster der Opkamer höher gelegt werden musste, – an der Südostecke sind zusätzliche Fenster, weil im Raum dahinter gewebt wurde – und ein größeres Fenster betont den dahinter liegenden Wohnraum. Die Hofseite mit den vorgezogenen Abseiten ist durch ein Vordach, das nach Südosten in ein Stallgebäude überläuft, gegliedert. Im Erdgeschoss liegt der Eingang der ehemaligen Futterdiele, rechts und links von je einem Fenster begleitet. Der Türsturzbalken trägt die Inschrift: Anno 1655. Im Obergeschoss zwei nach innen gerückte kleinere Fenster ohne Schlagläden. Im Innern ist der Grundriss bis auf Veränderungen am Nordostgiebel erhalten. Der Keller ist eingeebnet worden, um einen größeren Raum in der nördlichen Abseite zu gewinnen. Kamin und eingebauter Backofen sind noch funktionsfähig. Grundriss und Aufbau ähneln dem "Tho-Rieth-Hof", Neuwerker Straße 15 Aus wissenschaftlichen, insbesondere architekturgeschichtlichen und volkskundlichen Gründen liegen Erhaltung und Nutzung des Gebäudes gemäß § 2 (1) des Denkmalschutzgesetzes im öffentlichen Interesse. | 1634                        | 3. Juni 1987       | 146             |
| Wohnhaus                                       | Wohnhaus                                       | Viersen Parkstraße 12 Karte                           | Das Gebäude Parkstraße 12/Ecke Poststraße wurde 1892 als „Wohnhaus nebst Flügelbau“ für Wilhelm Doussier errichtet, Teilhaber der Schuhmacherei Von der Straeten & Doussier, die 1896 die Instandsetzung der ehemaligen Genengerschen Dachpappenfabrik am Seilerwall für sich beantragte. Planverfasser des Hauses an der damaligen Bahnhofstraße war der Viersener Bauunternehmer Martin Küppers. Der Neubau schloss rechts an das bereits fünf Jahre früher (1887) für den gleichen Bauherren errichtete Wohnhaus Parkstraße 10 an (Bauleiter: Lenhsen). 1899 wurden im rückwärtigen Hof Waschküche und Lagerräume angebaut. Das Adressbuch der Stadt Viersen verzeichnet 1930/31 (unter der alten Adresse Parkstraße 8a) außer der Wohnung von Wilhelm, Michael und Paul Doussier auch eine Schuhwaren- und Lederhandlung. 1945/46 war vorübergehend das städtische Gesundheitsamt in dem Haus untergebracht. Beschreibung: Es handelt sich um ein stattliches zweiteiliges Eckhaus. Der Haupt-Wohnteil ist dreigeschossig mit 2 Fensterachsen zur Parkstraße, drei zur Poststraße sowie einer abgeschrägten, von einem spitzen Zwerchhausgiebel bekrönten Eckachse mit einem doppelgeschossigen Balkon im ersten und zweiten Obergeschoss. Der an der Poststraße anschließende Flügelbau ist zweigeschossig und besitzt drei regelmäßige Fensterachsen. Da es sich nicht um ein Hintergebäude im eigentlichen Sinne handelt, ist seine Straßenfassade stilistisch der aufwändigen Putzfassade des Eckgebäudes angeglichen. Das Erdgeschoss zeigt über gequadertem Sockel kräftigen Bänderputz, in den die Rechteckfenster und der an der Parkstraße gelegene Eingang mit profilierten Gewänden eingeschnitten sind. Fenster- und Türrahmen tragen volutenförmige Keilsteine. Gesimse und Putzbänder trennen die Geschossebenen bzw. unterteilen die Fassade in Felder und geben dem hohen Gebäude so gleichzeitig horizontale Lagerung. Die backsteinverkleideten Obergeschosse werden durch Putzflächen gegliedert; neben Gesimsen, Bändern und Ecklisenen sind dies vor allem die ornamentierten Brüstungsfelder unter- und oberhalb der Fenster, die auffallende, im privaten Wohnhausbau eher ungewöhnliche neugotische Spitzbogen-, Kielbogen- bzw. Maßwerk-Blendformen zeigen. Dazwischen sind ferner vegetabile Ornamente aufgebracht, an den Ecklisenen auch üppige Fruchtgehänge. Ein Konsolenfries trägt das vorkragende Traufgesims, über dem die abgewalmten Dachflächen erst mit größerem Abstand des Betrachters optisch in Erscheinung treten (dieser Abstand ist wegen der vorgelagerten Freifläche allerdings möglich). Ein prägendes Bauteil ist der doppelgeschossige Balkon auf der abgeschrägten Hausecke, der auf weit ausschwingenden Volutenkonsolen aufsitzt und im ersten Obergeschoss gedrungene Säulen besitzt, die den Austritt des zweiten Obergeschosses tragen. Auch hier zeigen die Brüstungen wieder (spät-)gotische Formen (Spitzbogenfries, Maßwerk). Die Fassade des zweigeschossigen „Flügelbaus“, dessen Obergeschoss laut Baugesuch von 1892 in Eisenfachwerk hergestellt werden sollte, ist der des Eckhauses angepasst. Wegen der untergeordneten Nutzung und geringeren Geschossigkeit war es im zeitgenössischen Sinne des hierarchischen Wandaufbaus jedoch zwangsläufig, dass für die Obergeschossfenster hier die weniger aufwändigen Verdachungen der Fenster des zweiten Obergeschosses und nicht diejenige der Wohnetage des Eckhauses übernommen wurde. Alte Fenster und die originale zweiflügelige Haustür sind erhalten. Der Hofraum ist zur Poststraße mit einer durch Bänderung gestalterisch angepassten Mauer geschlossen. Bereits für 1888 ist ein Baugesuch Doussiers für die Errichtung einer Mauer überliefert, ein weiteres 1897. Das dem Haus Parkstraße 12 zugehörige Teilstück wurde zwar teilweise 1952 verändert (Toröffnung), ist aber im Zusammenhang mit der anschließenden Mauer und dem Wohnhaus Poststraße 7, vom gleichen Bauherrn 1902 errichtet, dennoch von städtebaulicher Bedeutung, da es wesentlich zur optischen Geschlossenheit des Ensembles beiträgt. Denkmalwert: Die heutige Parkstraße ist Teil des überwiegend rechtwinkligen Straßenrasters, das im Viersener Stadtbauplan von 1856/60 angelegt wurde, um das Wachstum der jungen Stadt planmäßig zu steuern. Ihr früher Name Bahnhofstraße (1891) verweist auf die einst prominente Lage der Straße unmittelbar am alten Standort des Bahnhofes und in Nähe des Rathauses und des projektierten neuen Marktplatzes, der 1905 dann als Stadtgarten angelegt wurde. 1930 wurde sie in Poststraße, 1933 in Langemarckstraße und 1946 schließlich in Parkstraße umbenannt. Der Block Parkstraße/Poststraße entstand dabei etwas früher als der gegenüber liegende, erst nach 1900 ebenfalls von einem einzelnen Bauherrn errichtete Block Burgstraße/Poststraße. Insgesamt zeichnen sich diese Straßenzüge durch die hohe Zahl gut erhaltener Bauten der Zeit zwischen 1880 und 1910 aus. Dem dreigeschossigen Eckgebäude Parkstraße 12 kommt dabei wegen seiner Lage und wegen seiner aufwändigen Gestaltung in Verbindung mit dem guten Erhaltungszustand erhebliche städtebauliche Bedeutung zu. Bei dem Gebäude Parkstraße 12 handelt es sich um ein bis in Details anschaulich erhaltenes, repräsentatives Wohnhaus vom Ende des 19. Jahrhunderts in bevorzugter städtebaulicher Lage. Der Bauherr integrierte ferner die ihm gehörende Schuh- und Lederwarenhandlung in den Nebengebäuden. Zusammen mit seinen beiden Nachbargebäuden bildet es inhaltlich und formal ein anschauliches Zeugnis der Wohnhausarchitektur in Viersen um 1900, das sich zudem in das größere historische Ensemble seiner unmittelbaren Umgebung – Rathaus und die zahlreichen weiteren niveauvollen Häuser an Poststraße, Parkstraße und Burgstraße – einfügt. Es ist daher bedeutend für Viersen. An seiner Erhaltung und Nutzung besteht aus den dargelegten wissenschaftlichen, insbesondere architektur- und stadtentwicklungsgeschichtlichen sowie städtebaulichen Gründen ein öffentliches Interesse. Es handelt sich daher gemäß § 2 (1) Denkmalschutzgesetz um ein Baud | 1892                        | 17. Juli 2008      | 482             |
| Wohnhaus                                       | Wohnhaus                                       | Boisheim Pastoratsstraße 1 Karte                      | Das in unmittelbarer Nähe der Kirche errichtete, zweigeschossige, backsteinsichtige Gebäude mit Satteldach, stammt wohl aus dem 18. Jahrhundert. Jedoch wurden Türe und Fenster nach 1900 verändert. Die Fassade ist in fünf Achsen gegliedert, wobei sich der Eingang mittig befindet. Die Eingangstüre ist mit floralen Schmiedearbeiten geschmückt. Die Fenster, zweiflügelig mit Oberlicht, sind in einer selten gewordenen Teilung, mit segmentbogenförmigen Sprossen, die von Stegen getragen werden, geteilt. Die Zwischenräume sind in einem hellgrünen Ton(Waldglas) verglast. An den rückwärtigen Bereich schließen eingeschossige Backsteinbauten an. Im Inneren des Gebäudes ist eine Stuckdecke mit floralen Ornamenten des Jugendstils sichtbar. Der mit Ziegelsteinen gemauerte Gewölbekeller befindet sich unter der rechten Hälfte des Hauses. Das Wohnhaus, nach 1900 qualitätsvoll ausgestattet, nahe der Kirche, bildet einen wesentlichen Bestandteil des alten Ortskernes von Boisheim und ist somit für die historische Entwicklung von Bedeutung. Aus wissenschaftlichen, insbesondere siedlungs- und ortsgeschichtlichen Gründen und als Zeugnis dörflicher Wohnhausarchitektur stehen Erhaltung und Nutzung des Hauses Pastoratstraße 1 gemäß §2 (1) des Denkmalschutzgesetzes in öffentlichem Interesse. | 18. Jh.                     | 13. März 1986      | 83              |
| Kath. Pfarrhaus St. Peter                      | Kath. Pfarrhaus St. Peter                      | Boisheim Pastoratsstraße 3 Karte                      | Das in unmittelbarer Nähe der Kirche errichtete, zweigeschossige, backsteinsichtige Gebäude mit Satteldach, stammt wohl aus dem 18. Jahrhundert. Jedoch wurden Türe und Fenster nach 1900 verändert. Die Fassade ist in fünf Achsen gegliedert, wobei sich der Eingang mittig befindet. Die Eingangstüre ist mit floralen Schmiedearbeiten geschmückt. Die Fenster, zweiflügelig mit Oberlicht, sind in einer selten gewordenen Teilung, mit segmentbogenförmigen Sprossen, die von Stegen getragen werden, geteilt. Die Zwischenräume sind in einem hellgrünen Ton (Waldglas) verglast. An den rückwärtigen Bereich schließen eingeschossige Backsteinbauten an. Im Inneren des Gebäudes ist eine Stuckdecke mit floralen Ornamenten des Jugendstils sichtbar. Der mit Ziegelsteinen gemauerte Gewölbekeller befindet sich unter der rechten Hälfte des Hauses. Das Wohnhaus, nach 1900 qualitätsvoll ausgestattet, nahe der Kirche, bildet einen wesentlichen Bestandteil des alten Ortskernes von Boisheim und ist somit für die historische Entwicklung von Bedeutung. Aus wissenschaftlichen, insbesondere siedlungs- und ortsgeschichtlichen Gründen und als Zeugnis dörflicher Wohnhausarchitektur stehen Erhaltung und Nutzung des Hauses Pastoratstraße 1 gemäß § 2 (1) des Denkmalschutzgesetzes im öffentlichen Interesse. | 18. Jh.                     | 13. März 1986      | 84              |
| weitere Bilder                                 | Kath. Pfarrkirche St.Marien                    | Hamm Pastor-Grünig-Platz 1 Karte                      | Lage und Geschichte: Pfarrei und Kirche St. Marien befinden sich im östlichen Stadterweiterungsgebiet von Viersen, im Bereich der alten Sektion Hamm, von der dieser Stadtteil auch heute noch seinen Namen bezieht. Industrieansiedlung und öffentliche sowie private Wohnungsbautätigkeit ließen die Bevölkerungszahl in diesem Gebiet seit dem 19. Jahrhundert stark ansteigen. Infolgedessen gab es schon in der ersten Hälfte des 20. Jahrhunderts Bestrebungen, Hamm als eigenständigen Seelsorgebezirk von der zuständigen Pfarre St. Josef abzutrennen. Die Pläne kamen jedoch erst nach dem Zweiten Weltkrieg zur Ausführung. Zudem gelobten die Kirchen Viersens im Oktober 1944 in der Josepfskirche, dass im Falle der Verschonung bei einem zweiten Bombenangriff auf die Stadt „...nach dem Kriege … nach besten Kräften beizusteuern zum Bau einer Kirche die den Unbefleckten Herzen Mariens geweiht werden soll...!“ Die Entscheidung, in welchem Stadtteil diese Kirche gebaut werden sollte, fiel auf Hamm. Zunächst wurde 1946 in der Turnhalle der Hammer Grundschule eine Notkirche eingerichtet. Im Jahr darauf wurde die Suche nach einem geeigneten Bauplatz durch eine Schenkung von Josef Kaiser entschieden. Die Düsseldorfer Architekten Adam und Walter Dickmann (Düsseldorf) legten 1949 einen städtebaulichen Entwurf für das Gelände vor, das mit Kirche, Pfarrsaal, Schwesternwohnheim, Kindergarten und Pfarrwohnungen gleichsam ein neuer Mittelpunkt des Stadtteiles werden sollte. Geplant war, zuerst einen Pfarrsaal zu errichten, der zugleich auch als Notkirche dienen sollte, bis zur Fertigstellung der eigentlichen Kirche in einem weiteren Bauabschnitt "je nach Maßgabe der verfügbaren Mittel". Im Winter 1950/1951 kam es jedoch zur Planänderung: Nun sollte nicht mehr zunächst der Pfarrsaal, sondern direkt die neue Pfarrkirche ausgeführt werden. Im März 1951 wurden daraufhin Pläne und Beschreibung zur Genehmigung vorgelegt, "unter Bezugnahme auf das bereits vorliegende Vorprojekt"; ein Kirchbauverein wurde im August gegründet. Im November 1951 erfolgte der erste Spatenstich, im Dezember 1952 die offizielle Grundsteinlegung. Trotz beachtlicher Spenden aus der Bevölkerung war die Finanzierung des vorgesehenen Turms lange ungesichert und wurde schließlich 1953 ganz von der Mutterpfarre St. Josef übernommen; in diesem Zusammenhang erfolgte im Dezember 1953 auch noch einmal eine Umplanung der Turmausführung. Am 7. Nov. 1954 konnte die neue Kirche benediziert werden, am 13. Nov. 1955 fand die feierliche Weihe statt. Am 8. Dez. 2955 wurde St. Marien seelsorgerisch selbständiges Rektorat, am 1. Okt. 1961 Pfarrvikarie und schließlich am 7. Dez. 1991 selbständige Pfarrei. Beschreibung: Die Marienkirche zeigt sich außen als sehr traditionell gehaltener, zweischiffiger Backsteinbau über rechteckigem Grundriss mit einem über dem niedrigen Seitenschiff auf der Nordseite asymmetrisch herabgezogenen Satteldach. Die Westfassade mit dem Haupteingang ist dementsprechend als Giebelfassade ausgebildet, an die – vor das Seitenschiff gestellt – seitlich ein äußerlich fünfgeschossig gehaltener Turm mit Pyramidendach eingefügt ist. Der Chor schließt ebenfalls gerade, ein eingeschossiger Sakristeianbau ist in Verlängerung des Seitenschiffes an den Ostgiebel angebaut – an den Fenstern im Sockel des Anbaus und des Chors wird deutlich, dass dieser Bereich zusätzlich auch unterkellert ist und weitere Nebenräume aufnimmt. Die Handwerklichkeit der Backsteinmauerung wird durch Details wie die Sturzmauerungen über den Öffnungen oder die "holländischen Dreiecke" an den Giebelkanten betont. Für die Öffnungen waren in der Baubeschreibung "Werksteingewände oder Einfassungen aus Beton, der mit hellem Putz überzogen wird" vorgesehen; augenscheinlich hat man sich auch hier für die traditionelle Werksteinlösung entschieden. Im Westgiebel ist über dem breit gelagerten Eingang mit Vordach über vier Stützen ein großes rechteckiges, fünfbahniges Fenster angebracht, der gegenüberliegende Ostgiebel (Chor) ist hingegen bis auf ein kleines Rundfenster in der Giebelspitze vollständig geschlossen; ein ursprünglich hier vorgesehenes Rosettenfenster kam nicht zur Ausführung. Seitlich erhält das Kirchenschiff seine Belichtung durch hochgelegene dreibahnige Fenster in der Südwand sowie kleinere, tiefer gelegene Fenster im nördlichen Seitenschiff. Hiervon abgehoben ist der Chor, der seitlich durch ein fast raumhohes rundbogiges Farbfenster in der Südwand belichtet wird. Der Turm ist stärker gegliedert als das Hauptschiff – seine vier unteren Geschosse sind durch dünne, hell abgesetzte Bänder voneinander getrennt. Ein recht altertümlich wirkender Rundbogenfries leitet zum hohen Glockengeschoss mit allseitigen Schallöffnungen über. Sein Pyramidendach ist unten durch Aufschieblinge abgeschleppt und kragt deutlich über. Die originalen, kleinteilig durchfensterten Eingangstüren aus Holz im Westen sind erhalten (die Anbringung leicht verändert). Die "Vorhalle" hinter dem Eingang, von einer Orgelempore überfangen, ist durch nachträglich eingestellte Glaswände zum Kirchenschiff hin abgesetzt worden. Von ihr aus erreicht man seitlich durch einen Aufgang die Orgelempore, von der aus die Turmobergeschosse erschlossen sind, und die Kapelle im Erdgeschoss des Turmes. Das Kirchenschiff selbst ist innen klar und schlicht gehalten und wird vor allem von den kubischen Großformen aus hell gestrichenen Wandflächen, dem Blaustein farbigen Boden und der flachen Decke geprägt. An den Wandvorlagen und der balkenartigen Deckengliederung wird zudem deutlich, dass das Gebäude kein reiner Mauerwerksbau, sondern in Mischbauweise mit konstruktiver Stahlbetonstruktur errichtet wurde. Am niedrigen Seitenschiff vorbei, das zum Hauptschiff mit Rundpfeilern geöffnet ist, wird der Blick auf den über Stufen leicht erhöhten Altarraum gerichtet, der im Zuge der Liturgiereform nachträglich nach vorne zur Gemeinde hin verlängert und mit einem neuen Altar versehen wurde. Der originale Blockaltartisch aus poliertem Eifeler Blaustein (das auf ihm befindliche Tabernakel mit Relief der Verkündigung ebenfalls bauzeitlich) verblieb jedoch vor der geraden Chorwand, die ein Mosaik mit Darstellung der Heiligen Dreifaltigkeit trägt (1954). Es stammt ebenso wie das große seitliche Farbfenster mit Symbolen aus dem Marienleben (1954) von dem Mönchengladbacher Künstler Josef Höttges. Zeitgenössisch und dem Kirchenraum stilistisch gut eingepasst sind ferner die hölzernen Bänke. Architekten: Die Marienkirche wurde von den Architekten Adam und Walter Dickmann aus Düsseldorf-Oberkassel entworfen. Adam Dickmann (29. Dez. 1876 Neuss – 9. Mai 1961 Düsseldorf) ist insbesondere als Architekt zahlreicher Wohnbauten und Wohn- und Geschäftshäuser in (Düsseldorf-)Oberkassel bekannt. Ursprünglich kam er aus Neuss, wo ein Heinrich Dickmann bereits Ende des 19. Jh. als Architekt tätig war. Auch von Adam Dickmann sind frühe Bauten in Neuss überliefert (z. B. 1905 Wohnhaus Further Str. 109). Ab 1906/07 scheint er sich aber auf das in rascher Entwicklung begriffene Oberkassel konzentriert zu haben, wo er in den folgenden Jahren zu den meist beschäftigten Architekten zählte. Zahlreiche seiner in verschiedenen historisierenden Stilen gehaltenen Bauten innerhalb des städtebaulichen Ensembles Oberkassel stehen heute unter Denkmalschutz. Aus den 1920er Jahren kann die Wohnanlage Heerdter Sandberg / Hansaallee in Düsseldorf, die er in Gemeinschaft mit einigen anderen Architekten realisierte und die zeittypische Formen der Backsteinmoderne aufnimmt, als bekanntestes Werk von Dickmann gelten. Walter Dickmann (30. Mai 1911 Düsseldorf –?) war der Sohn von Adam Dickmann. Er studierte Architektur an den Technischen Hochschulen in München und Hannover, wo er 1937 diplomiert wurde. Bis zum Beginn des Zweiten Weltkriegs arbeitete er in den Büros von Ernst Vetterlein (Hannover) und der Bauabteilung der Reichspostdirektion in Düsseldorf. 1939 wurde er zur Wehrmacht eingezogen, 1941 jedoch schwer verwundet und deswegen aus dem Kriegsdienst entlassen. Er trat daraufhin 1943 in das väterliche Architekturbüro ein und promovierte 1944 mit einer Arbeit über "Die bauliche Entwicklung der Stadt Neuss seit dem Ende der kurkölnischen Zeit" an der TH Hannover (Prof. G. Graubner / E. Vetterlein) zum Dr.-Ing. Aus der Zeit des gemeinsamen Büros "A. & W. Dickmann" nach 1945 sind außer St. Marien auch einige weitere Wiederaufbauten bzw. Neubauten von Kirchen bekannt, so die katholische Kirche St. Martin in Düsseldorf-Bilk (1951/52), der Turm von St. Barbara in Neuss (1954–57) und die katholische Kirche St. Josef in Hürtgenwald-Vossenack (1952/53). Für die Beauftragung eines Architekturbüros aus Düsseldorf-Oberkassel dürften nicht zuletzt verwandtschaftliche Beziehungen eine Rolle gespielt haben: Paul Dickmann, der Pfarrer von St. Josef in Viersen und damit Repräsentant des Bauherren von St. Marien, war ein Bruder von Adam Dickmann. Hierfür spricht auch der Wiederaufbau der Kirche in Vossenack durch A. & W. Dickmann: dort war Paul Dickmann bis 1942 Pfarrer gewesen, bevor er nach Viersen wechselte. Auch die Planung des 1958 errichteten Kindergartens der Pfarre St. Josef in Viersen stammt von A. und W. Dickmann. Denkmalwert: Die Marienkirche in Hamm zählt zur traditionalistischen Richtung im Kirchenbau der 1950er Jahre, die sowohl in der Form des Baukörpers als auch bei der Materialwahl auf vertraute Konventionen und Anpassung an die Umgebung Wert legte. Die architektur- und zeitgeschichtliche Bedeutung dieses Traditionalismus gerade in der Wiederaufbauzeit ist in den letzten Jahren in zahlreichen wissenschaftlichen Arbeiten herausgearbeitet worden. Auch die gestalterische Qualität gerade in der Bezugnahme auf örtliche Gegebenheiten wird inzwischen verbreitet wieder als Wert erkannt. Von der Grundanlage her ähnelt sie auffallend der etwa zeitgleichen Franziskuskirche in Süchteln-Vorst. Kennzeichen beider sind der traditionelle Baukörper, gestaltet als regelmäßig-rechteckiger Kubus mit Satteldach, die Verwendung des Baumaterials Backstein und der formale Bezug auf "romanische" Formen mittels Rundbögen, Flachdecke u. ä. Noch mehr als Assoziationen an das (romanische) Mittelalter stand dabei ein Verweis auf "Urformen" im Mittelpunkt, die sich in großen einfachen Kuben und Flächen, klaren Begrenzungen und unbedingte Konzentration auf Wesentliches äußerte. Beide Kirchen sind zudem zweischiffig, besitzen neben der Eingangsfassade in Verlängerung des Seitenschiffs einen Turm und haben einen gerade geschlossenen Chor. Dabei wirkt die Marienkirche jedoch vor allem im Inneren nicht so "archaisch" wie St. Franziskus, was nicht zuletzt an der angedeuteten Stahlbetonkonstruktion liegt. Die Gestaltung der Kirche erfolgte natürlich auch in Anpassung an die finanziellen Mittel der Gemeinde und das städtebauliche Umfeld, das im Wesentlichen aus einfachen Wohn- und Siedlungshäusern des 20. Jahrhunderts bestand. So führten die Architekten zu ihrer städtebaulichen Planung 1950 aus: "Je nach Gesamtgrößenanordnung sind die Bauten dem siedlungsmäßigen Charakter des Ortsteiles angepasst, und gewähren durch ihre weiträumige Bebauung in Verbindung mit gärtnerischen Anlagen eine freie Erschließung des Grundstücks; sodass die Gesamtanlage zu einem freundlichen, aufgeschlossenen Ortsmittelpunkt im Stadtteil Hamm gestaltet werden kann" (Zitat aus der Baubeschreibung der Architekten, 6. Januar 1950). Auch wenn die Planung nicht voll zur Ausführung kam, erfüllt die Marienkirche doch bis heute die ihr zugedachte Funktion als ein prägender baulicher Mittelpunkt der östlichen Stadtteile Viersens. Die Marienkirche ist außen und innen im Wesentlichen intakt erhalten und somit ein anschauliches Zeugnis der traditionalistischen Richtung des Kirchenbauschaffens der 1950er Jahre. Ihre wenig avantgardistische, sondern eher "baumeisterliche" Haltung dürfte nicht nur den finanziellen Mitteln der Gemeinde, sondern auch – ausweislich der anderen bekannten, ebenfalls traditionalistischen Kirchenbauten des Büros – der Intention der Architekten A. & W. Dickmann entsprochen haben. Als Pfarrkirche der östlichen Stadterweiterungsbereiche ist die Marienkirche in Viersen-Hamm bedeutend für Viersen. Aus den dargelegten wissenschaftlichen, insbesondere architekturgeschichtlichen Gründen besteht an ihrer Erhaltung und Nutzung ein öffentliches Interesse. Es handelt sich daher gemäß § 2 (1) Denkmalschutzgesetz um ein Baudenkmal. | 1951–55                     | 17. Dezember 2007  | 475             |
| weitere Bilder                                 | Kath. Pfarrkirche St. Peter                    | Bockert Pastor-Lennartz-Platz 3 Karte                 | Geschichte: In den sechziger Jahren des 19. Jahrhunderts wurde die Pfarrkirche St. Remigius, die neben der kleinen Pfarre St. Helena die einzige katholische Kirche in Viersen war, zu klein für die große Gemeinde (fast 14.000 Personen). Da für die Gläubigen aus Bockert, Oberbeberich und Hoser der Kirchweg sehr weit war, wurde 1868 aus dem Wunsch heraus, eine Filialkirche zu bauen, der Bockerter Kirchenbauverein gegründet. Vom Krieg zwischenzeitlich unterbrochen, setzte der Verein seine Aktivitäten nach 1871 verstärkt fort. Trotz Streitigkeiten um das Baugrundstück und der Weigerung der Gläubigen aus Hoser und Oberbeberich, die geplante Kirche in Bockert zu unterstützen, wurde am 15. Juni 1890 der Grundstein gelegt. Die Weihe erfolgte am 19. Nov. 1891, und 1895 wurde St. Peter zur Pfarrkirche für die Sektionen Bockert, Hoser und Oberbeberich erhoben. 15. Juni 1890 Grundsteinlegung 19. Nov. 1891 Kirchenweihe 1895 Erhebung zur Pfarrkirche für Hoser, Bockert und Oberbeberich 1905 Einbau der Orgel (Klais, Bonn), Ausmalung durch Robert Rosenthal 1909 Stiftung des Josefaltars (Firma Goldkuhl, Essen) Aufstellung des Marienaltars (Firma Nix, Köln) Aufstellung des Kreuzweges in der Kirche Aufstellung der Petrusstatue 1928 Erweiterungsarbeiten an der Sakristei (Firma J. Peerlings) 1935 Im Zusammenhang mit der neuen Kirchenausmalung (Kreuzweg: Weber, Düsseldorf) wurden auf Antrag des Generalvikariats Aachen alle "verzierenden Holzteile" von Altären, Kanzel und Bänken entfernt. Umbau der Orgel durch Firma Fabritius, Kaiserswerth Zweiter Weltkrieg Schäden durch Brand und Granatsplitter, Fensterbruch, Turmuhr beschädigt 1952 Renovierung des Kirchturms (neue Sparren und Schieferverschalung), Firma Gebr. Gormanns 1956 Umgestaltung des Innenraumes nach Plänen von Architekt Hans-Ludwig Carmanns, Mönchengladbach: Höherlegung des Chorraums, Abbruch von Hochaltar, Seitenaltären und Kanzel, Übermalung der Fresken von 1935 1961 Erneuerung der Kirchenglocken 1975–77 Renovierung durch die Gemeinde: Austausch der Holz- und Steinböden, Anstrich und Isolierung gegen Feuchtigkeit 1983 Restaurierung des Kirchturms 1997–99 Umgestaltung des Innenraums; Architekt: Gregor Dewey Beschreibung: Bei der Kirche St. Peter handelt es sich um eine dreischiffige Backsteinbasilika mit neogotischen Stilelementen aus Werkstein. Der Grundriss zeigt im Anschluss an den Westturm mit zwei Nebenkapellen ein dreijochiges Langhaus und ein Querhaus, das direkt von der Vierung in einen konchenähnlichen, polygonalen Abschluss mit je einer Querhauskapelle übergeht. Ein schmales Joch verbindet den 5/8-Chor mit der Vierung, an der Südseite des Chors liegt die Sakristei. Der 52 m hohe Turm mit einem sehr spitzen Helm baut sich folgendermaßen auf: Portal mit Gewände und Wimperg (Tympanon als Maßwerkfenster), darüber Maßwerkrose, über der sich zwei hohe Schallarkaden auf jeder Turmseite erheben, gefolgt von vorgeblendeten Rundbögen, Würfelfries und einem mit Kreuzformen versehenen Backsteinfries. Darüber folgt ein achtseitiges Turmgeschoss mit vier Spitzgiebeln, in die je eine Uhr eingelassen ist. Die Giebel leiten zum achtseitigen Turmhelm über. Anders als die hohen Dachkonstruktionen der Nebenkapellen, des Mittelschiffes und des Chores sind die Seitenschiffe mit flachen Pultdächern gedeckt. Jedes Seitenschiffjoch weist zwei Spitzbogenfenster mit Maßwerk auf, pro Joch existiert ein größeres Obergadenfenster. Das Vierungstürmchen mit hohem Turmhelm auf vier Eckstützen zeigt eine sichtbar aufgehängte Glocke. Das Dach des Chores wird ebenfalls von einem Dachreiter bekrönt. Im Innern ist die Kirche 34 m lang und 17,50 m breit. Das Kreuzrippengewölbe wird im Langhaus von vier Marmorsäulen mit pflanzenverzierten Kapitellen getragen; die Vierung erhebt sich über vier gemauerten Pfeilern mit Pfeilervorlagen und Blumenkapitellen. Bei der Neugestaltung 1997/99 wird der Bodenbelag aus kleinformatigen "Gehwegplatten", am Altar aus großformatigen helle Betonplatten erneuert. Reste des ursprünglichen Fliesenbodens sind in der Turmhalle und der Taufkapelle wiederverwendet worden. Der Chorraum, 1956 um fünf Stufen erhöht, wird 1997/99 wieder auf zwei Stufen abgesenkt. Die Taufkapelle, seit 1956 in der nördlichen Seitenapside, wird bei der Neugestaltung mit altem Taufbecken wieder an den ursprünglichen Ort nördlich der Turmhalle zurückverlegt. Reste der alten Ausstattung (darunter die Madonnenfigur und Holzfüllungen des ehemaligen Marienaltares aus Eiche, Relieffiguren von der verlorengegangenen Kanzel und dem ehemaligen Josefsaltar und eine Kreuzigungsszene des alten Kreuzweges – Figuren von 1909) sind erhalten und zum Teil im Kirchenraum aufgestellt. Ebenso sind Kirchenbänke der Bauzeit erhalten. Die Kirchenausmalung von 1935 ist 1956 zerstört worden. Sie zeigte über dem Marienaltar die Erweckung der Tochter des Jairus; über dem Josefaltar (Apsis südliches Querhaus) die Heilung eines Lahmgeborenen. Der Kreuzweg in Frescotechnik in der Turmnebenkapelle stammt ebenfalls aus dem Jahr 1935 und ist vom selben Kirchenmaler (Weber, Düsseldorf). Der Tabernakel wurde 1956 von Hein Carmanns, Mönchengladbach, geschaffen. Neben zwei neuen Glocken von 1961 hängt im Kirchturm auch noch die alte Josefsglocke von 1895. Im Kirchgarten sind zwei Grotten von 1912 (aus Thüringer Grottensteinen und Lüdenscheider Bruchglimmer) zu finden: Josefgrotte mit Josefsfigur und Lourdesgrotte, mit Tonfiguren der Madonna und der Hl. Bernadette (Fa. Walter, Trier; Fassung: Robert Rosenthal); in der Lourdesgrotte ein Gefallenendenkmal von 1921 in Form eines Altares (Laumen und Winkelkemper, Erkelenz). Aus wissenschaftlichen, insbesondere architekturgeschichtlichen und volkskundlichen Gründen liegen die Erhaltung und die sinnvolle Nutzung der Kirche einschließlich ihrer historischen Ausstattung und den beiden Grotten gemäß § 2 (1) Denkmalschutzgesetz im öffentlichen Interesse. | 1890/91                     | 29. Juni 2000      | 390             |
| Kath. Kinderbewahranstalt                      | Kath. Kinderbewahranstalt                      | Viersen Petersstraße 7 a Karte                        | Geschichte: Mit Genehmigung des Bauantrags vom 16. Mai 1899 für den Neubau einer Kinderbewahranstalt wurde die Pfarre St. Remigius unter Oberpfarrer Ludwig Stroux und dem als Bauleiter zeichnendem J. Cuylen, das in der Straßenflucht der Petersstraße gelegene, zweigeschossige Gebäude errichtet. Es zeichnet sich durch seine besonders große Geschosshöhe aus und überragt daher die direkt angrenzende, ebenfalls zweigeschossige Nachbarbebauung. Die Ursache dafür ist in den Schulbauverordnungen der damaligen Zeit zu sehen, die außer Raumhöhe auch Belichtung und Beleuchtung der Klassenräume regelten. Von einer schulischen Einrichtung auf diesem Grundstück – allerdings im rückwärtigen Bereich – ist erstmals 1890 die Rede, als von Carl Schnitzler ein Antrag zur Errichtung einer katholischen Kinderbewahrschule gestellt wurde. Bebauungen anderer Nutzung sind aktenkundig nachweisbar bereits seit 1872: - 1872 – Dampfkesselanlage, Bauherr: Carl Genenger - 1874 – Straßenmauer, Bauherr: wie vor - 1888 – Schreinerwerkstatt, Bauherr: Johann Rungkers Die Kinderbewahrschule erfuhr, bedingt durch die gesellschaftliche Entwicklung, die unterschiedlichsten Funktionen. Im Erdgeschoss befand sich 1899 zunächst ein großer Schulraum mit dahinterliegendem Hofraum, im Obergeschoss der Sticksaal für den Paramentenverein und die Nähschule. Das Dachgeschoss wurde hauptsächlich als Speicher, teils als Wohnraum genutzt. 1901 richtete der Katholische Kaufmännische Verein zu Viersen eine Handelsschule ein. Der Unterricht fand abends und an den Wochenenden statt und vermittelte Spezialkenntnisse auf dem Gebiet des Kaufmannswesens. Im Jahr 1916/1917 wurde im sogenannten "Petershaus" von Oberpfarrer Michael Schüten ein Katholischer Krieger-Kinderhort für anfangs 20–30, später 50–70 Kinder untergebracht, deren Väter Kriegsdienst leisteten und deren Mütter erwerbstätig waren. Die Pfarrchronik berichtet von umfangreichen baulichen Änderungen. 1962 wurde die Wohnung im Dachgeschoss vergrößert. Umbaupläne aus dem Jahr 1937, wonach erhebliche Abbrucharbeiten im rückwärtigen Bereich und im Innern zur Errichtung von drei Wohnungen vorgenommen werden sollten, wurden nicht durchgeführt. Somit ist statt der geplanten dreigeschossigen Anlage mit wesentlich geringeren Geschoss- und Fensterhöhen die ursprünglich zweigeschossige Fassade erhalten geblieben. Beschreibung: Die vertikal vierachsig aufgebaute Fassade ist verputzt und asymmetrisch gegliedert durch die Betonung des Eingangsbereichs an der rechten Seite. Vom Sockel bis zur Traufe ist diese Achse ca. 30 cm auf der normalen Gebäudefront hervorgezogen, über dem Eingang befindet sich eine kielbogenartig übergiebelte Nische mit der Figur des Hl. Petrus. Die Kämpferpunkte des Bogens ruhen auf Konsolen. Hierdurch wird dem Eingang eine zusätzliche besondere Bedeutung zugemessen. Die geraden Fensterstürze des Erdgeschosses werden durch in Putz ausgeführte halbkreisförmige Bögen überwölbt, deren Inneres ornamental-plastisch ausgestaltet ist. Die Fensterstürze des Obergeschosses sind durch friesartige, geschwungene Aussparungen in Putz geschmückt. In der Horizontalen wird die Fassade durch ein Sockelgesims, durch Fensterbankgesimse, durch ein in Traufhöhe der Nachbargebäude verlaufendes Gesims und durch ein ca. 10 cm weit ausladendes Attika-Gesims gegliedert. Das zur Straßenseite abgewalmte ca. 40° steile Satteldach wird somit von der Straßenseite aus kaum wahrgenommen. Das Innere des Gebäudes wird hauptsächlich gekennzeichnet durch die Größe seiner Räume (Abmessungen ca. 6,30 bzw. 8,80 × 13,50 und 11,50 × 6,90 m bei einer lichten Raumhöhe von ca. 4 m bzw. 5 m). Die geradläufige Treppenanlage ist noch in ursprünglichem Zustand erhalten. Die Holzbalkendecken sind erneuerungsbedürftig. Mit dem Gebäude Petersstraße 7a ist der Stadt Viersen ein Gebäude erhalten geblieben, das außer seiner gründerzeitüblichen dekorativen Fassadengestaltung auch durch die unveränderte Erhaltung der gattungstypischen Grundrisskonzeption besticht. Aus wissenschaftlichen, insbesondere architekturgeschichtlichen, kulturhistorischen und vor allem ortsgeschichtlichen Gründen liegt die Erhaltung dieses Gebäudes nach § 2 (1) des Denkmalschutzgesetzes im öffentlichen Interesse. | 1899                        | 22. Juni 1988      | 158             |
| Wegekreuz / Portenkreuz                        | Wegekreuz / Portenkreuz                        | Viersen Pittenberg Karte                              | Das sogenannte Portenkreuz am Pittenberg stammt aus dem Jahr 1730. Mündliche Überlieferungen zeugen von der Geschichte des Kreuzes. Durch die Familie ther Porten wurde das Kreuz an dem Ort aufgestellt, an dem angeblich ein Mord verübt worden war. (heute Gladbacher Straße/Ecke Weiherstraße). Während der französischen Besetzung wurde dieses Kreuz zerstört. Die damaligen Anwohner sammelten die Bruchstücke ein und vergruben sie auf dem Pittenberg. Nach Abzug der Franzosen und nach der Instandsetzung des Kreuzes wurde es auf dem Pittenberg neben einem Heiligenhäuschen, das heute nicht mehr existiert, aufgestellt. Das Heiligenhäuschen ist den drei Eisheiligen geweiht. Später kam das Kreuz dann an seinen heutigen Standort, an die Hausfront. Das etwa 4,00 m hohe Kreuz aus Sandstein baut sich aus drei Zonen auf. Im unteren Bereich tritt eine ovale Fläche aus einer rechteckigen Umrahmung hervor. In dem sich darüber befindenden Wulst sind Kreuzblätter und eine Traube dargestellt. Im mittleren Teil befindet sich eine muschelförmige Nische, in der früher eine Madonna mit Jesuskind steht. In einem Quadrat über der Nische ist das Datum der Errichtung zu lesen: A0 1730 d. 19. Oktober. Auf eine kleine Kämpferplatte folgt ein niedriger Steinquader, der die Namen der Stifter enthält: Johann Porten, Cath. Anna Porten. Das bekrönende Kreuz ist im Verhältnis zur Gesamthöhe sehr klein und besitzt ein Kruzifix in Reliefdarstellung. Unter dem Kreuz befindet sich eine weibliche Figur in einem langen, wehenden Gewand, mit einem Schwert, vermutlich Maria. Links außerhalb des Kreuzschaftes schwebt ein Engel auf einer Wolke und fängt das Blut aus den Wundmalen Christi in einem Kelch auf. Dieses in der Malerei häufiger anzutreffendes Motiv, das mit der Verehrung des Erlöserblutes Christi zusammenhängt, ist auf religiösen Wegemalen selten zu finden. Aus wissenschaftlichen, insbesondere kunstgeschichtlichen, lokalhistorischen und volkskundlichen Gründen stehen Erhaltung und Nutzung des Kreuzes gemäß § 2 (1) des Denkmalschutzgesetzes im öffentlichen Interesse. | 1730                        | 20. Juni 1989      | 203             |
| Wohnhaus                                       | Wohnhaus                                       | Viersen Poststraße 1b Karte                           | Das zweigeschossige Wohnhaus mit ausgebautem Satteldach ist Bestandteil einer Häuserreihe, die um 1900 an der Poststraße entsteht. Die Backsteinputzfassade mit historischem Dekor ist in 3 Achsen gegliedert, wobei die mittig gelegene Achse gegenüber der Gebäudegrenze um ca. 2 m nach innen versetzt angeordnet ist. Diese wiederum erfährt eine Betonung im Obergeschoss. Über zwei erdgeschossigen Fenstern kragt im Obergeschoss ein Balkon aus, der auf zwei mit Eichenlaub verzierten Konsolen gelagert ist. Die Balkonbrüstung ist mit einem figurierten Ornament geschmückt, einem symbolisierten Engel, der von verschiedenartigen Blatt- und Blütenornamenten gerahmt ist. Ihren Abschluss findet die nach innen versetzt angeordnete mittige Achse in einem Schmuckelement mit aufgesetztem schlicht gehaltenen Dreiecksgiebel. Das Schmuckelement, versehen mit einem Rundbogen, zeigt ein Wappenornament mit drei eingefassten Lilien sowie zwei nebenliegenden Drachen und ein über dem Wappen befindliches sonnenähnliches Stuckornament, ein lachendes Mädchen- oder Jungengesicht umgeben von Sonnenstrahlen, sowie aus zwei Füllhörnern sprießende Blumen. Die ein- bis dreiflügligen Fenster der einzelnen Geschosse, teilweise mit einem Flachbogen ausgeführt, werden von einer verschiedenartigen konstruierten, geometrischen Bänderornamentik umgrenzt, die weitestgehend ihre Bekrönung in einem flachen vorgeblendeten Sturz findet. Hervorzuheben sind die zweiflügligen Fenster mit Oberlicht. Das Oberlicht nimmt hier eine Sprossenteilung auf, wobei der Glaseinsatz einen grünen Farbton aufweist. Das Hausinnere zeigt sich in seiner qualitätvollen Ursprünglichkeit. Die einflüglige Hauseingangstür mit Türfenster und vorgesetztem Metallgitter weist eine Blüten- und Bänderschnitzerei auf. Vom Hauseingang kommend betritt man die großzügig geschnittene Diele mit den original erhaltenen Bodenfliesen, in einer farblich abgesetzten Blüten- und Symmetrieornamentik sowie die Geschosstreppe. Die Treppenform ist gerade, zweiläufig mit gegenläufigem Richtungswechsel. Der Treppenanfangspfosten ist mit einer geometrischen und stilisierten Blumenornamentik verziert. Bemerkenswert ist die unterschiedliche Ausführung des Treppengeländers. Im Erdgeschoss bzw. Hochparterre ist das Treppengeländer einerseits schlicht aber im Detail aufwendig verarbeitet, wie die gewählte Anordnung der Geländerstäbe im Verbund und die verschiedenartige Profilierung zeigt. Im 1. Obergeschoss vollzieht sich der Wechsel, hier sind wesentlich vereinfacht gedrechselte Holzstäbe nebeneinander angeordnet. Die erdgeschossigen Stuckdecken im Wohnbereich sind kunstvoll in einer verschiedenartigen, aufeinander abgestimmten vegetabilen und geometrischen Ornamentik gearbeitet. Die Innentüren weisen Holzkassetten auf, wobei hier die selten noch zu findenden Türgriffe mit Klinkhebelschloss erhalten sind. Bauherr des Hauses Poststraße 1 b ist Johann Heinrich Lüps, geboren am 26. Mai 1858 als Sohn von Henrietta van Druynen und Mathias Johann Lüps. Sein Vater, Math. Joh. Lüps (1820–1891) ist zum damaligen Zeitpunkt Erster Beigeordneter der Stadt Viersen und leitet als Assessor, die um 1844 mit seinem Teilhaber Bovenschen gegründete Samt- und Seidenweberei Lüps & Bovenschen. Er gehört zu den Mitbegründern der Viersener Aktiengesellschaft und genießt hohes gesellschaftliches Ansehen. Johann Heinrich Lüps bleibt wie seine Brüder zeitlebens Rentier und lebt von den Kapitaleinnahmen seines Besitzes. Am 6. Aug. 1903 verstirbt Johann Heinrich Lüps ohne geheiratet oder Kinder hinterlassen zu haben im Alter von 45 Jahren. Das im Jahre 1903 erbaute Wohnhaus Poststraße 1b ist im Zusammenhang mit den benachbarten Gebäuden im Ensemble, das hier das Straßenbild prägt, zu betrachten. Darüber hinaus gehört es zu den Wohnhäusern, die schon durch ihre Architektur auf einen wohlhabenden Bauherren schließen lassen. Das zeigt sich einmal in der gewählten Grundrissform und zum anderen in der entsprechenden Fassadenausführung sowie in der Gestaltung der Innenräume, unter dem Einfluss des Jugendstils. Hervorzuheben ist die Durchgängigkeit verschiedener Gestaltungsmotive, wie hier das Blütenmotiv, das sich in der Hauseingangstür in den Bodenfliesen der Diele und Küche sowie in der Ausführung der Stuckdecken wiederfindet. Aus wissenschaftlichen, insbesondere architekturgeschichtlichen und städtebaulichen Gründen liegen Erhaltung und Nutzung des Gebäudes gemäß § 2 (1) des Denkmalschutzgesetzes im öffentlichen Interesse. | 1903                        | 5. Mai 1994        | 338             |
| Wohnhaus                                       | Wohnhaus                                       | Viersen Poststraße 1c Karte                           | Beschreibung Das beidseitig in eine ursprünglich gleichartige, straßenbegleitende Reihenbebauung eingefügtes Wohnhaus wurde 1902 durch die Bauunternehmung Ludwig Hansen für den Fabrikbesitzer Wilhelm Brand („Wibra“ Mützenherstellung) errichtet. Die traufständige Backstein-Putz-Straßenfassade ist zweigeschossig mit malerisch-asymmetrischem Aufbau. Sockel und Erdgeschoss sind mit rotem Backstein verkleidet, darüber sind nur die Schmuckgliederungen als Backsteinbänder zwischen ansonsten weiß verputzten Wandflächen ausgeführt. Die rechte Achse mit Eingang und Treppenhaus zeigt auch im Fassadenbild niedrigere Höhen, der Eingang selbst ist unter Rundbogen eingenischt. Auch das originale dreiteilige große Erdgeschossfenster im breiten linken Fassadenbereich schließt rundbogig und besitzt eine gestufte Teilung. Im Obergeschoss ist der Wohnbereich in zwei Achsen aufgeteilt: links ein schmaleres zweiflügliges Fenster, daneben ein polygonaler, 1920 durch den Architekten Willy Esser erneuerter Erker in der Mitte. Die Öffnungen sind hier segmentbogig geschlossen. Das 2. Obergeschoss der rechten Treppenhaus-Achse sowie das Zwerchhaus über dem Wohnbereich wurden nach einem Kriegsschaden in angepassten Formen erneuert. Innen ist die Grundrissverteilung mit seitlichem Flur und Treppenhaus in der rechten Achse und einem Wohnbereich im linken Bereich im Prinzip erhalten. Die Ausstattung wie Treppe, Türen, Plattenböden entstammt zwar überwiegend dem Wiederaufbau nach dem Zweiten Weltkrieg, ist aber durchaus qualitätvoll und dem Stil des Hauses angepasst ausgeführt, so dass sie ebenfalls erhaltenswert ist. Denkmalwert Das Wohnhaus Poststraße 1 c ist bedeutend für Viersen als prägender Bestandteil des Quartiers zwischen Königsallee und Freiheitsstraße, das noch in hohem und sehr anschaulichem Maße von der Stadtentwicklung der Kaiserzeit zwischen 1870 und 1918 geprägt ist. Das Haus ist ein anschaulich erhaltenes Beispiel späthistoristischer Wohnhausarchitektur um 1900, insbesondere ihrer stadträumlichen Ensemblequalität in der Reihung von im Prinzip gleichartigen, im Detail aber abwechslungsreich variierten Baukörpern und Fassadengestaltungen. Seine historische Substanz zeugt von der noch handwerklich geprägten Bauweise und Materialverwendung der Zeit um 1900 (und deren Fortwirken bis hin in die Zeit unmittelbar nach 1945) und erlaubt somit allgemeine Erkenntnisse über das Bauwesen jener Zeit, in diesem Fall nicht als künstlerisches Einzelstück eines Architekten, sondern bei einer weitgehend standardisierten Bauaufgabe, ausgeführt durch ein am Ort vielbeschäftigtes Bauunternehmen, von dem auch weiter Bauten bereits als Denkmal erkannt und unter Schutz gestellt sind. Es besteht ein architekturgeschichtliches Interesse an der Erhaltung und Nutzung. Das Haus ist essenzieller Bestandteil einer in diesem Bereich noch dicht erhaltenen, regelmäßigen Blockrandbebauung, die außer der Poststraße auch noch in angrenzenden Straßen anzutreffen ist und ein anschauliches Bild der Umsetzung des Viersener Stadtbauplanes von 1860 bietet, der die Grundlage für die Entwicklung der Viersener Innenstadt darstellte. Die zusammenhängende Häuserzeile an der Poststraße, innerhalb derer das Haus Poststraße 1c ein unverzichtbares Bindeglied ist, stellt ein noch erhaltenes Ergebnis dieser langfristig konzipierten Planung dar und ist somit Zeugnis der Stadtentwicklungsgeschichte. Es besteht ein städtebauliches Interesse an der Erhaltung und Nutzung. Quellen und Literatur Bauakte der Stadt Viersen. Werner Mellen: Der Viersener Stadtbauplan von 1860. In: Heimatbuch des Kreises Viersen 1979, Seite 13–24. Viersen. Beiträge zu einer Stadt 5. Hrsg. v. Verein f. Heimatpflege, Viersen 1983. Auf dem Wege zur Stadt. Viersen im 19. Jahrhundert. Verein für Heimatpflege Viersen / Kulturamt der Stadt Viersen, Begleithefte zur Ausstellung 1983. | 1902                        | 13. August 2013    | 507             |
| Wohnhaus                                       | Wohnhaus                                       | Viersen Poststraße 3 Karte                            | Das dreigeschossige Gebäude mit Satteldach ist in vier Achsen errichtet, wobei die linke gleichzeitig auch Eingangsachse, leicht vorgezogen und mit einer Eckquaderung versehen ist. Weiter wird diese Achse durch einen Balkon mit schmiedeeisernem Geländer und einem Giebel betont. Die Backsteinputzfassade mit neubarockem Dekor erfährt durch den stark strukturierten Bänderputz sowie Geschoss- und Sohlbankgesims eine horizontale Teilung. Die Fenster des Erdgeschosses sind mit Rundbögen überdeckt, die mit einem breiten Zierfries und floralem Stuckwerk geschmückt sind. In den Obergeschossen werden die Fenster mit Stichbögen versehen, wobei im 1. Obergeschoss die Öffnungen in neubarockem Dekor übergiebelt sind. Fenster und Tür des Hauses sind im Originalzustand erhalten. Im Inneren des Hauses ist die Holztreppe mit gedrechselten Geländerstäben und mit Stuckwerk unter den Podesten sowie der farbige Fliesenboden erhalten. Bemerkenswert ist das zum Flur angeordnete Drillingsfenster mit floralen Motiven. Der gesamte Ausbau des Hauses, wie Türen mit Rahmen und Füllung sowie Stuckdecken ist weitgehend im Originalzustand erhalten. Das Gebäude mit seiner schmuckvollen Fassadengestaltung ist im Zusammenhang mit benachbarten Gebäuden im Ensemble, das hier das Straßenbild prägt, zu betrachten. Aus wissenschaftlichen, insbesondere architekturgeschichtlichen und städtebaulichen Gründen liegen Erhaltung und Nutzung des Gebäudes gemäß § 2 (1) des Denkmalschutzgesetzes im öffentlichen Interesse. | 1897                        | 1. Februar 1991    | 261             |
| Wohnhaus                                       | Wohnhaus                                       | Viersen Poststraße 4 Karte                            | Das zweigeschossige Haus mit Satteldach ist in drei Achsen errichtet. Die linke Achse des Hauses ist stark verbreitert und wird durch den flachrunden Erker des Obergeschosses sowie dem darüber liegenden Giebelhaus besonders betont. Hier sind in jeder Etage rundbogenüberdeckte Drillingsfenster angeordnet. Eine Ausnahme bilden die Fenster auf den beiden rechten Achsen im Obergeschoss, die mit einem Kleeblattbogen überspannt sind. Die Putzfassade mit historisierenden Schmuckformen hat einen Sockel mit polygonalem Mauerwerksdekor und ist erdgeschossig in Bänderputz ausgeführt. Ein Bogenfries, dessen Schenkel auf Löwenköpfen ruht, gibt der Fassade zum Dach einen Abschluss. Die Fenster des Hauses sind insgesamt modernisiert. Die Haustüre, mit floralgemusterten Beschlägen ist im Originalzustand erhalten. Im Inneren des Hauses sind verschiedene leicht strukturierte Stuckdecken sowie die Holztreppe mit gedrechselten Geländerstäben erhalten geblieben. Das in der Mitte des Hauses liegende Treppenhaus wird durch ein Oberlicht belichtet. Der innere Ausbau ist durch verschiedene Modernisierungsmaßnahmen zum Teil verändert. Das Gebäude erhält seinen Denkmalwert insbesondere durch die schmuckvolle Fassadengestaltung, die im Zusammenhang mit weiteren benachbarten Gebäuden das Straßenbild prägt. Somit ist das Gebäude ebenso im Ensemble zu betrachten. Aus wissenschaftlichen, insbesondere architekturgeschichtlichen und städtebaulichen Gründen liegen Erhaltung und Nutzung des Gebäudes gemäß § 2 (1) des Denkmalschutzgesetzes im öffentlichen Interesse. | 17. Jh.                     | 4. Juli 1989       | 211             |
| Wohnhaus                                       | Wohnhaus                                       | Viersen Poststraße 6 Karte                            | Das 2 1/2 geschossige Gebäude ist in zwei Achsen errichtet. Die linke Achse ist stark verbreitert, 3-geschossig überhöht und wird mit einem Schweifgiebel betont. Die im Jugendstil gehaltene Fassade ist datiert auf der Inschrifttafel über der mit Korbbogen überdachten Eingangstüre. Fenster und Türen befinden sich im originalen Zustand. Im Inneren des Hauses ist das schmiedeeiserne Treppengeländer mit floralem Dekor sowie die Holztreppe mit Geländer, die in die oberen Geschosse führt, im guten Zustand. Weitere Ausbauten, wie Zimmertüren mit Rahmen und Füllung, sind im Originalzustand erhalten. Das Gebäude ist im Zusammenhang mit weiteren benachbarten Gebäuden im Ensemble zu betrachten, die hier das Straßenbild prägen. Weiter spiegelt die mit filigranem Stuckwerk versehene Fassade das historische Stadtbild wider. Aus wissenschaftlichen, insbesondere architekturgeschichtlichen und städtebaulichen Gründen liegen Erhaltung und Nutzung des Gebäudes gemäß § 2 (1) des Denkmalschutzgesetzes im öffentlichen Interesse. | 1904                        | 1. Februar 1991    | 262             |
| Wohnhaus                                       | Wohnhaus                                       | Viersen Poststraße 7 Karte                            | Das Wohnhaus Poststraße 7 wird 1902 vom Eigentümer des benachbarten Eckhauses zur Parkstraße (heute Parkstraße 12), dem Unternehmer Wilhelm Doussier errichtet, einem Teilhaber der Schuhmacherei Von der Straeten & Doussier. Ausführender Bauunternehmer ist Johann Peerlings aus Viersen. Gleichzeitig wird ein bereits bestehendes Lagergebäude im Hof zu Küche, Abort und einer nach vorne offenen Veranda für den Neubau umgebaut. 1906 werden die beiden straßenseitigen Räume im Erdgeschoss des dem Rathaus benachbarten Hauses von der Stadt Viersen angemietet, um dort das neu eingerichtete Stadtbauamt einzurichten. Die Stelle eines Stadtbaumeisters war zuvor im März 1906 im Rheinland ausgeschrieben und dann mit dem bis dahin im Kölner Stadtbauamt tätigen Eugen Frielingsdorf besetzt worden. Frielingsdorf zeichnete in der Folgezeit für eine Reihe stadtprägender Neubauten verantwortlich. Heute wird das Haus wieder in ganzem Umfang als privates Wohnhaus genutzt. Beschreibung: Der zweigeschossige verputzte Baukörper steht traufständig und mit drei Fensterachsen Breite zur Poststraße. Seine rechte Seite ist angebaut, die linke steht frei und nimmt auch den Hauseingang auf; der zugehörige Hof ist zur Straße mit einer stilistisch dem Haus angepassten verputzten Mauer samt überbautem Tor abgeschirmt. Das über hohem durchfensterten Sockel sich erhebende Erdgeschoss zeigt zur Straße eine teilweise gerauhte Putzbänderung. Die über Brüstungsschild gerahmten und leicht geohrten, rechteckigen Fenster besitzen kartuschenartig ornamentierte Keilsteine. Hier wie auch im Obergeschoss akzentuieren Eckpilaster die Gebäudekanten. Geschoss- und Sohlbankgesims trennen optisch die Geschossebenen. Das mittlere der drei Obergeschossfenster ist durch einen leicht vorkragenden Austritt (1949 erneuert) vor einer Fenstertür hervorgehoben. Es besitzt eine üppig ornamentierte Verdachung mit einer von Blattwerk begleiteten Kopfmaske unter einem Kielbogen und wird seitlich von Pilastern gerahmt. Auch die beiden flankierenden Fenster sind durch Kleeblattbögen, darauf aufgestelzter gerader Gebälk-Verdachung und mit flächigem Pflanzenrelief aufwändig ornamentiert. Auf einem dünnen Gesims aufsitzende Volutenkonsolen tragen das vorstehende kräftige Traufgebälk. Die nicht sehr steile, von der Straße aus wenig sichtbare Dachfläche ist mit drei Gauben besetzt, von denen die mittlere mit spitzem Dreiecksgiebel und ornamentierter Rahmung zwerchhausartig vergrößert ist. Wesentlich zum außergewöhnlich intakten historischen Erscheinungsbild tragen die durchweg erhaltenen originalen Holzfenster bei, zweiflügelig mit T-Teilung und gesprossten Oberlichtern, letztere auch noch mit grün gefärbten Glaseinsätzen. Der hofseitige Eingangsgiebel ist etwas einfacher, ohne Putzbänderung oder Pilastergliederung gestaltet. Das Erdgeschoss nimmt, asymmetrisch angeordnet, den über einigen Stufen tief eingenischten Eingang mit alter Haustür sowie links ein breites dreiteiliges Fenster auf, beide in einfacher Putzrahmung mit kartuschenartigen Keilsteinen. Am Fenster ist ferner der erhaltene Lambrequin (vorgesetzte ornamentierte Rolladenblende) bemerkenswert. Das Obergeschoss ist durch zwei Blendfenster mit Kielbogenrahmung entsprechend den seitlichen Obergeschossfenstern vorne gegliedert, die eine formal ungewöhnliche Blendgliederung mit zwei kleinen Rundöffnungen flankieren. Die Giebelzone unterhalb des hier als Krüppelwalm ausgebildeten Daches zeigt schließlich eine schmale Rundbogenblende. Der eingeschossige rückwärtige Trakt ist älter als das Haus selbst (1899), wurde im Zuge seiner Umnutzung vom Lagergebäude zum Küchen- und Verandatrakt des Neubaus diesem aber stilistisch angeglichen (Verputz, Rahmung der Öffnungen, Gesimse). Eine Blend-Balusterbrüstung schließt den mit alten Tür-/Fenstereinbauten geöffneten Verandateil nach oben ab. Im Inneren ist der Trakt umgebaut. Die Raumaufteilung des Wohnhauses ist in allen wesentlichen Zügen unverändert. Vom Eingang aus führt ein Mittelflur zum in der rechten hinteren Ecke gelegenen Treppenhaus. Der Ornamentfliesenboden des Flurs, stuckierte Deckenkehlen und alte Türen samt Gewänden sind erhalten. Die originale Holztreppe ist gerade zweiläufig mit Wendepodest und bis in das ausgebaute Dachgeschoss durchgezogen. Die Treppenhausfenster sind farbig verglast, mit einem leicht abstrahierten Festonmotiv zwischen Erd- und Obergeschoss und Schildmotiven zwischen Ober- und Dachgeschoss. Auch die Zimmer des Obergeschosses besitzen noch ihre Stuckdecken, mit abwechslungsreich variierten Mittelrosetten und ebenfalls unterschiedlich ausgestalteten begleitenden Kehlen. Auch nach innen tragen die erhaltenen Fenster erheblich zum außergewöhnlich intakten historischen Raumeindruck bei. Denkmalwert: Die Poststraße spiegelt in ihrem geraden Verlauf noch das Rasterkonzept des Stadtbauplanes von 1856/60 wider, dem die Innenstadt Viersens ihr städtebauliches Gepräge verdankt. Beim Bau des Eckhauses an der Parkstraße (1888) war sie im Situationsplan noch als "proj. Straße" bzw. Privatstraße verzeichnet, wird also unmittelbar danach um 1890 angelegt worden sein (die Namen der Straßen um das Rathaus wechselten später noch häufig). Bei dem Gebäude Poststraße 7 handelt es sich um ein bis in Details außergewöhnlich vollständig erhaltenes Wohnhaus vom Beginn des 20. Jahrhunderts. Sein aufwändiger Dekor entspricht seiner bevorzugten Lage im Zentrum der Stadt, unweit z. B. von Rathaus und Bahnhof, und sicher auch dem Anspruchsniveau des Bauherrn Wilhelm Doussier, der nebenan sein eigenes, repräsentatives Wohnhaus mit Schuhwaren- und Lederhandlung besaß. Zusammen mit diesem bildet es inhaltlich und formal ein anschauliches Zeugnis der Wohnhausarchitektur in Viersen um 1900, dass sich zudem in das größere historische Ensemble seiner unmittelbaren Umgebung – Rathaus und die zahlreichen weiteren niveauvollen Häuser an Poststraße, Parkstraße und Burgstraße – einfügt. Es ist daher bedeutend für Viersen. An seiner Erhaltung und Nutzung besteht aus den dargelegten wissenschaftlichen, insbesondere architektur- und stadtentwicklungsgeschichtlichen sowie städtebaulichen Gründen ein öffentliches Interesse. Als erster Sitz des Viersener Stadtbauamtes mögen in allerdings demgegenüber geringem Umfang noch ortsgeschichtliche Gründe hinzukommen. Es handelt sich daher gemäß § 2 (1) Denkmalschutzgesetz um ein Baudenkmal. | 1902                        | 6. Juli 2004       | 455             |
| ehem. Reichsbank                               | ehem. Reichsbank                               | Viersen Poststraße 8 Karte                            | Im Jahre 1904 errichtete die Reichsbank eine Nebenstelle in Viersen. Den Architektenentwurf des Eckgebäudes an der Poststraße und Parkstraße fertigte Professor H. Stiller an. Das zweigeschossige Gebäude mit steilem, schiefergedecktem Satteldach ist zur Poststraße hin in 5 Achsen und zur Parkstraße hin in 3 Achsen unterteilt. Die Eingangsachse wird durch einen Erker mit hohem Helmdach betont. Ein rustizierter Quadersockel, Bossenmauerwerk, führt bis zur Sohlbank des Obergeschosses. Darüber befindet sich heller Backstein mit Sandsteingewänden. Besondere Details, Traufgesims und Ortgang sind ebenfalls in Sandstein ausgeführt. Erwähnenswert ist das Steinrelief mit Reichsadler am Ostgiebel in Höhe der Sohlbank des Obergeschosses. Im Inneren des Gebäudes zeigen Eingang und Treppenhaus vermutlich noch den originalen Deckenschmuck. Der Sandsteinsockel im Eingangsbereich wurde zwischenzeitlich mit Farbe versehen. Die Treppenanlage besteht aus freitragenden Sandsteinkeilstufen mit verziertem Schmiedeeisengeländer. Ornamentierte Granitsäulen im erdgeschossigen Kassenraum tragen die verdeckt liegende Stahlträgerdeckenkonstruktion. Der überwiegende Teil der im Obergeschoss liegenden Leiterwohnung zeigt sich noch im originalen Zustand. In den ehemals mit Herrenzimmer, Salon und Wohnzimmer bezeichneten Räumen sind Parkettböden, Holztüren, Kehlfriese und zurückhaltender Deckenschmuck zu finden. 1935 und 1979/80 wurden Umbaumaßnahmen im Erd- und Kellergeschoss durchgeführt, die zu keiner wesentlichen Beeinträchtigung des Baudenkmals führten. Leider wurden die weißen Holzrahmenfenster durch dunkelbraune Aluminiumfenster ersetzt. Für den Denkmalwert des Gebäudes spricht unter anderem die qualitätsvolle Gestaltung sowie die auf hohem handwerklichem Niveau stehende Ausführung. Nutzung und Erhaltung des Bankgebäudes liegen aus künstlerischen und wissenschaftlichen, hier besonders aus kunst- und architekturgeschichtlichen sowie aus ortsgeschichtlichen Gründen gemäß § 2 Absatz 1 Denkmalschutzgesetz im öffentlichen Interesse. | 1904                        | 29. August 1985    | 64              |
| weitere Bilder                                 | Wohn- und Geschäftshaus                        | Süchteln Propsteistraße 1 Karte                       | Unmittelbar hinter dem alten Chor der katholischen Pfarrkirche St. Clemens, noch zum alten Ortskern von Süchteln gehörend, ist der zweigeschossige Ziegelbau mit Jugendstilornamenten, einem Satteldach und einem zur Straße weisenden Giebel errichtet. Dabei bilden die Häuser Propsteistraße 1 und Propsteistraße 3 eine Einheit. Das Haus wird an dieser Stelle wahrscheinlich um 1700 errichtet und erfährt um 1900 einen Umbau, der das gesamte Haus erfasst. Es wird eine völlig neue Fassade vorgeblendet. Das Haus Propsteistraße 1 ist mit einem Giebel zur Straße "verkleidet". Der Giebel schafft hier einen Anschluss zum ebenfalls ehemaligen giebelständigen Fachwerkhaus. Mittig ist ein Fenster in den Giebel eingebaut. Darunter werden drei schmale hochrechteckige Fenster jeweils mit einem Stichbogen und insgesamt mit einem Entlastungsbogen überdeckt. Der konstruktiv zwischen den Bögen entstandene Raum wird, wie auch bei dem Haus Propsteistraße 3, mit einem floralen Schmuckdekor des Jugendstils geschmückt. Unsymmetrisch ist der Eingang auf der rechten Seite und daneben ein Schaufenster angeordnet. Die alten Fenster und die Türe sind durch neue ersetzt. Das Gebäude ist mit einem Gewölbekeller parallel zur Straße unterbaut, der wahrscheinlich noch aus der älteren Bausubstanz stammt. Das in zentraler Lage Süchtelns gelegene Haus bildet gemeinsam mit dem Haus Propsteistraße 3 als Gebäudekomplex ein sehr schönes Ensemble an der Propsteistraße. Die seltene Fassadengestaltung mit Jugendstilornamentik kennzeichnet den Bautyp des Wohn- und Geschäftshauses, das hier das historische Stadtbild widerspiegelt. Aus wissenschaftlichen, insbesondere kunsthistorischen und stadtentwicklungsgeschichtlichen Gründen liegen Erhaltung und Nutzung des Gebäudes Propsteistraße 1 gemäß § 2 (1) des Denkmalschutzgesetzes NW im öffentlichen Interesse. | um 1700                     | 11. Dezember 1991  | 288             |
| weitere Bilder                                 | Wohn- und Geschäftshaus                        | Süchteln Propsteistraße 3 Karte                       | Unmittelbar hinter dem Chor der katholischen Pfarrkirche St. Clemens, noch zum alten Ortskern von Süchteln gehörend, ist der zweigeschossige Ziegelbau mit Jugendstilelementen und einem Satteldach errichtet. Es bildet mit dem Haus Propsteistraße 1 eine architektonische Einheit. Das Haus wird an dieser Stelle wahrscheinlich um 1700 errichtet und erfährt um 1900 einen Umbau, der das gesamte Haus erfasst. Es wird eine völlig neue Fassade vorgeblendet. Gleichzeitig erfährt das Gebäude zum ehemaligen Gefängnis hin eine Erweiterung um eine Achse, durch die erdgeschossig eine Durchfahrt in den Hof führt. Im hofseitigen Teil der Anlage zeugt noch heute ein Schmiedeofen von der ehemalig sich dort niedergelassenen Schmiede. Bei der letzten Modernisierung 1979 wird das Haus Propsteistraße 3 erneut intensiv umgebaut. Die Grundrisse werden total verändert. Die Durchfahrt zum Hof und ein Teil der ehemaligen Schmiede werden zu einem kleinen Laden umgebaut. Die alte Treppe wird durch eine Stahlbetontreppe ersetzt, die mehrere Wohnungen erschließt. Die Dachkonstruktion wird im Originalzustand erhalten, jedoch werden zur Belichtung des Dachgeschosses Gauben errichtet. Die Fassade des Hauses trennt sich vom Dach durch ein gemauertes Würfelfries, das sich mit einem Band bis in die flache Spitze des Giebels des Hauses Propsteistraße l fortsetzt. Das wohl ehemals ohne die Erweiterung mit Durchfahrt symmetrische Haus ist noch in der Fassade ablesbar. Die mittig angeordnete Haustür zeigt sehr schöne Schmiedearbeiten in Form von Blumen mit Rankwerk. Links und rechts neben der Haustür sind jeweils zwei Fenster mit Stichbögen und darüber liegenden Entlastungsbogen angeordnet. Der „konstruktiv“ zwischen den Bögen entstandene Raum wird wie auch bei dem Haus Propsteistraße l mit einem floralen Stuckdekor des Jugendstils geschmückt. Die gleichen Fenster sind im Obergeschoss auf 4 Achsen angeordnet, wobei sich das rechte Fenster mittig über dem neugestalteten Schaufenster des Ladens befindet. Das Gebäude ist mit einem Gewölbekeller parallel zur Straße unterbaut, der wahrscheinlich noch aus der älteren Bausubstanz stammt. Das in zentraler Lage Süchtelns gelegene Haus bildet gemeinsam mit dem Haus Propsteistraße als Gebäudekomplex ein sehr schönes Ensemble an der Propsteistraße. Die seltene Fassadengestaltung mit Jugendstilornamenten kennzeichnet den Bautyp des Wohn- und Geschäftshauses, das hier das historische Stadtbild widerspiegelt. Aus wissenschaftlichen, insbesondere kunsthistorischen und stadtentwicklungsgeschichtlichen Gründen liegen Erhaltung und Nutzung des Gebäudes Propsteistraße 3 gemäß § 2 (l) des Denkmalschutzgesetzes NRW im öffentlichen Interesse. | um 1700                     | 9. August 1985     | 58              |
| Inschriftentafel "S. Pantelio" Tafel am Haus   | Inschriftentafel "S. Pantelio" Tafel am Haus   | Süchteln Propsteistraße 5 Karte                       | Die Tafel an der Hauswand Propsteistraße 5 mit der Inschrift "S. PANTELIO ANNO 1557" bezieht sich vermutlich auf einen Vorgängerbau, der als Gefängnis dient. Das Gefängnis, auch "Duffes" oder "Stock" genannt, liegt in der Nähe des Schultheißenhofes. 1924 ist im Haus Propsteistraße 5 die Freibank untergebracht. Heute dient es als Transformatorenstation. Aus wissenschaftlichen, insbesondere lokalhistorischen Gründen liegen Erhaltung und Nutzung der Inschriftentafel gemäß § 2 (1) des Denkmalschutzgesetzes im öffentlichen Interesse. | 1557                        | 11. Mai 1990       | 224             |
| weitere Bilder                                 | Propstei Zehntscheune                          | Süchteln Propsteistraße 8 / Ostring 24–26 Karte       | Im Ortskern Süchtelns, unmittelbar hinter der Pfarrkirche und noch innerhalb des alten Stadtmauerverlaufs und diesen mit einer hohen Backsteinmauer nachvollziehend, liegt die dreiflügelige Anlage aus ehemaliger Propstei, Zehntscheune, Remise sowie ihrer Parkanlage. Hinter deren nördlichen Umfassungsmauer lag das abgerissene Pfarrhaus, zu dem man durch ein kleines Tor Zugang hatte. Über diesem war früher ein Wappenstein in einer Nische angebracht. Diese reliefierte Wappenplatte befindet sich heute über der Innenseite des Eingangstores. Auf ihr sind Rocaille und als Wappen ein Baum zwischen drei Kugeln eingemeißelt. Auf dem ehemaligen zugehörigen Hof lebten als Pächter die Schultheißen von Süchteln. Sie waren zugleich die Verwalter des gesamten Besitztums der Abtei St. Pantaleon in Süchteln und wurden von dem Kölner Stift ernannt. Der früheste (1240) bekannte Schultheiß war ein Gerhard Pilatus. Im Volksmund wurde der Hof Propstei genannt, weil der letzte hier lebende Schultheiß Birkenbusch, ein Mönch aus St. Pantaleon, seit 1792 Propst war. Er lebte von 1785 bis 1808 auf dem Hof. Der Schultheißenhof wurde nach der Säkularisation 1803 von der Abtei St. Pantaleon für 7.025,00 Franc an Ernst-Friedrich Ebisch aus Süchteln verkauft; seitdem blieb es in Privatbesitz (seit Anfang dieses Jahrhunderts in dem Besitz der Familie Rossié). Propstei. Das herrschaftliche Wohngebäude wurde 1797 als freistehender, dreigeschossiger Putzbau von fünf Achsen Breite und drei Achsen Tiefe errichtet. Es besitzt ein stark vorspringendes, hohes Walmdach auf kräftigen Konsolen. Von den paarweise übereinander angelegten schmalhohen Fledermausgauben sind nur noch zwei auf der Südseite nach der Renovierung (1961–64) erhalten geblieben. Das Sockelgeschoss in Bänderputz besitzt Rundbogenfenster mit mächtigen Schlusssteinen; es wird vom betonten Gurtgesims optisch nach oben abgeschlossen. Die Fenster des Mittelgeschosses sind hoch-rechteckig und nehmen mit krönendem Rundbogenprofil als angedeutete Fensterverdachung zwar das Thema der Rundbogenfenster des Erdgeschosses auf, leiten aber auch hin zu den nahezu quadratischen Fenstern des dritten Geschosses. Diese besitzen in Anlehnung der stark ausgebildeten Schmuckschlusssteine der Erdgeschossfenster flacher gestaltete Schlusssteine. Im umlaufenden Fries des Kniegeschosses sitzen kleine breitliegende Fenster. Die klare Fenstergliederung wird durch die Ecklisenen vertikal betont. Einige Fenster wurden geschlossen. Bis auf zwei Fenster an der Nordseite sind alle zu unterschiedlichen Zeitpunkten erneuert worden. Auf der nördlichen Breitseite befindet sich der betont gestaltete Hauseingang mit der ursprünglichen Holztür. Der süd-östliche Teil mit Eingang des eingeschossigen rückwärtigen Anbaues (ehemaliges Gartenzimmer) wurde 1928 errichtet. Das Gebäude ist nur teilunterkellert (nördliche Hälfte, auch nur unter dem nördlichen Anbau). Alte Gewölbe wurden auf dem Gelände vor der Haustür (im Bereich des vergitterten Fensters) gefunden. Auf alten Katasterplänen ist eine Bebauung entlang der west-südlichen Grundstücksmauer eingezeichnet. Womöglich standen hier die früheren Wirtschaftsgebäude und die heutige Villa wurde teilweise über dem ehemaligen Schultheißenhof erbaut. Doch nur Grabungen könnten hier über die ursprüngliche Bebauung dieses ältesten Besiedlungskerns Süchteln Aufschluss geben. Im Inneren ist die ursprüngliche Einteilung gut ablesbar. Der heutigen Nutzung entsprechend, sind die einzelnen Stockwerke im Flurbereich vom Treppenhaus abgetrennt worden. Im Zentrum steht ein großes hölzernes Treppenhaus mit gedrechseltem Geländer und geschnitztem (Löwenköpfe und Lorbeerkränze) Geländerpfosten. Die aufwändig gestalteten Innenholztüren (häufig Doppeltüren) stammen zum großen Teil aus der Erbauungszeit oder sind im Laufe der Zeit gut nachgearbeitet worden. Im Obergeschoss befindet sich noch eine von ursprünglich zwei Rundbogenzimmertüren mit hölzernem, angedeutetem Schlussstein. Es wird vermutet, dass dieses Zimmer als Andachtsraum des damaligen Propstes gedacht war. Im Eingangsbereich (der Windfang wird von einer gewölbten Decke überspannt) und im Treppenhaus liegt der ursprüngliche schwarz-graue großformatige Steinfliesenboden. Im Erdgeschoss ist das frühere sogenannte Herrenzimmer sechseckig (Kamin?) gestaltet und besitzt eine feine Stuckdecke in Empireornamentik. In den anderen Räumen, so auch im Obergeschoss, laufen nur Stuckkehlfriese um. Die Innenholzfensterläden sind noch im Erdgeschoss erhalten. Die Holzvertäfelung mag in späterer Zeit hinzugekommen sein. In den Flurbereichen liegt der alte Dielenbohlenboden aus Eiche, in den Zimmern des Obergeschosses aus Fichte. Durch die ca. 1,00 m dicken Außenmauern sind tiefe, niedrige Fensterbrüstungen entstanden. Auf der Hofseite liegt Kieselbelag, teils als Wege auf die gegenüberliegenden Eingänge der Zehntscheune ausgerichtet und auch auf der Eingangsseite. Dort stehen zwei (heute in Beton erneuerte) Pfosten, die die Jahreszahl 1802 und Initialen eingraviert hatten. Ihre ehemalige Funktion ist nicht klar erkennbar. Auch der große straßenseitige Platz vor der Propstei war früher großflächig mit Kieselsteinbelag bedeckt. Von dort öffnen sich die zwei Einfriedungsmauern, hier ebenfalls in Bänderputz, eine im Zuge der Südwand, die andere in dem der Westwand, durch drei hofgerichtete Rundtore und ein rundbogiges Eingangstor, deren schöne Holztüren zum Teil unter Benutzung der alten Beschläge nachgearbeitet sind. Das Tor als Garageneinfahrt, ursprünglich ein Pendant zu der kleineren Tür, wurde erst in den 50er Jahren vergrößert. Die alten Schwellsteine sind noch erhalten. Neben dem Eingangstor befindet sich eine reliefierte Wappenplatte mit Abtsmitra, in die das Wappen des Abtes Schallenberg von St. Pantaleon und die Jahreszahl 1746 eingemeißelt ist. Die inzwischen stark verwitterte Platte stammt vermutlich von einem Vorgängerbau. Auch der verwendete Sandstein an den Toren und Fenstersohlbänken ist brüchig. Zehntscheune: Ein eingeschossiger Trakt in Backstein mit zwei alten Eingängen und breiten Rundbogenöffnungen (zum Bau von 1797 gehörige, ehemalige Remise?) entlang der südlichen Umfassungsmauer führt zur ehemaligen Zehntscheune. Dieser sehr große, (ca. 38,5 auf 13,5 m) langgestreckte Backsteinbau mit Krüppelwalm wurde 1771 (Ankersplinte und AO) errichtet. Alle hoch-rechteckigen Fenster sind später ausgebrochen. Nur eines der beiden Zufahrtstore ist noch ablesbar. Fenster und Türen wurden mehrfach geändert. Auch im Inneren ist die Einteilung der heutigen Nutzung als Wohnungen und Werkstatt (bereits seit 1949, dann später Umbau seit 1981) entsprechend verändert. In geringen Teilen sind die Eichenstützen noch erhalten. Der davor liegende Hof ist mit Basaltsteinen, Ziegeln sowie Kieseln gepflastert. Die Parkanlage ist mit alten hohen Bäumen bestanden. Der gesamte Gebäudekomplex mit Propstei, Zehntscheune und Remise einschließlich der Parkanlage und der Einfriedungsmauer tradiert die Ortsgeschichte Süchtelns, indem sie die stadtprägende Situation von kirchlicher und weltlicher Verwaltung (Herrschaftsverhältnisse) widerspiegelt. Die historischen Zusammenhänge haben hier zum einen städtebaulich auf den Stadtgrundriss und zum anderen auf die Funktionsgebäude (nämlich Schultheißenhof: Verwaltung, Repräsentation und Zehntscheune: wirtschaftliche-herrschaftliche konkrete Rechtssituation der Zehntpflichtigen) eingewirkt. So muss auch heute noch Aufgabe der schlichten Backsteinmauer sein, Umfassung eines solchen gewachsenen geschichtlichen Raumes zu bilden sowie die wichtige Funktion, den mittelalterlichen, auf dem Stadtplan noch völlig eindeutig ablesbaren Stadtkern, mit seinem Mauerzug abzugrenzen. Aus wissenschaftlichen, insbesondere kunst- und architekturhistorischen, städtebaulichen, orts- und rechts- sowie sozialgeschichtlichen Gründen stehen Erhaltung und Nutzung des Komplexes gemäß § 2 (1) Denkmalschutzgesetz im öffentlichen Interesse. | 1797/1771                   | 16. April 1985     | 38              |
| weitere Bilder                                 | ehem. Volksschule Fleckschule                  | Süchteln Propsteistraße 9 Karte                       | Die älteste Schule Süchtelns ist bis Mitte des 18. Jahrhunderts dicht neben der katholischen Kirche zu finden. Aufgrund der Baufälligkeit des Gebäudes beschließt die Gemeinde einen Schulneubau, der 1765 auf dem Platz der alten Schule errichtet wird mit einem Kostenaufwand von 823 Reichstalern. In der katholischen Volksschule, allgemein auch als Fleckschule bekannt, werden im Jahre 1834 312 Kinder unterrichtet, alle in einer Klasse vereint. Aufgrund der Schülerzahl und der räumlichen Enge lässt sich die Einrichtung einer zweiten Schulklasse nicht länger hinausschieben. So wird die über dem Schulsaal gelegene und vom Lehrer Schumacher nicht benutzte Dienstwohnung zum Klassenraum ausgebaut. Während der Amtszeit des Leiters der Fleckschule Karl van Kempen (1843–1886) fordern zahlreiche Eltern die Trennung der Geschlechter in den Klassen. So werden um 1856 die vier gemischten Klassen der Fleckschule in drei Knaben- und drei Mädchenklassen umgewandelt. Beschreibung: Das Gebäude, ein Backsteinbau, ist zweigeschossig mit Walmdach in 4 Achsen errichtet. Die Fassade präsentiert sich einerseits backsteinsichtig und andererseits geschlämmt. Der Hauseingang sowie die Fenster des Erd- und Obergeschosses sind mit einem Stichbogen versehen. Die zweiflügligen Fenster mit Oberlicht weisen eine Sprossenteilung auf. Vom Hauseingang kommend betritt man einen kleinen Flur, von dem aus eine schlicht gehaltene Holzstiege ins Obergeschoss führt. Das Erd- und Obergeschoss bleibt weitgehend von baulichen Veränderungen unberührt. So sind hier noch schlichte einflüglige Rahmenfüllungstüren vorhanden. Das Schulgebäude gehört zur Reihe der Schul- und Verwaltungsbauten, die nach 1615 entstehen, nachdem das Rheinland zu Preußen gehört. Die Fassadengestaltung ist schlicht und zurückhaltend, mit einer strengen und zweckgebundenen Gliederung. Die Fassade ist in ihrem Ausdruck repräsentativ. Das Gebäude weist in seiner Gesamtheit eine harmonische Klarheit und Strenge der Struktur sowie der reduzierten plastischen Ausgestaltung auf. Aus wissenschaftlichen, insbesondere architekturgeschichtlichen und stadtgeschichtlichen Gründen liegen Erhaltung und Nutzung des Gebäudes gemäß § 2 (1) des Denkmalschutzgesetzes im öffentlichen Interesse. | 1765                        | 16. April 1985     | 329             |
| weitere Bilder                                 | Flankhäuschen hinter Kirchhof                  | Süchteln Propsteistraße 10 Karte                      | Geschichte: Das Haus in der Nähe der Kirche ist zu dem Bestand des ursprünglichen Ortskernes zu zählen. Seinerzeit war es Bestandteil einer Reihe von Bauernhäusern, die sich entlang der Kirchhofsmauer gruppierten. Von dem Haus, damals "Flankhäuschen hinter dem Kirchhof" genannt, lassen sich die Bewohner wie folgt zurückverfolgen: - 1627 Peter Zetz - 1636 Heinrich von Kempen. Jakob Hacken. - 1644 Sophie Voß - 1781 Thomas Wilhelm Plönnes - 1818 Ww. Joh. Feld, später Mathias Rixkens - 1934 Wilhelm Hurtmanns, Friedhofstraße 10 Beschreibung: Das Wohnhaus mit Satteldach ist zweigeschossig und grenzt unmittelbar an die Mauer der ehemaligen Propstei. Im rückwärtigen Bereich ist ein Vorsprung in Wand und Dach zu erkennen, der darauf schließen lässt, dass es sich bei dem Gebäude einmal um zwei Hauseinheiten gehandelt haben muss, die in ihrer Strukturierung als kleinste Wirtschaftseinheiten auf die ursprüngliche Bebauung Süchtelns zurückzuführen sind. An der rechten Giebelseite des Hauses deutet eine Konsole auf die Fachwerkkonstruktion des Hauses, die unter der Schieferverkleidung erhalten ist. Die linke Giebelseite wurde vermutlich nach einem Brand mit Ziegelsteinen erneuert. Die traufseitige Fassade ist in vier Achsen gegliedert und wurde geschlämmt. Die Fenster sowie die Haustüre sind im originalen Zustand erhalten. Ein kräftiges Holzgesims bildet Abschluss zum Dach, das einseitig abgewalmt ist. Ein eingeschossiger Schuppen ist dem verschieferten Giebel, der Wegeführung entsprechend, winklig angegliedert. Im Innern des Gebäudes ist die Kleinteiligkeit des Hauses, die in ihrem Bauverständnis auf das Mittelalter zurückgeht, erhalten. Der Treppenaufgang befindet sich im originalen Zustand. Das Gebäude, im Schatten der Kirche gelegen, spiegelt mit weiteren Gebäuden an der Propsteistraße, die ursprünglich gegebene Kleinteiligkeit innerhalb des Stadtkerns wider und ist somit für die historische Entwicklung der Stadt Süchteln von Bedeutung. Aus wissenschaftlichen, insbesondere städtebaulichen und stadtbaugeschichtlichen Gründen, stehen Erhaltung und Nutzung des Gebäudes gemäß § 2 (1) des Denkmalschutzgesetzes im öffentlichen Interesse. | 17. Jh.                     | 14. September 1988 | 177             |
| weitere Bilder                                 | Tendyckhaus                                    | Süchteln Propsteistraße 11 Karte                      | Geschichte: Die Geschichte des heutigen "Weberhauses", Hochstraße 10, und des heutigen "Tendyckhaus", Propsteistraße 11, ist miteinander verwoben. Im 19. Jahrhundert bis Mitte des 20. Jahrhunderts bilden sich zwei eigenständige Gebäude mit verschiedenen Besitzern. 1534 wird erstmals das Leuthen- und Stüpergut erwähnt. Als Inhaber wird Stinken Stüper genannt. Dieses Gut liegt an dem Stüpersträßchen oder Jacobssträßchen, der heutigen Propsteistraße. Das Stüpergut ist an die Kirche kurmütig. 1589 wird im Lagerbuch der neue Inhaber Gert Stüpers aufgeführt. Er zahlt jährlich zu Ostern an die Kirche 1 Pfund Wachs und 2 Rader Heller als Zins, da er bei dem Bau seines Hauses die Kirchenmauer als Hausrückwand benutzt und das Dach auf dem Kirchhof auskragt. Zudem wird er verpflichtet, die Kirchenmauer instand zu halten. Bei baulichen Veränderungen des nächsten Besitzers, Tilmann Stüper, stürzt diese Kirchenmauer ein. Tilmann Stüper wird zur Begleichung der Kosten gegen seinen Protest herangezogen. 1627 Jan Leuthen ist neuer Besitzer des Gutes. 1642 wird Matthias Leuthen als neuer Inhaber aufgeführt. Er ist mit Eva Kox verheiratet. Die darauffolgenden Eigentümer sind Matthias Kox und später Jan Leuthen, der Schwiegersohn von Matthias Kox. Dieser ist als Schulmeister tätig. 1741 wird Peter Rath als Inhaber genannt. 1782 heiratet dessen Tochter, Anna Gertraud Rath, Johann Endepohl aus Gladbach. Aus dieser Ehe gehen 6 Kinder hervor: Seraphin, Anne-Marie, Balbeau, Jacob, Peter Theodor und Matthias. 1975 übernimmt Johann Endepohl, 47-jährig, nach Umzug nach Süchteln, den Hof und wird Landwirt. Auf dem Hof lebt auch sein Schwager Jacob Anton Rath. 1798/99 wird in der in französischer Zeit angelegten Bevölkerungsliste der Name der heutigen Propsteistraße mit rue de Freithoff (Friedhof) angegeben. 1812 oder später wird als neuer Besitzer Jacob Endepohl genannt, der älteste Sohn Johann Endepohls. Er kauft das an der Hochstraße gelegene Haus des Bandwebers Hubert Dickmann auf, das unmittelbar an das alte Stüpergut angrenzt. Sein Bruder Peter Theodor ist als Lehrer tätig, betreibt aber nebenbei einen bedeutenden Kleinhandel in seinem Haus an der heutigen Propsteistraße 11. 1975 legt Peter Theodor Endepohl sein Lehreramt nieder, um nur noch Handel zu betreiben. Der jüngste Sohn Johann Endepohls, Matthias Endepohl, ist ebenfalls Lehrer und Vikar. 1834 Der Keilstein über dem Tor des Hauses Propsteistraße 11 weist auf seinen Um- bzw. Neubau durch Peter Theodor Endepohl hin. ca. 1853 wird das unbebaute, als Garten genutzte Grundstück zwischen dem ehemaligen Stüpergut und dem Wohn- und Geschäftshaus des Peter Theodor Endepohl geschlossen. Es entstehen Häuser mit Stallungen. Der Bedeutung der Familie Endepohl entsprechend heißt nun die heutige Propsteistraße Endepohlsträßchen. 1975 Johann Tendyck übernimmt den Laden von Peter Theodor Endepohl. Er baut einen an dem Haus Propsteistraße 11 angrenzenden Schuppen zu einer Wohnung um. 1897 nach einem Brand erwirbt Oswald de Haer den ehemaligen Stüperhof mit dem an der Hochstraße gelegenen Gebäude und den in der Baulücke entstandenen Häusern mit Stallungen, quasi den Besitz des Jacob Endepohls. Oswald de Haer ändert beim Wiederaufbau die Nutzung der Gebäude zur Gastwirtschaft, dem späteren "Süchtelner Hof". Die an der Hochstraße gelegene Gebäudeseite erhält ihr heutiges Gesicht. 1964–1975 Die Stadtsparkasse Süchteln übernimmt und nutzt den Besitz der Familie Tendyck. 1975 geht das Eigentum der Stadtsparkasse Süchteln – ehemaliger "Süchtelner Hof" und ehemaliges "Haus Tendyck" an die Stadt über. Diese bringt in dem gesamten Komplex das Jugendamt und die Stadtbücherei unter, wobei geringfügige Umbauarbeiten durchgeführt werden. 1985–1988 Die Stadt Viersen baut das ehemalige "Haus Tendyck" in eine öffentliche Begegnungsstätte um. Beschreibung: Der zweigeschossige, backsteinsichtige, weiß geschlämmte Baukörper gliedert sich in 6 : 4 Achsen an der Propsteistraße. Die ruhige, durch ihre Fenster klar gegliederte Fassade weist auf die klassizistische Formensprache hin. Bauliche Veränderungen oder Erweiterungen sind auf den ersten Blick nicht ablesbar. Die ehemalige Tordurchfahrt ist geschlossen. Der Keilstein über dem Torbogen an der Propsteistraße weist auf das Jahr (1834) dieser Veränderung hin. Die in die Türöffnung eingebaute Haustür sowie die darüber liegende Supraporte (eine bildlich oder dekorativ belebte und gerahmte Fläche über dem Türsturz) aus dieser Zeit sind original erhalten. Die Supraporte weist ein mit Blattranken geschnitztes Oberlicht auf. Das Haus im Zentrum Süchtelns prägt in besonderem Maße die historisch bedeutsame Propsteistraße. Die Straße wird um den Eckbaukörper herumgeführt. Zusammen mit dem heutigen "Weberhaus" bildet das "Haus Tendyck" eine städtebaulich gewachsene Einheit und dokumentiert die Geschichte des ehemaligen Stüpergutes und seiner verschiedenen Besitzer. Aus wissenschaftlichen, insbesondere städtebaulichen und ortsgeschichtlichen Gründen liegen Erhaltung und Nutzung des Gebäudes gemäß § 2 (1) des Denkmalschutzgesetzes im öffentlichen Interesse. | 1834                        | 30. August 1993    | 237             |
| weitere Bilder                                 | Heimatmuseum Jakobsgut                         | Süchteln Propsteistraße 15 Karte                      | Geschichte: Das Jakobsgut ist an den Krakenhof in Vorst kurmütig und zahlt an den Pfarrer 2 1/2 Viertel Zinshaber. 1547 Bitus Jakos 1583 Gerhard Jakobs (ist Korbmacher, liefert an den Pfarrer einen Brodkorb, einen Muskorb und einen Käsekorb). 1624 Pet. Jakobs 1812 Johann Grefges 1818 Wwe. Joh. Griefges 1893 Kiffels Beschreibung: Zu den ältesten Gebäuden im Ortskern Süchteln gehört das in der Propsteistraße 15–17 gelegene, im Jahre 1547 erstmals erwähnte Jakobsgut. Das zweigeschossige Gebäude ist ein Fachwerkbau aus dem 17. Jahrhundert. Das Fachwerktraufhaus mit östlicher freistehender Giebelwand weist ein mittleres mezzaninartiges Zwischengeschoss und darüber ein auf Konsolen vorkragendes Obergeschoss auf. Der Hauseingang, wird durch die architektonische Rahmung, einem Blockrahmen mit kreuzförmigen Holzornamenten betont. Die Eingangstür ist eine einflüglige Vollholztür mit Holzkassetten. Über der Eingangstür zeigt sich ein Oberlicht. Die Fenster sind ebenfalls in einem Blockrahmen gehalten. Im Innern des Hauses ist die für ländliche Architektur typische Kleinteiligkeit der Innenräume erhalten und ablesbar. So ist im rückwärtigen Erdgeschossbereich die erhaltene Holzstiege zu finden sowie in den einzelnen Geschossen schlichte Rahmenfüllungstüren. Das Gebäude Propsteistraße mit den Hausnummern 15 und 17 bildet eine bauliche Einheit. Dies wird dokumentiert durch die Fachwerk- und Dachkonstruktion sowie die einheitliche Gestaltung der Fassade, wie mezzaninartiges Zwischengeschoss, vorkragendes Obergeschoss, Konsolenfries, einheitliche Gestaltung der Fenster- und Haustüröffnungen, durchlaufendes Dachgesims. Der Fachwerkbau aus dem 17. Jahrhundert erfährt seine Bedeutung im geschichtlichen Ortsbezug wie auch in seinem Alterswert. Die ausgeführte Fachwerkkonstruktion ist ein selten gewordenes Beispiel niederrheinischer Architektur, wie auch ein bedeutendes Dokument für die historische Entwicklung der Stadt Süchteln. Aus wissenschaftlichen, insbesondere architekturgeschichtlichen, siedlungstopographischen und ortsgeschichtlichen Gründen liegen Erhaltung und Nutzung des Gebäudes Propsteistraße 15 (heute Heimatmuseum Süchteln) gemäß § 2 (1) des Denkmalschutzgesetzes im öffentlichen Interesse. | 17. Jh.                     | 20. Dezember 1993  | 330             |
| weitere Bilder                                 | Jakobsgut                                      | Süchteln Propsteistraße 17 Karte                      | Geschichte: Das Jakobsgut ist an den Krakenhof in Vorst kurmütig und zahlt an den Pfarrer 2 1/2 Viertel Zinshaber. 1547 Bitus Jakos 1583 Gerhard Jakobs (ist Korbmacher, liefert an den Pfarrer einen Brodkorb, einen Muskorb und einen Käsekorb). 1624 Pet. Jakobs 1812 Johann Grefges 1818 Wwe. Joh. Griefges 1893 Kiffels Beschreibung: Zu den ältesten Gebäuden im Ortskern Süchteln gehört das in der Propsteistraße 15–17 gelegene, im Jahre 1547 erstmals erwähnte Jakobsgut. Das zweigeschossige Gebäude ist ein Fachwerkbau aus dem 17. Jahrhundert. Das Fachwerktraufhaus mit östlicher freistehender Giebelwand weist ein mittleres mezzaninartiges Zwischengeschoss und darüber ein auf Konsolen vorkragendes Obergeschoss auf. Der Haus- und Geschäftseingang wird durch die architektonische Rahmung, einem Blockrahmen mit kreuzförmigen Holzornamenten betont. Die Fenster sind ebenfalls in einem Blockrahmen gehalten. Im Innern des Hauses sind die Innenräume bzw. der ursprüngliche Grundriss mit den Jahren immer mehr verändert worden, so dass der denkmalwerte Charakter für das Innere des Hauses Propsteistraße 17 nicht mehr gegeben ist. Das Gebäude Propsteistraße, mit den Hausnummern 15 und 17 bildet eine bauliche Einheit. Dies wird dokumentiert durch die Fachwerk- und Dachkonstruktion sowie die einheitliche Gestaltung der Fassade, wie mezzaninartiges Zwischengeschoss, vorkragendes Obergeschoss, Konsolenfries, einheitliche Gestaltung der Fenster- und Haustüröffnungen, durchlaufendes Dachgesims. Der Fachwerkbau aus dem 17. Jahrhundert erfährt seine Bedeutung im geschichtlichen Ortsbezug wie auch in seinem Alterswert. Die ausgeführte Fachwerkkonstruktion ist ein selten gewordenes Beispiel niederrheinischer Architektur, wie auch ein bedeutendes Dokument für die historische Entwicklung der Stadt Süchteln. Aus wissenschaftlichen, insbesondere architekturgeschichtlichen, siedlungstopographischen und ortsgeschichtlichen Gründen liegen Erhaltung und Nutzung des Gebäudes Propsteistraße 17 (Fassade, Dachstuhl und Dacheindeckung) gemäß § 2 (1) des Denkmalschutzgesetzes im öffentlichen Interesse. | 17. Jh.                     | 20. Dezember 1993  | 331             |
| weitere Bilder                                 | Wohnhaus                                       | Süchteln Propsteistraße 19 Karte                      | Das zweigeschossige Giebelhaus mit seitlicher Toreinfahrt ist ein Backsteinbau des 18. Jahrhunderts/frühes 19. Jahrhundert. Die zur Propsteistraße gerichtete Fassade weist eine Putz-Stuckarchitektur auf. Diese, gegenüber den übrigen Fassadenflächen geänderte Gestaltung, ist vermutlich um 1900 ausgeführt, unter dem Einfluss des Historismus. Der Hauseingang wird von zwei Pilaster gerahmt, deren Kapitelle mit Blüten- und Blattornamenten geschmückt sind. Die zweiflügelige Eingangstür mit Oberlicht weist eine verschieden-artige geometrische Holzornamentik auf sowie Türfenster mit vorgesetzten Metallgittern, die in floralen und geometrischen Zierformen gehalten sind. Über dem Eingang ist ein flacher vorgeblendeter Sturz mit einem vegetabilen Stuckdekor zu finden. Die Fenster der einzelnen Geschosse werden straßensichtig von geometrischen Bändern gerahmt und sind mit verschiedenen Stuckornamenten geschmückt, wie verzierte Schlusssteine, Schulterbögen, Wappen- und Blütenornamente sowie Blatt- und Bänderwerk. Im Giebelbereich sind neben den Fensterverzierungen zwei fächerartige Stuckdekore und eine Rosette, eine stilisierte Abstraktion einer Blütenform, zu finden. Die zum innenliegenden Hof gerichtete backsteinsichtige Fassade weist Ankersplinte auf mit den Buchstabenkombinationen AM JH. Auf dem rückwärtigen Hofgelände des zweigeschossigen Giebelhauses an der Propsteistraße ist das frühere Wirtschaftsgebäude zu finden. Das Wirtschaftsgebäude ist ein eingeschossiger Backsteinbau mit Satteldach. Das Haus Propsteistraße 19, im Zentrum Süchtelns gelegen, spiegelt mit weiteren Gebäuden an der Propsteistraße die ursprünglich gegebene Kleinteiligkeit innerhalb des Stadtkerns wider und ist somit für die historische Entwicklung der Stadt Süchteln von Bedeutung. Aus wissenschaftlichen, insbesondere städtebaulichen und stadtbaugeschichtlichen Gründen stehen Erhaltung und Nutzung der Gebäudeumrisse des Wohnhauses und des Wirtschaftsgebäudes gemäß § 2 (1) des Denkmalschutzgesetzes im öffentlichen Interesse. | 18. Jh.                     | 20. Dezember 1993  | 332             |
| Kath. Volksschule Süchteln                     | Kath. Volksschule Süchteln                     | Süchteln Propsteistraße 25 Karte                      | Am Ostwall (jetzt Ostring) gegenüber dem heutigen Josefshaus lässt die Stadtgemeinde 1836 ein eingeschossiges Schulgebäude mit drei Klassen erbauen. Durch Errichtung eines 2. Stockwerkes wird 1854 das Schulgebäude auf vier Klassen erweitert. Das Gebäude, ein klassizistischer Backsteinbau, ist zweigeschossig mit Walmdach in 9 Achsen errichtet. Die Seiten sind geschlämmt und die Front ist verputzt. Das Schulgebäude verfügt über einen rechteckigen Grundriss und weist straßenseitig einen Mittelrisaliten auf. Über dem 3-achsigen Mittelrisalit ist ein Giebeldreieck zu finden, auch als Frontispiz bekannt. Die Rückseite des Gebäudes ist gleichartig, aber ohne den Giebel. Die Aufteilung der Fensterflächen ist identisch, ein zweiflügliges sprossenunterteiltes, hochrechteckiges Fenster mit Oberlicht. Zwischen dem Erd- und Obergeschoss sind Zieranker (Kreuzanker) zu finden. Der Eingangsbereich, gartensichtig gelegen, zeigt sich schlicht und zurückhaltend. Die originale zweiflüglige Eingangstür mit Oberlicht ist mit geometrischer Holzornamentik geschmückt. Die Schule gehört zur Reihe der klassizistischen Schul- und Verwaltungsbauten, die nach 1615 entstehen, nachdem das Rheinland zu Preußen gehört. Die Fassadengestaltung ist schlicht und zurückhaltend, mit einer strengen und zweckgebundenen Gliederung. Die Fassade ist in ihrem Ausdruck repräsentativ. Der Klassizismus, ein an der Antike orientierter Stil, weist eine harmonische Klarheit und Strenge der Struktur sowie der reduzierten plastischen Ausgestaltung auf. Aus wissenschaftlichen, insbesondere architekturgeschichtlichen und stadtgeschichtlichen Gründen liegen Erhaltung und Nutzung des Gebäudes gemäß § 2 (1) des Denkmalschutzgesetzes im öffentlichen Interesse. | 1836/1854                   | 11. Dezember 1991  | 289             |
| Frankeser Hof                                  | Frankeser Hof                                  | Boisheim Pütterhöfe 10 Karte                          | Unter der Gehöftgruppe, außerhalb Boisheims gelegen, befindet sich das Anwesen des kleinen Frankeser-Hofs. Die vierflügelige backsteinsichtige Hofanlage ist um 1870 entstanden, wobei der rückwärtige Scheunentrakt teilweise älter ist. Das Haupthaus, zweigeschossig, gliedert sich in fünf Achsen. Im Inneren des Wohnhauses befinden sich im Eingangsbereich als Bodenbelag ein achteckig verlegter Naturstein mit quadratischen Zwischenstücken aus Marmor. Weiterhin sind in der Stube noch Stuckdecken vorhanden. Die Decke über dem Obergeschoss ist als Kölner Decke ausgebildet. An das Wohnhaus schließt sich der zweigeschossige Stallbau mit sieben Achsen und die später zugefügte eingeschossige Erweiterung an, die den westlichen Abschluss der Hofanlage bildet. Dem inneren Hof angeschlossen ist ein in Original erhaltener "Göbelgang", eine Art überdachter Rundgang, unter dem ehemals zwei Pferde über ein Getriebe eine Drescheinrichtung antrieben. Der Torbau als südlicher Flügel ist teilweise verändert und erneuert. Daran schließt östlich der ehemalige Pferdestall an. Auf dem Dach sind zwei Häuschen, von denen aus über eine Rolle Heu auf den Boden gezogen wurde, aufgebaut. Umlaufend sind die Wirtschaftsgebäude außen mit einem gemauerten Rundbogenfries als oberen Wandabschluss ausgebildet. Der Hof ist teilweise mit einem alten Kieselsteinbelag (Keienboden, Kieselboden) gepflastert. Als Beispiel niederrheinischer Bauernhausarchitektur sowie als Zeugnis damaliger Arbeits- und Produktionsstätten kommen dem Hof durch die nahezu unveränderte Wohn- und Stallhausarchitektur eine große Bedeutung zu. Aus wissenschaftlichen, insbesondere volks- und siedlungsgeschichtlichen, architekturgeschichtlichen Gründen liegen Erhaltung des Hofes gemäß § 2 (1) des Denkmalschutzgesetzes im öffentlichen Interesse. | um 1870                     | 13. März 1986      | 85              |
| Wegekreuz                                      | Wegekreuz                                      | Boisheim Pütterhöfe 10 Rand Karte                     | Am Rande der Hofanlage Pütterhöfe 10 steht vor einer Mauer ein giebelüberdachtes hölzernes Wegekreuz. Es besteht im Wesentlichen aus dem Kreuz und dem hölzernen Korpus des Jesu. Dieses Kreuz wurde als Ersatz für ein wesentlich älteres Wegekreuz von den Pastoren Frankeser aus Pütterhöfe (Boisheim) aufgestellt. Der ursprüngliche Standort des Kreuzes befand sich ca. 80 m weiter in Richtung Heyerhöfe. Dieses Holzkreuz, das keine Jahreszahl trägt, stammt vermutlich aus der 2. Hälfte des 19. Jahrhunderts. Als eines der wenigen erhaltenen Holzkreuze dieser Art besitzt das Pütterhöfe Wegekreuz neben seiner künstlerischen Bedeutung Denkmalwert. Aus wissenschaftlichen, insbesondere künstlerischen, religionsgeschichtlichen und volkskundlichen Gründen liegt die Erhaltung und Nutzung des Wegekreuzes gemäß § 2 (1) des Denkmalschutzgesetzes im öffentlichen Interesse. | 2. Hälfte 19. Jh.           | 23. April 1986     | 94              |
| Groß Frankeser Hof                             | Groß Frankeser Hof                             | Boisheim Pütterhöfe 3 Karte                           | Unter der Gehöftgruppe Pütterhöfe, außerhalb Boisheims gelegen, befindet sich als eindrucksvolle Backsteinhofanlage der Groß-Frankeser-Hof. Das Haupthaus wurde laut Ankersplinten 1763 von der Familie Frankeser errichtet. An dieses schließen sich später hinzugefügte Stallungen, Schuppen, eine zweigeschossige Scheune, 1882 erneuert, sowie ein eingeschossiger Torflügel an. Zusammen bilden sie einen fünfeckigen Innenhof. Scheune und Torhaus sind teilweise in Fachwerk mit Lehm- und Holzgeflechtausfachungen erbaut. Linker Hand, unter dem später erbauten Torflügel, liegt ein Gewölbekeller wie auch unter der großen Scheune, deren straßenseitige Giebelwand eine Ankersplinte mit der Jahreszahl 188(2) aufweist. Bei dem eingeschossigen Backsteinhof handelt es sich um den Typ des niederrheinischen Hallenhauses Viersener Prägung. Das Gebäude ist in Ständerbauweise errichtet (Eichenholzkonstruktion). Seine Fachwerkinnenwände sind teils mit Lehmziegeln, teils mit Lehm-Holzgeflecht in den Gefachen ausgefüllt. Das Gebäude trägt ein Krüppelwalmdach und besitzt zum Hof hin eine große Toreinfahrt. Links davon führt eine niedrige breite Tür für Mistkarren in den Kuhstall und rechts davon eine schmale Tür zum Pferdestall. Im 19. Jahrhundert wurde die Hofgiebelseite erneuert; ihre Tür- und Fensteröffnungen zeigen flache, backsteingemauerte Stichbögen. Die Frontgiebelseite hingegen ist in ihren Tür- und Fensteröffnungen noch original. Sie werden durch backsteingemauerte Entlastungskorbbögen betont. Die Eingangstür und das rechtsseitige Fenster werden durch einen Zweitbogen gemeinsam überspannt. Die Fenstervergitterung kam später hinzu. Klappläden fehlen zumeist. Die Blockrahmen sind aus Holz und zum Teil ersetzt durch Zement. Außer der Jahreszahl der Erbauung, des Christogramms JHS weisen die Ankersplinte noch erkennbar die Buchstaben MF und CF auf. Das Gebäude ruht auf einem etwas stärker gemauerten Sockel, in dem sich die Kelleröffnungen befinden. Den Eingang ziert ein ca. 1,20 m breiter Kieselsteinbelag mit Musterung (Keienboden). Die Fensterachsen der Traufseiten sind nicht regelmäßig; die Öffnungen ungleichmäßig. Im Inneren ist der Gesamtaufbau des Wohn- und Stallhauses noch klar abzulesen. Als 7-Ständer-Haus verfügt es über ungewöhnlich viel Raum. Die gewaltige Länge des Gebäudes ist durch eine Doppel-Kaminwand in Stall- und Wohntrakt unterteilt. In der rechten Hälfte der Kaminwand zur Futterdeele hin befindet sich noch der gemauerte Backofen und darüber der Räucherkamin. Rechts davon führt eine (erneuerte) Stiege nach oben. Links ist die Durchgangstür zum Küchentrakt. In den Abseiten der Futterdeele liegen die Viehställe und Gesindekammern. Die Futteröffnungen des Kuhstalles an der linken Abseite sind durch hölzerne Klappläden verschließbar. Etwa am Ende des Viehstalles befindet sich in der Halle der gemauerte Pumpbrunnen. Auf der gegenüberliegenden Seite liegt der Pferdestall mit Futtertrog, der von der daran anschließenden Knechtkammer aus gefüllt werden konnte. Auf sie folgt eine weitere Gesindekammer. Beide liegen mit ihrem Boden etwa 30 cm erhöht. Zwischen den beiden Türen, nach der Halle gerichtet, führt von hier aus durch eine etwas vorgesetzte Schranktür eine steile Treppe hinunter in einen ca. 1,80 m hohen Gewölbekeller, der sich in seiner Länge und Breite unter beiden Kammern (Opkamer) erstreckt. Die gegenüberliegende Kammer, an den Kuhstall anschließend, führt heute zum angebauten Stallgebäude. Der Fußboden der Futterdeele ist vornehmlich mit Kieselsteinen und daneben mit neuerem Plattenbelag bedeckt. Die ca. 10,00 m auf 5,50 m große Küche im Wohnteil mit Kamin weist einen braunen Tonplattenfußboden auf. Sie und die je drei Kammern in den beiden dortigen Abseiten tragen Kölner Decken mit Profilierung. Die Kammern besaßen ehemals Holzböden. In der seitlichen Fensterecke der Giebelwand steht ein vorgezogener Kellerschrank mit Aufsatz. Durch seine niedrige, zweiflügelige Tür führt eine steile Holzstiege in einen ca. 2,15 m tiefen Gewölbekeller mit Ziegelsteinboden. Das Gewölbe erstreckt sich bis zum Kuhstall, ist aber unter der letzten Kammer mit einer 24-er Backsteinmauer unterteilt; eine geheime Fußbodenluke führte von dieser letzten Kammer in den hinteren Teil des Kellers. Zwischen den Doppeltüren der beiden Schlafkammern befindet sich ein zweiter Kellerabgang, diesmal wie in der Futterdeele, als niederer Holztürenschrank ausgebildet. Das Hauptgebäude weist kaum spätere Einbauten bzw. Veränderungen auf. Der 5-eckige, mit Kiesel und Kopfstein gepflasterte Innenhof mit seinen stumpfen Winkeln, unterschiedlichen Toreinfahrten und Torhaus gibt einen anschaulichen Eindruck von der ehemaligen Bedeutung und Größe der Hofanlage. Die zweigeschossige Scheune gegenüber dem Haupthaus besitzt im Obergeschoss Wohnräume mit Kölner Decken. Außerhalb des Gehöftes steht noch ein Fachwerkschuppen neben der Torhausseite. Als jüngeres Beispiel eines niederrheinischen Hallenhauses Viersener Prägung kommt ihm eine große Bedeutung zu: durch die nahezu unveränderte Wohn-Stallhaus-Architektur mit bauphysikalisch originalem Zustand, durch die voll erhaltene Konstruktion in Ständerbauweise mit Fachwerk in Lehmgeflecht und Backsteinmauerwerk der Außenwände, durch die Ablesbarkeit der ursprünglichen Nutzung, durch die besondere Größe und die noch originale Ausstattung. Nicht nur in den charakteristischen Merkmalen des Hauptbaues liegt der Erhaltenswert, auch der seltene 5-eckige Hofgrundriss ist bemerkenswert. Aus volks- und siedlungsgeschichtlichen (Teilungshof), architekturgeschichtlichen und wissenschaftlichen Gründen liegen Erhalt und Nutzung des Groß-Frankeser-Hofes gemäß § 2 (1) Denkmalschutzgesetz im öffentlichen Interesse. | 1763/19. Jh.                | 15. Januar 1985    | 1               |
| ehem. Herd und Ofenfabrik Dinsing              | ehem. Herd und Ofenfabrik Dinsing              | Viersen Rahserfeld 12 Karte                           | Geschichte: Anfang 1898 stellen die Gebr. Dinsing, Ofenbauer aus Viersen, einen Bauantrag auf Errichtung einer Herd- und Ofenfabrik auf zuvor von Wilhelm Brauers im Rahserfeld gekauftem Gelände. Aus dem Antrag geht die geplante Beschäftigtenzahl (50 Personen) sowie die beabsichtigte Antriebstechnik (Kessel von 56 m², Dampfmaschine von 30 PS) hervor. Der Bauantrag wird am 26. Juli 1898 genehmigt. Obwohl keine Bauabnahme beurkundet ist, kann davon ausgegangen werden, dass die Produktion noch 1898 aufgenommen worden ist. Bebaut wurde zunächst der südliche Randbereich des Grundstückes, es entstanden von Osten nach Westen das noch heute die südliche Straßenfront bildende Lagergebäude von 9 Achsen Länge sowie das westlich gelegene Fabrikationsgebäude. 1899 wurde der freigebliebene Zwischenraum zwischen beiden Bauten geschlossen. Zwischen 1900 und 1906 vergrößerte sich der zusammenhängende Baubestand um von Süd nach Nord ausgerichtete Trakte im westlichen Teil des Areals. Die heute sich bietende Ansicht zum Rahserfeld und zur Bahn hin entstand 1909 mit dem Bau von Kontorgebäude, Magazin und nördlich anschließenden Montagehallen, wobei Lager von 1898 und Kontor-Geschossbau von 1909 die Werkseinfahrt flankieren. Weitere Bautätigkeiten wurden bis 1962 ausgeführt. 1971 erfolgte der Konkurs der Dinsing Werke. Die ebenfalls der Viersener Metallindustrie entstammende Fa. Rapido (Wilh. Pfahl, Dülken, 1896 gegründet) übernahm, bis 1976 als "Rapido-Dinsing" firmierend, den Betrieb, der fortbesteht. Beschreibung: Der östliche Saum der Werksanlage wird geprägt vom 1909 entstandenen, 3 1/2 geschossigem Kontorbau (3). Zwei Dreiecksgiebel von je 3 bzw. 2 Achsen Breite akzentuieren das Gebäude. Der südliche, zur Werkseinfahrt hin gelegene Giebel weist neben seiner größeren Breite auch umfängliche Zierformen auf. Ochsenauge, Treppen-Blendgiebel und halbkreisförmiger, gebänderter Aufsatz sowie die schmiedeeisernen Initialen "GD" – "Gebr. Dinsing" – betonen die Eingangssituation. Die Gebäudefront lebt optisch von dem klar ausgeprägten Gegensatz zwischen gelben und roten Verblendklinkern. Gelb gehalten sind die Vertikal-Lisenen und Simsbänder sowie der Erker im 1. Obergeschoss des Südgiebels, der einen Balkon in Höhe des 2. Obergeschosses trägt. Nach Norden sind dem achtachsigen Geschossbau noch drei weitere, zweigeschossige Achsen angegliedert, eine daran anschließende Blendmauer mit Attikazone verbrämt mit gekoppelten Blindfensterfronten zwischen gelben Backsteinlisenen die dahinter liegenden Sheddachzonen. Innenaufteilung, Treppenhaus, Täfelungen und Türen des Kontorgebäudes sind noch im originalen Zustand. Südlich der Werkseinfahrt liegt das neunachsige, zweigeschossige Lagergebäude (1). Der Bau weist im Obergeschoss großflächige, gusseisenversprosste Rundbogenfenster, im Erdgeschoss ebensolche Stichbogenfenster auf. Auf den roten Klinkerflächen schaffen gelbe Lisenen und Überfangbögen sowie ein Stufengesims gliedernde Akzente. Wie beim Kontorbau betonen auch hier die der Einfahrt zunächst gelegenen zwei Achsen durch leichte Erhöhung den Werkseingang. Bei den beiden oben beschriebenen Gebäudeteilen der ehemaligen Rheinischen Herd- und Ofenfabrik Gebr. Dinsing, – Lager und Kontor mit anschließender Blendmauer – handelt es sich um ein Denkmal im Sinne des § 2 (1) DSchG NRW. Die Gebäude sind bedeutend für die Geschichte der Städte und Siedlungen sowie für die Entwicklung der Arbeits- und Produktionsverhältnisse. Für ihre Erhaltung und Nutzung liegen künstlerische, städtebauliche und wissenschaftliche Gründe vor. Letztere ergeben sich aus der gehobenen gestalterischen Qualität der bewusst auf Schauwirkung hin angelegten West- vor allem aber der Ostansicht des Werkes. Besonders das Kontorgebäude weist eine gestalterisch originelle und eigenwillige Kontur auf mit der asymmetrischen Gestaltung von Höhen- und Längenausdehnung und dem kontrastreich eingesetzten Gegensatz zwischen gelben und roten Klinkerflächen. Durch den für den Stadtteil Rahser dominierenden Eindruck der weithin sichtbaren Fabrikfront in einheitlicher Gestaltung, verleiht der diesem ehemaligen Produktionsdistrikt der Stadt Viersen noch heute ein Markzeichen. Zudem kommt der Erkenntniswert für die Architekturgeschichte des Fabrikbaus. Sie ist hier mit zwei deutlich unterscheidbaren Phasen vor und nach der Jahrhundertwende vertreten und dokumentiert die allmähliche Durchsetzung moderner Prinzipien gegenüber dem historistischen Fabrikbau, dessen Einflüsse hier durchaus noch spürbar sind. Schließlich stellt das Werk einen eindrucksvollen Beleg für die in Stadt und Kreis Viersen vielfältig entwickelte eisenverarbeitende Industrie dar. | 1898/1909                   | 30. August 2005    | 457             |
| Labor Niersverband                             | Labor Niersverband                             | Viersen Rahserstraße 315 Karte                        | Das zweigeschossige, L-förmige Gebäude mit Flachdach ist nach Plänen von A. von Feldmann im expressionistischen Stil errichtet. Der Labortrakt ist unterkellert und über eine Stufenanlage, die nachträglich geändert wurde, erschlossen. Die zur Rahserstraße gerichtete Hauptfassade bildet sich im Wesentlichen durch die zwei über Eck liegenden Fenster, die für die Erbauungszeit typisch sind und die dazwischen liegende Treppenanlage. Angegliedert ist dem Baukörper ein Garagentrakt mit darüber liegender Hausmeisterwohnung. Der Eingang zur Wohnung mit dem darüber liegenden Balkon ist in der Ecke angeordnet. Die Fenster des Hauses sind zum größten Teil im originalen Zustand erhalten. Die Fassade erhält eine Gliederung in Höhe der Fensterbank sowie des Gesimses, das hier im Detail strukturiert ausgebildet ist. Weiterhin erfährt die Fassade eine Strukturierung durch Mauerwerkdetails zwischen den einzelnen Bauelementen. Im Innern des Gebäudes sind die Ausbauten in der typischen Schlichtheit für die Erbauungszeit erhalten. So sind zum größten Teil schwarz/weiß geflieste Böden in den Nassräumen sowie im Eingangsbereich der Hausmeisterwohnung erhalten. Bemerkenswert ist der eigentliche Betriebsraum des Labors mit seinen symmetrisch angeordneten, ursprünglich laut Zeichnung horizontal gegliederten Fenstern. Axial zum mittleren Fenster erstreckt sich an der Raumdecke über den gesamten Raum ein quadratisch gerastetes Oberlicht. Deutlich erkennbar ist noch die Bauauffassung der Jahrhundertwende in der Trennung zwischen repräsentativer und einer zweckgebundenen Fassadengestaltung. Bemerkenswert ist ebenso die qualitätsvolle Fassadengestaltung eines mehr technischen Gebäudes außerhalb der Stadt. Erhaltung und Nutzung des Labors liegen gemäß § 2 (1) des Denkmalschutzgesetzes aus wissenschaftlichen, insbesondere technikgeschichtlichen und architekturgeschichtlichen Gründen im öffentlichen Interesse. | 1929                        | 14. September 1988 | 178             |
| Bontenackelshof                                | Bontenackelshof                                | Viersen Rahserstraße 321 Karte                        | Landschaftstypisch innerhalb der Reihe anderer Gehöfte entlang der Niers liegt der eingeschossige, backsteinsichtige Hof mit nicht durchgezogenen Achsen und Satteldach. Bei dem Gebäude – die Nebengebäude sind neu – handelt es sich um ein früheres Wohn/Stallhaus, das dem niederrheinischen Hallenhaustyp zuzurechnen ist. Als Fachwerkständerhaus ist es in Ständerbauweise (4 Ständer, Eichenholzkonstruktion) errichtet. Wobei drei Gefache mit ca. je 3,00 m Länge die ehemalige Futterdeele und zwei kürzere (ca. 2,00 m) Gefache die Wohnküche bildeten. Vermutlich trennte früher ein Doppelkamin die beiden Bereiche. Der heutige Kamin ist modern; der Schornstein seitlich versetzt. Bei der Renovierung (ca. 1976–1979) mussten die Ständer im ehemaligen Stallbereich unten ersetzt werden. Auch wurden, um einen Ausbau im Obergeschoss zu Wohnzwecken zu ermöglichen, die oberen Ankerbalken höher gelegt. Dadurch bedingt wurden dem Ständerwerk Balken (alte, aus anderen Gebäuden stammend) neu vorgesetzt. Auch der Dachstuhl und die Eindachung sind neu. Das Fachwerk im Inneren ist neu ausgemauert und zum Teil ergänzt; die Kölner Decken sind neu. Der Fußboden – heute in versetzter Wohnebene gestaltet – im Erdgeschoss erhielt einen Tonplattenbelag. Die Opkamer nach außen zum Giebel vorspringend und der darunter liegende Gewölbekeller mit ca. 1,90 m Höhe sind noch erhalten. Die Außenwände wurden neu – aber nicht im Kreuzverband – errichtet. Von innen wurden sie ebenfalls verstärkt. Die Fenster- und Türöffnungen sind nur zum Teil original. Türen und Fenster sind mitsamt der Blockrahmen neu. Das ehemalige breite Hoftor hat einen backsteingemauerten Entlastungskorbbogen oberhalb des Eisenträgers erhalten. Ebenso sind alle ausgeprägten Stichbögen neu. Der alte Brunnen vor dem Küchengiebel ist abgedeckt. Das vermutlich im 18. Jahrhundert errichtete Wohn/Stallgebäude erlebte mehrfache Veränderungen. Wahrscheinlich wurde zumindest der Hofgiebel im 19. Jahrhundert neu aufgemauert, wobei vielleicht der übliche Krüppelwalm verloren ging. Die heute angebrachten Ankersplinte von 1731 sind neu, unbelebt und sitzen an falscher Stelle. Original am Gebäude sind demnach große Teile des Ständerwerks, das heute noch klar den Typ des niederrheinischen Hallenhauses aufzeigt, der in etwa ablesbare Grundriss sowie der geschichtliche Standort. Dieser erweist sich insofern als bedeutsam, als er einen weiteren Siedlungspunkt in der Kette der entlang der Niersniederung gelegenen Fachwerkhöfe markiert, und somit Teil einer sogenannten Bauernzeile darstellt. Aus siedlungsgeschichtlichen, kulturhistorischen und landschaftsprägenden Gründen liegt die Erhaltung und Nutzung des Gebäudes gem. §2 (1) Denkmalschutzgesetz im öffentlichen Interesse. | 18. Jh.                     | 11. Januar 1985    | 13              |
| Villa Frankeser                                | Villa Frankeser                                | Boisheim Raiffeisenstraße 4 Karte                     | Außerhalb des alten Stadtkerns von Boisheim wurde um 1903 für Frau Frankeser eine zweigeschossige Villa in Neurenaissanceformen mit geknicktem Schweifgiebel erbaut. Ihr angegliedert ist eine großzügige Gartenanlage. Das Gebäude, in Ziegelsteinen errichtet, ist akzentuiert durch verschiedenartige Detailausbildungen der Fensterlaibungen sowie der Strukturierung des oberen Abschlusses zum Dach. Das Gebäude wurde kürzlich insgesamt restauriert und ist daher in einem sehr guten Zustand. Im Inneren des Hauses sind Fenster in farbiger Bleiverglasung sowie eine mit Schnitzwerk versehene Holztreppe vorhanden. Der Bodenbelag, farbig gemustert im Flur, Buchenparkett in den übrigen Räumen, ist ebenfalls in einem sehr guten Zustand. In der mit Stuck ausgestatteten Diele ist eine Truhe mit vier Löwenköpfen sowie zwei Porträts, von denen eins die Erbauerin darstellt. Weitere Einrichtungs- und Ausstattungsgegenstände sowie die Lampe in der Diele stammen aus der Erbauungszeit. Die Villa ist eines der repräsentativsten Wohnhäuser der ehemaligen Gemeinde Boisheim und somit als Zeugnis für die demonstrative Bauweise der reicheren Bürger zu sehen. Weiterhin ist das stattliche Anwesen in qualitätsvoller Ausstattung mit seinem seit der Erbauungszeit unveränderten sehr guten Bestand auch ein Dokument seiner Zeit und somit von historischer Bedeutung. Aus wissenschaftlichen, insbesondere architekturgeschichtlichen und ortsgeschichtlichen Gründen liegen Erhaltung und Nutzung des Gebäudes Raiffeisenstraße 4 gemäß § 2 (1) des Denkmalschutzgesetzes im öffentlichen Interesse. | 1903                        | 13. März 1986      | 79              |
| ehem. Stuhlfabrik Buscher                      | ehem. Stuhlfabrik Buscher                      | Boisheim Raiffeisenstraße 10 a / 12 Karte             | Die Anlage besteht aus zwei im äußeren Erscheinungsbild sehr ähnlichen Backsteinbauten, die parallel angeordnet, mit ihren Giebelseiten direkt an die Raiffeisenstraße grenzen. Bei dem straßenseitig linken Gebäude handelt es sich in der zur Straße gelegenen Hälfte um ein Wohnhaus; das rechte Gebäude sowie der hintere Teil des linken Baus bilden die eigentliche Fabrikationsstätte. Die Anlage ist in großen Teilen noch in ihrem Ursprungszustand erhalten. Die räumliche Nähe von Wohnen und Arbeiten ist in ihr sehr deutlich ablesbar. Die Bauformen deuten auf das Ende des letzten Jahrhunderts. Zwischen den Giebeln sind die beiden langgestreckten, zweigeschossigen Bauten mit Mauern verbunden; auf diese Weise entsteht eine abgeschlossene Anlage mit Innenhof. Der hintere Bereich der Hoffläche wird an der rückseitigen Mauer zwischen den beiden Bauten mit einem flachen Satteldach auf Holzstützen überdeckt. Unter dem Vordach befindet sich noch jeweils eine Laderampe, die an das linke bzw. rechte Gebäude gesetzt ist. Die Hofmauern werden an der Straße von einem nach rechts versetzten, an der Rückseite von einem zentralen Tor zwischen den Laderampen durchbrochen. An die Rückseite der straßenseitigen Mauer grenzt ein eingeschossiger Schuppen mit Pultdach. Beide Häuser weisen Mansarddächer auf. Ecklisenen, eine Sockelzone, stichbogige Tür- und Fensteröffnungen mit Sohlbänken aus Naturstein sowie aus vorstehenden Ziegeln gebildete Zierformen: als Traufgesims ein Deutsches Band, an den Giebelseiten je ein Klötzchenfries als Geschosstrennungsgesims sowie als Giebelgesims ein steigendes Quadermotiv. Die Straßengiebel weisen im Erdgeschoss je zwei Fenster zu Seiten einer Mitteltür beim Wohnhaus bzw. einer Blendöffnung beim Fabrikhaus auf. Im Obergeschoss sind je drei Fenster zu sehen, im Giebeldreieck je ein Rundfenster. Die Giebel der Rückseite sind in ähnlicher Weise mit Stichbogenfenstern, von denen einige vermauert sind, durchbrochen. Beim Straßengiebel des eigentlichen Fabrikgebäudes ist zwischen den Obergeschossfenstern und dem Rundfenster zusätzlich ein von einer Ziegelreihe gerahmtes Putzband eingearbeitet, vermutlich für eine Firmenaufschrift vorgesehen. Die mit einem Rautenmotiv geschmückte Blendnische stellt wahrscheinlich keine spätere Schließung einer Türöffnung dar; einerseits läuft die Sockelzone ohne Störung durch, andererseits hätte man sich bei einer nachträglichen Vermauerung kaum die Mühe gemacht, ein Ziermotiv einzuarbeiten. Vermutlich wollte man sich die Möglichkeit für einen weiteren Eingang offen halten. Das Mansarddach des rechten Fabrikgebäudes ist an der Hofseite abgeschleppt und bildet ein Vordach. Beim linken Wohnhaus sind an der Straßenseite noch vier Kelleröffnungen festzustellen; der Kellerzugang mit Kellerhals und Verschlussklappe befindet sich im Innenhof. Eine weitere Eingangstür zur Wohnung ist an der äußeren Traufseite zu sehen. Im Innern ist die Flursituation in Zusammenhang mit der straßenseitigen Erschließung noch ablesbar, das Treppenhaus noch vorhanden. Das rechte Fabrikgebäude ist ganz unterkellert. Das Erdgeschoss ist nur einmal quer unterteilt, das Obergeschoss ist ein einziger großer Raum mit offenem hölzernen Dachstuhl. Die Decken des Erd- und Obergeschosses ruhen auf gusseisernen Säulen. Beim Wohnhaus sind die originalen zweiflügeligen Fenster mit Oberlicht aus Holz gearbeitet, beim Fabrikationsgebäude sind Sprossenfenster aus Walzeisenprofilen eingelassen, eine Neuerung gegenüber den zuvor üblichen gusseisernen Werkstattfenstern. Die Anlage verdeutlicht, wie in einer dörflichen Umgebung des ausgehenden 19. Jahrhunderts die Gestaltung eines mittelständischen Fabrikationsbetriebes der eines Wohnhauses angeglichen wurde. Besonders klar wird dies bei diesem Beispiel auch durch die räumliche Nähe, durch das Gegenüber von Wohnhaus und Arbeitsstätte. Eine äußere Unterscheidung findet dennoch statt, von der Straße aus ersichtlich in der Ausarbeitung der Fensterdetails. Aus den genannten Gründen ist die Fabrikationsstätte der ehem. Boisheimer Stuhlfabrik Buscher, Raiffeisenstraße 10a/12, bedeutend für die Geschichte des Menschen und die Entwicklung der Arbeits- und Produktionsverhältnisse; sie ist erhaltenswert aus wissenschaftlichen, architektur-, orts-, industrie- sowie wirtschaftsgeschichtlichen Gründen. | um 1900                     | 5. Juni 1992       | 299             |
| Bildstock 1                                    | Bildstock 1                                    | Dülken Ransberg Karte                                 | Bei dem Bildstock am Ransberg handelt es sich um ein etwa 2,00 m hohes verputztes Giebelhäuschen mit tiefer korbbogiger Nische, die mit einem kleinen Gittertürchen aus Eisen verschlossen ist. In der Nische steht eine kleine Madonnenfigur in betender Haltung. Die Front des Bildstocks wird durch eine flache Nische mit giebelförmigem Abschluss geprägt; die gleiche Nische erscheint auf der Rückseite. Auf den Seiten befindet sich je eine Korbbogenblende. Die Giebelspitze wird von einem kleinen eisernen Kreuz, dessen Arme in Ankerform enden, bekrönt. Aus wissenschaftlichen, insbesondere religionsgeschichtlichen und volkskundlichen Gründen stehen Erhaltung und Nutzung des Bildstocks gemäß § 2 (1) des Denkmalschutzgesetzes im öffentlichen Interesse. | 1700                        | 7. September 1994  | 346             |
| Bildstock 2                                    | Bildstock 2                                    | Dülken Ransberg 18 Karte                              | Der etwa 2,20 m hohe Bildstock aus geschlämmtem Backstein mit geschweiftem Giebel und Ankerkreuz besitzt auf der Vorderseite eine flache Korbbogennische, in die wiederum eine kleinere tiefe, ebenfalls korbbogenartig abgeschlossene Nische eingelassen ist. Letztere wird von einem schwarzen Eisengitter, das mit kleinen, weiß bemalten Blüten verziert ist, verschlossen. In der Nische befindet sich auf einem kleinen Sockel eine farbig gefasste Madonnenfigur aus Gips. Die beiden Bildstöcke am Ransberg dienen den Pilgern auf dem Weg von Hardt nach Kevelaer als Betstationen. Als zwei der ältesten religiösen Straßendenkmäler in Dülken haben die Ransberger Bildstöcke weniger künstlerische als viel mehr volkskundliche Bedeutung. Aus wissenschaftlichen, insbesondere religionsgeschichtlichen und volkskundlichen Gründen stehen Erhaltung und Nutzung des Bildstocks gemäß § 2 (1) des Denkmalschutzgesetzes im öffentlichen Interesse. | 1700                        | 7. September 1994  | 347             |
| weitere Bilder                                 | Villa                                          | Viersen Rathauspark 1 Karte                           | 1868 Bauantrag des Friedrich Adolf Schumacher zur Errichtung eines Wohnhauses an der neuen Straße (Brückenstraße). Schumacher war Prokurist der Textilfirma "Friedrich Diergardts Nachfolger", die an der Parallelstraße zwischen Goeter- und Lindenstraße (Diergardtstraße) entstand. Architekt für Villa und Fabrik war F.A. Scheidt 1869 Textilfirma beginnt mit der Produktion. 1871 Nach Schumachers Tod Verkauf der Villa an Sohn des Fabrikeigentümers. Gustav Adolf Schmidt wird Fabrikinhaber und bezieht Villa. Anbau eines Gartenzimmers an der Nordseite des Gebäudes, Umgestaltung des Gartens mit Teich und gemauerter Grotte. Die bisher strenge klassizistische Fassade wird aus Repräsentationsgründen mit Stuck dekoriert (Putzquaderung im Erdgeschoss, Pilaster mit Kapitellen am Eingang und im Obergeschoss, Bogenfelder über Fenstern im Obergeschoss) 1891 Anbau eines Badezimmers an der Südseite 1899 Nach Schmidts Tod Verkauf der Fabrik an Kaiser’s Kaffee-Geschäft. 1920 Verkauf der Villa an Kaiser’s Kaffee-Geschäft, weiterhin Nutzung als Privathaus (Kaisers Schwiegersohn K. Hupertz) 1926 Gartenzimmer an der Nordseite wird zur Garage umgebaut. 1946 Verwaltung der Firma Kaiser’s Kaffee zieht ein, Haupteingang wird auf Nebeneingang verlegt (Treppenhaus). 1952 Abbruch der Grundstücksmauern an der Brücken- und Diergardtstraße, Umbau der Garage an der Nordseite zu einer Filiale des Kaiser’s Kaffee-Geschäftes 1961 Renovierung der Innenräume. Entfernen der Wandgliederungen und Holztüren, Deckenstuck wird abgeschlagen, Decken teilweise abgehängt. 1973 Kaiser’s Kaffee überträgt Grundbesitz an Stadt Viersen im Rahmen der geplanten Sanierungsmaßnahmen (Städtisches Gartenamt in Villa). 1977 Abriss der Fabrik Kaiser’s Kaffee 1980–81 Umbau der Villa für die Nutzung als städtische Galerie, Zusammenlegung von je zwei Räumen in Erd- und Obergeschoss Beschreibung: Es handelt sich um ein dreiachsiges, zweieinhalbgeschossiges Wohnhaus, dessen Mittelachsen auf der Vorderseite durch die betonte Eingangssituation im Erdgeschoss, auf der Gartenseite durch einen dreigeschossigen Erker hervorgehoben werden. Das Treppenhaus, das an der nördlichen Schmalseite aus dem Baukörper hervortritt, fällt aus der sonst vollkommenen Symmetrie des Entwurfs heraus. Im Grundriss erschließt sich das Gebäude aus der Mittelachse. Je zwei gleich große Räume an der Süd- und Nordachse flankieren die in dieser Achse ursprünglich untergebrachte Eingangshalle und den zum Garten orientierten Salon; diese beiden Räume sind heute zusammengelegt. Das Attikageschoss ist niedriger und war für untergeordnete Räume bestimmt (Dienstbotenzimmer, die über einen Nebeneingang zum Treppenhaus zu erreichen waren). Die ursprünglich schmucklose Fassade wird geprägt durch die symmetrische Anordnung von Fenster- und Türöffnungen. Kräftige Gesimse gliedern die Fassade in der Horizontalen. Durch die Kubusform und strenge Axialität des Baus stellt die Villa ein spätes Beispiel klassizistischen Bauens dar, denn zu ihrer Entstehungszeit war bereits eine mehr malerische, verspieltere Auffassung verbreitet. Dieser Zeitströmung versuchte sich A. Schmidt mit den nachträglich aufgebrachten Stuckaturen anzupassen. Verschiedene Stuckembleme über den Fenstern nehmen Bezug auf die Person des Auftraggebers: einen Merkurstab mit Lorbeerkranz als Hinweis auf seine Bedeutung als Unternehmer, einen Schwan mit Lyra als Bild für seine Begeisterung für Richard Wagners Musik und einen Adler mit Kugel als Symbol für das Prinzip der Gerechtigkeit gegenüber seinen Untergebenen. Im Gegensatz zur dekorierten Straßenansicht ist die Rückseite des Hauses schlicht verputzt und ohne Stuck. Der große Garten hinter dem Gebäude wurde unter A. Schmidt mit einem Teich und einer aus Lavastein gemauerten Grotte verziert. Im Innern ist von der historischen Ausstattung bis auf Reste von Stuckdecken im Obergeschoss nichts mehr vorhanden, da Anfang der sechziger Jahre die Wandgliederungen, Türen und Stuckdecken weitestgehend zerstört wurden. Fenster und Außentüren sind erneuert. Bei der Städtischen Galerie handelt es sich um ein städtebaulich und lokalgeschichtlich sehr wichtiges Gebäude, denn es gehört zu den ersten Bauten, die im Rahmen der Stadterweiterung nach dem Stadtbauplan von 1860 zwischen Lindenstraße und Goeterstraße errichtet wurden. Von dem zentralen Industriegebiet, das in den folgenden Jahren hier entstand und das für die Stadt Viersen von großer Bedeutung war (Kaiser’s Kaffee), ist bis auf wenige Wohnhäuser und die Fabrikantenvilla nichts mehr erhalten. Aus wissenschaftlichen, insbesondere städtebaulichen, architekturhistorischen und lokalgeschichtlichen Gründen liegen die Erhaltung und Nutzung des Gebäudes nach § 2 Denkmalschutzgesetz im öffentlichen Interesse. | 1868                        | 23. Februar 2000   | 383             |
| Schule St. Notburga                            | Schule St. Notburga                            | Viersen Regentenstraße 37 Karte                       | Die Schule Regentenstraße 37 in Viersen ist bedeutend für Viersen. An Erhaltung und Nutzung des Altbaus von 1909–11 besteht aus wissenschaftlichen, insbesondere architektur- und ortsgeschichtlichen sowie aus städtebaulichen Gründen ein öffentliches Interesse. Es handelt sich daher gemäß § 2 (1) Denkmalschutzgesetz um ein Baudenkmal. Geschichte: Als große städtebauliche Maßnahme der wachsenden Industriestadt Viersen wurde noch vor dem Ersten Weltkrieg mit der Erschließung und Bebauung des Rahser als Wohngebiet begonnen. Als Ausgangspunkt wurden zunächst mit dem Straßenkreuz Regenten- und Nauenstraße zwischen Oberrahser- und Rahserstraße die ersten Straßen angelegt sowie mit Kirche und Schule zwei Dominanten und Eckpfeiler für Städtebau und Gemeinwesen geplant. Während sich die Errichtung der Notburga-Kirche noch bis 1929 hinzog und schließlich exzentrisch in der Siedlung erfolgte, wurde ein erster Bauabschnitt der Volksschule 1911 ausgeführt. Auf einem Lageplan aus ca. 1918/19 ist die damals noch freie Lage der neuen Schule eindrucksvoll abzulesen (Geschichte und Pläne zu Rahser siehe Gutachten Denkmalbereich Rahser 1997). Vorgesehen und bei der Regierung in Düsseldorf als Aufsichtsbehörde 1909 auch beantragt war eine vierzehnklassige Volksschule – eine für Viersen bemerkenswerte Größe, die auf die geplante Dimension der neuen Siedlung im Rahser verweist. In ihrem Genehmigungsbescheid wies die Regierung die Stadt darauf hin, dass das Grundstück für eine solch große Schule einschließlich Schulhof bei Zugrundelegung von üblicherweise 70 Schülern pro Klasse zu klein bemessen war. Auch kritisierte sie die im ursprünglichen Entwurf nicht optimale Belichtung der Klassenzimmer, woraufhin um eines besseren Lichteinfalls willen der Klassenbereich vorgezogen und das eigentlich risalitartig vorgesehene Treppenhaus zurückgenommen wurde. Zusätzlich wurden die Raumteiler zu den an den Stirnseiten der Flure angeordneten Lehrer- und Lehrsammlungszimmern als durchfensterte Oberlichter ausgeführt, so dass die Mittelflure etwas mehr Tageslicht erhalten konnten. Nach der Einarbeitung dieser Änderungswünsche konnte dann 1910 mit der Ausführung begonnen werden. Zu der vorgesehenen Erweiterung ist es erst – nach neuem Plan – in den fünfziger Jahren gekommen. Beschreibung: Der Altbau der Schule an der Regentenstraße besitzt über einem hohen Sockel zwei Vollgeschosse sowie ein ausgebautes Mansarddach. Der Sockel ist backsteinverkleidet, die Fassaden darüber sind allseitig verputzt, wobei Ecken, Traufe und zur Regentenstraße auch die Achse des mittleren großen Flurfensters farbig (an der Traufe metopenartig) abgesetzt sind. An den querrechteckigen Baukörper mit pro Geschoss zwei Klassen an einem quer angeordneten Mittelflur ist ein Treppenhaus mit Satteldach angesetzt, an dessen fensterlosen Giebel später die Erweiterung hätte angebaut werden sollen. Innerhalb der Gesamtplanung hätte der ausgeführte Teil somit lediglich einen Eckflügel gebildet. Die Klassenzimmer treten an den Stirnseiten des Gebäudes als Gruppen von jeweils vier hoch-rechteckigen Fenstern zu Tage. Breiter als diese ursprünglich zweiflügeligen Fenster (heute erneuert) sind diejenigen von Treppenhaus und Flur, wo ursprünglich vierteilige Öffnungen mit zusätzlichen Ober- und Unterlichtern vorgesehen waren. Im Treppenhaus ist ein solches altes Fenster erhalten. An den Sockelfenstern sind noch die vom Stadtbauamt entworfenen geometrischen Vergitterungen zu sehen (vgl. auch Klosterschule). Das Treppenhaus besitzt an beiden Traufseiten einen Eingang, jeweils von einer eigenen Verdachung überfangen, mit wohl ursprünglicher zweiflügeliger Holztür und von einem schmalen Flurfenster begleitet. An der Seite der Regentenstraße führt eine Freitreppe mit geschwungener Wangenmauer hinauf, während vom Schulhof aus der Zugang ebenerdig erfolgt und erst im Inneren eine Treppe auf Erdgeschossniveau führt. Im Inneren ist der ursprüngliche Grundriss noch im Wesentlichen erhalten. Das Treppenhaus nimmt eine ungewöhnlich monumentale steinerne Treppe auf, mit gedrungenen Eckpfeilern und Balusterbrüstung; ihr vorgesetzt und an der gegenüberliegenden Wand übernimmt ein normal-breiter hölzerner Handlauf praktische Funktionen. Die beinah manieristisch zu nennende Gestaltung dieser für das kleine Schulhaus unangemessen großen Treppe ist sicher auf die viel größere Dimension der geplanten vierzehnklassigen Schule bezogen. Auf den einzelnen Geschossen sind als bautypspezifisches Detail im Treppenhaus die alten Trinkbrunnen innerhalb ornamental mit Fliesen gestalteter Wandflächen erhalten. Im Dachgeschoss überliefert eine Rahmen-Füllungstür mit giebelartigem Gewände das ursprüngliche Aussehen der Innentüren. Der große zentrale Saal im Dach wurde ursprünglich als Turnsaal genutzt. An den Stirnseiten der Mittelflure sind zwei kleinere Räume angeordnet, ursprünglich Lehrmittelraum und Lehrerzimmer. Die Raumteiler mit Oberlichtern gehören zur ursprünglichen Planung. Für den Keller ist im Entwurfsplan u. a. eine Kochschule vorgesehen gewesen. Zwei nebeneinanderliegende Zugänge vom Schulhof aus, im Entwurf nicht verzeichnet, deuten auf getrennte Sanitärräume für Jungen und Mädchen hin. Der Ausbau des Schulwesens zählt zu den zentralen Infrastrukturmaßnahmen der wachsenden Städte zwischen etwa 1850 und dem Ersten Weltkrieg. Auch in Viersen waren diese Jahre eine Hochphase des Schulbaus. Zwischen 1908 und 1914 entstanden nach Entwurf des Stadtbaumeisters Eugen Frielingsdorf die Schulen an Klosterstraße (1908/09), Wilhelm- bzw. Heimbachstraße (evangelische Volksschule; 1909), Regentenstraße (1911) und Körnerstraße (1913/14). Mit ihnen kam der im 19. Jahrhundert begonnene Ausbau des Schulwesens aber auch vorläufig zu einem Ende. Die Bedeutung der Baumaßnahmen jener Jahre wird deutlich, wenn die Verwaltung 1930 (im Buch Deutschlands Städtebau: Viersen, Dülken, Süchteln) feststellen muss, dass nach dem Krieg in Viersen keine nennenswerten baulichen Entwicklungen auf diesem Gebiet mehr stattgefunden hatten. Erst die Grundschule in Hamm brachte wieder einen zeitgemäßen Neubau, dessen bemerkenswerte architektonische Gestaltung durch Willy Esser im Vergleich mit u. a. dem Schulhaus an der Regentenstraße einen auffälligen architektonischen Wandel verdeutlicht. Mit ihrer neubarocken Gestalt und mit ihrem auf Erweiterung angelegten, heute etwas fragmentarisch wirkenden Charakter ist die Schule Regentenstraße mit der ehemaligen evangelischen Volksschule an der Heimbachstraße vergleichbar. Eugen Frielingsdorf (1869–1946) war von 1906 bis 1934 der erste Stadtbaurat in Viersen. Zuvor hatte er nach einem Studium an der renommierten Technischen Hochschule in Hannover ab 1902 im städtischen Hochbauamt in Köln gearbeitet, wo er bereits mit Schulbauten betraut gewesen war. Zahlreiche öffentliche Gebäude der seinerzeit wachsenden Stadt stammen aus seinem Büro, darunter neben der Festhalle auch die genannten Schulbauten. "An Eugen Frielingsdorfs Wirken in Viersen lässt sich exemplarisch ablesen, wie eine aufstrebende Mittelstadt den städtebaulichen und baulichen Aufgaben in den ersten Jahrzehnten unseres Jahrhunderts gerecht zu werden versuchte" (Mellen, S. 221). Als ehemalige Volksschule, heute Grundschule in der Siedlung Rahser ist die Schule an der Regentenstraße bedeutend für Viersen. An Erhaltung und Nutzung des Altbaus von 1909–11 besteht ein öffentliches Interesse aus den genannten wissenschaftlichen, insbesondere architektur- und ortsgeschichtlichen Gründen. Hinzu kommen städtebauliche Gründe, da der Baukörper in seiner Ecklage von Beginn an einen städtebaulichen Mittelpunkt innerhalb der Siedlung Rahser bildet. Es handelt sich daher gemäß § 2 (1) Denkmalschutzgesetz NRW um ein Baudenkmal. | 1911                        | 30. August 2005    | 461             |
| Wohnhaus                                       | Wohnhaus                                       | Dülken Reiterstraße 9 Karte                           | Das 2-geschossige Gebäude ist als eine der ersten Bauteile einer gesamten Fabrikationsanlage, die im stetigen Wachstum und Ansprüchen der Industrialisierung immer wieder baulich erweitert wurde, zu sehen. Die ehemalige Fabrik Tonnar ist zum größten Teil in ihrem alten Bestand erhalten, bis auf eine Fabrikationshalle, die an den Anbau des Wohnhauses grenzte. Die Halle und Teile des Anbaues wurden 1980 durch einen Brand zerstört. An das giebelständige, mit 3 Querdächern versehene Wohnhaus schließt rückwärtig ein ebenfalls 2-geschossiger Ergänzungsbau mit Satteldach an. Die Fassade des in 3 Feldern konzipierten Wohnhauses wird durch die Anordnung und Anzahl der Fenster die Mitte betont. Das mittlere Feld ist wiederum geteilt in 3 Felder, wobei sich in jedem Feld ein Fenster befindet, jedoch der Eingang auf der linken Seite angeordnet ist. Die Felder links und rechts sind jeweils mit einer Fensteröffnung pro Etage versehen. Die Teilung der Fenster des Wohnhauses geschieht in 6 Teile und die der ehemaligen Werkstatt kleingliederig, sind den ursprünglichen gusseisernen Fenstern entsprechend. Die Fenster sowie der Eingang sind mit gemauerten Stichbögen überdeckt. Das Wohnhaus sowie das Erweiterungsgebäude finden zum Dach einen Abschluss in Form eines vorgeblendeten Stichbogenfrieses, in dem über den Fensterachsen jeweils ein in 6 Teile gegliedertes Mansardfenster eingearbeitet ist. Die Gestaltung der drei Giebel zur Kreuzherrenstraße lassen in ihrer flachen, dreieckigen Form eine Anlehnung an die Ausdrucksform der Renaissance erkennen. Das umlaufende Fries wird durch den mittleren Giebel unterbrochen und hat hier anstatt eines Mansardfensters ein größeres, 6-tei1iges Fenster, Darüber ist, wie auch in den anderen beiden Giebeln, jedoch höher liegend, ein vorgeblendetes Rundfenster. Die Deckenanker sind in der Fassade wie gusseiserne Teller sichtbar. In der rückseitigen Ansicht sind in die ehemaligen torbogenartigen Durchgänge zur abgebrochenen Fabrik Fenster und im Obergeschoss zusätzlich ein Balkon eingebaut. Die ursprünglich backsteinsichtige Fassade wurde wiederhergestellt. Im Inneren des Gebäudes ist im Obergeschoss noch eine Stuckdecke erhalten. Des Weiteren ist die Treppe sowie der Gewölbekeller, der jedoch mittig tiefer gelegt wurde, erhalten geblieben. Für das Entstehungsdatum bestehen keine Hinweise. Das Gebäude an der Reiterstraße wurde vermutlich in der 2. Hälfte des 19. Jahrhunderts errichtet und wird heute als Wohnhaus und erdgeschossig als Büro genutzt. Die Erhaltung und Nutzung des Hauses liegen daher gemäß § 2 (l) Denkmalschutzgesetz aus historischen, architekturgeschichtlichen und insbesondere als Zeugnis ehemaliger Arbeits- und Produktionsstätten im öffentlichen Interesse. | 2. Hälfte 19. Jh.           | 26. Februar 1985   | 23              |
| weitere Bilder                                 | Generatorenhalle                               | Viersen Rektoratstraße 16 a Karte                     | Aus dem ersten Bericht der Elektrizitätswerke für das Jahr 1906 sind für die technikhistorische Entwicklung der Stromversorgung einige orientierende Zahlen angegeben. Die Ausstattung der Halle umfasst zwei Sauggasanlagen von je 180 PS, zwei Dynamos von je 120 kW, eine Akkumulatorenbatterie von 274 Elementen in einer Fassung von 480 Amperestunden bei einer Entladung von 160 Ampere. Das gesamte Leistungsnetz umfasste damals 341 Kilometer. Die Zahl der Stromabnehmer betrug 1907 für Lichtzwecke 543, für Kraft und technische Zwecke 112. Die Lieferung von Strom für die durch Viersen führende Straßenbahn, gab gleich zu Beginn der ersten Betriebsjahre Fragen nach einer Erweiterung auf. Die Maschinenhalle an der Rektoratstraße wurde 1905 von dem Viersener Architekten Franz Kreutzer errichtet. Der mitten im Stadtbereich angesiedelte Typus der Maschinenhalle erfuhr hier eine besondere repräsentative Gestaltung. Das mit den Hauptachsen zur Rektoratstraße hin orientierte Bauwerk zeigt sich in der Ansicht axialsymmetrisch mit einem erhöhten Mitteltrakt und den beiden niedriger gehaltenen Seitentrakten. Die Umrisse des Hauptgiebels der Halle entsprechen dem unmittelbar gegenüberliegenden, wesentlich kleineren und untergeordneten Giebel der ehemaligen Schule Rektoratstraße 27. Die große Fläche des Bogenfensters befindet sich in der Mitte der Fassade und ist geteilt durch einen horizontalen Balken mit der Aufschrift der Jahreszahl 1905. Darüber befindet sich ein Relief, das auf die Nutzung der Halle hinweist. Es besteht aus einer Eichenlaub umkränzten drahtbewehrten Glaskugellampe. Gleich unter dem Balken rechts und links neben dem Bogenfenster findet man im Motiv eines Rankwerkes, in dem statt Früchte und Blüten elektrische Glühbirnen ein Wappenbild umfassen. Das Bogenfenster endet in einem Relief, von dessen Mitte aus gebündelt Zackenblitze die giebelabschließende Aufschrift "Elektrizitätswerk" unterstützen. Die Verblendung der Hauptfassade ist in drei Felder (Mitteltrakt und zwei Nebentrakte) unterteilt, dessen Grenzen einen polygonal gemauerten, turmartigen Abschluss finden. Die Turmspitzen sowie auch die Spitze des Giebels, die das alte Stadtwappen mit dem geldrischen Löwen trägt, wurden anhand alter Pläne und Fotos rekonstruiert. Der Innenraum der Generatorenhalle wurde restauriert und erhielt wie die äußere Fassadengestalt seinen Ursprungszustand zurück. Bemerkenswert ist die Ausbildung der Querträger, die hier von beinlosen Atlanten getragen werden. Sehr deutlich erkennt man die Bauauffassung dieser Zeit in der Trennung zwischen der repräsentativen, hier in der Weise auf dem Zweck des Gesamtgebäudes bezogenen Fassadengestaltung und dem technisch funktional zugeschnittenen Baukörper. Die von der Straße einsehbaren Seitenwände der Halle sind mit horizontalen Bändern und Schlusssteinen bis hin zu den ornamentalen Kaminaufsätzen der Ostseite akzentuiert. Die beiden Giebelwände, auf der Rückseite zweckmäßig nüchtern und zur Straßenseite repräsentativ gestaltet, sind im Grundraster gleich und bilden einen Gegensatz. Im unteren Bereich der Straßenfassade wurden die umgestalteten Fenster, so wie die gesamte rückwärtige Fassade und die Toreinfahrt, wieder in ihrer ursprünglichen Form ersetzt. In Gestaltung und Bauausführung in hoher Qualität und im Hinblick auf das Bild der Straßenfassade bildet die Halle des ehemaligen Viersener Elektrizitätswerkes, bezogen auf den umliegenden Baubestand, eindeutig einen Schwerpunkt. Erhaltung und Nutzung der Generatorenhalle liegen daher gemäß § 2 (1) des Denkmalschutzgesetzes aus wissenschaftlichen, insbesondere technik-geschichtlichen und architekturgeschichtlichen Gründen im öffentlichen Interesse. | 1905                        | 9. August 1985     | 59              |
| Doppelhaus                                     | Doppelhaus                                     | Viersen Rektoratstraße 28–30 Karte                    | Das zweigeschossige Gebäude mit Satteldach wird als Doppelhaus in je drei Achsen errichtet und erhält zur Rektoratstraße einen Vorgarten. Die Backsteinputzfassade mit historisierenden Schmuckformen erfährt eine horizontale Gliederung durch Sockel-, Sohlbank- und Geschossgesims, wobei das Erdgeschoss in Bänderputz und das Obergeschoss backsteinsichtig gestaltet ist. Die Eingänge des Hauses sind mittig zurückliegend angeordnet. Ein floral geschmücktes Band, gelagert auf Lisenen und Kapitell, überdeckt die Eingänge. Die Fenster der beiden mittleren Achsen sind mit floral geschmückten Rundbogen überdeckt, die äußeren hingegen flach übergiebelt. Die Fenster sind modernisiert. Der ursprüngliche Ausbau der Doppelhaushälften ist weitgehend erhalten. So befinden sich in den Fluren Holztreppen mit gedrechselten Geländern; die Haustüren und Stuckdecken sind noch im originalen Zustand. Ferner sind in weiteren Räumen verschiedenartige Stuckdecken erhalten geblieben. Die Türen mit Rahmen und Füllung sind zum größten Teil in gutem Zustand. Das Doppelhaus in der Reihe mit weiteren Gebäuden aus der Zeit ist ebenso im Ensemble zu betrachten. Die ruhige, qualitätsvolle, zentralsymmetrische Fassadengestaltung trägt zur Unverwechselbarkeit des Straßenraumes an der Rektoratstraße bei. Aus wissenschaftlichen, insbesondere architekturgeschichtlichen und städtebaulichen Gründen liegen Erhaltung und Nutzung des Gebäudes gemäß § 2 (1) des Denkmalschutzgesetzes im öffentlichen Interesse. | 1891                        | 1. Februar 1991    | 249             |
| Wohnhaus                                       | Wohnhaus                                       | Viersen Rektoratstraße 36 Karte                       | Das Haus Rektoratstraße 36 bildet mit dem Haus Rektoratstraße 38 gestalterisch eine Einheit. Der zweigeschossige Baukörper auf hohem Sockel mit seitlichen risalitartigen hochlaufenden geschweiften Knickgiebeln ist symmetrisch gegliedert. Die Symmetrie wird von einem Fallrohr unterbrochen, das auf der Gebäudegrenze angeordnet ist. Das Gebäude hat insgesamt 7 Achsen, die Haushälfte Rektoratstraße 36 gliedert sich in 4, wobei die linken beiden zu Zwillingsfenstern zusammengezogen sind. Die Fassade ist in roten Steinen verblendet. Fenster und Tür sind mit Werkstein eingerahmt. Die Fenster mit grün verglasten kleinteiligen Oberlichtern sind mit Stichbogen überdeckt. Als Schlussstein wird ein Wappenschild verwendet. Die Giebelspitze schließt mit muschelförmigen Dekorationselementen mit darunter liegendem Relief ab. Das Innere des Gebäudes bleibt bis auf wenige Details unverändert. Der Eingangsbereich ist mit zweifarbigem Terrazzoboden ausgestattet. Die originale Holztreppe mit gedrechseltem Geländer sowie die alten Holztüren und die Stuckausstattung, an den Decken des Erdgeschosses farbig angelegt, sind in einem guten Zustand erhalten. Im Obergeschoss des Treppenhauses befindet sich noch das Ausgussbecken aus Metall mit Ornamenten. Beide Häuser sind stilistisch durch das bewusste Streben nach einer Symmetrie eine Einheit. Die schlichte Fassade ist in ihrem Ausdruck repräsentativ. Durch die symmetrische Ausbildung bildet das Haus zusammen mit dem Nachbargebäude einen markanten Punkt in der Rektoratstraße und trägt somit zur Unverwechselbarkeit des Straßenraumes bei. Aus wissenschaftlichen, insbesondere städtebaulichen und architekturgeschichtlichen Gründen liegen Erhaltung und Nutzung des Gebäudes gemäß § 2 (1) des Denkmalschutzgesetzes im öffentlichen Interesse. | 1903                        | 1. Februar 1991    | 260             |
| Wohnhaus                                       | Wohnhaus                                       | Viersen Rektoratstraße 37a Karte                      | Das Wohngebäude ist zweigeschossig mit ausgebautem Dachgeschoss und Satteldach errichtet. Die Backsteinputzfassade mit historistischem Dekor erfährt durch den stark strukturierten Bänderputz des Erdgeschosses sowie Gurt- und Sohlbankgesimse eine Gliederung. Die Fassade ist in 3 Achsen gegliedert, die linke ist gleichzeitig auch Eingangsachse. Die Eingangstür ist im Original erhalten und mit vegetabiler sowie geometrischer Ornamentik geschmückt. Der Eingangsbereich und ebenso die nebenliegenden Erdgeschossfenster sind von geometrischen Bändern umgrenzt und mit einem Rundbogen versehen, der einen Schlussstein mit einem Blattornament aufweist. Die Fassade erfährt eine Betonung in der linken bis mittigen Gebäudeachse. Über dem Eingang und einem erdgeschossigen Fenster kragt im Obergeschoss ein rechteckiger Fenstererker aus. Dieser zeigt verschiedenartige geometrische und florale Schmuckformen auf. So ist der Fensterbrüstungsbereich mit einer kranzförmigen Ornamentik (einer Kartusche) versehen und unterhalb des Erkers sind Blattwerkornamente zu finden. Das rechts nebenliegende Obergeschossfenster gleicht der Gestalt des Fenstererkers in vereinfachter Form. Über dem Erker ist eine Balkonbrüstung zu finden, ein aus Balustern gebildetes, durchbrochenes Stuckgeländer (Balustrade). Der Fenstererker findet seinen Abschluss in einem Ziergiebel. Der Ziergiebel weist eine zweiflüglige Balkontür mit Oberlicht auf. Diese ist von geometrischen Bändern umgrenzt und mit einem Rundbogen versehen, über dem Rundbogen ist eine festonförmige Ornamentik. Das Dachgesims ist schlicht und zurückhaltend ausgeprägt und wird durch die bauliche Ausbildung der Kombination Fenstererker und Ziergiebel in seiner Geradlinigkeit unterbrochen. Im Innern des Gebäudes ist die originale Treppe mit Jugendstilelementen zu finden. Der reich verzierte Anfangspfosten und das Treppengeländer zeigen eine florale und geometrische Ornamentik. Ebenso erhalten sind die Stuckdecken im Erdgeschoss und teilweise im Obergeschoss, die aufwendig gearbeitete vegetabile und geometrische Stuckornamente aufweisen. Die Fenster sind straßenseitig in ihrem ursprünglichen Zustand erhalten. Unter neuzeitlicher Verkleidung sind ein Großteil der originalen Innentüren zu finden. Das Wohnhaus mit seiner schmuckvollen Fassadengestaltung ist im Zusammenhang mit dem Gebäude Rektoratstraße 39 a im Ensemble zu betrachten. Darüber hinaus ist es mit den benachbarten Häusern aus der Zeit als Zeugnis für die Stadtentwicklungsgeschichte zu sehen. Aus wissenschaftlichen, insbesondere architekturgeschichtlichen, stadtentwicklungsgeschichtlichen und städtebaulichen Gründen liegen Erhaltung und Nutzung des Gebäudes gemäß § 2 (l) des Denkmalschutzgesetzes im öffentlichen Interesse. | 1905                        | 11. Dezember 1991  | 290             |
| Wohnhaus                                       | Wohnhaus                                       | Viersen Rektoratstraße 38 Karte                       | Das Haus Rektoratstraße 38 bildet mit dem Haus Rektoratstraße 36 gestalterisch eine Einheit. Das zweigeschossige Gebäude mit seitlichen, risalitartigen, hochlaufenden, geschweiften Knickgiebeln ist symmetrisch gegliedert. Die Symmetrie wird von einem Fallrohr unterbrochen, das auf der Gebäudegrenze angeordnet ist. Das Gebäude hat insgesamt 7 Achsen, die Haushälfte Rektoratstraße 38 gliedert sich in 3, wobei die rechten beiden Achsen zu Zwillingsfenstern zusammengezogen sind. Die Fassade ist in roten Steinen verblendet. Die Fenster und die Eingangstür sind mit Werkstein eingerahmt. Die originale zweiflügelige Hauseingangstür weist geometrische Formen auf und zwei Türfenster. Den oberen Abschluss des Eingangsbereiches bildet ein sprossenunterteiltes Zwillingsfenster. Die Fenster mit grün verglasten sprossenunterteilten Oberlichtern sind mit einem Stichbogen überdeckt. Als Schlussstein wird ein Wappenornament verwendet, das ein Blumenmotiv aufzeigt. Die Giebelspitze schließt mit einer muschelförmigen Ornamentik und einem darunter liegendem Relief ab. Das Dachgesims wird in seiner Geradlinigkeit durch den Ziergiebel unterbrochen. Bemerkenswert ist, dass die Häuser Rektoratstraße 38 und 36 sich straßensichtig als zwei Häuser darstellen, durch je einen Hauseingang, der Gliederung der Fassade sowie einem rechts und links in den äußeren Achsen befindlichen Ziergiebel. Dahingehend stellt sich der Grundriss als eine Wohneinheit dar. (Zeichnung zum Baugesuch des Herrn Dr. Linck im Jahre 1903). Warum dies derartig gestaltet ist, ist nicht dokumentiert. Zum heutigen Zeitpunkt stellen beide Häuser auch in ihrer baulichen Konstruktion, sprich Grundrissaufteilung, zwei getrennte Häuser dar. Beide Häuser sind stilistisch durch das bewusste Streben nach einer Symmetrie eine Einheit. Die schlichte Fassade ist in ihrem Ausdruck repräsentativ. Durch die symmetrische Ausbildung bildet das Haus zusammen mit dem Nachbargebäude einen markanten Punkt in der Rektoratstraße und trägt somit zur Unverwechselbarkeit des Straßenraumes bei. Aus wissenschaftlichen, insbesondere städtebaulichen und architekturgeschichtlichen Gründen liegen Erhaltung und Nutzung des Gebäudes gemäß § 2 (1) des Denkmalschutzgesetzes im öffentlichen Interesse. | 1903                        | 2. Oktober 1991    | 284             |
| Wohnhaus                                       | Wohnhaus                                       | Viersen Rektoratstraße 39 a Karte                     | Das Wohngebäude ist zweigeschossig mit ausgebautem Dachgeschoss in vier Achsen nach den Plänen von Johannes Heuter errichtet. Die backsteinsichtige Fassade erfährt eine Betonung in der linken äußeren Achse. Über zwei erdgeschossigen Fenstern kragt im Obergeschoss ein rechteckiger Erker aus. Dieser wiederum findet seinen Abschluss in einem durch zwei Fenster gegliederten Schmuckgiebel. Ferner wird der Erker von beidseitigem lisenenförmigem Quadermauerwerk gerahmt. Das originale zweiflügelige Tor mit schmiedeeisernen Zierstäben der Tordurchfahrt wird von einem Zierstuckgiebel bekrönt. Dessen Motiv ist in verkleinerter Form im danebenliegenden Erdgeschossfenster wiederzufinden. Sämtliche Fenster sind durch verschiedenartige Stuckelemente sowie Bänder und Gesimse betont. Die Rollladen werden durch Zahnblenden verdeckt. Die beiden Dachgauben sind eingeschleppt. Das Innere des Hauses wird durch eine seitlich im Hofdurchgang angeordnete, original erhaltene Haustür betreten. Die Raumaufteilung sowie Türen, Fußböden, verzierte Gussheizkörper und bemerkenswerte Stuckdecken weisen den Originalzustand auf. Auf dem hinteren Grundstücksteil ist die Weinbrennerei als Obstverschlusskleinbrennerei erbaut. Es handelt sich um einen eingeschossigen, unterkellerten Baukörper mit flachgeneigtem Pultdach. Neben der Brennerei gibt es ein Lager, einen Versandraum und ein Kontor. Die Brennerei-Einrichtung ist komplett erhalten: Der Dampf des Dampfkessels erhitzt die Rohware in der kupfernen Rohbrandblase mit Deckel und Helm. Der entstehende Alkoholdampf wird in den Kühler geleitet. Beim Austritt aus dem Kühler geht der gewonnene Branntwein in die Vorlage und von dieser in den Probennehmer. Die Rückstände werden durch einen am Boden der Brennerei befindlichen Ablasshahn entfernt. Der gewonnene Branntwein wird in die Feinbrandblase gefüllt. Die hier entstehenden Geistdämpfe steigen durch das Geistrohr in den Kühler und von dort durch die Vorlage in die Messuhr. Darüber hinaus sind die Waage mit Gewichten, die Weingeistspindel, Mess- und Standgläser sowie eichene Weinbrandfässer erhalten. Das Gebäude Rektoratstraße 39a mit der ehemaligen Weinbrennerei zeigt sich seit seiner Erbauung in unveränderter Weise. Die aufwendige zeittypische Fassadengestaltung ist kennzeichnend für die Rektoratstraße, wo sich in unmittelbarer Nachbarschaft eine Reihe von gut erhaltenen Stadthäusern im Ensemble präsentieren. Darüber hinaus gehört es durch den originalen Grundriss sowie die bemerkenswerte Ausstattung zu den nach Qualität und Erhaltungszustand selten gewordenen Wohngebäuden seiner Zeit. Die Weinbrennerei zeigt mit seinen Geräten den kleinen Produktionsbetrieb innerhalb der städtischen Wohnbebauung. Aus wissenschaftlichen, insbesondere städtebaulichen, technik- und wirtschaftsgeschichtlichen Gründen liegen Erhaltung und Nutzung des Wohnhauses und der Weinbrennerei einschließlich Inventar gemäß § 2 (1) des Denkmalschutzgesetzes NRW im öffentlichen Interesse. | 1905                        | 29. Januar 1990    | 222             |
| Wohnhaus                                       | Wohnhaus                                       | Viersen Rektoratstraße 40 Karte                       | Bei dem Gebäude handelt es sich um ein dreigeschossiges Haus mit Satteldach. Die Fassade erfährt eine Quaderputzausführung mit rustikalförmigen Strukturen und einem hochliegenden Sockel. Der Hauseingang und die nebenliegenden Erdgeschossfenster sind mit einem Rundbogen versehen. Die originale zweiflüglige Eingangstür weist geometrische Ornamente in der Formsprache des Jugendstils/Art déco auf. Die Eingangstür ist geprägt durch ein sprossenunterteiltes Oberlicht mit farbigem Glaseinsatz, zwei ovalen Zierfenstern und zwei darunter liegenden Türfenstern. Die Zierfenster sind mit einer kranzförmigen Holzornamentik geschmückt, deren Glaseinsatz ein Frauenkopfmotiv aufweist. Die Fenster im 1. Obergeschoss sind mit geometrischen Bändern umrahmt und mit einer verschiedenartigen vegetabilen Ornamentik geschmückt. Zwischen dem ersten und zweiten Obergeschoss ist oberhalb des Zwillingsfensters das Baujahr 1906 zu finden. Das 2. Obergeschoss ist geprägt durch zwei nebeneinander liegende Drillingsfenster, die mit Rundbögen versehen sind. Das Gebäude, Rektoratstraße 40, findet seinen Abschluss in einem Ziergiebel. Dieser ist mit verschiedenartigen Ornamenten geschmückt. Dazu gehören zwei Wappenornamente, ein Oculus und ein Engel mit ausgebreiteten Flügeln sowie zwei maskenartige Stuckornamente. Bekrönt wird der Ziergiebel durch ein Rocailleornament mit einem aufgesetzten Pinienzapfen. Das Dachgesims ist schlicht und zurückhaltend ausgeprägt und wird durch die bauliche Ausbildung des Ziergiebels in seiner Geradlinigkeit unterbrochen. Der Grundriss des Hauses ist unverändert. So sind in der Diele und in der Küche die originalen Bodenfliesen zu finden. Ebenfalls in der Diele zeigt sich die in ihrer Ursprünglichkeit erhaltene Holztreppe mit Jugendstilornamenten. Die Treppenform ist gerade, dreiläufig mit gleichsinnigem Richtungswechsel. Der Anfangspfosten und das Treppengeländer weisen geometrische und florale Ornamente auf. Durch einen Lichthof wird die Diele mit Tageslicht durchflutet. Die originalen Innentüren sind mit Holzkassetten versehen. Ebenso in ihrem ursprünglichen Zustand sind die Fenster. Hervorzuheben ist das gartensichtige Drillingsfenster mit Oberlicht im Erdgeschoss. Die Glasscheiben sind in einer Bleiverglasung gehalten und weisen verschiedene Blumen- und Bandmotive auf. Das Haus Rektoratstraße 40 stellt ein Glied der Häuserreihe dar, das als Ensemble betrachtet wird. Die zeittypische aufwendige Fassadengestaltung kennzeichnet den zeitgenössischen Bautyp des stattlichen Wohnhauses, das hier das historische Stadtbild widerspiegelt. Bemerkenswert ist auch die qualitativ hohe Innenausstattung. Eine Seltenheit für Viersen ist die nach der seinerzeitigen baupolizeilichen Vorschrift gestaltete und noch vorhandene "Eisengitter-Mauer" zur Straße hin. Aus wissenschaftlichen, insbesondere architekturgeschichtlichen, stadtentwicklungsgeschichtlichen und städtebaulichen Gründen liegen Erhaltung und Nutzung des Gebäudes gemäß § 2 (1) des Denkmalschutzgesetzes im öffentlichen Interesse. | 1906                        | 11. Dezember 1991  | 291             |
| Wohnhaus                                       | Wohnhaus                                       | Viersen Rektoratstraße 42 Karte                       | Das Wohngebäude ist zweigeschossig mit ausgebautem Dachgeschoss und Satteldach errichtet. Die Putzfassade ist in 3 Achsen gegliedert, wobei die rechte Achse gleichzeitig Eingangsachse ist. Der Hauseingang ist in der Formsprache des Jugendstils/Art déco gehalten. Die originale Eingangstür ist geprägt durch ein Oberlicht, ein sprossenunterteiltes Türfenster, dessen Glasscheibe Facettenschliff aufzeigt und je einem nebenliegenden Zierfenster. Die Glasscheiben der Zierfenster und des Oberlichtes sind mit geometrischen Ornamenten geschmückt. Links neben dem Hauseingang ragt ein dreiseitiger Fenstererker aus. Eine optische Trennung erfährt das Erd- und Obergeschoss durch ein in Putz ausgeführtes schlichtes Gurtgesims. Die Fenster im Erd- und Obergeschoss zeigen die gleiche ursprüngliche Struktur, ein ein- bis zweiteiliges Fenster mit Oberlicht. Das Oberlicht nimmt eine Sprossenteilung auf. Seinen Abschluss findet das Gebäude in dem mit geometrischen Schmuckformen versehenen Ziergiebel und dem nebenliegenden, gering vorspringendem Drillingsfenster. Der Grundriss des Hauses ist nahezu unverändert. So sind im Dielenbereich die Originaltreppe mit Jugendstilelementen und der ursprüngliche farbige Steinfußboden zu finden. Durch einen Lichthof wird der Treppenbereich mit Tageslicht versorgt. Die originalen Innentüren sind mit Holzkassetten versehen. Hervorzuheben ist zwischen dem früheren Ess- und Herrenzimmer die zweiflügelige Rahmenfüllungstür, deren Glasscheiben Eisblumenornamente aufweisen. Ein weiterer Blickfang bildet das gartensichtige Zwillingsfenster und die dazugehörige Terrassentür mit Oberlicht im Erdgeschoss. Die Glasscheiben sind in einer Bleiverglasung gehalten und weisen verschiedene farbige Blumen- und Bandmotive auf. Das Haus Rektoratstraße 42 zeigt eine qualitativ hohe Innenausstattung. Ebenso stellt es ein Glied der Häuserreihe dar, das als Ensemble betrachtet wird. Es kennzeichnet den zeitgenössischen Bautyp des stattlichen Wohnhauses, das hier das historische Stadtbild widerspiegelt. Aus wissenschaftlichen, insbesondere architekturgeschichtlichen, stadtentwicklungsgeschichtlichen und städtebaulichen Gründen liegen Erhaltung und Nutzung des Gebäudes gemäß § 2 (1) des Denkmalschutzgesetzes im öffentlichen Interesse. | 1910                        | 11. Dezember 1991  | 292             |
| Wohnhaus                                       | Wohnhaus                                       | Viersen Rektoratstraße 60 Karte                       | Geschichte Das Haus Rektoratstraße 60 wurde 1928 durch den damals in Viersen ansässigen Architekten Adolf von Feldmann als Wohnhaus für den Kaufmann Richard Hilgers in der ehemaligen Cäcilienstraße 13 errichtet. Die Cäcilienstraße führte von 1912 bis 1970 von der Innenstadt ins Rahser. Heute ist sie eine Stichstraße der Rektoratstraße. Beschreibung Das zweigeschossige Wohnhaus mit ausgebautem Dachgeschoss steht straßenbündig in der Reihe. Es wird zu einem durch die Ausbildung der Backsteinarchitektur aus hartgebrannten Klinkern in seiner Horizontalen und zum anderen durch das asymmetrische Zwerghaus und zwei Fensterachsen in seiner Vertikalen gegliedert. Im Erdgeschoss wechseln sich horizontale Backsteinreihen durch vor- und zurückgesetzter Mauerung ab. Den Abschluss bildet eine vorstehende Reihe mit senkrecht stehenden Klinkerköpfen. Das Kellergeschoss ist nur durch zwei Fenster auf Straßenniveauhöhe erkennbar. Beide sind mit Fenstergittern, die verschiedene geometrische Formen aufzeigen, gesichert. Der Hauseingang ist durch zwei Stufen leicht erhöht und eingenischt. Aufwendige Zierformen des Backsteinexpressionismus heben ihn aus der Fassade hervor. Die Hauseingangstür weist zwei längliche Glaseinschnitte mit oberen rundbogigen Abschlüssen und eine filigrane geometrische Vergitterung auf. Rechts und links sind auf den beiden abgeschrägten Mauerflächen die originalen Außenwandleuchten erhalten. Die Wandflächen des Obergeschosses und des Zwerggiebels sind zurückliegend glatt vermauert. Lediglich die Fensterleibungen werden durch im Wechsel vermauerten Ziegelköpfen und -läufern betont. Die breiten Traufgesimse werden durch fünf Ziegelreihen aus vorspringenden Ziegelköpfen ausgebildet. Rückwärtig ist die Fassade bis ins Kellergeschoss, das als Souterrain ausgebildet ist, glatt verputzt. Lediglich ein Erker, der einen Viertelbogen von der Grundstücksgrenze zum Wohnhaus schlägt, setzt einen gestalterischen Akzent. Vergitterte Wohnraumfenster lassen Tageslicht in die Waschküche und Küche im Kellergeschoss fallen. Im Obergeschoss wird der Erker als Balkonanlage weitergeführt. Als Geländer finden sich die gleichen filigranen geometrischen Motive wie in den Fenstervergitterungen wieder. Im Dachgeschoss sind zwei Dreiecksgauben zur Belichtung aufgebracht. Im Inneren ist das Haus bemerkenswert in seiner Grundrissstruktur und seinem Ausbau original erhalten. Man betritt das Haus in einem Windfang, der mit einer steinernen Stufenanlage auf das Niveau des Erdgeschosses führt. Windfang und Diele sind durch eine zweiflügelige Rahmenfüllungstür mit Einschnitten aus Glas mit Würfelstruktur getrennt. Die innenliegende Diele wird durch eine gerade, dreiläufige Holztreppe geprägt, die durch einen kassettierten Glaseinschnitt als Oberlicht in der Decke belichtet wird. Das Treppengeländer ist als verputzte Wandfläche geschlossen. Ein Handlauf aus Messing mit einem geschwungenen Anfangsstück und einer Kugel und verschieden großen Scheiben als Handlaufkopf bilden den Abschluss. Von der Diele aus führen geschlossene glatte Rahmenfüllungstüren und leicht profilierten Türlaibungen in die Wohnräume, die ursprünglich die Funktionen Herrenzimmer, Speisezimmer und Zimmer der Dame übernahmen. Die Räume untereinander werden jeweils durch zweiflügelige verglaste Rahmenfüllungstüren wie in der Diele abgetrennt. In den Wohnräumen ist Parkett in französischem Fischgrät verlegt. Besonders bemerkenswert sind die erhaltenen Möbelstücke des Herrenzimmers wie ein in die Nische eingepasstes Sofa und ein Wandschrank. Von der Diele aus führt seitlich hinter einer ebenfalls verglasten Tür eine zweiläufige Treppe in den Keller und in den Bereich der Garderobe und Gästetoilette. Optisch wird der Bereich der Diele und der Garderobe durch eine durchgängige Schwarz-Weiß-Verfliesung des Fußbodens verbunden. Im Kellergeschoss befanden sich ursprünglich die Küche und die Waschküche mit direktem Austritt nach draußen. Ein Aufzug der Kölner Firma Friedrich Schmitz für Speisen und Wäsche führt bis heute durch alle Geschosse. Im Obergeschoss erschließt der Flur die beiden zur Straße gelegenen Kinderzimmer und das zum Garten gelegene Elternschlafzimmer mit dem vorgelagertem Balkon auf dem Erker. Die großzügig bemessene Ankleide kann sowohl von der Diele als auch vom Elternschlafzimmer betreten werden und führt in das Bad, das ebenfalls in einer Schwarz-Weiß-Verfliesung ausgeführt ist. Eine geradläufige, rechts und links eingemauerte Holztreppe führt vom Flur in das Dachgeschoss. Licht fiel auch hier ursprünglich durch einen Glaseinschnitt auf den Treppenlauf. Neben dem Trockenboden mit der Belichtung durch die beiden Dreiecksgauben befanden sich ein Fremdenzimmer im Bereich des Zwerggiebels und Mädchenzimmer in der Dachschräge. Expressionismus Architekturgeschichtlich und stilistisch repräsentiert das Wohnhaus in seiner Architektur den Backsteinexpressionismus. Dieser entstand zeitlich parallel zur klassischen Moderne des Bauhauses. Während man dort für die Abschaffung jeglicher Zierformen eintrat, entwickelten die Architekten des Expressionismus jedoch eine prägnant ornamentale Formensprache mit kantigen, oft spitzen Elementen. Wichtigstes Baumaterial waren der namensgebende Backstein (Ziegel) sowie Klinker. Große Beliebtheit, gerade für die Gestaltung von Fassaden, erzielte der hartgebrannte Klinker. Hervorstechendes Merkmal des Backsteinexpressionismus ist die allein durch Setzung des Backsteins zu Mustern erreichte Lebendigkeit von Fassaden. So ließen sich große Wandflächen beleben. Man setzte die kantigen Steine in vielen Spielarten aneinander und schuf vielfältige Ornamentik. Architekt Der Architekt Adolf Theodor von Feldmann wurde am 14. September 1899 in Hannover als Sohn der Eheleute Max und Annamaria von Feldmann geboren. Sein Vater war Hauptmann des 1. Hannoverschen Infanterieregiments Nr. 74. Sein Großvater war der preußische Generalmajor Adolf von Feldmann, seine beiden Onkel Hans von Feldmann und Otto von Feldmann durchliefen ebenfalls Offizierskarrieren und waren ab den 1920er Jahren politisch aktiv. Adolf von Feldmann kam vermutlich als Bauleiter des Neubaus der Viersener Post an der Freiheitsstraße im Jahr 1926 nach Viersen. In der Zeit von 1928 bis 1934 errichtet er vorwiegend Einfamilienhäuser für eine intellektuelle Oberschicht. So zählen u. a. die Ärzte Dr. Gustav Schneider (Gladbacher Straße 79) und Dr. Walter Müller (Schulstraße 24, heute Lambersartstraße), der Hauptlehrer Aloys Kaldenbach (Dr.-Heggen-Straße 10), der Rechtsanwalt Peter Püllen (Burgstraße 3) und der Direktor Alfred Königs (Burgstraße 5) zu seinen Bauherren. Sein bedeutendster Auftrag war die Errichtung des Laboratoriums des Niersverbandes (Rahser Straße 315). Zeitgleich errichtete er auch das Wohnhaus für den Regierungsbaumeister des Niersverbandes Schmitz-Lenders (Hohe-Busch-Straße 22). Sein Büro führte er zunächst in der Schulstraße 24a, später in der Langemarkstraße 14, heute Freiheitsstraße 179. Er war Mitglied des Bund Deutscher Architekten und im Deutschen Werkbund. Ferner war er vereidigter Sachverständiger der Industrie- und Handelskammer Mönchengladbach-Rheydt-Neuss. 1935 gab Adolf von Feldmann seine Selbstständigkeit auf und ließ sich mit seiner Familie in Hamburg nieder. um eine bedeutende militärische Laufbahn einzuschlagen. Am 30. Mai 1970 ist von Feldmann in Essen verstorben. In den sieben Jahren seiner Selbstständigkeit überzeugte Adolf von Feldmann als Architekt durch seine vom Expressionismus geprägten Entwürfe. Dabei findet sich das Motiv des asymmetrischen Kastenzwerghauses nahezu durchgängig bei seinen Einfamilienhäusern. Hinzu kommt seine Gestaltungssicherheit in den Details, insbesondere im Umgang mit dem Ziegelstein oder keramischen Baustoffen. Sein Entwurfstil hebt ihn von seinen Kollegen im Stadtgebiet ab. Seine kubischen Baukörper nehmen die Ideen der Modernen auf, ohne jedoch die strikte Konsequenz der Bauhausarchitekten zu erreichen. Er ist auch der einzige Viersener Architekt und BDA-Mitglied neben Willy Esser, der im Viersen/Süchteln/Dülken-Band der viel beachteten Buchreihe „Deutschlands Städtebau“ 1930 mit einer Annonce überregional für sich wirbt. Denkmaleigenschaft Das Wohnhaus Rektoratstraße 60 weist neben Ornamentik der Fassadengestaltung in der Formensprache des Backsteinexpressionismus auch einen ursprünglichen Grundriss, eine originale Innenausstattung sowie erhaltene Möbelstücke des Herrenzimmers auf. Dabei ist die Handschrift des beauftragten Architekten von Feldmann ablesbar, der in gleicher Formensprache u. a. das Nierslabor an der Rahserstraße entworfen hat. Als qualitätvoll gestaltetes Wohnhaus der 1920er Jahre ist das Haus Rektoratstraße 60 bedeutend für Viersen. Das außergewöhnlich qualitätvoll gestaltete Wohnhaus der 1920er Jahre ist aufgrund seiner weitgehend original erhaltenen Substanz und Ausstattung ein bemerkenswert anschauliches Zeugnis von Architektur und Wohnkultur seiner Zeit. Wegen seines den Zeugniswert stützenden originalen Erhaltungszustandes in Verbindung mit den beschriebenen architekturgeschichtlichen Merkmalen liegen Erhaltung und Nutzung des Hauses aus wissenschaftlichen, hier architekturgeschichtlichen Gründen im öffentlichen Interesse. Es ist daher gemäß § 2 Denkmalschutzgesetz NRW ein Baudenkmal. | 1928                        | 14. Dezember 2012  | 502             |
| Wohn- und Geschäftshaus                        | Wohn- und Geschäftshaus                        | Viersen Remigiusplatz 10 Karte                        | Als städtebaulicher Abschluss des Remigiusplatzes, in unmittelbarer Nähe der restaurierten Remigiuskirche gelegen, steht das dreigeschossige Wohn- und Geschäftshaus mit Satteldach, giebelständig zum Platz. Das Gebäude entsteht wohl am Anfang des 19. Jahrhunderts. Es erfährt eine Veränderung der Fassade, indem eine klassizistische Putzfassade dem ursprünglich, vermutlich backsteinsichtigen Haus vorgesetzt wird. Zur gleichen Zeit wird erdgeschossig ein Laden eingerichtet. Die Fassade zur Rektoratstraße gliedert sich in fünf Achsen mit einem in der Mitte liegenden Eingang und jeweils einem daneben liegenden Schaufenster; darüber im Obergeschoss auf jeder Achse ein achtgeteiltes Sprossenfenster, wobei die äußeren und das mittlere eine Betonung durch einen Fenstergiebel erhalten. Die Fenster mit Segmentbogen sind im originalen Zustand. Die Fassade zum Remigiusplatz gliedert sich in drei Achsen, mit einem mittig liegenden Eingang, der mit dem darüber liegenden Fenster durch Stuckschmuck zusammengefasst wird. Die erdgeschossige Quaderputzfassade trennt sich von dem in Bänderputz ausgeführten Obergeschoss durch ein Stockwerkgesims. Im Inneren des Gebäudes sind eine steile Holztreppe sowie Türen und Einbauten in schlichter Ausführung erhalten. Die Verbindungen des originalen Dachstuhls sind mit Keilsplinten gehalten. Das Gebäude wird von einem backsteinsichtigen Tonnengewölbekeller getragen. Für die historische Entwicklung Viersens ist das stattliche Wohn- und Geschäftshaus mit qualitätsvoller Fassade an dieser städtebaulich wichtigen Stelle von Bedeutung. Das Gebäude am ehemaligen Alten Markt bildet einen wesentlichen Bestandteil des ursprünglichen Ortskernes der Stadt Viersen. Aus wissenschaftlichen, insbesondere ortsgeschichtlichen und städtebaulichen Gründen stehen Erhaltung und Nutzung des Hauses Remigiusplatz 10 gemäß § 2 (1) des Denkmalschutzgesetzes im öffentlichen Interesse. | Anfang 19. Jh.              | 29. Mai 1991       | 268             |
| weitere Bilder                                 | Kath. Pfarrkirche St. Remigius                 | Viersen Remigiusplatz 11 a Karte                      | Baugeschichte: Um 340 Hlg. Helena gründet in Köln die Stiftskirche St. Gereon, schenkt der Kirche Ländereien in Viersen; daraufhin vermutlich 1. christliche Kirche in Viersen mit Pfarrpatron St. Gereon vor 843 Errichtung einer fränkischen Saalkirche, die St. Remigius, Bischof von Reims geweiht war (Gesamtlänge: 17 m, Breite: 8,70 m, offener Chorraum: 4,90 m × 5,40 m). Fundamente 1982 unter Fußboden des Mittelschiffes entdeckt, durch Glasfenster sichtbar, Kennzeichnung durch dunkle Marmorplatten. Ende 12. Jahrhundert Bau einer romanischen Pfeilerbasilika mit nachträglichem Anbau einer westlichen Vorhalle 2. Hälfte 14. Jahrhundert Errichtung Westturm mit nach Norden verschobener Längsachse, Erweiterung der Chorapsis Mitte 15. Jahrhundert Errichtung der spätgotischen, gewölbten Staffelkirche, südliche Pfeilerfundamente von der romanischen Basilika übernommen um 1500 Beschädigung und Wiederherstellung des Turmes 1667 Beschädigung des Turmes durch Sturm, Beseitigung der bekrönenden Balustrade (1895 wiedererrichtet) 1699 Einsturz zweier Arkadenpfeiler im Südwesten (auf romanischen Fundamenten) mitsamt Obergaden und anliegenden Gewölben 1701–1703 Wiederaufbau und Einwölbung der zerstörten Teile 1864–1866 Instandsetzung des Langhauses nach Plänen von Vincenz Statz 1869 Neugotische Hoch- und Seitenaltäre, neue Glasfenster 1895–1897 Umfassende Restaurierung des Westturms durch Josef Kleesattel 1897–1898 Verlängerung beider Seitenschiffe nach Westen mit Einbau von Orgeltreppen, Reliefschmuck an beiden neuen westlichen Stirnseiten (von L. Piedboeuf), neue Sakristei im Südosten 1906 Neuer Kirchenfußboden mit figürlichen Mosaikbildern 1929 Bauliche Sicherung: Betonringanker am Obergaden, Chor, Turm; Erneuerung zweier Arkadenpfeiler im Südosten 1945 Brand (durch Fliegerbomben) des Dachstuhls und des Turmhelms, Einsturz aller Gewölbe des Mittelschiffes, des Chores, des nördlichen Seitenschiffes, des Turmgewölbes. Verlust eines Teiles der Ausstattung, Zerstörung der Sakristei im Südosten 1946–1947 Erneuerung der Dachstühle und der Gewölbe, Instandsetzung des Mauerwerks 1949 Einbau der neuen Orgel 1953–1955 Instandsetzung des Turmes, Erneuerung des Helmes 1962 Neuer Glockenstuhl 1982–1983 Ausbau der Orgel von 1949 und des Hochaltares, Absenkung des Fußbodens, Einbau einer Fußbodenheizung und Erneuerung des Fußbodenbelages (Mosaike in die Seitenschiffe), Grabfunde im Bereich der fränkischen und romanischen Fundamente: 27 Bestattungen, davon sechs Priestergräber, ein Grab aus Zeit der fränkischen Saalkirche 1989 Restaurierung der Reliefs Beschreibung: Spätestens gegen Ende des 15. Jahrhunderts erhielt die Kirche ihre endgültige Gestalt. Es entstand eine dreischiffige Hallenkirche mit erhöhtem Mittelschiff (Staffelkirche), querrechteckigem Chor und dreiseitig geschlossener Apsis. Die Südarkaden stehen auf der Fundamentmauer der romanischen Arkadenreihe, das Mittel- und das nördliche Seitenschiff wurden nach Norden verbreitert, die Außenwand des südlichen Seitenschiffs hatte schon durch den Plan des 14. Jahrhunderts ihre endgültige Lage erhalten. Durch geschickte Ausnutzung des Vorhandenen entstand ein einheitlicher Bau, der allerdings in der Folgezeit durch eingreifende Instandsetzungen wieder beeinträchtigt wurde. Der stattliche, den Formen nach spätgotische, 1895 durch Josef Kleesattel restaurierte Westturm erhebt sich in drei Hauptgeschossen über einem niedrigen Erdgeschoss. Er besteht aus mit Tuff verkleidetem Backsteinmauerwerk über Basaltsockel. Seine vom heutigen Dachraum des Langhauses verdeckte Ostseite zeigt das ursprüngliche, von den späteren Beschädigungen und Instandsetzungen unberührte Backsteinmauerwerk mit drei Maßwerkblenden in Sandstein, die der Form nach ins 14. Jahrhundert gehören. Im fensterlosen Erdgeschoss das 1895 erneuerte Westportal. Das dreibahnige, 1895 an Stelle einer Blende eingesetzte Portalfenster nimmt die volle Höhe des unteren Hauptgeschosses ein und wird von zwei zweibahnigen Maßwerkblenden flankiert, die direkt auf dem unteren Horizontalgesims aufsitzen. In den oberen Geschossen und an den Turmseiten die gleiche Blendenarchitektur. Mit Ausnahme des vom Dachraum des Langhauses verdeckten Wandabschnittes wurde alles Maßwerk 1895 erneuert und das Obergeschoss, das bis dahin nur aus Backstein bestand, in Tuff verkleidet. An der Nordseite ist ein bis zu den Schalllöchern reichendes rechteckiges Treppentürmchen angefügt, um das die Horizontalgesimse verkröpft sind und das die Gliederung der letzten Achse nach Osten aufnimmt. Die Bekrönung mit Spitzbogenfries und durchbrochener Balustrade ist 1895 und nach 1953, der Spitzhelm um 1955 erneuert worden. Vom Langhaus überdauerten das gesamte Mauerwerk einschließlich der zehn Arkadenpfeiler sowie das Gewölbe des südlichen Seitenschiffes den Zweiten Weltkrieg. Der Dachstuhl, die Gewölbe des Mittel- und des nördlichen Seitenschiffes wie auch der größte Teil der neurotischen Ausstattung gingen 1945 verloren. 1947–49 wurden die fehlenden Gewölbe in Backstein mit Rippen aus Tuff, das Turmgewölbe in Tuff und die Dachstühle der drei Schiffe aus Stahl mit Pfannendeckung erneuert. Dabei wurde auch das schadhafte westliche Gewölbefeld des südlichen Seitenschiffes in Backstein wiederhergestellt. Innen: Die neuen Mittelschiffgewölbe ruhen mit ihren Rippen auf erneuerten Wandkapitellen über vom Boden her aufsteigenden Diensten, die oberhalb der Arkadenkämpfer rechteckigen Wandvorlagen eingebunden sind. Die Pfeilersockel und die Kämpferprofile der Nordarkaden sind um die Dienste verkröpft, während die Kämpfer der Südarkaden von den Diensten durchbrochen werden. Im Chor liegen die Dienste vor Wandvorlagen mit gefassten Kanten: die beiden mittleren Chordienste werden knapp unterhalb der Fensterbänke von gotischen Kopfkonsolen unterfangen. Bis 1945 waren an Stelle der neuen Rippenkonsolen im Chor zum Teil mit Köpfen verzierte Blattkonsolen angebracht, die beim Wiederaufbau sorgfältig herausgelöst wurden und, mittels Marmoraufsätzen, heute als Weihwasserbecken dienen. Die wie die Mittelschiffgewölbe 1946 bis 1947 erneuerten Seitenschiffgewölbe ruhen mit ihren Rippen auf gotischen Blattkonsolen, 15. Jahrhundert. Alle Fenster der beiden Seitenschiffe erhielten 1865/66 in Trierer Sandstein erneuertes Maßwerk. (siehe C.W. Clasen: Die Denkmäler des Rheinlandes. Viersen, S. 14 f) Die Apostelfiguren des ehemaligen Hochaltares von 1869 wurden in den Seitenschiffen auf Wandkonsolen aufgestellt. St. Remigius kommt als ältester Kirche in Viersen besondere Bedeutung zu, denn die Funde aus fränkischer, romanischer und gotischer Zeit geben wichtige Hinweise auf die Entwicklung des Ortes und der Gemeinde. Ihre städtebauliche Bedeutung prägte über Jahrhunderte hinweg das Erscheinungsbild des Ortskerns, dessen geistliches Zentrum sie war. Die Ausstattung mit wertvollen Kunstgegenständen aus unterschiedlichen Epochen trägt wie die verschiedenen Bauphasen zur Einzigartigkeit der Kirche bei. Aus wissenschaftlichen, insbesondere architekturhistorischen, archäologischen, kunstgeschichtlichen und städtebaulichen Gründen liegen der Erhalt und die sinnvolle Nutzung der Kirche St. Remigius gemäß § 2 (1) DSchG im öffentlichen Interesse. | Ende 12. Jh.                | 1. Februar 1999    | 371             |
| Wegekreuz                                      | Wegekreuz                                      | Dülken Rheindahlener Straße (L372) Karte              | In einem von einer niedrigen rot verklinkerten Mauer umgebenen Karree erhebt sich auf einem Podest ein weiß verputztes Sandsteinkreuz aus dem Ende des 19. Jahrhunderts. Der Sockel des Kreuzes ist mit neugotischen Schmuckformen verziert; einem Vierpassmotiv auf der Front und je einem Dreipassornament auf den übrigen Seiten. Darauf folgt auf der Vorderseite eine tiefe, vergitterte Rundbogennische. Im weiteren verjüngt sich der Kreuzunterbau stufenartig nach oben und endet in einem kleinen tempelförmigen Gebilde mit flacher Rundbogennische. Darüber steigt der Kreuzschaft, nur von einem kleinen Gesims unterbrochen, auf. Der aus Metall gebildete Christuskörper stammt aus dem 20. Jahrhundert. Zur Unterstützung des Kreuzes sind zwei Eisenstangen in Höhe des Kreuzmittelpunktes angebracht. Vor dem Wegekreuz wird eine Steintafel mit den Namen der im Ersten und Zweiten Weltkrieg Gefallenen aufgestellt. Aus wissenschaftlichen, insbesondere religionsgeschichtlichen und volkskundlichen Gründen stehen Erhaltung und Nutzung des Wegekreuzes gemäß § 2 (1) des Denkmalschutzgesetzes im öffentlichen Interesse. | Ende 19. Jh.                | 7. September 1994  | 345             |
| Wohnstallhaus Tillerhöfe                       | Wohnstallhaus Tillerhöfe                       | Dülken Rheindahlener Straße 399 Karte                 | Das Wohnstallhaus Rheindahlener Straße 399 liegt in der Hofschaft Tillerhöfe, die zur ehemaligen Oberhonschaft südlich des alten Stadtkerns von Dülken gehörte. In der Oberhonschaft gab es eine Reihe von Höfen, die dem Kloster Neuwerk zehntpflichtig waren. Unter ihnen war auch ein Hof "van Teyl" am Weg von Dülken nach Hardt, der heutigen Rheindahlener Straße. Dieser Hof wird zu Beginn des 15. Jahrhunderts urkundlich genannt, soll nach Mackes aber bereits um 1200 bestanden haben. Um den Hof herum entstand wahrscheinlich durch Teilungen die Hofgruppe Tillerhöfe, die Anfang des 19. Jahrhunderts auf den Karten von Tranchot bzw. Uraufnahme bereits etwa in der heutigen Ausdehnung dargestellt ist. Urkataster und eine etwa zeitgleiche Heiratsurkunde (1825) weisen einen Goswin Brasseler als Besitzer des heutigen Anwesens Rheindahlener Straße 399 aus. Beschreibung: Das eingeschossige Wohnstallhaus, außen backsteinsichtig, innen jedoch noch mit wohl weitgehend erhaltenem Fachwerkgerüst, erhebt sich auf annähernd quadratischer Grundfläche. Es steht traufständig zum vorbeiführenden Weg, die innere Erschließung erfolgt von den Giebelseiten aus. Die Fensteröffnungen wurden überwiegend im Laufe der Jahre verändert bzw. vergrößert; sie spiegeln aber noch die typische innere Aufteilung des Hauses mit der Trennung in Wohn- und Wirtschaftsteil einerseits, Mittelschiff und Abseiten andererseits wider. Überfangen wird das Haus von einem hohen Satteldach, das innen ein Ober- und ein Dachgeschoss birgt. Auf dem First ist der Kaminkopf zu erkennen. Die beiden Giebelseiten tragen unterschiedliche Ankerdatierungen aus dem 18. Jahrhundert: 1712 am Wohngiebel, 1751 am Stallgiebel. Am Wohngiebel sind im Giebeldreieck ferner die Buchstaben "GLG" als Ankerköpfe angebracht. Die Hauseingangstür mit Oberlicht und Gewände stammt aus dem 19. Jahrhundert, wie auch der Konsolfries in Art eines "Deutschen Bandes" auf Höhe der Obergeschossfenster kaum vor 1800 denkbar ist. Die Ortgänge des Giebels zeigen sauber gemauerte Holländische Dreiecke. Der Stallgiebel besitzt stärkere Flickungen und Störungen im Mauerwerk, einschließlich einer Verbreiterung der Einfahrt. Auch hier sind wieder Holländische Dreiecke vorhanden. Durch den Hauseingang betritt man, wie typologisch üblich, direkt den Küchenraum, der die ganze Breite des Mittelschiffs einnimmt. An der Rückwand des Raumes ist noch der Kaminblock zu erkennen; die Stiege, die quer vor ihm ins Dachgeschoss führt und daher jünger sein muss, stammt aus dem 19. Jahrhundert, ebenso der rundbogige Durchgang in den dahinter unmittelbar anschließenden Stallteil. In der linken Abseite sind die Wohnräume untergebracht, die von der Traufseite her durch Fenster belichtet werden. Unter der rechten Abseite befindet sich ein Gewölbekeller; eine für diese Bauform eigentliche typische Opkamer ist nicht vorhanden. Das innere Fachwerkgerüst ist größtenteils überputzt, v. a. von der rechten Abseite aus aber auch noch gut sichtbar. Im Stallteil ist der alte Steinboden erhalten, von hier führt eine weitere Stiege aus dem 19. Jahrhundert nach oben. Im Spitzdach zeigt der Dachstuhl verschiedene Reparaturen bzw. Ergänzungen, die alten Scherenstuhl-Teile dürften wohl in das 19. Jahrhundert zu datieren sein. Denkmalwert: Es handelt sich um ein selten gewordenes, intaktes Beispiel eines Wohnstallhauses, also jener ländlichen Hausform, die bis in die erste Hälfte des 19. Jahrhunderts üblich war, bevor Wohnen und Wirtschaften bzw. Stall in größeren Hofanlagen auf verschiedene Gebäude verteilt wurden. Insbesondere der Grundriss überliefert bis ins Detail alte, vor dem 19. Jahrhundert gebräuchliche Bauweisen: die Aufteilung in Wohn- und Stallteil sowie Mittelschiff und Abseiten unter einem Dach, mit dem zentralen Küchenraum ohne Flure oder dem Kaminblock an der Trennwand zwischen Wohn- und Stallteil. Die überlieferte Substanz ist dabei nicht eindeutig einer Bauphase zuzuordnen. Besonders augenfällig ist das bei der vor dem Kamin herlaufenden, nachträglich eingebauten Stiege, aber auch andere Elemente zeugen von einem teilweisen Weiterbauen im Bestand (Hauseingang, Durchgang Wohn-/Stallteil, Stiege im Stallteil, Vergrößerung der Fenster). Darüber hinaus gibt es typologisch ungewöhnliche Details, die eine eindeutige Datierung schwierig machen, zumal wenn man die Ankerdatierung zusätzlich in Betracht zieht. Die Grundform des Hauses ließe sich durchaus zumindest mit dem Datum 1751 in Einklang bringen (Wohnstallhaus, zentraler Küchenraum, Kaminblock, Fachwerkgerüst). Anderes wie der eingetiefte Keller (im Gegensatz zur älteren Opkamer), der Scherenstuhl im Dach oder der Fries am Eingangsgiebel ist hingegen selten oder gar nicht vor dem 19. Jahrhundert anzutreffen. Weitere charakteristische historische Ausstattungselemente wie die Stiegen oder Türen gehören schließlich auf jeden Fall einer Renovierungsphase im (späteren) 19. Jahrhundert an. Zusammenfassend kann gesagt werden: wie alt der Kern des Hauses ist, lässt sich nicht mit Bestimmtheit sagen (ein Ursprung im 18. Jahrhundert ist möglich, die Ankerdatierung 1712 erscheint aber zu früh und dürfte eher von einem Vorgängergebäude stammen). Diesem Kern sind möglicherweise mehrere Umbauten im 19. Jahrhundert gefolgt, die ihrerseits qualitätsvolle und typische Details hinzugefügt haben, ohne den grundsätzlichen Charakter des Wohnstallhauses zu verändern. Als ungewöhnlich intakt erhaltenes Wohnstallhaus des 18./19. Jahrhunderts ist das Gebäude ein integraler, historisch prägender Bestandteil der mindestens bis in die Frühe Neuzeit zurück reichenden Hofschaft Tillerhöfe. Es ist daher bedeutend für Viersen. Aus den beschriebenen architekturgeschichtlichen, d. h. wissenschaftlichen Gründen besteht an Erhalt und Nutzung des Hauses ein öffentliches Interesse. Es handelt sich daher um ein Baudenkmal im Sinne des § 2 Denkmalschutzgesetz NRW. | 18./19. Jh.                 | 11. Juli 2008      | 480             |
| weitere Bilder                                 | Wegekreuz Ehrenmal                             | Süchteln Rheinstraße Honschaft Sittard Karte          | Die heutige Ehrenmalanlage entstand 1956 durch Neugestaltung eines zuvor noch direkt an der Straße aufgestellten Wegekreuzes in der Süchtelner Honschaft Sittard. Innerhalb einer großen Grünanlage mit zwei Ruhebänken führt ein Kiesweg zu einem neugotischen Kreuz, das am 29. Juli 1899 durch den Pfarrer an St. Clemens Paul Busch feierlich eingeweiht wurde. Es gab schon vorher ein Holzkreuz unmittelbar an der Rheinstraße, das 1848 eingeweiht worden war und 1899 durch einen Sturm zerstört wurde. An der rückwärtigen Seite der heutigen Anlage steht das Kreuz auf einem zweistufigen Unterbau. Im Kreuzsockel ist der Name des Urhebers eingraviert: W. Sommer, Viersen. Der Steinmetzbetrieb von Sommer war zur Jahrhundertwende ein wohl sehr beschäftigter in der näheren Umgebung; von ihm geschaffene Kreuze und Grabmale finden sich z. B. auch in Brüggen und Mönchengladbach. In dem darauf folgenden, sich etwas verjüngenden Sockel befindet sich die Inschrift: Errichtet von den / Bewohnern Sittards / 1899. Als Abschluss der Sockelpartie ist in der Mitte ein kleiner polygonal gebildeter Kragstein angebracht, der mit Kreuzblumen und einer profilierten Leiste verziert ist. Der sich daran anschließende Aufbau des Kreuzunterbaus zeigt die typischen neugotischen Schmuckelemente: vorne und an den Seiten befinden sich Wimperge, auf der Front mit einem Bogenfeld in Dreipassform und der Inschrift: Schau / ob ich dein / Heiland / bin. Die Wimperge sind mit Krabben besetzt. In den Ecken, d. h. an den Schnittpunkten der rechtwinklig aufeinandertreffenden Wimperge, sind kleine, ¾-Säulchen mit Basis und Blattkapitell eingestellt. Die Rückseite bleibt ohne jede Ausschmückung. Das Kreuz besitzt kein Kruzifix mehr. Seit der Neugestaltung 1956 und Umwidmung zur Kriegsgedächtnisstätte begleiten seitlich jeweils ein schmiedeeiserner Leuchter mit kleinem bekrönenden Kreuz und eine Ehrentafel für die Gefallenen des Ersten und Zweiten Weltkrieges das Kreuz. Die Tafeln tragen die Inschriften: Gedenket der gefallenen Krieger und betet für sie bzw. Ehre und Dank den bis zum Tode getreuen Söhnen SittardsBestandteil der Neugestaltung waren die Verlegung des Kreuzes um ca. 25,00 m nach Osten und die gärtnerische Neukonzeption der Grünfläche. Als Wegekreuz und Gefallenen-Ehrenmal der Honschaft Sittard ist die Kreuzanlage an der Rheinstraße bedeutend für Viersen. Aus wissenschaftlichen, insbesondere ortsgeschichtlichen sowie volkskundlichen Gründen steht die Erhaltung der Ehrenmalanlage gemäß § 2 (1) des Denkmalschutzgesetzes in öffentlichem Interesse. | 1899                        | 23. März 2004      | 447             |
| Kauertz o. Hoffhof                             | Kauertz o. Hoffhof                             | Süchteln Rheinstraße 18 Karte                         | Geschichte: Der Hoffhof in Süchteln Sittard Bis 1802 Kurmutgut des Süchtelner Fronhofes der Kölner Abtei St. Pantaleon. Zum Hof gehören die 2 Kurmutgüter Schlot und Peetzen (1787) 1457 Tys an gen Haeff Inhaber des Hofes (Viersener Urkundenbuch Nr. 289, S. 275) 1465 Thiis in ghen Hoff pachtet mit anderen unter anderem den Sittarder Zehnten (Ebd. Nr. 326, S. 309) 1472–1477 Thys in gen Haeue erlitt während des Burgundischen Krieges einen Schaden von XX Gulden (Ebd. S. 345) 1565 Hoeff Theyß ist mit zwei Morgen und Viertel Ackerland zehntpflichtig (Stadtarchiv Köln, St. Pantaleon, Akt. 44 b/2) 1573 Peter in ghen Hoeff aus Sittard ist zehntpflichtig (Ebd. Akt. 44 b/l) 1586–1593 Phieß ghen Hove zahlt die Abgaben für den Hof (Stadtarchiv Bonn, Sammlung Hauptmann, Akte 266) 1613 Hoef Derich zahlt die Abgaben für den Hof (Ebd. Akt. 271) 1658 Jan Hoff ist mit 7 1/2 Morgen, 6 Ruten zehntpflichtig (Stadtarchiv Köln, St. Pantaleon, Akt. 44 b/4) 1670 Jan Hoff Hofinhaber (Ebd. Akt. 44 b/3, Nr. 304) 17. Jan. 1706 Peter Nyper, Sohn des Nelis Nyper und der Greitgen Pesch ⚭ (reformiert) Tringen Hoff, Tochter des Theiß Hoff und der Steintgen... Diesem Ehepaar ist der Spruchbalken von 1730 zuzuordnen. 17. Juli 1729 Goirt Heimer, Sohn des Peter und der...⚭ reformiert Gretgen, Tochter des Peter Niper, genannt Hoff und der Tringen Hoff 17. Nov. 1754 Anton Heimer, Sohn der Eheleute Wilhelm Heimer und der Anna … ⚭ ref. Fiiken (= Sophia) Heimer, Tochter des Gort Heimer und der Gretgen Hof, genannt Heimer Die Ankersplinte von 1781 sind diesem Ehepaar zuzuordnen: A(nton) H(eimer) – S(ophia) H(off) 1773 Petrus Hoff, Kaufmann, reformierter Religion, aus Sittard besitzt 8 Morgen, 2 Viertel und 10 3/4 Ruten Ackerland und hält 2 Kühe (HSTAD, Jülich-Berg IV Gerichte, Amt Brüggen) 1801 wohnen auf dem Hof Anton Heymer und Marg. Hissen, Eheleute (Franz. Bevölkerungsliste) Hof fiel danach durch Einheirat an die Familie Kauertz. Beschreibung: Das frühere Wohnstallhaus zeigt sich in der Form des Niederrheinischen Hallenhauses. Es entwickelt sich durch das Bedürfnis, mehr Wohnraum zu schaffen, schrittweise durch Erweiterung zum T-Haus. Gegen 1830/40 werden 2 oder 3 Joche des Wohnteils niedergelegt und durch einen 2-geschossigen Backsteinbau ersetzt, so dass ein T-förmiger Grundriss entsteht. Die T-Form des Hauses ist ebenfalls deutlich erkennbar im Dachfirst. Heute stellt sich das T-Haus als gesamtes Wohnhaus dar. Die Vorderansicht des Wohnhauses weist eine Backsteinfassade auf und ist in 6 Achsen errichtet, wobei die mittige rechte Achse gleichzeitig Hauseingangsachse ist. Die zweiflüglige Hauseingangstür ist eine Vollholztür mit Holzkassetten und einem sprossenunterteilten Oberlicht. Der Hauseingang wird durch die architektonische Rahmung, einem Werksteinrahmen mit einem auskragenden Dachgesims betont. Über diesem Gesims ist noch der ursprüngliche gemauerte Türsturz zu erkennen. Die Fenster weisen einen in Backstein gemauerten Fenstersturz auf. Vom Hauseingang kommend betritt man den Flur, der geradlinig in vertikaler Richtung durch das T-Haus entlangführt und mit der Türöffnung zum Hof endet. Im Flurbereich ist linksseitig die Treppe zu finden sowie der unterhalb der Treppe zugängliche, leicht tieferliegende eine Kellerraum. Die Treppe ist gerade, einläufig und nimmt im Antrittsbereich herrschaftliche Anklänge auf. Dies zeigt sich im Öffnen der Treppe im Erdgeschoss, in den leicht ausschweifenden Antrittsstufen und in der Verjüngung der Stufen zum Obergeschoss hin. Der Anfangspfosten ist mit vegetabilen Ornamenten geschmückt, das Treppengeländer ist in einer geometrischen, bogenförmigen Ornamentik gehalten. Die Innentüren sind zum Teil erhalten, so auch eine Vollholztür des frühen 18., frühen 19. Jahrhunderts. Der Flur weist im Deckenbereich vier Schwibbogen auf. Der Fußboden ist im Vorderhaus (das jüngere Haus) mit einem Blausteinboden versehen und im hinteren Teil, das dem ursprünglichen Hallenhaus zugeordnet werden muss, mit farbigen Bodenfliesen ausgestattet, wobei die letztgenannten dem 19. Jahrhundert zuzuordnen sind. Rechtsseitig vom Flur gesehen sind hintereinanderliegend verschiedene Wohnräume. In einem Wohnraum ist unter neuzeitlicher Verkleidung eine Kölner Decke zu finden. Im Obergeschoss- und Dachgeschossbereich werden die Räume als Wohnschlafräume genutzt. Die Giebelseite zum angrenzenden Hof weist eine Putzfassade auf. Bemerkenswert sind die dort zu findenden Halbbogenfenster. Die heutige Hofanlage stellt sich dar in dem Wohnhaus mit einer 3-Flügelanlage. Der Hof weist offene Bereiche auf und ist demnach kein geschlossener Innenhof. Das Wohnhaus ist umgeben von Wirtschaftsgebäuden, so der vom Wohnhaus gesehen rechtsbefindliche Pferdestall, der dem Wohnhaus gegenüberliegende Pferdestall und die links nebenliegenden Scheunen. Das Pferdestallgebäude mit einer Tordurchfahrt ist vermutlich das älteste bestehende Wirtschaftsgebäude auf dieser Hofanlage. Es zeigt zur Hofseite eine Fachwerkkonstruktion auf und zum Weg hin an seiner backsteinsichtigen Fassade Ankersplinte. Die Ankersplinte AH SH AO 1781 lassen sich geschichtlich erklären in A(nton) H(eimer) – S(ophia) H (off) Anno 1781. Die Ankersplinte von 1781 sind dem protestantischen Ehepaar und damaligen Eigentümer Anton Heimer und Sophia Hoff zuzuordnen, die 1754 erwähnt sind. Ferner ist die Fassade im Bereich des Dachgesims mit einem "Deutschen Band" geschmückt. Weiterhin ist ein Spruchbalken auf der Hofanlage zu finden, der in früherer Zeit unter der Traufe eines Schuppens befestigt ist. Der Balken, wahrscheinlich ursprünglich aus einer Scheune stammend, trägt die Beschriftung: ANNO 1730 DEN 18 TAG APRIL, l ST DIES SCBVKER GERICHTET PETER NEIPER UND TRIENKEN HOF SIN HAVSTRAVW WIR WISSEN ABER SO IRDISCH HAVS DIESER HVTREN ZERBROCHEN WIRD DAS WIR EINEN BAV HABEN VON GOTT ERBAVET. EIN HAVS NICHT MIT HÄNDEN GEMACHT DAS EWIG IST IM HIMMEL Das dem 1706 erwähnten reformierten Ehepaar Peter Nyper und Trintgen Hoff ist der Spruchbalken von 1730 zuzuordnen. Das landschaftsprägende Bauernhaus zeigt zum einen die fortschreitende bautechnische Entwicklung der niederrheinischen Bauernhausarchitektur, sprich vom niederrheinischen Hallenhaus zum T-Haus und andererseits bedeutende ortsgeschichtliche Aspekte auf. Neben dem Alterswert und der dazugehörigen Ortsgeschichte, die teilweise auch in dem dort befindlichen Spruchbalken von 1730 und den Ankersplinten von 1781 wiederzufinden sind, ist bemerkenswert, dass der Hof zum einen kurmutpflichtig und zum anderen aber auch Kurmutrechte besitzt (1781). Aus wissenschaftlichen, insbesondere ortsgeschichtlichen und volkskundlichen Gründen stehen Erhaltung und Nutzung der Hofanlage gemäß § 2 (1) des Denkmalschutzgesetzes NRW im öffentlichen Interesse. | 17. Jh.                     | 13. Mai 1993       | 323             |
| Wohn- und Stallhaus                            | Wohn- und Stallhaus                            | Süchteln Rheinstraße 50 Karte                         | Das ehemalige Wohn-Stallhaus mit Schopfwalmdach befindet sich in einem damals bevorzugten, landwirtschaftlichen Siedlungsgebiet, das bereits in den Karten von Tranchot und von Müffling verzeichnet ist. Es erstreckte sich zwischen Viersen und Süchteln. Westlich grenzte der ehemalige "Grand Canal du Nord" und östlich die Niers in ihrem natürlichen Lauf. Das in Backstein errichtete Gebäude umfasst eine innere Konstruktion in Ständerbauweise (Eichenholzkonstruktion), die wohl als insgesamt erhalten bezeichnet werden muss. Klar erkennbar ist das Hauptschiff und die beiden Abseiten, von denen eine mit einem Gewölbekeller teilweise unterfangen ist. Darüber ist die Opkamer in ihren Umrissen zu erkennen. Unmittelbar neben der Opkamer ist noch ein Brunnenschaft von ca. 4 m Tiefe vorhanden. Der Kamin, in der Mitte angeordnet, teilt den Wohn- vom Stallbereich. Das Gebäude erfuhr 1904 einen grundlegenden Umbau, auf den vermutlich die heutige Form der Fassade zurückzuführen ist. Die Fenster, in Blockrahmen angeschlagen und zum Teil mit Klappläden versehen, sind dem Umbau zuzuordnen. Die Eingangstüre ist in einem guten Zustand erhalten. Die Wetterseite des Hauses wurde verputzt. Im Inneren sind teilweise Kölner Decken sowie weitestgehende vollständige Fachwerkkonstruktionen vorzufinden. Das Wohn-Stallhaus als kleinste Wirtschaftseinheit gehört zu den wenigen erhaltenen Gebäuden aus der ehemaligen Ansiedlung "Am Sittert", heute Sittard, und erfährt somit ebenfalls seine Bedeutung im geschichtlichen Ortsbezug, wie auch durch seinen historischen Zustand, von geringfügigen Änderungen abgesehen. Das Gebäude ist einerseits ein wichtiges und seltenes Beispiel niederrheinischer ländlicher Architektur und andererseits ein bedeutsames Dokument für die Siedlungsgeschichte. | 1904                        | 30. Juni 1986      | 110             |
| Gefallenendenkmal                              | Gefallenendenkmal                              | Dülken Röhlenend / Nette Karte                        | Im Jahre 1925 wird das Kriegerehrenmal für die Gefallenen der Dülkener-Nette errichtet. Eine Gedenktafel mit den Namen der im Zweiten Weltkrieg Gefallenen kommt später hinzu. Auf einem dreistufigen Sandsteinsockel erhebt sich eine sich nach oben verjüngende Stele aus übereinandergeschichteten Sandsteinblöcken bzw. Sandsteinplatten unterschiedlicher Größe. Auf dem untersten Steinblock des Denkmals steht die Inschrift: Den gefallenen Helden der Dülkener Nette, darunter eine kleine Inschrifttafel: errichtet 25.7.1925. Eine der oberen Steinplatten trägt die Jahreszahlen: 1914–1918. Das Ehrenmal wird mit einem ebenfalls aus Sandstein geformten Stahlhelm auf Eichenlaub nach oben abgeschlossen. Auf der Frontseite ist eine bronzierte Reliefplatte mit der Darstellung eines Gefallenen mit "gutem Genius" eingelassen. Der Schutzgeist wird in Form eines weiblichen Engels mit langem, faltenreichem Gewand dargestellt. Der rechte Arm ist hoch erhoben, während sich der linke wie zum Schutz dem Gefallenen entgegenstreckt. Der verwundete, vermeintlich sterbende Soldat, liegt auf einer nur angedeuteten, mit einem Zweig verzierten Erhebung. In der linken Hand hält er ein Schwert, die rechte streckt sich hilfesuchend zum Engel. Ein Spruch befindet sich unterhalb der figürlichen Darstellung: Sie waren bereit für Gesetz und Vaterland zu sterben. Unmittelbar zu beiden Seiten der Stelle schließen sich zwei Steinsockel an, die mit je einer Tafel, die die Namen der Gefallenen tragen und mit je einem Steinkreuz versehen sind. Eine zusätzliche Tafel mit den Namen der Toten des Zweiten Weltkriegs lehnt schräg auf den Stufen des Unterbaus. Aus wissenschaftlichen, insbesondere heimatgeschichtlichen Gründen stehen Erhaltung und Nutzung des Denkmals gemäß § 2 (1) des Denkmalschutzgesetzes im öffentlichen Interesse. | 1925                        | 7. September 1994  | 352             |
| weitere Bilder                                 | Grenzstein in der Nähe des Peelloches          | Clörath Saalbruch Clörather Mühle Karte               | Geschichte: Eine Grenze ist die Linie, die zwei Grundstücke oder Bereiche voneinander scheidet. Zu diesem Zweck werden seit dem Altertum sogenannte Grenzmarken verwendet. Der hier zu besprechende Grenzstein liegt an einer uralten Wegespinne als äußersten Punkt der Herrlichkeit Viersens – zu Geldern gehörend – und den angrenzenden Territorien des Herzogtums Jülich und Kurkölns. Bereits 1528 wird die ehemals hier vorbeifließende "alte Niers" als sehr alte Limit- oder Grenzscheidung bezeichnet. Bei der Herrschafts- und Territorienbildung ab dem 12. Jahrhundert wird in verstärktem Maße die Niersniederung mit dem Sumpf- und Bruchgelände als natürliche Grenze genutzt. So entstehen an beiden Ufern auf Hügeln oder wasserumwehrt feste Häuser und Burgen zum Schutz der Wege, Niersübergänge und Grenzen. Wahrscheinlich schon vor 1444 (?) wird die Burg Clörath auf einer Niersinsel als eine Grenzburg Kurkölns an einem wichtigen Niersübergang errichtet. Sie brennt 1642 teilweise aus und wird um 1800 gänzlich zerstört. Der jetzt noch stehende Grenzstein ist einer der wenigen noch in unserem Gebiet vorhandenen Zeugen, der diesen an drei Territorien grenzenden Punkt markiert. Freilich sind die heutigen Rechtsverhältnisse etwas verändert. So steht der Stein zwar heute immer noch auf seiner Grenze, jedoch diesmal zu etwa 25 % auf einem Grundstück der Kirchenfabrik St. Clemens Süchteln und zu 75 % auf einem im städtischen Besitz befindlichen öffentlichen Weg. Beschreibung: Die Höhe des Steines beträgt unterhalb der Erde 71 cm. Er misst an der Breitseite 43 cm und an der Schmalseite 28 cm. Das Material ist Basaltlava. Ab 53 cm ab Erdoberkante beginnt die Rundung des oberen Teiles. Die ganze Oberfläche des Steines ist schariert. Auf der Nordseite (ehemals Kurkölns zugewandt) trägt er die Buchstaben: N: J C: C Auf der Südseite (ehemals dem Herzogtum Geldern zugewandt) die Buchstaben: N: J H: G Der Stein steht leicht nach Südwesten geneigt. Aus wissenschaftlichen, insbesondere ortsgeschichtlichen und volkskundlichen Gründen stehen Erhaltung und Nutzung des Grenzsteines gemäß § 2 (1) des Denkmalschutzgesetzes im öffentlichen Interesse. | 1775                        | 4. Januar 1991     | 246             |
| Rhaderhof                                      | Rhaderhof                                      | Dülken Schirick 12 Karte                              | Die landschaftstypisch gelegene, geschlossene, backsteinsichtige, 4-flügelige Hofanlage besteht im Kern aus einem ehemaligen Wohn/Stallhaus und Stall/Scheunentrakten sowie einer bedachten Toranlage. Das Hauptgebäude der Gehöftanlage in nicht durchgezogenen Achsen und Satteldach ist gemäß seinen Ankersplinten PSLB 1771 auf dem südöstlichen Giebel errichtet. Nach dem Brand von 1934 wurden Scheune und linker Flügelbau instand gesetzt sowie durch eine Abschlussmauer und eine Toreinfahrt verbunden. Am Scheunentrakt sind die Jahreszahlen 1474, 1771 und 1934 angebracht. Eine Längsseite der Scheune trägt die Zahl 1781. Der östliche Scheunengiebel trägt die Majuskeln AB und AL. Das bäuerliche Wohn-Stallhaus ist dem Typ des Niederrheinischen Hallenhauses zuzurechnen (Eichenholzkonstruktion, 4 Ständerpaare). Es war ehemals durch einen Doppelkamin mit Backofen in Wohn- und Stalltrakt unterteilt. Seit 1941 gibt es zwei zusätzliche Schornsteine. Der Kamin in der Wohnküche besitzt noch ein breites, profiliertes Holzgesims. Die Kachelung der Kaminrückwand mit schwarz glasierten, reliefierten Fliesen mit einer Kantenlänge von ca. 20 cm ist nur noch in Bruchstücken vorhanden. Von der Wohnküche aus führt eine holzverschalte Treppe nach oben zum teils ausgebauten Dachraum. Beim Ausbau 1934 wurden die ursprünglichen Lehmwände durch gemauerte ersetzt. Die Eichenkonstruktion des Dachstuhls blieb erhalten, doch wurde im Erdgeschoss der Binderbalken versetzt. Das Holzfachwerk der Innenwände ist erhalten, aber ausgemauert. Über denselben Treppenzugang gelangt man auch in einen gemauerten, quergewölbten Keller von ca. 1,70 m Höbe, der die ganze Breite der Abseite einnimmt. Ein Schacht zum Kellerfenster bringt Licht. In Fortsetzung an diesen Keller unter der linken Abseite schließt sich ein weiterer, ca. 7,50 m langer und 1,75 m hoher Gewölbekeller an, teils in Ziegelmauerwerk, teils in Beton, errichtet. Der Zugang durch eine Falltreppe liegt vor dem Fenster des Südostgiebels. Die Abseite liegt insgesamt ca. 1 Stufe höher als Niveau. Im ehemaligen Wohntrakt gibt es einen Ziegelsteinfußboden, in der ehemaligen Futterdeele einen modernen Plattenbelag. In der ehemaligen Futterdeele sind die Originalbinder mit Balken unterfangen. Die Kopfbänder sind kielbogenförmig ausgestaltet. Die Abseiten hier enthalten noch Kölner Decken. Am Ostgiebel ist das oberste Fenster mit doppelten Stichbögen und Läuferband ausgestaltet. Die Fenster besitzen Holzblockrahmen, die alte Holztür weist ein Oberlicht sowie ein Fenster auf. Das große, sechsfach unterteilte Fenster scheint alt. Die Hofgiebelseite hat vermutlich bauliche Veränderungen im Bereich der Tür- und Fensteröffnungen erfahren. Die mittlere Eingangstür ist offensichtlich unter einem zu kleinen Stichbogen später verbreitert worden. Die Stalltür besitzt einen ungewöhnlich breit ausgestalteten Holzblockrahmen. Die Längsseiten des Gebäudes sind teils ergänzt und erneuert einschließlich der Fenster. Die gesamte bauliche Hofanlage mit dem ursprünglich Wohn-Stallhaus, dessen wesentliche Grundrissmerkmale erhalten sind, samt dem umschlossenen Innenhof, ist bedeutsam durch Lage und Beziehung zur umgebenden Landschaft, indem sie die charakteristische Siedlungsstruktur des Viersener Raumes verdeutlicht. Von ortsgeschichtlichem Interesse ist, dass der Hof, der als Waldhufensiedlung zu beiden Seiten des Plätschbaches entstandenen und seit ca. 1500 nachgewiesenen Siedlung Schirick, seinen Namen gab. Die Nutzung und Erhaltung der gesamten Hofanlage steht aus wissenschaftlichen, insbesondere siedlungstopographischen, ortsgeschichtlichen, volkskundlichen und baugeschichtlichen Gründen gemäß § 2 (1) DSchG im öffentlichen Interesse. | 1771                        | 28. Juni 1985      | 47              |
| Wegekapelle                                    | Wegekapelle                                    | Dülken Schirick / Ecke Bielenweg Karte                | Die aus mehrfarbigen Backsteinen erbaute Kapelle erfährt eine besondere Prägung durch Eckpfeiler, die über den Giebel hinausragen. Diese Pfeiler werden mit einer Platte aus Sandstein abgedeckt. Die Kapelle schließt mit einem Satteldach nach oben ab. Der Giebel wird nach innen abgetreppt und vor allem durch kleinere Steine charakterisiert. Eine zusätzliche Betonung erhält der Giebel durch ein bekrönendes Kreuz aus Naturstein, in dessen Sockel das Entstehungsdatum der Kapelle eingemeißelt ist: 1882. Eine Spitzbogenöffnung, archivoltenartig angelegt, führt ins Innere der Kapelle. Im unteren Bereich des Eingangs befindet sich ein schmiedeeisernes Tor. An den äußeren Längsseiten der Kapelle sitzt in der Mitte jeweils eine vermauerte Rundöffnung, darüber ein Kreuz, das durch dunkle in die Mauer eingelassene Backsteine gekennzeichnet wird. Im Inneren der Kapelle befindet sich ein großes Holzkreuz mit farbig gehaltenem Christuskorpus; darüber das INRI-Zeichen. Auf den Seitenwänden ist jeweils eine Inschriftentafel mit den Namen der Gefallenen des Ersten und Zweiten Weltkrieges angebracht. Aus wissenschaftlichen, insbesondere religionsgeschichtlichen und volkskundlichen Gründen stehen Erhaltung und Nutzung der Wegekapelle gemäß § 2 (1) des Denkmalschutzgesetzes im öffentlichen Interesse. | 1882                        | 26. November 1992  | 309             |
| Sitzhof                                        | Sitzhof                                        | Viersen Schmaler Weg 11 Karte                         | Geschichte: - 1387 Zeytz gueden soen - 1390 Zeytzenhuys - 1408 Sietzenhuss-Sietz, Sitz (Mackes, Nr. 80, S. 278) (im Leibgewinnsregister von 1408 muss Heyn to Zietsenhus 4 Schilling, 2 Denar, 3 Hühner und als Gewinngeld 3 Schillinge an den Fronhof von St. Gereon entrichten). Beschreibung: Das Wohnstallhaus, traufseitig am "Schmalen Weg" gelegen, nimmt die südöstliche Ecke der 4 flügeligen Backstein-Hofanlage ein. Es folgt dem Typ des niederrheinischen Bauernhauses Viersener Prägung: Die Gliederung des Grundrisses in Wohn- und Stallteil und das Hervortreten der Seitenschiffe (Abseiten) in den Giebeln. An der Lage des Kamins ist das Verhältnis der Stall- zur Wohnfläche ablesbar, 5 Felder teilen sich in 3 für die Stall- und 2 für die Wohnseite. Über der südwestlichen Ecke der Wohnseite liegt über dem kleinen Keller mit Backsteingewölbe die "Opkamer". Die Haustür und Fenster im Erdgeschoss sind Ende 19. Jahrhunderts erneuert worden. Über dem Eingang ein Sandsteinquader mit Beschriftung in Kapitalen: WEDVWE MARIA SITZ PETER SITZ 1775 Unter den Nebengebäuden fällt der Schuppen am Schmalen Weg durch die schmückende Fachwerkgliederung und reiche Backsteintechnik auf. Aus wissenschaftlichen, insbesondere architektur-, ortsgeschichtlichen und volkskundlichen Gründen, liegen Erhaltung und Nutzung des Gebäudes gemäß § 2 (1) des Denkmalschutzgesetzes im öffentlichen Interesse. | 1775                        | 3. Juni 1987       | 151             |
| Wegekapelle                                    | Wegekapelle                                    | Dülken Schündelenhöfe Karte                           | Bei der kleinen verputzten Backsteinkapelle liegt die Betonung auf den Giebelseiten, während die seitlichen Mauern mit dem kleinen Satteldach kaum in Erscheinung treten. Eine Spitzbogenöffnung, die mit einem schmiedeeisernen Gitter verschlossen ist, führt ins Innere der Kapelle. Über dem Scheitelpunkt des Spitzbogens befindet sich das Entstehungsjahr der Kapelle: 1869. Der kleine Innenraum ist tonnengewölbt und verputzt, z. T. farbig gestaltet. In einer Rundbogennische der rückwärtigen Wand ist eine Reliefplatte aus Bronze, ebenfalls mit rundbogigem Abschluss, angebracht. Hierauf sind Maria und das Christuskind, das sie in ihren Armen hält, dargestellt. Das Relief stammt nicht aus dem Jahre 1869, sondern es wird anlässlich einer Neueinweihung der Kapelle Mitte der 30er Jahre angefertigt. Bei dem Kapellchen werden in der Regel Maiandachten abgehalten. Aus wissenschaftlichen, insbesondere religionsgeschichtlichen und volkskundlichen Gründen liegen Erhaltung und Nutzung der Wegekapelle gemäß § 2 (1) des Denkmalschutzgesetzes im öffentlichen Interesse. | 1869                        | 28. Juni 1985      | 286             |
| Villa                                          | Villa                                          | Süchteln Siebenweg 75 Karte                           | Das villenartige Wohnhaus Siebenweg 75 wurde 1904 nach Plänen von Josef Kuhlmann, Süchteln, für Heinrich Sieben an der Peripherie der Provinzial Heil- und Pflegeanstalt Johannisthal, die zwischen 1902 und 1905 erbaut wurde, an der Ecke Moersenstraße/Siebenweg errichtet. Das Haus liegt etwas von den Straßen zurück auf einem über 2000 m² großen Grundstück. Es handelt sich um ein zweigeschossiges traufständiges Gebäude auf im Wesentlichen rechteckigen Grundriss. Sowohl zur Moersenstraße als auch zum Siebenweg werden die linken Fassadenhälften risalitartig vorgezogen und enden oben jeweils in einem Zwerchhaus mit weit überstehendem Krüppelwalm und Sprengwerk. Das Backsteinsichtmauerwerk weist bis auf die Ostfront an den Fensterlaibungen und -stürzen abgerundete Formsteine aus dem gleichen Material auf. Unterhalb des Zwerchgiebels zum Siebenweg ist ein aufwendig gearbeitetes Ziermauerwerk zu finden. Die Dächer sind mit zeit- und architekturtypischen roten Doppelmuldenfalzziegeln eingedeckt. Im Gegensatz zum Wohnhaus ist der Wirtschaftsflügel putzsichtig. Die Backsteinfassungen der Fenster sowie die Gliederung der Fassadenflächen durch Backsteingesimse in Fensterbank- und Oberlichthöhe sind augenfällig. Der Hauseingang am Siebenweg ist über eine mehrstufige Treppenanlage zu erreichen. Er ist leicht eingenischt. Der in der Bauzeichnung von 1904 dargestellte verandaartige Vorbau scheint nicht ausgeführt worden zu sein. Das dreiflügelige Fenster im Treppenhaus, im Original erhalten, weist sowohl gesprosste Unter- als auch Oberlichter auf. Ebenfalls dreiflügelig sind die Erdgeschossfenster in den vorgezogenen Fassadenhälften. Drüber befinden sich jeweils zwei Fensterpaare im Ober- und im Dachgeschoss. Während im Zwerchgiebel zum Siebenweg das Fensterpaar im Dachgeschoss mit jeweils einem Rundbogen abschließt, ist das Fensterpaar im Zwerchgiebel zur Moersenstraße in einer Nische eingelassen. Sowohl die Fenster als auch die Nische sind mit scheitrechten Mauerwerksstürzen überspannt. An der Südfront findet sich auf Oberlichthöhe ein rechteckiges Putzmedaillon. Ober- und unterhalb durch Blattwerk gerahmt ist die Jahreszahl der Errichtung „Anno 1904“ zu lesen. Im Innern betritt man zunächst einen kurzen, in die Hausmitte führenden Flur, von dem aus die Wohnräume einschließlich Küche sowie die rückwärtig zentral liegende Treppe erschlossen werden. Die Waschküche kann sowohl durch die Küche als auch gartenseitig, der dahinterliegende Stall nur gartenseitig betreten werden. Ornamentierte Bodenfliesen, Zimmertüren (Rahmenfüllungstüren mit zugehörigem Gewände), die Holztreppe (gerade zweiläufig mit Wendepodest; gedrechselte Geländerstäbe und großer Anfangspfosten) und der feine Deckenstuck (rechteckige Felder mit Eckschmuck und Rosetten; Bändelwerk und Blütenmotive in den Kehlen) vermitteln den ursprünglichen Raumeindruck. Deckenstuck findet sich auch in den Schlafräumen im Obergeschoss, dessen Grundrissanordnung bis auf den Einbau eines Badezimmers ebenfalls unverändert ist. Der Bauherr Heinrich Sieben bewirtschafte den seit dem 16. Jahrhundert belegten Boscherhof. Dieser wurde als Gutshofs in die Provinzial Heil- und Pflegeanstalt Johannisthal integriert. Vermutlich aus dem Verkaufserlös errichtete Heinrich Sieben nahezu gegenüber seiner Hofanlage das stattliche Wohnhaus. Im 15. Jahrhundert ist die Wegeverbindung von der Innenstadt zum Boscherhof als Boscher Kirckpayde belegt. Zwischenzeitlich als Windberger Kirchpfad oder Kirchweg bezeichnet, wird er Anfang des 20. Jahrhunderts nach dem letzten Besitzer des Gutshofs Siebenweg benannt. Sein Ausbau zur Allee stammt aus der Bauzeit der Anstalt. Die Errichtung der Villa fällt in den Zeitraum, in dem in direkter Nachbarschaft die Provinzial-Heil und Pflegeanstalt Johannisthal erbaut wird, deren Einzelbauten bezüglich der Architektur eine nahezu identische Formensprache zeigen. Die einzelnen Gebäude ähneln sich, variieren aber im Detail. Gemeinsam ist allen das Material des Backsteins, vereinzelte Putzflächen, sparsames Dekor, die Fensterformen, Vor- und Rücksprünge der Fassaden, Risalite mit unterschiedlichen Giebelformen und -zierelementen, reich ausgeprägte Dachlandschaften, zum Teil mit Schleppgauben und Veranden. Alle diese Gestaltungsmerkmale weist das Gebäude Siebenweg 75 auf, so dass es in der Wahrnehmung des Betrachters ohne Geschichts- und Ortskenntnisse als zur Klinik gehörend betrachtet werden könnte. Das Wohnhaus Siebenweg 75 ist aufgrund seiner weitgehend original erhaltenen Substanz und Ausstattung ein bemerkenswert anschauliches Zeugnis von Architektur und Wohnkultur der Jahrhundertwende. Das Gebäude ist daher bedeutend für Viersen. An der Erhaltung und Nutzung besteht aus wissenschaftlichen, insbesondere orts- und architekturgeschichtlichen Gründen ein öffentliches Interesse. Es ist daher gemäß § 2 Denkmalschutzgesetz NRW ein Baudenkmal. | 1904                        | 4. Dezember 2008   | 485             |
| Hußhof                                         | Hußhof                                         | Süchteln Steeghütter Weg 25 Karte                     | Geschichte: Der Haushof in der Honschaft Hagen 343 Hauß Coun (1908 Pannekes) ist schätz-, steuer- und dienstbar, Herrn Prälaten zu Gladbach kurmüdig, gibt ihm auch 7 Albus, 9 Heller Fahr (= Gefahrzins), ad St. Cordulam in Köln 4 Goldgulden Erbgeld, an Kurf. Amtshaus 3 Viertel Holzkorn, =-Hafer, 2 Hühner und l 1/2 Heller in Hütter Fahr (Nachbarhof) Fahr, 2 Vettmängen an Herrn Prälaten, Herrn Pastor zu Anrath ein Jahr 1 Huhn, das andere l Gans, dann aufs andere Jahr 8 1/2 Ei, dem Küster daselbst 2 Fass Roggen. (Der Hof ist) 36 Morg. (groß) (F. Kogelboom, Die Geschichte des Amtes Oedt bis 1815, Oedt 1908, S. 194 f.) Beschreibung: Der Hußhof (Haushof) in der Honschaft Hagen ist nachgewiesen um 1660. Das Wohnstallhaus zeigt sich in Form des Niederrheinischen Hallenhauses. Es ist geprägt durch das innere Gerüst, welches seine Erscheinung, seine Raumgestalt und seine innere Raumordnung bestimmt. Es gliedert sich in eine Längs- und Querachse. Die Längsachse wird bestimmt durch das 4-Ständerwerk mit den 3-Gefachen und die Querachse zeigt sich im Mittelschiff mit zwei Seitenschiffen. Die Fassade des Wohnhauses erfährt eine Glattputzausführung. Der Hauseingang ist umgeben von geometrischen Bändern. Die zweiflüglige Hauseingangstür weist zwei Türfenster und ein Oberlicht auf. Die Fenster sind ebenfalls von geometrischen Bändern umrahmt. Über dem Hauseingang sind Ankersplinte mit den Buchstaben MT/MGS angebracht, die vermutlich die Anfangsbuchstaben der damaligen Eigentümer sind. Über den Obergeschossfenstern sind ebenfalls Ankersplinte zu finden. Diese zeigen das Baujahr 1829 auf. Der Grundriss des Wohnstallhauses ist nahezu unverändert. So betritt man vom Hauseingang kommend die große Wohnküche. Diese ist aufgebaut mit der im linken Raumbereich befindlichen Treppe, der unterhalb der Treppe zugängliche leicht tieferliegende eine Kellerraum und die auf halber Treppenhöhe befindliche Opkammer. Die Treppe ist gerade, einläufig und zeigt ein in geometrischer Ornamentik gehaltenes Treppengeländer mit einem tieferliegenden Anfangspfosten auf. Eine unterhalb des Treppengeländers versehene aneinandergereihte kreisförmige Holzschnitzerei trägt zu einer optischen Auflockerung der Treppenkonstruktion bei. Die Innentüren sind weitestgehend in ihrem ursprünglichen Zustand erhalten. Sie sind zum einen ausgeführt als einflüglige Vollholztüren mit Holzkassetten und zum anderen mit einem sprossenunterteilten Türfenster. Charakteristisch für den Küchenraum ist die Feuerstätte, hier der doppelseitige Kamin. Dieser ist ein prägender Bestandteil für das niederrheinische Hallenhaus. Die an der Küche angrenzenden Räume zeigen sich schlicht und solide und werden im Erdgeschoss als Wohn- und im Obergeschoss als Schlafräume genutzt. Im gesamten Obergeschoss ist der originale Dielenfußboden erhalten. Hinter dem Wohnteil des Wohnstallhauses ist der Stalltrakt zu finden. Das Stallgebäude bzw. die Stallzone erfährt wie auch der Wohnteil die konstruktive Dreigliederung in ein breites Mittelschiff, die Futterdiele und zwei schmale Seitenschiffe. Die Futterdiele ist ein breiter Futtergang, von dem aus die Tiere versorgt werden. In den Seitenschiffen befinden sich die Viehstände. Dabei sind auf der ganzen Länge einer Seite die Kühe, auf der anderen das Jungvieh, die Schweineställe und der Pferdestall untergebracht. Hinter dem Wohnstallhaus präsentiert sich der Innenhof. Dieser ist eingegrenzt von Wirtschaftsgebäuden. Ein Großteil der Wirtschaftsgebäude ist um die Jahrhundertwende errichtet. So die vom Wohnstallhaus gesehen gegenüberliegende Scheune, gebaut um 1925 und dem rechts befindlichen Torgebäude, erbaut um 1923. Das Torgebäude zeigt eine Tordurchfahrt auf. Diese ist mit einem Flachbogen und zwei Ankerkreuze versehen. Der Schlussstein des Flachbogens weist das Baujahr 1923 auf. Über der Tordurchfahrt ist ein Ziergiebel zu finden. Die Wirtschaftsgebäude sowie die Giebelseite des Stallteils des Wohnstallhauses zeigen sich in einer Backsteinfassade. Neben dem Alterswert und dem typischen Beispiel eines niederrheinischen Hallenhauses ländlicher Prägung ist das Wohnstallhaus mit seinen landwirtschaftlichen Nebengebäuden siedlungsgeschichtlich bedeutsam. Bei dem Hof ist eindeutig ablesbar aber auch für die Entwicklung eines Hofes typisch, wie sich ein bäuerlicher Hof mit dem Wohnstallhaus zu einer Vierkanthofanlage entwickelt. Aus wissenschaftlichen, insbesondere volks- und siedlungsgeschichtlichen, architekturgeschichtlichen Gründen liegen Erhaltung des Hofes gemäß § 2 (1) des Denkmalschutzgesetzes im öffentlichen Interesse. | um 1660                     | 12. Juli 1991      | 281             |
| Gedenkkreuz Terporten an der Irmgardis Kapelle | Gedenkkreuz Terporten an der Irmgardis Kapelle | Süchteln Süchtelner Höhen Karte                       | Am Waldrand in der Nähe des Wasserwerks, unweit der Irmgardiskapelle in Süchteln steht ein kleines Gedenkkreuz aus Basaltlava, das an einen Mord im Jahre 1791 erinnert, der wegen seiner Grausamkeit über die Grenzen Viersens hinaus bekannt geworden ist. Das Kreuz ist bis auf Voluten in den Eckzwickeln unverziert. Die Inschrift verweist auf das Geschehene: A(nno) 1791 den 14. Merz ist Anna Margaretha Terporten alt 9 bis 10 Jahr durch eines Mörders Hand grausamlich umgebracht Dass es sich um eine wirklich grausame Tat handelt, wird mehrfach beschrieben. So glaubte man laut Eintragung im Sterbebuch der katholischen Pfarre St. Clemens zunächst an einen Ritualmord, da das völlig entkleidete Opfer durch zahlreiche Messerstiche und Schnitte entsetzlich zugerichtet worden war. Der Mörder hatte geglaubt, dass er vor Nachstellungen bei seinen Raubzügen sicher sei, wenn er das Herz eines unschuldigen Kindes bei sich führe. Nach seiner Festnahme im Juli 1791 in Kempen gestand Johannes Königs aus Anrath als Täter vor dem Schöffengericht Süchteln die Tat. Als einer der letzten Hinrichtungen nach dem alten jülich-bergischen Recht wurde er am 3. Oktober 1791 in Jülich gerädert. Sein Leichnam wurde anschließend nach Dülken verbracht und mit dem zur Hinrichtung gebrauchten Rad am nächsten Tage auf der Bistarder Heide zur Schau gestellt. Aus wissenschaftlichen, insbesondere lokalhistorischen und volkskundlichen Gründen, stehen Erhaltung und Nutzung des Kreuzes gemäß § 2 (1) des Denkmalschutzgesetzes im öffentlichen Interesse. | 1791                        | 6. Juli 2004       | 452             |
| Wassererdbehälter Süchtelner Höhen             | Wassererdbehälter Süchtelner Höhen             | Süchteln Süchtelner Höhen Karte                       | Zur Erweiterung der Kapazität der Viersener Wasserversorgung errichtete die gleiche Unternehmung, die 1889/90 das erste kommunale Wasserwerk mit Wasserturm erbaut hatte, die Fa. Hermann Ehlert/Düsseldorf, den Erdbehälter auf den Süchtelner Höhe im Jahre 1907. Der relativ kleine Behälter fasste 400 Kubikmeter. 1969 wurde der Behälter aus dem Betrieb genommen. Beschreibung Vergleichbar den Stollenmundloch-Architekturen des Bergbaus ist auch bei einem Erdbehälter das Portalbauwerk der architektonisch gestaltete Anlagenteil. Im Falle des Viersener Behälters ist besondere Sorgfalt beim Entwurf des Eingangsbaus sowie bei der ikonographischen Ausgestaltung zu konstatieren. Zwischen flankierenden Pilastern spannt sich ein flacher Stichbogen. In das so gebildete Feld einbeschrieben, gewährt ein Halbkreisbogen den eigentlichen Zugang zum Behälter. Er ist wiederum von zwei Pfeilern senkrecht geteilt, die viertelkreisförmig bis zum Bodenniveau nach außen ausschwingen und die die vier Backsteinstufen zum Portal rahmen. Seiten- wie Mittelpilaster ragen über die obere Umrisslinie des Baus heraus. Die beiden Mittelpilaster sind über dem oberen Abschluss attikaartig verbunden. Die Außenpilaster tragen kapitellartig zwei große Rochenköpfe mit seitlich ausgestellten Flossenmotiven als Elemente einer Ikonographie des Wassers (Vorbilder dieser Art vor allem in England, insbesondere Papplewick Pumping Station bei Nottingham, wo auf Kapitellen, Glasfenstern und Wandflächen wasserbezogene Flora und Fauna zur Darstellung gelangt, vgl. Axel Föhl, Die Industriegeschichte des Wassers, Düsseldorf 1985, S. 140 f. und 158). Diese Motivik setzt sich in Viersen unterhalb der Rochenkopf-Kapitelle fort mit renaissancehaften Masken, die in eine stuckierte Wasserkaskade auslaufen. Jugendstil-Pflanzenornamentik füllt die übrigen Zierflächen des ansonsten mit Quadereffekt verputzten Gesamtbaues (vgl. Axel Föhl, Bauten der Industrie und Technik in Nordrhein-Westfalen, S. 199 "Viersen-Süchteln, Erdbehälter", Berlin 2000). Bewertung: Der unter II beschriebene Bau ist ein Denkmal im Sinne des § 2 Abs. 1 DSchG NW. Die Anlage ist bedeutend für die Städte und Siedlungen sowie für die Entwicklung der Arbeits- und Produktionsverhältnisse. Für Erhaltung und Nutzung liegen künstlerische und wissenschaftliche Gründe vor. Das Bauwerk vertritt die Erweiterungsphase städtischer Wasserversorgung nach 1900 in architektonisch anspruchsvoller Form und mit einem reichen Kanon zweckbezogener Ziermotive. Der epochentypisch dem Jugendstil verpflichtete Bau (unter eklektizistisch verwendeten Renaissance-Motiven) hat innerhalb seiner bundesweiten Vergleichsgruppe überdurchschnittliche architektonische Qualität. | 1907                        | 23. Mai 2002       | 439             |
| Wohn- und Geschäftshaus                        | Wohn- und Geschäftshaus                        | Viersen Süchtelner Straße 2 Karte                     | Beschreibung Das Haus Süchtelner Straße 2 wurde 1912 nach Plänen der Bauunternehmer H. und W. Eigelshoven als Wohn- und Geschäftshaus für Wilhelm Mintmanns errichtet, der im Erdgeschoss eine Metzgerei betrieb. Das stattliche, dreigeschossige Gebäude mit hohem Mansarddach befindet sich in markanter städtebaulicher Lage auf der Ecke Süchtelner Straße / Hofstraße, am Rande der Viersener Innenstadt, unweit der Hauptkirche St. Remigius. Auf der Ecke ist der Baukörper abgeflacht, sodass sich ein Rhythmus von 5 : 1 : 3 Achsen entsprechend einer Fassadenlänge von 21,90 × 3,20 × 10,80 m ergibt. In bauzeittypischer Weise sind nur die straßenseitigen Fassaden verputzt, die übrigen Wandflächen aber backsteinsichtig belassen. Das Erdgeschoss ist mit einem Bänderputz versehen. Erstes und zweites Obergeschoss sind glatt verputzt, werden aber durch Vor- und Rücksprünge/Erker, ornamentierte Brüstungsfelder der Fenster sowie alternierende Gruppierung der Fensteröffnungen - gedoppelte schmale zweiflüglige oder breite dreiteilige Öffnungen - lebendig gegliedert. Im Erdgeschoss ergeben sich zum Teil andere - breitere - Fensterformate bei den Schaufenstern des Ladenlokals. Prägend für das Straßenbild ist darüber hinaus ein zweigeschossiger gerundeter Erker auf der Ecke mit Austritt, der von einem übergiebelten Zwerchhaus mit ornamentiertem Giebelfeld bekrönt wird. Das in typischer Anordnung auf der Ecke gelegene Ladenlokal wird durch einen Eingang unterhalb des Erkers betreten. Die darüber liegenden Wohngeschosse besitzen einen separaten Eingang in der äußerst rechten Achse an der Süchtelner Straße mit originaler Tür, der über einen Flur zum rückwärtigen Treppenhaus mit originaler hölzerner Treppe führt. Der Baukörper ist relativ schmal, die Erschließung der Räume und Wohnung erfolgt daher einhüftig über einen jeweils rückwärtig auf der Hofseite gelegenen Flur. Grundriss und Raumorganisation des Inneren sind im Wesentlichen unverändert. Anschauliches Zeugnis der Nutzung als Metzgerei im Erdgeschoss ist außer dem Ladenlokal und dem anschließenden Kühlraum vor allem die ehemalige Wurstküche am Ende des Flügels an der Hofstraße mit ihren originalen kleinformatigen Wandfliesen. Auch die übrige historische Ausstattung wie Bodenfliesen in Ladenlokal und Fluren/Diele, Fenster, Zimmertüren (Rahmenfüllungstüren) mit Zargen, Stuckdecken und die originale, eng gewendete hölzerne Haustreppe ist in bemerkenswertem Umfang erhalten. Begründung des Denkmalwerts / Bedeutung für die Stadt Viersen Das Wohn- und Geschäftshaus Süchtelner Straße 2 zeugt von der wirtschaftlichen Blüte der Stadt Viersen in der Zeit der Industrialisierung und des Stadtwachstums "um 1900" (vergleiche hierzu allgemein die ortsgeschichtliche Literatur im Literaturverzeichnis). Während viele historische Wohn- und Geschäftshäuser der Viersener Innenstadt, insbesondere an der Hauptstraße, dem Zweiten Weltkrieg bzw. der Sanierung und dem Nutzungsdruck der anschließenden Jahrzehnte zum Opfer gefallen sind, hat sich hier, am Rande des Zentrums, ein stattliches und hinsichtlich seines originalen Baubestandes besonders anschauliches Exemplar dieser Gattung erhalten. Der historische Wandel, den dieses Haus markiert, wird bei einem Blick in die Bauakten deutlich: Zuvor stand an dieser Stelle schon ein Gebäude, nämlich ein kleines zweigeschossiges, nur drei Fensterachsen breites Wohnhaus - 1873 im Besitz von Curl (?) Meyer, 1889 von Salomon Strauss, dem seinerzeit auch die benachbarten Grundstücke gehörten, darunter jenes des heutigen Gebäudes Süchtelner Straße. 8. Im Jahr 1908/09 war laut Verzeichnis der jüdischen Einwohner im Viersener Stadtarchiv Karl Strauss, Pferdehändler in der Süchtelner Straße 8 wohnhaft, außerdem Josef Liefmann, Viehhändler in der gegenüberliegenden Hausnummer 5. Mit dem Neubau des Wohn- und Geschäftshaus Süchtelner Straße 2 im Jahr 1912 durch Wilhelm Mintmanns wurde nicht nur baulich ein Maßstabssprung von einer eher noch ländlichen hin zu einer städtischen Architektur vollzogen, sondern auch die moderne Ausdifferenzierung der Gewerbe umgesetzt, wobei die voraufgegangene Pferde-/ Viehhandlung im weiteren Sinne durchaus als ein verwandtes, vorindustrielles Gewerbe angesehen werden kann. In diesem Zusammenhang ist nämlich bemerkenswert, dass Viersen bereits relativ früh, seit Ende des 19. Jahrhunderts, einen eigenen städtischen Schlachthof besaß, der zentral Schlachtungen vornahm, und damit aktuelle großstädtische Entwicklungen übernommen hatte, wohingegen z. B. der anschließende Kreis Kempen um 1914 immer noch keine einzige dieser Einrichtungen besaß. Dies hatte Auswirkungen auch auf das Fleischgewerbe in der Stadt im Allgemeinen, denn die moderne Fleischerei verfügte folglich über keine eigene Schlachtung (respektive fand nicht mehr direkt beim Erzeuger auf dem Bauernhof statt), sondern konnte sich arbeitsteilig auf Verarbeitung und Verkauf des zentral hergestellten Produkts Fleisch nah am Endverbraucher konzentrieren. Wissenschaftliche, hier architekturgeschichtliche Gründe für die Erhaltung und Nutzung Das Haus Süchtelner Straße 2 ist ein typisches, qualitätvoll gestaltetes und anschaulich erhaltenes Zeugnis des Bautyps städtisches Wohn- und Geschäftshaus um 1910. Gestalterisch zeigt es deutlich die inzwischen weitgehend vollzogene Loslösung vom Historismus zugunsten einer sachlicheren, an barocken Formen orientierten Formensprache. Im Inneren sind nicht nur Raumaufteilung und zahlreiche Ausstattungsdetails der Bauzeit erhalten, die ein ungewöhnlich vollständiges Bild der Lebenswelt um 1910 ermöglichen, sondern insbesondere auch die Funktionsräume der Metzgerei im Erdgeschoss mit Ladengeschäft in typischer Anordnung auf der Ecke sowie im Flügel an der Hofstraße anschließend noch Kühlraum, Küche und Wurstküche, unter der sich im Untergeschoss noch ein "Salzkeller" zur Lagerung befand. Insofern ist das Haus auch von spezieller bautypologischer Bedeutung als frühes Beispiel der funktionalen Anlage einer modern organisierten Metzgerei. "Die Geschichte [der Fleischversorgung im 19. und frühen 20. Jahrhundert] war verbunden mit den Versorgungsansprüchen einer stetig und zuweilen sprunghaft wachsende Stadtbevölkerung, mit steigenden Anforderungen an die Hygiene sowie die Übertragung von mechanisierten und arbeitsteiligen Produktionsformen. auf Schlachtung, Tierverarbeitung und Lebensmittelherstellung" (Walter Buschmann). Neben Schlachthöfen sind hierzu frühe moderne Metzgereien wie diese als weiterverarbeitendes und an den Endverbraucher verkaufendes Gewerbe zu zählen. Städtebauliche Gründe für die Erhaltung und Nutzung Das Wohn- und Geschäftshaus befindet sich in Ecklage an einer markanten Stelle am nördlichen Rand der Viersener Innenstadt, wo in Sichtweite der Hauptkirche mehrere Straßen annähernd sternförmig aufeinandertreffen. Mit seinem Eckerker und darüber liegender Giebelausbildung (die ursprüngliche geplante bekrönende Dachlaterne wurde wohl nicht ausgeführt) wird das Straßenbild positiv akzentuiert und geprägt, die beiden anschließenden Flügel schaffen einen sauber gestalteten Übergang in die jeweiligen Straßen. Gerade im Gegensatz zu seinem kleinen, allein auf die Süchtelner Straße ausgerichteten Vorgänger wird auch deutlich, wie städtebauliche Gedanken die Anlage und Gestalt des Neubaus beeinflussten, obwohl sich dadurch eine asymmetrische, räumlich schwierig zu organisierende Grundfläche ergab. Die städtebauliche Gestaltung der Süchtelner Straße war zur Bauzeit sicher auch von besonderer Bedeutung, da es sich erst seit relativ kurzer Zeit um die nördliche Hauptein- und -ausfallstraße des stark gewachsenen Viersen handelte. 1845 war sie "als Teilstrecke der Viersen-Aldekerker Bezirksstraße ausgebaut worden. Vorher verbanden die heutige Vogtei- und die Alte Süchtelner Landstraße Viersen mit Süchteln. Die Süchtelner Straße war vor ihrem Ausbau ein einfacher Fußweg. Er wird 1593 als "Süchtelsche Wegh" erwähnt." [Karl L. Mackes: Die Alt-Viersener Straßennamen (= Viersen, Beiträge zu einer Stadt 23), Viersen 2001, Seite 90] Schutzumfang Das Wohn- und Geschäftshaus Süchtelner Straße 2 in Viersen ist ein Baudenkmal - außen und innen, wie beschrieben - im Sinne des § 2 Denkmalschutzgesetz NRW. Es ist bedeutend für Viersen. An seiner Erhaltung und Nutzung besteht aus wissenschaftlichen, hier architekturgeschichtlichen sowie aus städtebaulichen Gründen ein öffentliches Interesse. Quellen und Literatur Bauakte der Stadt Viersen. F.W. Lohmann: Geschichte der Stadt Viersen. Viersen 1913. Auf dem Wege zur Stadt. Viersen im 19. Jahrhundert. Verein für Heimatpflege Viersen / Kulturamt der Stadt Viersen, Begleithefte zur Ausstellung 1983. Walter Buschmann: Aachen, Schlachthof Metzgerstraße/Liebigstraße: https://www.rheinische-industriekultur.de/objekte/aachen/Schlachthof/Schlachthof.html | 1912                        | 26. November 2013  | 508             |
| Wohnhaus                                       | Wohnhaus                                       | Viersen Süchtelner Straße 73 Karte                    | Das Gebäude ist zweigeschossig mit ausgebautem Dachgeschoss und einem Satteldach errichtet. Die Fassade gliedert sich in fünf Achsen, wobei die rechte Achse gleichzeitig Eingangsachse ist. Die originale einflüglige Hauseingangstür und Oberlicht und Türfenster ist durch geometrische und vegetabile Ornamentik geschmückt. Der Eingangsbereich, umgeben von jeweils einem Wandpilaster und einem Rundbogen, ist mit Blütenornamenten verziert. Die nebenliegenden Erdgeschossfenster sind mit geometrischen Bändern umgrenzt und mit einem Rundbogen versehen, der einen Schlussstein mit einem Blütenornament aufweist. Die Fenster im Erd- und Obergeschoss zeigen die gleiche Gestalt, ein zweiflügliges Fenster mit Oberlicht. Die Fassade erfährt eine Betonung in der linken Achse. Dies zeigt sich in der Ausbildung eines Zwillingsfensters im Erd- und Obergeschoss sowie eines geschweiften Knickgiebels mit barockesierenden Stuckelementen. Das Zwillingsfenster im Obergeschoss erfährt eine reiche geometrische und vegetabile Schmuckausbildung. Über dem Fenster zeigt sich ein auskragendes Gesims, verziert mit einem Blüten- und Blattfries sowie einem mittig gelegenen Wappenornament. Der darüber liegende Kielbogen weist ebenfalls Blüten- und Blattornamente auf. Die Fensterbrüstung des Zwillingsfensters, zwischen Gurt- und Sohlbankgesims, ist mit Kreuzbogenornamenten und ausschmückenden Blütenmotiven verziert. Die nebenliegenden Fenster weisen, bis auf die Fensterbrüstungen, die gleichen Schmuckformen in vereinfachter Form auf. Die Fensterbrüstungen sind mit einem in Blattwerk gehaltenen Wappenornament geschmückt. Das Dachgesims ist schlicht und zurückhaltend ausgeprägt und wird durch die bauliche Ausbildung des Ziergiebels in seiner Geradlinigkeit unterbrochen. Der Grundriss des Hauses ist nahezu unverändert. Im Flur befinden sich die originalen farbigen Bodenfliesen und die repräsentative ursprüngliche Holztreppe mit gedrechseltem Geländer und einer Holzverkleidung in Kassettenform. Die Treppenform ist gerade, dreiläufig mit gleichsinnigem Richtungswechsel. Ebenso erhalten sind die Holzinnentüren, die Türflügel zeigen Holzkassetten auf und eine mit geometrischen Ornamenten geschmückte Stuckdecke. Besonders hervorzuheben sind die original erhaltenen Fensterbeschläge und die Gussheizkörper im Erdgeschoss. Die Heizrippen weisen kreisförmige Verzierungen auf. Die zeittypische aufwendige Fassadengestaltung kennzeichnet den zeitgenössischen Bautyp des stattlichen Wohnhauses, das hier das historische Stadtbild widerspiegelt. Bemerkenswert ist auch die qualitativ hohe Innenausstattung. Aus wissenschaftlichen, insbesondere architekturgeschichtlichen, stadtentwicklungsgeschichtlichen und städtebaulichen Gründen liegen Erhaltung und Nutzung des Gebäudes gemäß § 2 (1) des Denkmalschutzgesetzes im öffentlichen Interesse. | 1903                        | 11. Dezember 1991  | 298             |
| Wohnhaus                                       | Wohnhaus                                       | Viersen Süchtelner Straße 130 Karte                   | Das Gebäude am Stadteingang ist axialsymmetrisch in drei Achsen errichtet. Die backsteinsichtige Fassade wird gegliedert durch horizontale Gesimse und senkrecht abschließende Eckquaderung. Die Mittelachse ist durch Anordnung der Türe und Erker mit darüber liegendem Giebel besonders hervorgehoben. Die Fenster im Erdgeschoss sind mit Rundbögen überdeckt. Den Oberlichtern sind zur Verdeckung der Rollläden Fächerrosetten vorgesetzt. Beim Obergeschoss werden zur Verdeckung der Rollläden Zahnblenden verwendet. Ein hohes Gesims leitet zum Walmdach über. Die Mittelachse des Hauses ist gleichzeitig auch Erschließungsachse. Hier ist der Flur mit Holztreppenanlage untergebracht. Bemerkenswert ist der in zweifarbigem Marmor ausgestattete Flurbereich. Weiter sind alle Ausbauten wie Türen und Holzböden im originalen Zustand belassen. Das filigrane Stuckwerk an den Decken des Hauses ist insgesamt erhalten. Der Garten aus der Mitte des 19. Jahrhunderts gehört ehemals zum Peschhof und wird durch den Bau der Süchtelner Straße vom Hof getrennt. Nach der Errichtung des Neubaus bleibt der Garten in seiner ursprünglichen barocken Formensprache erhalten. Die Wegeführung, in einer Quer- und drei Längsachsen gegliedert, ist mit Buchsbaumhecken eingefriedigt. Am Ende des Gartens steht ein Ilex Krenata, der auf die Entstehungszeit des Gartens schließen lässt. Die Form dieser Gärten ist selten. Sie wird mit dem auftretenden Bürgertum durch Landschaftsgärten abgelöst. Die zeittypische Fassadengestaltung des Hauses kennzeichnet den Bautyp des stattlichen Wohnhauses. In seiner elitären Bauform am Ortseingang von Viersen repräsentiert es hier die Baugesinnung der reicheren Bürger der Stadt. Aus wissenschaftlichen, insbesondere architektur- und gartenarchitekturgeschichtlichen Gründen liegt Erhaltung und Nutzung des Gebäudes und des Gartens gemäß § 2 (1) des Denkmalschutzgesetzes im öffentlichen Interesse. | 1908                        | 12. Mai 1989       | 194             |
| weitere Bilder                                 | Ringofen                                       | Viersen Süchtelner Straße 188 Karte                   | Bei dem um 1900 errichteten Ringofen an der Süchtelner Straße handelt es sich um einen Sechzehn-Kammer-Ofen mit Kohlenfeuerung. Über dem konisch sich verjüngenden, von sechzehn rundbogigen Einsetzöffnungen durchbrochenen, ovalen Ofenkörper erhebt sich ein Walmdach auf rechteckigem Grundriss. In Höhe der Oberkante des Ofenkörpers ziehen sich einfache, auf Holzstützen ruhende, pultförmige Schleppdächer an nördlicher und südlicher Längswand entlang. Der Schornstein erhebt sich am Schnittpunkt von Längs- und Querachse der Anlage. Auf quadratischem Sockel, der den First um etwa zwei Meter überragt, leitet ein oktogonales Zwischenstück zum runden, leicht konischen Schornstein selbst über, der einen Teil seiner ursprünglichen Höhe verloren hat. Die drei für den Ringofen typischen Ebenen der Produktion, der Bedienung und des Wetterschutzes sind vollständig erhalten. Die ringförmig über den Ofenkammern angeordneten Schür-, Zug- und Beobachtungsöffnungen sind unverändert erhalten, und nicht, wie an anderen Stellen häufig, durch spätere Umstellung auf Gas- oder Erdölbetrieb beseitigt. Nördlich anschließend erhebt sich im rechten Winkel zum Ringofen ein nach den Seiten hin nur mit Lattenrosten geschlossener Trockenschuppen unter flachem Satteldach. Die näher zur Süchtelner Straße hin gelegenen Wohngebäude sollen in diesem Zusammenhang außer Betracht bleiben. Geschichte: Zwei Dinge charakterisieren lange Zeit die Produktion von gebrannten Ziegeln zu Bauzwecken: der Zusammenhang mit der landwirtschaftlichen Produktion und wiederum damit zusammenhängend die Produktion in Kampagnen, das heißt der diskontinuierliche Betrieb. Trotz der Konkurrenz rentablerer industrieller Technologie verlor der Prozess der Ziegelherstellung diese Ausprägung nur langsam. Ein Markstein in dieser Entwicklung war das Jahr 1858; in Rosslau an der Elbe wurde erstmals der Pferdegöpel durch eine Dampfmaschine ersetzt. Der Fortschritt war groß. Ein Handziegler hatte pro Stunde 150 bis 200 Normalziegel ausgeformt. Ein Pferdegöpel mit zwei Pferden und drei Mann brachte es auf 300 bis 400 Stück pro Stunde. Die Dampfziegelpresse mit einer Leistung von 20 PS schaffte dagegen bereits 3500 Ziegel pro Stunde. Der Wandel vollzog sich nun schnell. 1860 standen in Preußen in allen Betrieben der Branche Steine/Erden 97 Dampfmaschinen. Zehn Jahre später, 1870, waren es schon 361 und 1877 dann 648. Der Ziegelausstoß stieg im Deutschen Reich von 1884 bis 1896 um 223 Prozent. In dieser Zeit hatte das Personal lediglich um 60 Prozent zugenommen. Die Tonindustriezeitung schätzte für das Jahr 1906, dass von den da produzierten 26 Milliarden Steinen noch 20 Prozent oder sechs Milliarden Stück von Hand geformt wurden. Ein wichtiger Industriezweig, in dem 1895 2,7 Prozent aller Erwerbstätigen oder 219.860 Personen tätig waren. 1875 waren es in 17.736 Lehm- und Tongruben erst 85.015 Arbeiter gewesen, in 20 Jahren also eine Vermehrung des Personalbestandes um das Zweieinhalbfache. 1906 arbeiteten 10.900 Ziegeleien, davon waren ca. 5.000 Dampfziegeleien. 1896 waren insgesamt 10,5 Milliarden Ziegel in Deutschland produziert worden sowie 450 Millionen Dachziegel, 143 Millionen Drainröhren mit 14 Millionen Tonröhren. In der Rheinprovinz hatte die Gewerbezählung von 1895 ergeben, dass in 4,2 % der insgesamt etwa 1.200 Betriebe 12 % der Arbeiter beschäftigt waren, die Quantität der Produktion somit eindeutig bei den Großbetrieben lag, die im Dauerbetrieb arbeiteten. Neben dem Maschineneinsatz wurde dieser jahreszeitunabhängige Betrieb vor allem durch die Entwicklung der Ofentechnik möglich gemacht. Den Durchbruch zur industriemaßstäblichen Betriebsweise in der Ziegelherstellung schaffte der 1858 patentierte sog. Hoffmann-Licht’sche Ringofen. Erst hier gelang die Reduzierung der Brennstoffmenge in drastischem Maß und erst hier war die Voraussetzung zu kontinuierlichem Betrieb geschaffen, rechtzeitig, um auf das Wirtschaftswachstum der industriellen Revolution bedingte, sprunghafte Städtewachstum reagieren zu können. Nach Brogniart waren bereits die Chinesen 2.000 v. Chr. auf die Idee gekommen, die heißen Gase aus einer im Vollfeuer stehenden Brennkammer zum Vorwärmen des in einer weiteren Ofenkammer stehenden Brenngutes zu verwenden. Auch das Prinzip, das Brennmaterial von oben in die Heizkammern einzubringen, war hier schon vorgegeben. In der Landbaukunst berichtet Gilly von einem J. G. Müller, der 1776 auf diese Weise sechs Öfen miteinander in Verbindung gebracht hatte. Eine kreisförmige Anordnung mehrerer Öfen nahm 1839 der Maurermeister Amold in Fürstenwalde vor, was einen ununterbrochenen ringförmigen Raum mit sieben Kammern ergab – für jeden Wochentag eine. Weitere Entwicklungen in dieser Richtung waren gefolgt, die von Gibbs 1841, von Villeneuve 1845, setzten sich aber nicht durch, da jeweils „der Erfinder es nicht verstand, für seine Erfindung Reklame zu machen“, wie Klasen anmerkt. Dem Berliner Baumeister Friedrich Hoffmann, der zusammen mit dem Wiener Stadtbaurat A. Licht 1856 den ersten Prospekt für einen Ringziegelofen herausgab, sollte dies nicht passieren: Er gründete vorsorglich den „Deutschen Verein für die Fabrikation von Ziegeln, Thonwaren, Kalk und Zement“ und erhielt im Mai 1858 das preußische, Anfang 1860 auch das bayerische und Württembergische Patent auf seinen Ringofen, 1867 auf der Pariser Weltausstellung sogar den begehrten Grand Prix. 1870 wurde das Patent aber bereits wieder aufgehoben auf Betreiben eines anderen Berliner Baumeisters, der inzwischen den oben erwähnten Ofen des Maurermeisters Amold von 1839 buchstäblich wieder ausgegraben hatte, um Hoffmanns Anspruch zunichtezumachen. Der erste Hoffmann’sche Ringofen war am 22. November 1859 in Scholwin bei Stettin in Betrieb gegangen; bis 1870 gab es 331 in Preußen und 639 in der ganzen Welt. Was war der Grund für diesen Erfolg? Vor allem die Brennstoffersparnis: zehn Zentner für 1.000 Steine hatte der Deutsche Ziegelofen gebraucht, sieben der Kasseler, Hoffmanns Ringofen mit zwölf Kammern benötigte nur noch drei Zentner, der 16- bis 18-kammrige ab 1868 sogar nur noch zwei bis zweieinhalb Zentner! Alles in allem also eine Brennkostensenkung um zwei Drittel! Rupp beschreibt dieses Wunderding: Er bestand im Wesentlichen aus drei Teilen: Dem Brennkanal, dem Rauchsammler und dem Schornstein in der Mitte der Anlage. Der Brennkanal stellt dabei ein endloses, in sich selbst zurückkehrendes Gewölbe dar, das durch Scheidewände, sog. Schieber, in mehrere Abteilungen oder Kammern unterteilt werden kann, von denen jede nach außen mit einer Türöffnung versehen ist. Im Brennkanal des Ringofens macht das Feuer beständig die Runde in Richtung des Luftzuges, der durch Abzüge reguliert werden kann. Weiterer Vorteil des Ringofens war die geringe Bruchquote. Sie lag bei 1 % gegenüber 10 bis 20 % bei Feldbränden. Die ursprünglich kreisrunden Öfen (von denen nur noch ganz wenige in Deutschland erhalten sind, z. B. im Werk Zehdenik des VEB Ziegelkombinats Potsdam, DDR) streckten sich bald und erreichten Maße zwischen 40 und 90 Metern Länge mit 14 bis 18 Brennabteilungen. Diesem Typus gehören die meisten der noch hier und da anzutreffenden Ringöfen an. Bei mehr als 18 Kammern entwickelte man Doppelringöfen, von denen ein besonders imposantes Beispiel, der Niermannsche Doppelofen in Düsseldorf-Grafenberg, als wichtiges Industriedenkmal erhalten, in seinem Bestand jedoch gefährdet ist. Gerade im Rheinischen waren Ringöfen in großer Dichte anzutreffen: Von Kaldenkirchen an der holländischen Grenze aus erstreckt sich ein etwa 16 zu 4 Kilometer großes Tonvorkommen nach Süden bis in den Landkreis Erkelenz, auch heute noch ein Gebiet der intensiven Herstellung von Tonröhren. Um 1890 waren hier um die Orte Brüggen und Bracht herum zahlreiche Ringofenanlagen entstanden, die bis in die Zeit vor dem Zweiten Weltkrieg zwischen der Hälfte und zwei Dritteln ihrer Gesamtproduktion in die alte Reichshauptstadt Berlin abgesetzt hatten. Eine Spezialität des rheinisch-westfälischen Kohlereviers waren die Zechenziegeleien, die mit Hilfe sog. Trockenpressen die beim Zechentiefbau nach 1850 anfallenden, bislang ungenutzten Schiefertone verarbeiteten. Ein soeben als Industriedenkmal wiederhergerichteter Zechenringofen dieser Art ist als Teil des westfälischen Industriemuseums auf der Zeche Nachtigal im Muttental bei Witten zu sehen. Mit der Einführung des Hoffmann’schen Ringofens beginnt die Industrialisierung der Ziegelsteinherstellung. Im Verbund mit den etwa gleichzeitig für die Massenproduktion geeigneten, die Dampfkraft als Antrieb nutzenden Arbeitsmaschinen tat die Ziegelindustrie den Schritt von der bäuerlichen Nebenerwerbstätigkeit in Abhängigkeit von Witterung und begrenztem Absatzmarkt zur leistungsfähigen, in immer größeren Betriebseinheit organisierten Industrie. Rechtzeitig vor den Wachstumsschüben der sich bildenden Großstädte hatte sich hier die Technologie entwickelt, die notwendig war, um mit dem flutartig anschwellenden Bauvolumen Schritt zu halten. 1860 stand in Homberg bei Duisburg der erste Hoffmann’sche Ringofen im Rheinland. Der Kreis Düsseldorf verfügte zu dieser Zeit über 34 Nicht-Ringofen-Ziegeleien mit insgesamt 246 Beschäftigten. Bedeutung: Vor dem unter 2. skizzierten entwicklungsgeschichtlichen Hintergrund ist die Viersener Ringofenanlage als bedeutender Beleg dieses Entwicklungsprozesses einzustufen. Grundsätzlicher Aufbau, Größenordnung und Erhaltungszustand sowie die Tatsache, dass spätere Technologien nicht verändernd eingewirkt haben, prädestinieren die Viersener Anlage zu einer Fortexistenz als technisches Denkmal. Weit über die Ortsgrenzen hinaus ist es geeignet, einen ganzen, nahezu vollständig verschwundenen regionalen Wirtschaftszweig repräsentativ erfahrbar zu machen. Im Vergleich zu anderen erhaltenen Anlagen ragt der Viersener Ofen heraus, was Erhaltungszustand und handhabbare Größenordnung anlangt. Aus den genannten Gründen handelt es sich bei dem Ringofen der ehem. Firma Höges & Schloten um ein Denkmal im Sinne des § 2 Abs. 1 DSchG NW. Es ist in besonders signifikanter Weise bedeutend für die Geschichte der Städte und Siedlungen, deren Wachstum Bauten dieser Art erst ermöglichten, sowie für die Entwicklung der Arbeits- und Produktionsverhältnisse. Für die Erhaltung und Nutzung liegen wissenschaftliche und städtebauliche Gründe vor, hier insbesondere solche der Städtebau- und Technikgeschichte. | um 1900                     | 25. Juli 1986      | 115             |
| Zieglerhaus u. Zieglerschuppen                 | Zieglerhaus u. Zieglerschuppen                 | Viersen Süchtelner Straße 188 Karte                   | Bei dem 1908 errichteten Haus handelt es sich um ein ehemaliges Wohnhaus mit Büro, angrenzendem Pferdestall und einer Toilettenanlage. Es bildete somit eine Versorgungseinheit für die Ringofenanlage. Das zweigeschossige Wohnhaus mit Satteldach ist in 3 : 4 Achsen backsteinsichtig errichtet. Es wurden jedoch Anbauten neueren Datums hinzugefügt. Der Giebelseite des Hauses sind zwei von einem Stichbogen überdeckte Eingänge mit vier darüber liegenden Fensteröffnungen zugeordnet. Ein rundes Fenster befindet sich in der Giebelspitze. Fenster und Türen sind weitgehend modernisiert. Auf der Seite zur Süchtelner Straße sind die Fensteröffnungen mit Stichbogen in der ursprünglichen Größe vorhanden, jedoch vermutlich bei einem Umbau früheren Datums vermauert. Die Ansicht zur Ringofenanlage ist durch Modernisierungsmaßnahmen (Fensteröffnungen) weitgehend verändert. Der Pferdestall und die Toilettenanlage bilden jeweils eigenständige Bauteile, die mit dem Satteldach an den Giebel des Wohnhauses gestaffelt anschließen. In dem Pferdestall wurden ursprünglich die Pferde beherbergt, die den Göpelgang im Ringofen antrieben. Heute ist der Pferdestall zu Wohnzwecken umgestaltet. Das Innere des gesamten Hauses ist durch Um- und Ausbaumaßnahmen verändert, jedoch ist das schlichte Treppenhaus mit einer einfachen Holztreppe mit eckigen Geländerstäben erhalten. Zum Teil sind die originalen Türen mit Rahmen und Füllung erhalten. Der Keller des Hauses, noch backsteinsichtig, ist von einer Kappendecke überdeckt. Das Gebäude erfährt seine Denkmaleigenschaft im Wesentlichen durch seine Zugehörigkeit zur Ringofenanlage. Es gibt ferner Auskunft über derzeitige Arbeits- und Produktionsverhältnisse und kann nur mit der Anlage im Zusammenhang als ein historischer Bestandteil gesehen werden. Aus wissenschaftlichen, insbesondere als Zeugnis für die Entwicklung der Arbeits- und Produktionsverhältnisse steht das Gebäude gemäß § 2 (1) des Denkmalschutzgesetzes im öffentlichen Interesse. | 1908                        | 19. September 1988 | 181             |
| BW                                             | Wohnhaus Carl Strauss                          | Viersen Süchtelner Straße 8 Karte                     | dreigeschossiges Wohnhaus, straßenseitig 4 Achsen, kleinteiliger Quaderputz; Eingang und Fenster mit Rundbogen; OG mit wellenförmigen Kratzputz, floraler Dekoration; zweigeschossiger Erker; über Eingang fünfeckiger Turm mit mehrstufiger barocker Haube | 1904                        | 3. April 2014      | 512             |